# 日本の廃止された法律
日本の廃止された法律（にほんのはいしされたほうりつ）では、法形式として法律が定められた明治時代から2022年8月24日現在までにおける、廃止、失効等により効力を失った法律をまとめた。法形式として法律であるものに限定し、法律の効力があるとされた緊急勅令やポツダム命令は含まない。なお、効力の停止された法律についてもこの記事で記述する。

## 法令の廃止及び失効並びに実効性喪失
法令が効力を失う形態として以下に記述するように、法令の規定により明白に行われる廃止及び失効と、明白な法令の規定によらない実効性喪失がある。

### 廃止
明治以降の日本における法制度では、法令を廃止するには同種または上位の法令に依らなければならない。つまり、ある法律を廃止するためには、その法律や他の法律の中に、法律を廃止する旨の条文が存在している必要があるということである。ただし形式上は命令であるが法律の効力を有する緊急勅令やポツダム命令による廃止は可能であり実例もある。また、政令・省令（府令も含む）を廃止する場合も同様に、同種の法令か、その上位の法令によって廃止される。例えば、政令は法律の下位にあたるので、政令で法律を廃止することは出来ない。逆に法律は政令より上位にあるので、法律で政令を廃止することはできる。実例として道路交通法はその制定の際に、旧法である道路交通取締法に加えて、道路交通取締法施行令（政令）も廃止している。ただしこれはかなり異例の措置であり、このときは、道路交通取締法では、運転免許制度は政令で定めるとしていたものを、道路交通法では法律で定め、その経過措置を規定する必要があったためである。また、A法に代わるB法を制定する際に、B法でA法を廃止する場合と、B法でA法の全部を改正する場合がある。B法でA法を廃止する場合はもとより、B法でA法の全部を改正する場合でもA法が消滅するので廃止と同じ扱いになる。

### 失効
時期を指定した立法の場合、上述のような廃止のための立法措置をせずとも、法はその対象期間が過ぎた後に自動的に失効する。具体的には「この法律は、○年○月○日限り、その効力を失う」という文言が入っているものが失効する法律である。なお、よく使われる時限立法という語はマスコミ用語で、法律用語としては限時法（げんじほう）という。なお通常は、その法律に「この法律は〇〇年×月△日から効力を失う」と規定するが、他の法律で「B法は〇〇年×月△日から効力を失う」とする場合がある。この場合は廃止規定と実質の差はなくなる。

### 実効性喪失
実効性喪失法令とは、法務省大臣官房司法法制部が行う法令の編纂において、廃止等の手続はとられていないが、1.日時の経過、2.関係事務の終了、3.規律対象の消滅等により、適用される余地がなくなった、もしくは合理的に判断して適用されることがほとんどないと認められるに至った法令のことである。

## 一覧
以下の一覧では、効力を失った法律について、法律の制定された順に題名、法令番号、廃止・失効の根拠、その法令番号を記載する。表の長さの便宜上、公布の年を10年単位で区分してある。廃止の根拠法令は、緊急勅令やポツダム命令があるため、法律以外の場合がある。廃止の根拠法令の題名は、題名の改題があった場合、廃止時点ではなく現在の題名になっている。なお廃止の根拠法令が複数ある場合については当該廃止法令の注釈を参照のこと。失効の場合は、失効の根拠条項（その法律自体の場合は、法律名を省略）を記載した。
この一覧は、国立国会図書館の日本法令索引のデータに基づいている。

### 1881年～1890年
| 法律名 | 法令番号            | 廃止根拠法令名                                                                                               | 法令番号            |
| --- | ------------------- | --- | ------------------- |
| 登記法 | 明治19年法律第1号   | 不動産登記法                                                                                                 | 明治32年法律第24号  |
| 登記法 | 明治19年法律第1号   | 登記法中特許意匠及商標ノ登記ニ関スル規定廃止法律                                                             | 明治32年法律第44号  |
| 登記法 | 明治19年法律第1号   | 船舶法 | 明治32年法律第46号  |
| 公証人規則 | 明治19年法律第2号   | 公証人法 | 明治41年法律第53号  |
| 市制 | 明治21年法律第1号   | 市制 | 明治44年法律第68号  |
| 町村制 | 明治21年法律第1号   | 町村制 | 明治44年法律第69号  |
| 陸軍治罪法 | 明治21年法律第2号   | 陸軍軍法会議法                                                                                               | 大正10年法律第85号  |
| 徴兵令 | 明治22年法律第1号   | 兵役法 | 昭和2年法律第47号   |
| 議院法 | 明治22年法律第2号   | 国会法 | 昭和22年法律第79号  |
| 衆議院議員選挙法 | 明治22年法律第3号   | 衆議院議員選挙法                                                                                             | 大正14年法律第47号  |
| 会計法 | 明治22年法律第4号   | 会計法 | 大正10年法律第42号  |
| 海軍治罪法 | 明治22年法律第5号   | 海軍軍法会議法                                                                                               | 大正10年法律第91号  |
| 府県会議員選挙規則 | 明治22年法律第6号   | 府県制 | 明治23年法律第35号  |
| 市制施行ニ付府県会議員ノ選挙及市公民ノ資格ニ関スル件 | 明治22年法律第7号   | 自治庁関係法令の整理に関する法律                                                                             | 昭和29年法律第82号  |
| 官立府県立師範学校卒業生ノ徴兵ニ関スル件 | 明治22年法律第8号   | 文部省関係法令の整理に関する法律                                                                             | 昭和29年法律第135号 |
| 国税徴収法 | 明治22年法律第9号   | 国税徴収法                                                                                                   | 明治30年法律第21号  |
| 薬品営業並薬品取扱規則 | 明治22年法律第10号  | 薬事法 | 昭和18年法律第48号  |
| 水利土功及学事ニ関スル会議存続ノ件 | 明治22年法律第11号  | 建設省関係法令の整理に関する法律                                                                             | 昭和29年法律第140号 |
| 市制中東京市京都市大阪市ニ特例ヲ設クルノ件 | 明治22年法律第12号  | 市制中東京市京都市大阪市ニ於ケル特例廃止法律                                                                 | 明治31年法律第19号  |
| 地券廃止ノ件 | 明治22年法律第13号  | 自治庁関係法令の整理に関する法律                                                                             | 昭和29年法律第82号  |
| 市制町村制施行地ノ所得税ニ関スル件 | 明治22年法律第14号  | 実効性喪失                                                                                                   | 実効性喪失          |
| 会計検査院法 | 明治22年法律第15号  | 会計検査院法                                                                                                 | 昭和22年法律第73号  |
| 市制第百二十七条及町村制第百三十条ニ拠レル行政裁判手続ノ件                                                                                                  | 明治22年法律第16号  | 行政裁判法                                                                                                   | 明治23年法律第48号  |
| 北海道開墾地地租地方税免除ノ件 | 明治22年法律第18号  | 大蔵省関係法令の整理に関する法律                                                                             | 昭和29年法律第121号 |
| 土地収用法 | 明治22年法律第19号  | 土地収用法                                                                                                   | 明治33年法律第29号  |
| 特別輸出港規則 | 明治22年法律第20号  | 関税法 | 明治32年法律第61号  |
| 田畑地価特別修正法律 | 明治22年法律第22号  | 自治庁関係法令の整理に関する法律                                                                             | 昭和29年法律第82号  |
| 北海道ノ内従来酒造税則ヲ施行セサル地方ニ之ヲ施行スルノ件 | 明治22年法律第24号  | 酒造税法 | 明治29年法律第28号  |
| 海軍軍人軍属等犯罪即決法 ［旧名称：海軍軍人軍属違警罪処分例］                                                                                               | 明治22年法律第25号  | 昭和二十年勅令第五百四十二号ポツダム宣言の受諾に伴ひ発する命令に関する件に基く船舶保護法の廃止等に関する勅令 | 昭和21年勅令第562号 |
| 屯田兵司令部ニ軍法会議ヲ設クルノ件 | 明治22年法律第27号  | 実効性喪失                                                                                                   | 実効性喪失          |
| 議会並議員保護ノ件 | 明治22年法律第28号  | 刑法施行法                                                                                                   | 明治41年法律第29号  |
| 国税滞納処分法 | 明治22年法律第32号  | 国税徴収法                                                                                                   | 明治30年法律第21号  |
| 地方税及備荒儲蓄金滞納者処分ノ件 | 明治22年法律第33号  | 自治庁関係法令の整理に関する法律                                                                             | 昭和29年法律第82号  |
| 軍港要港ニ関スル件 | 明治23年法律第2号   | 昭和二十年勅令第五百四十二号「ポツダム」宣言ノ受諾ニ伴ヒ発スル命令ニ関スル件ニ基ク要塞地帯法廃止等ノ件       | 昭和20年勅令第576号 |
| 地方税経済ニ於テ非常災害ノ為メニ要スル土木費借入ノ件 | 明治23年法律第3号   | 明治二十三年法律第三号ニ関スル件                                                                             | 明治23年法律第74号  |
| 地方税経済ニ於テ非常災害ノ為メニ要スル土木費借入ノ件 | 明治23年法律第3号   | 地方税経済ニ於テ臨時土木費ノ為ニ起債及地租制限外賦課ノ件                                                     | 明治29年法律第62号  |
| 北海道及町村制ヲ施行セサル島嶼ノ国税徴収ノ件 | 明治23年法律第4号   | 国税徴収法                                                                                                   | 明治30年法律第21号  |
| 裁判所構成法 | 明治23年法律第6号   | 裁判所法 | 昭和22年法律第59号  |
| 重罪控訴予納金規則 | 明治23年法律第7号   | 重罪控訴予納金規則廃止法律                                                                                   | 明治33年法律第25号  |
| 水道条例 | 明治23年法律第9号   | 水道法 | 昭和32年法律第177号 |
| 明治二十二年度会計特別整理ノ件 | 明治23年法律第11号  | 大蔵省関係法令の整理に関する法律                                                                             | 昭和29年法律第121号 |
| 通用ヲ禁止シタル貨幣紙幣ノ引換ニ関スル件 | 明治23年法律第13号  | 通貨の単位及び貨幣の発行等に関する法律                                                                       | 昭和62年法律第42号  |
| 整理公債ニ関スル特別会計設置ノ件 | 明治23年法律第14号  | 整理公債ニ関スル特別会計設置ノ件廃止ニ関スル法律                                                             | 明治32年法律第14号  |
| 壱岐対馬電報料ノ件 | 明治23年法律第16号  | 壱岐対馬電報料の件を廃止する法律                                                                             | 昭和29年法律第139号 |
| 作業会計法 | 明治23年法律第17号  | 印刷局特別会計法 ［旧名称：専売局及び印刷局特別会計法：印刷庁特別会計法］                                    | 昭和22年法律第36号  |
| 陸軍作業会計法 | 明治23年法律第18号  | 政府出資特別会計法外二十一法令の廃止等に関する法律                                                           | 昭和21年法律第21号  |
| 鎮守府造船材料資金会計法 | 明治23年法律第19号  | 海軍造船材料資金会計法                                                                                       | 明治35年法律第34号  |
| 官設鉄道会計法 | 明治23年法律第20号  | 帝国鉄道会計法                                                                                               | 明治39年法律第37号  |
| 中央備荒儲蓄金預金局預金郵便貯金郵便為替金郵便取立金特別会計ニ関スル法律 ［旧名称：中央備荒儲蓄金預金局預金郵便貯金預所貯金郵便為替金特別会計ニ関スル法律］ | 明治23年法律第21号  | 大蔵省預金部特別会計法                                                                                       | 大正14年法律第13号  |
| 裁判所構成法施行条例 | 明治23年法律第22号  | 裁判所法 | 昭和22年法律第59号  |
| 陸地測量標条例 | 明治23年法律第23号  | 測量法 | 昭和24年法律第188号 |
| 紙幣交換基金特別会計法 | 明治23年法律第24号  | 大蔵省関係法令の整理に関する法律                                                                             | 昭和29年法律第121号 |
| 鎖店銀行紙幣交換基金特別会計法 | 明治23年法律第25号  | 大蔵省関係法令の整理に関する法律                                                                             | 昭和29年法律第121号 |
| 官立学校及図書館会計法 | 明治23年法律第26号  | 学校及図書館特別会計法                                                                                       | 明治40年法律第23号  |
| 陸軍給与ニ関スル委任経理ノ件 | 明治23年法律第27号  | 昭和二十年勅令第五百四十二号ポツダム宣言の受諾に伴い発する命令に関する件に基く軍用電気通信法等を廃止する勅令 | 昭和21年勅令第564号 |
| 蹄鉄工免許規則 | 明治23年法律第31号  | 装蹄師法 | 昭和15年法律第89号  |
| 民法財産編財産取得編債権担保編証拠編 | 明治23年法律第28号  | 民法 | 明治29年法律第89号  |
| 公示催告手続ニ関スル法律 〔通称：公催仲裁法, 仲裁法〕［旧名称：民事訴訟法, 公示催告手続及ビ仲裁手続ニ関スル法律］                                           | 明治23年法律第29号  | 民事関係手続の改善のための民事訴訟法等の一部を改正する法律                                                   | 平成16年法律第152号 |
| 商法 | 明治23年法律第32号  | 商法 | 明治32年法律第48号  |
| 米穀供給ノタメ中央備荒儲蓄金運用ノ件 | 明治23年法律第33号  | 農林省関係法令の整理に関する法律                                                                             | 昭和29年法律第137号 |
| 府県制 | 明治23年法律第35号  | 道府県制 | 明治32年法律第64号  |
| 郡制 | 明治23年法律第36号  | 郡制廃止ニ関スル法律                                                                                         | 大正10年法律第63号  |
| 沖縄県及小笠原島地方費ノ件 | 明治23年法律第37号  | 自治庁関係法令の整理に関する法律                                                                             | 昭和29年法律第82号  |
| 水路測量標条例 | 明治23年法律第38号  | 水路業務法                                                                                                   | 昭和25年法律第102号 |
| 市町村会議員選挙罰則 | 明治23年法律第39号  | 自治庁関係法令の整理に関する法律                                                                             | 昭和29年法律第82号  |
| 衆議院議員選挙法罰則補則 | 明治23年法律第40号  | 自治庁関係法令の整理に関する法律                                                                             | 昭和29年法律第82号  |
| 府県会議員選挙ニ衆議院議員選挙法罰則補則ヲ適用スルノ件 | 明治23年法律第41号  | 自治庁関係法令の整理に関する法律                                                                             | 昭和29年法律第82号  |
| 官吏恩給法 | 明治23年法律第43号  | 恩給法 | 大正12年法律第48号  |
| 官吏遺族扶助法 | 明治23年法律第44号  | 恩給法 | 大正12年法律第48号  |
| 軍人恩給法 | 明治23年法律第45号  | 恩給法 | 大正12年法律第48号  |
| 水利組合条例 | 明治23年法律第46号  | 水害予防組合法                                                                                               | 明治41年法律第50号  |
| 行政裁判法 | 明治23年法律第48号  | 裁判所法 | 昭和22年法律第59号  |
| 執達吏規則 | 明治23年法律第51号  | 執行官法 | 昭和41年法律第111号 |
| 執達吏手数料規則 | 明治23年法律第52号  | 執行官法 | 昭和41年法律第111号 |
| 集会及政社法 | 明治23年法律第53号  | 集会及政社法                                                                                                 | 明治26年法律第14号  |
| 土地収用協議会規則 | 明治23年法律第54号  | 土地収用法                                                                                                   | 明治33年法律第29号  |
| 会計法補則 | 明治23年法律第57号  | 大蔵省関係法令の整理に関する法律                                                                             | 昭和29年法律第121号 |
| 電信線電話線建設条例 | 明治23年法律第58号  | 有線電気通信法及び公衆電気通信法施行法                                                                       | 昭和28年法律第98号  |
| 商法施行条例 | 明治23年法律第59号  | 商法施行法                                                                                                   | 明治32年法律第49号  |
| 商法第二百六条ニ依リ発行スヘキ債券ニ関スル件 | 明治23年法律第60号  | 商法施行法                                                                                                   | 明治32年法律第49号  |
| 裁判所位置及管轄区域改定ノ件 | 明治23年法律第62号  | 実効性喪失                                                                                                   | 実効性喪失          |
| 郵便貯金条例 | 明治23年法律第63号  | 郵便貯金法                                                                                                   | 明治38年法律第23号  |
| 民事訴訟費用法 | 明治23年法律第64号  | 民事訴訟費用等に関する法律及び刑事訴訟費用等に関する法律施行法                                               | 昭和46年法律第42号  |
| 民事訴訟用印紙法 | 明治23年法律第65号  | 民事訴訟費用等に関する法律及び刑事訴訟費用等に関する法律施行法                                               | 昭和46年法律第42号  |
| 商事非訟事件印紙法 | 明治23年法律第66号  | 民事訴訟費用等に関する法律及び刑事訴訟費用等に関する法律施行法                                               | 昭和46年法律第42号  |
| 陸海軍軍法会議私訴裁判強制執行法 | 明治23年法律第67号  | 陸海軍軍法会議私訴裁判強制執行法廃止法律                                                                     | 大正10年法律第93号  |
| 判事懲戒法 | 明治23年法律第68号  | 裁判所法 | 昭和22年法律第59号  |
| 家資分散法 | 明治23年法律第69号  | 破産法 | 大正11年法律第71号  |
| 陸海軍出師準備ニ属スル物品検査ノ件 | 明治23年法律第70号  | 昭和二十年勅令第五百四十二号ポツダム宣言の受諾に伴い発する命令に関する件に基く軍用電気通信法等を廃止する勅令 | 昭和21年勅令第564号 |
| 軌道条例 | 明治23年法律第71号  | 軌道法 | 大正10年法律第76号  |
| 銀行条例 | 明治23年法律第72号  | 銀行法 | 昭和2年法律第21号   |
| 貯蓄銀行条例 | 明治23年法律第73号  | 貯蓄銀行法                                                                                                   | 大正10年法律第74号  |
| 地方税経済ニ於テ非常災害ノ為メニ要スル土木費借入ノ件（明二三法三）ニ関スル件                                                                                | 明治23年法律第74号  | 地方税経済ニ於テ臨時土木費ノ為ニ起債及地租制限外賦課ノ件                                                     | 明治29年法律第62号  |
| 預金ニ制限ヲ置キ整理公債証書ニ交換ノ件 | 明治23年法律第75号  | 預金部預金法                                                                                                 | 大正14年法律第25号  |
| 獣医免許規則 | 明治23年法律第76号  | 獣医師法 | 大正15年法律第53号  |
| 市町村名及市役所町村役場ノ位置変更ニ関スル件 | 明治23年法律第77号  | 自治庁関係法令の整理に関する法律                                                                             | 昭和29年法律第82号  |
| 屯田兵土地給与規則 | 明治23年法律第79号  | 屯田兵土地給与規則廃止法律                                                                                   | 明治39年法律第41号  |
| 税関法 | 明治23年法律第80号  | 関税法 | 明治32年法律第61号  |
| 商業会議所条例 | 明治23年法律第81号  | 商業会議所法                                                                                                 | 明治35年法律第31号  |
| 小包郵便ヲ以テ外国ヘ輸出スル物品関税免除ノ件 | 明治23年法律第82号  | 大蔵省関係法令の整理に関する法律                                                                             | 昭和29年法律第121号 |
| 軍港要港規則違犯者処分ノ件 | 明治23年法律第83号  | 昭和二十年勅令第五百四十二号「ポツダム」宣言ノ受諾ニ伴ヒ発スル命令ニ関スル件ニ基ク要塞地滞法廃止等ノ件       | 昭和20年勅令第576号 |
| 命令ノ条項違犯ニ関スル罰則ノ件 | 明治23年法律第84号  | 日本国憲法施行の際現に効力を有する命令の規定の効力等に関する法律                                             | 昭和22年法律第72号  |
| 府県制郡制施行ニ際シ衆議院議員並府県会議員ノ選挙区域地方税収支予算地方税財産備荒儲蓄金処分方郡費支弁方法及府県ノ急施事業ニ関スル諸件ニ関スル法律            | 明治23年法律第85号  | 自治庁関係法令の整理に関する法律                                                                             | 昭和29年法律第82号  |
| 間接国税犯則者処分法 | 明治23年法律第86号  | 国税犯則取締法                                                                                               | 明治33年法律第67号  |
| 鉱業条例 | 明治23年法律第87号  | 鉱業法 | 明治38年法律第45号  |
| 府県税徴収法 | 明治23年法律第88号  | 実効性喪失                                                                                                   | 実効性喪失          |
| 地方学事通則 | 明治23年法律第89号  | 地方学事通則                                                                                                 | 大正3年法律第13号   |
| 市町村立小学校教員退隠料及遺族扶助料法 | 明治23年法律第90号  | 恩給法 | 大正12年法律第48号  |
| 府県立師範学校長俸給並ニ公立学校職員退隠料及遺族扶助料法 | 明治23年法律第91号  | 恩給法 | 大正12年法律第48号  |
| 増価競売法 | 明治23年法律第92号  | 競売法 | 明治31年法律第15号  |
| 裁判上代位法 | 明治23年法律第93号  | 外国法人の登記及び夫婦財産契約の登記に関する法律                                                             | 明治31年法律第14号  |
| 財産委棄法 | 明治23年法律第94号  | 民法施行法                                                                                                   | 明治31年法律第11号  |
| 非訟事件手続法 | 明治23年法律第95号  | 外国法人の登記及び夫婦財産契約の登記に関する法律                                                             | 明治31年法律第14号  |
| 刑事訴訟法 | 明治23年法律第96号  | 刑事訴訟法                                                                                                   | 大正11年法律第75号  |
| 法例 | 明治23年法律第97号  | 法例 | 明治31年法律第10号  |
| 民法財産取得編人事編 | 明治23年法律第98号  | 民法（第四編第五編）                                                                                         | 明治31年法律第9号   |
| 窃盗ノ罪ニ関スル件 | 明治23年法律第99号  | 刑法施行法                                                                                                   | 明治41年法律第29号  |
| 公署、公吏並公署ノ印、文書及免状鑑札ニ関スル件 | 明治23年法律第100号 | 実効性喪失                                                                                                   | 実効性喪失          |
| 商法ニ従ヒ破産ノ宣告ヲ受ケタル者ニ関スル件 | 明治23年法律第101号 | 破産法 | 大正11年法律第71号  |
| 沖縄県ニ商法施行延期ノ件 | 明治23年法律第103号 | 明治二十三年法律第百三号（沖縄県ニ商法施行延期ノ件）廃止法律                                                 | 明治44年法律第53号  |
| 婚姻事件養子縁組事件及ヒ禁治産事件ニ関スル訴訟規則 | 明治23年法律第104号 | 人事訴訟手続法                                                                                               | 明治31年法律第13号  |
| 訴願法 | 明治23年法律第105号 | 行政不服審査法                                                                                               | 昭和37年法律第160号 |
| 行政庁ノ違法処分ニ関スル行政裁判ノ件 | 明治23年法律第106号 | 裁判所法施行法                                                                                               | 昭和22年法律第60号  |
| 商法及商法施行条例施行期限法律 | 明治23年法律第108号 | 実効性喪失                                                                                                   | 実効性喪失          |
| 商法ニ関スル法律施行期限法律 | 明治23年法律第109号 | 実効性喪失                                                                                                   | 実効性喪失          |

### 1891年～1900年
| 法律名                                                                                           | 法令番号            | 廃止根拠法令名                                                                                         | 法令番号                                   |
| ------------------------------------------------------------------------------------------------ | ------------------- | --- | ------------------------------------------ |
| 海軍省所管軍艦及水雷艇並兵器製造費繰越ニ関スル法律                                               | 明治24年法律第1号   | 大蔵省関係法令の整理に関する法律                                                                       | 昭和29年法律第121号                        |
| 地租徴収期限改正法律                                                                             | 明治24年法律第2号   | 地租条例中改正法律                                                                                     | 明治43年法律第2号                          |
| 度量衡法                                                                                         | 明治24年法律第3号   | 度量衡法                                                                                               | 明治42年法律第4号                          |
| 明治七年以後ノ戦役ニ死歿シタル軍人軍属ノ遺父母及祖父母扶助ニ関スル法律                           | 明治24年法律第4号   | 恩給法                                                                                                 | 大正12年法律第48号                         |
| 那覇地方裁判所及那覇区裁判所設置法                                                               | 明治24年法律第5号   | 実効性喪失                                                                                             | 実効性喪失                                 |
| 震災地方租税特別処分法                                                                           | 明治25年法律第1号   | 大蔵省関係法令の整理に関する法律                                                                       | 昭和29年法律第121号                        |
| 小包郵便法                                                                                       | 明治25年法律第2号   | 郵便法                                                                                                 | 明治33年法律第54号                         |
| 郵便聯合国郵便切手類保護法                                                                       | 明治25年法律第3号   | 郵便法                                                                                                 | 明治33年法律第54号                         |
| 鉄道敷設法                                                                                       | 明治25年法律第4号   | 鉄道敷設法                                                                                             | 大正11年法律第37号                         |
| 海上衝突予防法                                                                                   | 明治25年法律第5号   | 船舶安全法                                                                                             | 昭和8年法律第11号                          |
| 海上衝突予防法                                                                                   | 明治25年法律第5号   | 海上衝突予防法                                                                                         | 昭和28年法律第151号                        |
| 銀行条例及貯蓄銀行条例施行延期法律                                                               | 明治25年法律第9号   | 大蔵省関係法令の整理に関する法律                                                                       | 昭和29年法律第121号                        |
| 鉄道公債会計法                                                                                   | 明治26年法律第1号   | 事業公債及鉄道公債特別会計法                                                                           | 明治32年法律第13号                         |
| 帝国鉄道用品資金会計法 ［旧名称：官設鉄道用品資金会計法］                                        | 明治26年法律第2号   | 帝国鉄道会計法                                                                                         | 明治42年法律第6号                          |
| 商品取引所法 ［旧名称：取引所法］                                                                | 明治26年法律第5号   | 商品先物取引法                                                                                         | 昭和25年法律第239号                        |
| 取引所税法                                                                                       | 明治26年法律第6号   | 取引所税法                                                                                             | 大正3年法律第23号                          |
| 弁護士法                                                                                         | 明治26年法律第7号   | 弁護士法                                                                                               | 昭和8年法律第53号                          |
| 予定鉄道線路中私設鉄道会社ニ敷設許可ノ件ニ関スル法律                                             | 明治26年法律第8号   | 運輸省関係法令の整理に関する法律                                                                       | 昭和29年法律第93号                         |
| 砂鉱採取法                                                                                       | 明治26年法律第10号  | 砂鉱法                                                                                                 | 明治42年法律第13号                         |
| 東京府及神奈川県境域変更ニ関スル法律                                                             | 明治26年法律第12号  | 実効性喪失                                                                                             | 実効性喪失                                 |
| 宮津港ニ浦塩斯徳港等貿易ニ関スル船舶ノ出入及貨物ノ積卸ヲ許スノ法律                               | 明治26年法律第13号  | 関税法                                                                                                 | 明治32年法律第61号                         |
| 集会及政社法                                                                                     | 明治26年法律第14号  | 治安警察法                                                                                             | 明治33年法律第36号                         |
| 出版法                                                                                           | 明治26年法律第15号  | 出版法及び新聞紙法を廃止する法律                                                                       | 昭和24年法律第95号                         |
| 版権法                                                                                           | 明治26年法律第16号  | 著作権法                                                                                               | 明治32年法律第39号                         |
| 酒精営業税法                                                                                     | 明治26年法律第17号  | 酒精営業税法廃止法律                                                                                   | 明治31年法律第26号                         |
| 越中国伏木後志国小樽両港ニ於テ露領沿海州、薩哈嗹島及朝鮮国貿易ニ関スル船舶出入及貨物積卸許可法律 | 明治27年法律第2号   | 関税法                                                                                                 | 明治32年法律第61号                         |
| 琉球国那覇港ニ於テ清国貿易ニ関スル船舶出入及貨物積卸許可法律                                     | 明治27年法律第3号   | 関税法                                                                                                 | 明治32年法律第61号                         |
| 綿糸輸出税免除法律 〔通称：綿糸輸出関税免除法律〕                                                | 明治27年法律第4号   | 大蔵省関係法令の整理に関する法律                                                                       | 昭和29年法律第121号                        |
| 軍用電信法                                                                                       | 明治27年法律第5号   | 軍用電気通信法                                                                                         | 昭和9年法律第39号                          |
| 鉄道比較線路決定ニ関スル法律                                                                     | 明治27年法律第6号   | 鉄道敷設法                                                                                             | 大正11年法律第37号                         |
| 鉄道比較線路決定ニ関スル法律                                                                     | 明治27年法律第7号   | 鉄道敷設法                                                                                             | 大正11年法律第37号                         |
| 鉄道比較線路決定ニ関スル法律                                                                     | 明治27年法律第8号   | 鉄道敷設法                                                                                             | 大正11年法律第37号                         |
| 鉄道比較線路決定ニ関スル法律                                                                     | 明治27年法律第9号   | 鉄道敷設法                                                                                             | 大正11年法律第37号                         |
| 鉄道比較線路決定ニ関スル法律                                                                     | 明治27年法律第10号  | 鉄道敷設法                                                                                             | 大正11年法律第37号                         |
| 鉄道比較線路決定ニ関スル法律                                                                     | 明治27年法律第12号  | 鉄道敷設法                                                                                             | 大正11年法律第37号                         |
| 予定鉄道線路中私設鉄道会社ニ敷設許可ノ件ニ関スル法律                                             | 明治27年法律第13号  | 鉄道敷設法                                                                                             | 大正11年法律第37号                         |
| 予定鉄道線路中私設鉄道会社ニ敷設許可ノ件ニ関スル法律                                             | 明治27年法律第14号  | 鉄道敷設法                                                                                             | 大正11年法律第37号                         |
| 予定鉄道線路中私設鉄道会社ニ敷設許可ノ件ニ関スル法律                                             | 明治27年法律第15号  | 鉄道敷設法                                                                                             | 大正11年法律第37号                         |
| 国庫金出納上一時貸借ニ関スル法律                                                                 | 明治27年法律第16号  | 会計法                                                                                                 | 大正10年法律第42号                         |
| 国事ニ関スル犯罪ノ為諸禄ヲ没収セラレタル者ニ関スル法律                                           | 明治27年法律第20号  | 大蔵省関係法令の整理に関する法律                                                                       | 昭和29年法律第121号                        |
| 実業教育費国庫補助法                                                                             | 明治27年法律第21号  | 実業教育費国庫補助法                                                                                   | 大正3年法律第9号                           |
| 東京砲兵工廠据置運転資本増加ニ関スル法律                                                         | 明治27年法律第22号  | 大蔵省関係法令の整理に関する法律                                                                       | 昭和29年法律第121号                        |
| 陸軍召集旅費支出ニ関スル法律                                                                     | 明治27年法律第23号  | 陸海軍召集旅費支出ニ関スル法律                                                                         | 明治30年法律第13号                         |
| 臨時軍事費特別会計法                                                                             | 明治27年法律第24号  | 大蔵省関係法令の整理に関する法律                                                                       | 昭和29年法律第121号                        |
| 軍費支弁ノタメ公債募集ニ関スル法律                                                               | 明治27年法律第25号  | 大蔵省関係法令の整理に関する法律                                                                       | 昭和29年法律第121号                        |
| 私設鉄道株式会社ニ関スル法律                                                                     | 明治28年法律第4号   | 私設鉄道法                                                                                             | 明治33年法律第64号                         |
| 臨時海軍軍法会議法                                                                               | 明治28年法律第5号   | 海軍軍法会議法                                                                                         | 大正10年法律第91号                         |
| 軍費支弁ノ為公債募集ニ関スル法律                                                                 | 明治28年法律第8号   | 大蔵省関係法令の整理に関する法律                                                                       | 昭和29年法律第121号                        |
| 内務省所管諸官衙及議院建築費並筑後川修築費繰越ニ関スル法律                                       | 明治28年法律第9号   | 大蔵省関係法令の整理に関する法律                                                                       | 昭和29年法律第121号                        |
| 臘虎膃肭獣猟法                                                                                   | 明治28年法律第10号  | 臘虎膃肭獣猟獲取締法                                                                                   | 明治45年法律第21号                         |
| 古物商取締法                                                                                     | 明治28年法律第13号  | 古物営業法                                                                                             | 昭和24年法律第108号                        |
| 質屋取締法                                                                                       | 明治28年法律第14号  | 質屋営業法                                                                                             | 昭和25年法律第158号                        |
| 狩猟法                                                                                           | 明治28年法律第20号  | 狩猟法                                                                                                 | 明治34年法律第33号                         |
| 補充兵役国民兵役ニ在ル者及国民軍編入志願者ニ関スル法律                                           | 明治28年法律第22号  | 教育基金特別会計法外二十三法律ノ廃止ニ関スル法律                                                       | 昭和18年法律第74号                         |
| 東京府埼玉県千葉県茨城県境界変更法                                                               | 明治28年法律第24号  | 実効性喪失                                                                                             | 実効性喪失                                 |
| 官給ニ係ル屯田兵ノ建物及馬匹ノ譲渡質入書入ニ関スル法律                                           | 明治28年法律第26号  | 屯田兵ニ給与ノ建物及馬匹ノ譲渡質入書入ニ関スル法律                                                     | 明治30年法律第42号                         |
| 陸海軍刑法ノ適用ニ関スル法律                                                                     | 明治28年法律第27号  | 実効性喪失                                                                                             | 実効性喪失                                 |
| 震災地方租税特別処分法                                                                           | 明治28年法律第29号  | 大蔵省関係法令の整理に関する法律                                                                       | 昭和29年法律第121号                        |
| 生糸検査所法                                                                                     | 明治28年法律第32号  | 輸出生糸検査法                                                                                         | 大正15年法律第35号                         |
| 官設鉄道用品資金増加法律                                                                         | 明治29年法律第1号   | 大蔵省関係法令の整理に関する法律                                                                       | 昭和29年法律第121号                        |
| 官設鉄道用品ヲ官設鉄道用品資金ヨリ買入ルルトキ前金払概算渡ニ関スル法律                           | 明治29年法律第2号   | 大蔵省関係法令の整理に関する法律                                                                       | 昭和29年法律第121号                        |
| 理事ノ恩給及遺族扶助ニ関スル法律                                                                 | 明治29年法律第3号   | 陸軍法務官及海軍法務官ノ恩給及遺族扶助ニ関スル法律                                                     | 大正10年法律第94号                         |
| 司法官試補実地修習期間に関する法律                                                               | 明治29年法律第4号   | 行政事務の簡素合理化に伴う関係法律の整理及び適用対象の消滅等による法律の廃止に関する法律               | 昭和57年法律第69号                         |
| 償金特別会計法                                                                                   | 明治29年法律第6号   | 国債整理基金特別会計法                                                                                 | 明治39年法律第6号                          |
| 営業満期国立銀行処分法                                                                           | 明治29年法律第7号   | 大蔵省関係法令の整理に関する法律                                                                       | 昭和29年法律第121号                        |
| 国立銀行紙幣ノ通用及引換期限ニ関スル法律                                                         | 明治29年法律第8号   | 大蔵省関係法令の整理に関する法律                                                                       | 昭和29年法律第121号                        |
| 鎮守府造船材料資金増加ニ関スル法律                                                               | 明治29年法律第9号   | 大蔵省関係法令の整理に関する法律                                                                       | 昭和29年法律第121号                        |
| 臨時軍事費特別会計ニ関スル法律                                                                   | 明治29年法律第10号  | 大蔵省関係法令の整理に関する法律                                                                       | 昭和29年法律第121号                        |
| 国立銀行営業満期前特別処分法                                                                     | 明治29年法律第11号  | 大蔵省関係法令の整理に関する法律                                                                       | 昭和29年法律第121号                        |
| 公立学校職員退隠料等ニ関スル法律                                                                 | 明治29年法律第13号  | 恩給法                                                                                                 | 大正12年法律第48号                         |
| 市町村立小学校教員年功加俸国庫補助法                                                             | 明治29年法律第14号  | 国民学校教育費国庫補助法                                                                               | 明治33年法律第63号                         |
| 航海奨励法                                                                                       | 明治29年法律第15号  | 遠洋航路補助法                                                                                         | 明治42年法律第15号                         |
| 造船奨励法                                                                                       | 明治29年法律第16号  | 第8条の規定により大正8年12月31日限りで失効                                                             | 第8条の規定により大正8年12月31日限りで失効 |
| 害虫駆除予防法                                                                                   | 明治29年法律第17号  | 植物防疫法                                                                                             | 昭和25年法律第151号                        |
| 開港外ニ於テ外国貿易ノ為船舶出入及貨物輸出入ノ件ニ関スル法律                                     | 明治29年法律第18号  | 関税法                                                                                                 | 明治32年法律第61号                         |
| 神奈川県下郡廃置法律                                                                             | 明治29年法律第19号  | 行政事務の簡素合理化に伴う関係法律の整理及び適用対象の消滅等による法律の廃止に関する法律               | 昭和57年法律第69号                         |
| 長崎県下郡廃置法律                                                                               | 明治29年法律第20号  | 行政事務の簡素合理化に伴う関係法律の整理及び適用対象の消滅等による法律の廃止に関する法律               | 昭和57年法律第69号                         |
| 新潟県下郡界変更及郡廃置法律                                                                     | 明治29年法律第21号  | 行政事務の簡素合理化に伴う関係法律の整理及び適用対象の消滅等による法律の廃止に関する法律               | 昭和57年法律第69号                         |
| 山口県下郡廃置法律                                                                               | 明治29年法律第22号  | 行政事務の簡素合理化に伴う関係法律の整理及び適用対象の消滅等による法律の廃止に関する法律               | 昭和57年法律第69号                         |
| 和歌山県下郡廃置法律                                                                             | 明治29年法律第23号  | 行政事務の簡素合理化に伴う関係法律の整理及び適用対象の消滅等による法律の廃止に関する法律               | 昭和57年法律第69号                         |
| 福岡県下郡廃置法律                                                                               | 明治29年法律第24号  | 行政事務の簡素合理化に伴う関係法律の整理及び適用対象の消滅等による法律の廃止に関する法律               | 昭和57年法律第69号                         |
| 佐賀県下郡廃置法律                                                                               | 明治29年法律第25号  | 行政事務の簡素合理化に伴う関係法律の整理及び適用対象の消滅等による法律の廃止に関する法律               | 昭和57年法律第69号                         |
| 宮崎県下郡廃置法律                                                                               | 明治29年法律第26号  | 行政事務の簡素合理化に伴う関係法律の整理及び適用対象の消滅等による法律の廃止に関する法律               | 昭和57年法律第69号                         |
| 登録税法                                                                                         | 明治29年法律第27号  | 登録免許税法                                                                                           | 昭和42年法律第35号                         |
| 酒造税法                                                                                         | 明治29年法律第28号  | 酒税法                                                                                                 | 昭和15年法律第35号                         |
| 自家用酒税法                                                                                     | 明治29年法律第29号  | 自家用酒税法廃止法律                                                                                   | 明治31年法律第24号                         |
| 混成酒税法                                                                                       | 明治29年法律第30号  | 酒精及酒精含有飲料税法                                                                                 | 明治34年法律第8号                          |
| 営業税法                                                                                         | 明治29年法律第33号  | 営業税法廃止法律                                                                                       | 大正15年法律第10号                         |
| 葉煙草専売法                                                                                     | 明治29年法律第35号  | 葉煙草専売法                                                                                           | 明治29年法律第35号                         |
| 官吏恩給法及官吏遺族扶助法補則                                                                   | 明治29年法律第36号  | 恩給法                                                                                                 | 大正12年法律第48号                         |
| 東京府下郡廃置法律                                                                               | 明治29年法律第37号  | 行政事務の簡素合理化に伴う関係法律の整理及び適用対象の消滅等による法律の廃止に関する法律               | 昭和57年法律第69号                         |
| 大阪府下郡廃置法律                                                                               | 明治29年法律第38号  | 行政事務の簡素合理化に伴う関係法律の整理及び適用対象の消滅等による法律の廃止に関する法律               | 昭和57年法律第69号                         |
| 兵庫県下郡廃置及郡界変更法律                                                                     | 明治29年法律第39号  | 行政事務の簡素合理化に伴う関係法律の整理及び適用対象の消滅等による法律の廃止に関する法律               | 昭和57年法律第69号                         |
| 埼玉県下国界変更及郡廃置法律                                                                     | 明治29年法律第40号  | 行政事務の簡素合理化に伴う関係法律の整理及び適用対象の消滅等による法律の廃止に関する法律               | 昭和57年法律第69号                         |
| 群馬県下郡廃置及郡界変更法律                                                                     | 明治29年法律第41号  | 行政事務の簡素合理化に伴う関係法律の整理及び適用対象の消滅等による法律の廃止に関する法律               | 昭和57年法律第69号                         |
| 千葉県下郡廃置法律                                                                               | 明治29年法律第42号  | 行政事務の簡素合理化に伴う関係法律の整理及び適用対象の消滅等による法律の廃止に関する法律               | 昭和57年法律第69号                         |
| 茨城県下郡廃置及郡界変更法律                                                                     | 明治29年法律第43号  | 行政事務の簡素合理化に伴う関係法律の整理及び適用対象の消滅等による法律の廃止に関する法律               | 昭和57年法律第69号                         |
| 栃木県下郡廃置法律                                                                               | 明治29年法律第44号  | 行政事務の簡素合理化に伴う関係法律の整理及び適用対象の消滅等による法律の廃止に関する法律               | 昭和57年法律第69号                         |
| 奈良県下郡廃置法律                                                                               | 明治29年法律第45号  | 行政事務の簡素合理化に伴う関係法律の整理及び適用対象の消滅等による法律の廃止に関する法律               | 昭和57年法律第69号                         |
| 三重県下郡廃置法律                                                                               | 明治29年法律第46号  | 行政事務の簡素合理化に伴う関係法律の整理及び適用対象の消滅等による法律の廃止に関する法律               | 昭和57年法律第69号                         |
| 静岡県下郡廃置法律                                                                               | 明治29年法律第47号  | 行政事務の簡素合理化に伴う関係法律の整理及び適用対象の消滅等による法律の廃止に関する法律               | 昭和57年法律第69号                         |
| 滋賀県下郡界変更及郡廃置法律                                                                     | 明治29年法律第48号  | 行政事務の簡素合理化に伴う関係法律の整理及び適用対象の消滅等による法律の廃止に関する法律               | 昭和57年法律第69号                         |
| 福島県下郡廃置法律                                                                               | 明治29年法律第49号  | 行政事務の簡素合理化に伴う関係法律の整理及び適用対象の消滅等による法律の廃止に関する法律               | 昭和57年法律第69号                         |
| 岩手県下郡廃置法律                                                                               | 明治29年法律第50号  | 行政事務の簡素合理化に伴う関係法律の整理及び適用対象の消滅等による法律の廃止に関する法律               | 昭和57年法律第69号                         |
| 富山県下郡分離及廃置法律                                                                         | 明治29年法律第51号  | 行政事務の簡素合理化に伴う関係法律の整理及び適用対象の消滅等による法律の廃止に関する法律               | 昭和57年法律第69号                         |
| 鳥取県下郡廃置法律                                                                               | 明治29年法律第52号  | 行政事務の簡素合理化に伴う関係法律の整理及び適用対象の消滅等による法律の廃止に関する法律               | 昭和57年法律第69号                         |
| 島根県下郡廃置法律                                                                               | 明治29年法律第53号  | 行政事務の簡素合理化に伴う関係法律の整理及び適用対象の消滅等による法律の廃止に関する法律               | 昭和57年法律第69号                         |
| 熊本県下郡廃置法律                                                                               | 明治29年法律第54号  | 行政事務の簡素合理化に伴う関係法律の整理及び適用対象の消滅等による法律の廃止に関する法律               | 昭和57年法律第69号                         |
| 鹿児島県下国界並郡界変更及郡廃置法律                                                             | 明治29年法律第55号  | 行政事務の簡素合理化に伴う関係法律の整理及び適用対象の消滅等による法律の廃止に関する法律               | 昭和57年法律第69号                         |
| 岡山県兵庫県境界変更並福岡県大分県境界変更法律                                                   | 明治29年法律第56号  | 実効性喪失                                                                                             | 実効性喪失                                 |
| 輸入棉花海関税免除法律 〔通称：輸入綿花輸入関税免除法〕                                          | 明治29年法律第57号  | 実効性喪失                                                                                             | 実効性喪失                                 |
| 輸入羊毛海関税免除法律                                                                           | 明治29年法律第58号  | 実効性喪失                                                                                             | 実効性喪失                                 |
| 獣疫予防法                                                                                       | 明治29年法律第60号  | 家畜伝染病予防法                                                                                       | 大正11年法律第29号                         |
| 裁判所ノ設立及位置並管轄区域ノ変更ニ関スル法律                                                   | 明治29年法律第61号  | 実効性喪失                                                                                             | 実効性喪失                                 |
| 地方税経済ニ於テ臨時土木費ノ為ニ起債及地租制限外賦課ノ件                                         | 明治29年法律第62号  | 自治庁関係法令の整理に関する法律                                                                       | 昭和29年法律第82号                         |
| 台湾ニ施行スヘキ法令ニ関スル法律                                                                 | 明治29年法律第63号  | 第6条の規定により施行から9年で失効                                                                     | 第6条の規定により施行から9年で失効         |
| 馬匹ノ調査及検査ニ関スル法律                                                                     | 明治29年法律第66号  | 馬籍法                                                                                                 | 大正10年法律第95号                         |
| 船舶検査法                                                                                       | 明治29年法律第67号  | 船舶安全法                                                                                             | 昭和8年法律第11号                          |
| 船舶職員法                                                                                       | 明治29年法律第68号  | 船舶職員及び小型船舶操縦者法                                                                           | 昭和26年法律第149号                        |
| 海員懲戒法                                                                                       | 明治29年法律第69号  | 海難審判法                                                                                             | 昭和22年法律第135号                        |
| 移民保護法                                                                                       | 明治29年法律第70号  | 行政事務の簡素合理化に伴う関係法律の整理及び適用対象の消滅等による法律の廃止に関する法律               | 昭和57年法律第69号                         |
| 河川法                                                                                           | 明治29年法律第71号  | 河川法施行法                                                                                           | 昭和39年法律第168号                        |
| 予定鉄道線路中私設鉄道会社ニ敷設許可ノ件ニ関スル法律                                             | 明治29年法律第72号  | 鉄道敷設法                                                                                             | 大正11年法律第37号                         |
| 予定鉄道線路中私設鉄道会社ニ敷設許可ノ件ニ関スル法律                                             | 明治29年法律第73号  | 鉄道敷設法                                                                                             | 大正11年法律第37号                         |
| 予定鉄道線路中私設鉄道会社ニ敷設許可ノ件ニ関スル法律                                             | 明治29年法律第74号  | 鉄道敷設法                                                                                             | 大正11年法律第37号                         |
| 予定鉄道線路中私設鉄道会社ニ敷設許可ノ件ニ関スル法律                                             | 明治29年法律第75号  | 鉄道敷設法                                                                                             | 大正11年法律第37号                         |
| 予定鉄道線路中私設鉄道会社ニ敷設許可ノ件ニ関スル法律                                             | 明治29年法律第76号  | 鉄道敷設法                                                                                             | 大正11年法律第37号                         |
| 予定鉄道線路中私設鉄道会社ニ敷設許可ノ件ニ関スル法律                                             | 明治29年法律第77号  | 鉄道敷設法                                                                                             | 大正11年法律第37号                         |
| 台湾総督府所属雇員ニ官吏恩給法及官吏遺族扶助法ヲ適用スルノ法律                                   | 明治29年法律第78号  | 恩給法                                                                                                 | 大正12年法律第48号                         |
| 葉煙草専売資金会計法                                                                             | 明治29年法律第79号  | 葉煙草専売資金会計法廃止ニ関スル法律                                                                   | 明治32年法律第31号                         |
| 清国及朝鮮国在留帝国臣民取締法                                                                   | 明治29年法律第80号  | 外務省関係法律の整理に関する法律                                                                       | 昭和29年法律第130号                        |
| 日本勧業銀行法                                                                                   | 明治29年法律第82号  | 日本勧業銀行法等を廃止する法律                                                                         | 昭和25年法律第41号                         |
| 農工銀行法                                                                                       | 明治29年法律第83号  | 日本勧業銀行法等を廃止する法律                                                                         | 昭和25年法律第41号                         |
| 農工銀行補助法                                                                                   | 明治29年法律第84号  | 教育基金特別会計法外二十三法律ノ廃止ニ関スル法律                                                       | 昭和18年法律第74号                         |
| 銀行合併法                                                                                       | 明治29年法律第85号  | 銀行合併法廃止法律                                                                                     | 明治33年法律第6号                          |
| 岐阜県下郡廃置及郡界変更法律                                                                     | 明治29年法律第86号  | 行政事務の簡素合理化に伴う関係法律の整理及び適用対象の消滅等による法律の廃止に関する法律               | 昭和57年法律第69号                         |
| 愛媛県下郡廃置法律                                                                               | 明治29年法律第87号  | 行政事務の簡素合理化に伴う関係法律の整理及び適用対象の消滅等による法律の廃止に関する法律               | 昭和57年法律第69号                         |
| 裁判所管轄ニ関スル法律                                                                           | 明治29年法律第88号  | 実効性喪失                                                                                             | 実効性喪失                                 |
| 会計検査官退官ニ関スル法律                                                                       | 明治29年法律第91号  | 会計検査院法                                                                                           | 昭和22年法律第73号                         |
| 台湾ニ会計検査院支庁ヲ設置スルノ法律                                                             | 明治29年法律第92号  | 明治二十九年法律第九十二号（台湾ニ会計検査院支庁設置ノ件）廃止法律                                     | 明治33年法律第80号                         |
| 北海道鉄道敷設法                                                                                 | 明治29年法律第93号  | 鉄道敷設法                                                                                             | 大正11年法律第37号                         |
| 法典ノ施行延期ニ関スル法律                                                                       | 明治29年法律第94号  | 実効性喪失                                                                                             | 実効性喪失                                 |
| 鉄道公債及事業公債利子支払期改正法律                                                             | 明治30年法律第1号   | 大蔵省関係法令の整理に関する法律                                                                       | 昭和29年法律第121号                        |
| 台湾総督府特別会計法                                                                             | 明治30年法律第2号   | 政府出資特別会計法外二十一法令の廃止等に関する法律                                                     | 昭和21年法律第21号                         |
| 東京大阪砲兵工廠据置運転資本増加ニ関スル法律                                                     | 明治30年法律第3号   | 大蔵省関係法令の整理に関する法律                                                                       | 昭和29年法律第121号                        |
| 千住製絨所据置運転資本増加ニ関スル法律                                                           | 明治30年法律第4号   | 大蔵省関係法令の整理に関する法律                                                                       | 昭和29年法律第121号                        |
| 鹿児島県管下大隅国大島郡薩摩国川辺郡各島地租徴収期                                               | 明治30年法律第5号   | 地租条例中改正法律                                                                                     | 明治43年法律第2号                          |
| 狩猟免許税徴収ニ関スル法律                                                                       | 明治30年法律第7号   | 鳥獣保護及狩猟ニ関スル法律                                                                             | 大正7年法律第32号                          |
| 蚕種検査法                                                                                       | 明治30年法律第10号  | 蚕種検査法                                                                                             | 明治33年法律第45号                         |
| 予定鉄道線路中私設鉄道会社ニ敷設許可ノ件ニ関スル法律                                             | 明治30年法律第11号  | 鉄道敷設法                                                                                             | 大正11年法律第37号                         |
| 種牡馬検査法                                                                                     | 明治30年法律第12号  | 種馬統制法                                                                                             | 昭和14年法律第75号                         |
| 陸海軍召集旅費支出ニ関スル法律 ［旧名称：陸軍召集旅費支出ニ関スル法律］                          | 明治30年法律第13号  | 陸海軍召集諸費繰替支弁ニ関スル法律                                                                     | 明治41年法律第17号                         |
| 関税定率法                                                                                       | 明治30年法律第14号  | 関税定率法                                                                                             | 明治39年法律第19号                         |
| 保税倉庫法                                                                                       | 明治30年法律第15号  | 関税法                                                                                                 | 昭和29年法律第61号                         |
| 貨幣法                                                                                           | 明治30年法律第16号  | 通貨の単位及び貨幣の発行等に関する法律                                                                 | 昭和62年法律第42号                         |
| 貨幣整理資金特別会計法                                                                           | 明治30年法律第17号  | 貨幣整理資金特別会計法廃止法律                                                                         | 大正4年法律第8号                           |
| 国税徴収法                                                                                       | 明治30年法律第21号  | 国税徴収法                                                                                             | 昭和34年法律第147号                        |
| 震災地方租税特別処分法                                                                           | 明治30年法律第22号  | 大蔵省関係法令の整理に関する法律                                                                       | 昭和29年法律第121号                        |
| 北海道国有未開地処分法                                                                           | 明治30年法律第26号  | 北海道国有未開地処分法                                                                                 | 明治41年法律第57号                         |
| 阿片法                                                                                           | 明治30年法律第27号  | 麻薬取締法                                                                                             | 昭和23年法律第123号                        |
| 明治二十九年度海軍省所管歳出臨時部臨時軍事費中支出未済予算額ノ繰越使用ニ関スル法律               | 明治30年法律第28号  | 大蔵省関係法令の整理に関する法律                                                                       | 昭和29年法律第121号                        |
| 水害地方地租特別処分法                                                                           | 明治30年法律第30号  | 大蔵省関係法令の整理に関する法律                                                                       | 昭和29年法律第121号                        |
| 予定鉄道線路中私設鉄道会社ニ敷設許可ノ件ニ関スル法律                                             | 明治30年法律第32号  | 鉄道敷設法                                                                                             | 大正11年法律第37号                         |
| 予定鉄道線路中私設鉄道会社ニ敷設許可ノ件ニ関スル法律                                             | 明治30年法律第33号  | 鉄道敷設法                                                                                             | 大正11年法律第37号                         |
| 北海道鉄道予定線路中私設鉄道会社ニ敷設許可ノ件ニ関スル法律                                       | 明治30年法律第35号  | 鉄道敷設法                                                                                             | 大正11年法律第37号                         |
| 伝染病予防法                                                                                     | 明治30年法律第36号  | 感染症の予防及び感染症の患者に対する医療に関する法律                                                   | 平成10年法律第114号                        |
| 国庫ヨリ補助スル公共団体ノ事業ニ関スル法律                                                       | 明治30年法律第37号  | 中央省庁等改革関係法施行法                                                                             | 平成11年法律第160号                        |
| 台湾銀行法                                                                                       | 明治30年法律第38号  | 実効性喪失                                                                                             | 実効性喪失                                 |
| 土地区画改良ニ係ル法律                                                                           | 明治30年法律第39号  | 耕地整理法                                                                                             | 明治32年法律第82号                         |
| 煙草製造営業者煙草税現金収納ニ関スル法律                                                         | 明治30年法律第40号  | 大蔵省関係法令の整理に関する法律                                                                       | 昭和29年法律第121号                        |
| 屯田兵ニ給与ノ建物及馬匹ノ譲渡質入書入ニ関スル法律                                               | 明治30年法律第42号  | 明治三十年法律第四十二号（官給ニ係ル屯田兵ノ建物及馬匹譲与質入書入ニ関スル件）廃止法律                 | 明治39年法律第42号                         |
| 株式会社十五銀行株式ヲ華族世襲財産ト為スノ件                                                     | 明治30年法律第44号  | 実効性喪失                                                                                             | 実効性喪失                                 |
| 遠洋漁業奨励法                                                                                   | 明治30年法律第45号  | 遠洋漁業奨励法                                                                                         | 明治38年法律第40号                         |
| 森林法                                                                                           | 明治30年法律第46号  | 森林法                                                                                                 | 明治40年法律第43号                         |
| 重要輸出品同業組合法                                                                             | 明治30年法律第47号  | 重要物産同業組合法                                                                                     | 明治33年法律第35号                         |
| 生糸直輸出奨励法                                                                                 | 明治30年法律第48号  | 生糸直輸出奨励法廃止法律                                                                               | 明治31年法律第1号                          |
| 古社寺保存法                                                                                     | 明治30年法律第49号  | 国宝保存法                                                                                             | 昭和4年法律第17号                          |
| 家禄賞典禄処分法                                                                                 | 明治30年法律第50号  | 大蔵省関係法令の整理に関する法律                                                                       | 昭和29年法律第121号                        |
| 北海道官設鉄道会計ニ関スル法律                                                                   | 明治31年法律第3号   | 明治三十一年法律第三号（北海道官設鉄道会計ニ関スル件）廃止法律                                         | 明治39年法律第4号                          |
| 伝染病院等ノ敷地地租免除ニ関スル法律                                                             | 明治31年法律第4号   | 地租条例中改正法律                                                                                     | 明治38年法律第33号                         |
| 一円銀貨幣引換ニ関スル法律                                                                       | 明治31年法律第5号   | 大蔵省関係法令の整理に関する法律                                                                       | 昭和29年法律第121号                        |
| 政府発行紙幣通用廃止ニ関スル法律                                                                 | 明治31年法律第6号   | 大蔵省関係法令の整理に関する法律                                                                       | 昭和29年法律第121号                        |
| 特別輸出港輸出物品指定ニ関スル法律                                                               | 明治31年法律第7号   | 大蔵省関係法令の整理に関する法律                                                                       | 昭和29年法律第121号                        |
| 広島県下郡廃置法律                                                                               | 明治31年法律第8号   | 行政事務の簡素合理化に伴う関係法律の整理及び適用対象の消滅等による法律の廃止に関する法律               | 昭和57年法律第69号                         |
| 法例                                                                                             | 明治31年法律第10号  | 法の適用に関する通則法                                                                                 | 平成18年法律第78号                         |
| 戸籍法                                                                                           | 明治31年法律第12号  | 戸籍法                                                                                                 | 大正3年法律第26号                          |
| 人事訴訟手続法                                                                                   | 明治31年法律第13号  | 人事訴訟法                                                                                             | 平成15年法律第109号                        |
| 競売法                                                                                           | 明治31年法律第15号  | 民事執行法                                                                                             | 昭和54年法律第4号                          |
| 外国人ヲ養子又ハ入夫ト為スノ法律                                                                 | 明治31年法律第21号  | 国籍法の施行に伴う戸籍法の一部を改正する等の法律                                                       | 昭和25年法律第148号                        |
| 水害地方地租特別処分法                                                                           | 明治31年法律第22号  | 大蔵省関係法令の整理に関する法律                                                                       | 昭和29年法律第121号                        |
| 医薬用、工業用酒精ニ関スル法律                                                                   | 明治31年法律第27号  | 医薬用、工業用酒精戻税法                                                                               | 明治34年法律第11号                         |
| 田畑地価修正法律                                                                                 | 明治31年法律第31号  | 自治庁関係法令の整理に関する法律                                                                       | 昭和29年法律第82号                         |
| 台湾陸軍軍法会議法                                                                               | 明治32年法律第2号   | 陸軍軍法会議法                                                                                         | 大正10年法律第85号                         |
| 水害地方地租特別処分法                                                                           | 明治32年法律第3号   | 大蔵省関係法令の整理に関する法律                                                                       | 昭和29年法律第121号                        |
| 千葉県茨城県境界変更法律                                                                         | 明治32年法律第4号   | 実効性喪失                                                                                             | 実効性喪失                                 |
| 償金ヲ公債費途ヘ繰替運用ニ関スル法律                                                             | 明治32年法律第8号   | 大蔵省関係法令の整理に関する法律                                                                       | 昭和29年法律第121号                        |
| 北海道官設鉄道用品資金会計法                                                                     | 明治32年法律第10号  | 北海道官設鉄道用品資金会計法廃止法律                                                                   | 明治38年法律第18号                         |
| 造幣局据置運転資本増加ニ関スル法律                                                               | 明治32年法律第11号  | 大蔵省関係法令の整理に関する法律                                                                       | 昭和29年法律第121号                        |
| 事業公債及鉄道公債特別会計法                                                                     | 明治32年法律第13号  | 公債金特別会計法                                                                                       | 大正8年法律第15号                          |
| 所得税法                                                                                         | 明治32年法律第17号  | 所得税法                                                                                               | 大正9年法律第11号                          |
| 海港検疫法                                                                                       | 明治32年法律第19号  | 検疫法                                                                                                 | 昭和26年法律第201号                        |
| 裁判所設立廃止及管轄区域変更ニ関スル法律                                                         | 明治32年法律第20号  | 実効性喪失                                                                                             | 実効性喪失                                 |
| 愛媛県下郡界変更法律                                                                             | 明治32年法律第22号  | 行政事務の簡素合理化に伴う関係法律の整理及び適用対象の消滅等による法律の廃止に関する法律               | 昭和57年法律第69号                         |
| 不動産登記法 〔通称：不登法〕                                                                    | 明治32年法律第24号  | 不動産登記法                                                                                           | 平成16年法律第123号                        |
| 北海道旧土人保護法                                                                               | 明治32年法律第27号  | アイヌ文化の振興並びにアイヌの伝統等に関する知識の普及及び啓発に関する法律                             | 平成9年法律第52号                          |
| 台湾銀行補助法                                                                                   | 明治32年法律第35号  | 行政事務の簡素合理化に伴う関係法律の整理及び適用対象の消滅等による法律の廃止に関する法律               | 昭和57年法律第69号                         |
| 特許法                                                                                           | 明治32年法律第36号  | 特許法                                                                                                 | 明治42年法律第23号                         |
| 意匠法                                                                                           | 明治32年法律第37号  | 意匠法                                                                                                 | 明治42年法律第24号                         |
| 商標法                                                                                           | 明治32年法律第38号  | 商標法                                                                                                 | 明治42年法律第25号                         |
| 著作権法                                                                                         | 明治32年法律第39号  | 著作権法                                                                                               | 昭和45年法律第48号                         |
| 香川県下郡廃置法律                                                                               | 明治32年法律第41号  | 行政事務の簡素合理化に伴う関係法律の整理及び適用対象の消滅等による法律の廃止に関する法律               | 昭和57年法律第69号                         |
| 大分県下郡界変更法律                                                                             | 明治32年法律第42号  | 行政事務の簡素合理化に伴う関係法律の整理及び適用対象の消滅等による法律の廃止に関する法律               | 昭和57年法律第69号                         |
| 特別年限地租増徴ニ関スル法律                                                                     | 明治32年法律第43号  | 大蔵省関係法令の整理に関する法律                                                                       | 昭和29年法律第121号                        |
| 船員法                                                                                           | 明治32年法律第47号  | 船員法                                                                                                 | 昭和12年法律第79号                         |
| 銀行ニ関スル法律ニ定メタル過料ニ関スル法律                                                       | 明治32年法律第53号  | 教育基金特別会計法外二十三法律ノ廃止ニ関スル法律                                                       | 昭和18年法律第74号                         |
| 印紙税法                                                                                         | 明治32年法律第54号  | 印紙税法                                                                                               | 昭和42年法律第23号                         |
| 日本銀行納税ニ関スル法律                                                                         | 明治32年法律第56号  | 日本銀行納付金法                                                                                       | 昭和7年法律第10号                          |
| 地価地租ニ銭位未満ノ端数ヲ生スルトキ計算ニ関スル法律                                             | 明治32年法律第57号  | 課税標準額及税額計算ニ関スル法律                                                                       | 明治35年法律第22号                         |
| 沖縄県土地整理法                                                                                 | 明治32年法律第59号  | 実効性喪失                                                                                             | 実効性喪失                                 |
| 関税法                                                                                           | 明治32年法律第61号  | 関税法                                                                                                 | 昭和29年法律第61号                         |
| 宅地組換法                                                                                       | 明治32年法律第62号  | 地租条例中改正法律                                                                                     | 明治43年法律第2号                          |
| 水先法                                                                                           | 明治32年法律第63号  | 水先法                                                                                                 | 昭和24年法律第121号                        |
| 道府県制 ［旧名称：府県制］                                                                      | 明治32年法律第64号  | 地方自治法                                                                                             | 昭和22年法律第67号                         |
| 郡制                                                                                             | 明治32年法律第65号  | 郡制廃止ニ関スル法律                                                                                   | 大正10年法律第63号                         |
| 国籍法                                                                                           | 明治32年法律第66号  | 国籍法                                                                                                 | 昭和25年法律第147号                        |
| 外国人ノ抵当権ニ関スル法律                                                                       | 明治32年法律第67号  | 担保物権及び民事執行制度の改善のための民法等の一部を改正する法律                                       | 平成15年法律第134号                        |
| 外国艦船乗組員ノ逮捕留置ニ関スル援助法                                                           | 明治32年法律第68号  | 中央省庁等改革関係法施行法                                                                             | 平成11年法律第160号                        |
| 領事官ノ職務ニ関スル法律                                                                         | 明治32年法律第70号  | 国の援助等を必要とする帰国者に関する領事官の職務等に関する法律                                         | 昭和28年法律第236号                        |
| 外国人又は外国法人の物権の登記に関する法律                                                       | 明治32年法律第71号  | 行政事務の簡素合理化に伴う関係法律の整理及び適用対象の消滅等による法律の廃止に関する法律               | 昭和57年法律第69号                         |
| 権利収用ニ関スル法律                                                                             | 明治32年法律第72号  | 土地収用法                                                                                             | 明治33年法律第29号                         |
| 製造煙草輸出交付金ニ関スル法律                                                                   | 明治32年法律第74号  | 大蔵省関係法令の整理に関する法律                                                                       | 昭和29年法律第121号                        |
| 台湾事業公債法                                                                                   | 明治32年法律第75号  | 台湾事業公債法                                                                                         | 大正11年法律第13号                         |
| 北海道拓殖銀行法                                                                                 | 明治32年法律第76号  | 日本勧業銀行法等を廃止する法律                                                                         | 昭和25年法律第41号                         |
| 罹災救助基金法                                                                                   | 明治32年法律第77号  | 災害救助法                                                                                             | 昭和22年法律第118号                        |
| 軍艦水雷艇補充基金特別会計法                                                                     | 明治32年法律第79号  | 軍艦水雷艇補充基金特別会計法廃止法律                                                                   | 大正4年法律第10号                          |
| 教育基金特別会計法                                                                               | 明治32年法律第80号  | 教育基金特別会計法外二十三法律ノ廃止ニ関スル法律                                                       | 昭和18年法律第74号                         |
| 災害準備基金特別会計法                                                                           | 明治32年法律第81号  | 都道府県災害土木費国庫負担ニ関スル法律                                                                 | 明治44年法律第15号                         |
| 耕地整理法                                                                                       | 明治32年法律第82号  | 耕地整理法                                                                                             | 明治42年法律第30号                         |
| 家禄賞典禄処分法施行法                                                                           | 明治32年法律第84号  | 大蔵省関係法令の整理に関する法律                                                                       | 昭和29年法律第121号                        |
| 国有林野法                                                                                       | 明治32年法律第85号  | 国有林野の管理経営に関する法律                                                                         | 昭和26年法律第246号                        |
| 森林資金特別会計法                                                                               | 明治32年法律第86号  | 森林資金特別会計法廃止法律                                                                             | 大正11年法律第7号                          |
| 遺失物法                                                                                         | 明治32年法律第87号  | 遺失物法                                                                                               | 平成18年法律第73号                         |
| 噸税法                                                                                           | 明治32年法律第88号  | とん税法                                                                                               | 昭和32年法律第37号                         |
| 国籍喪失者ノ権利ニ関スル法律                                                                     | 明治32年法律第94号  | 民法の改正に伴う関係法律の整理に関する法律                                                             | 昭和22年法律第223号                        |
| 肥料取締法                                                                                       | 明治32年法律第97号  | 肥料取締法                                                                                             | 明治41年法律第51号                         |
| 葉煙草専売法違犯事件ニ関スル法律                                                                 | 明治32年法律第98号  | 葉煙草専売法違犯事件ニ関スル法律                                                                       | 明治33年法律第68号                         |
| 国有土地森林原野下戻法                                                                           | 明治32年法律第99号  | 実効性喪失                                                                                             | 実効性喪失                                 |
| 府県農事試験場国庫補助法                                                                         | 明治32年法律第102号 | 産業試験費講習費国庫補助法                                                                             | 明治39年法律第9号                          |
| 農会法                                                                                           | 明治32年法律第103号 | 農会法                                                                                                 | 大正11年法律第40号                         |
| 軍機保護法                                                                                       | 明治32年法律第104号 | 軍機保護法                                                                                             | 昭和12年法律第72号                         |
| 要塞地帯法                                                                                       | 明治32年法律第105号 | 昭和二十年勅令第五百四十二号「ポツダム」宣言ノ受諾ニ伴ヒ発スル命令ニ関スル件ニ基ク要塞地滞法廃止等ノ件 | 昭和20年勅令第576号                        |
| 銃砲火薬類取締法                                                                                 | 明治32年法律第106号 | 銃砲火薬類取締法                                                                                       | 明治43年法律第53号                         |
| 小学校教育費国庫補助法                                                                           | 明治32年法律第107号 | 国民学校教育費国庫補助法                                                                               | 明治33年法律第63号                         |
| 北海道官設鉄道用品買入手続ニ関スル法律                                                           | 明治32年法律第108号 | 運輸省関係法令の整理に関する法律                                                                       | 昭和29年法律第93号                         |
| 北海道区町村会議員総代人及沖縄県区会議員等選挙ノ罰則ニ関スル法律                                 | 明治32年法律第109号 | 自治庁関係法令の整理に関する法律                                                                       | 昭和29年法律第82号                         |
| 水害地方地租特別処分法                                                                           | 明治33年法律第1号   | 大蔵省関係法令の整理に関する法律                                                                       | 昭和29年法律第121号                        |
| 府県監獄費及び府県監獄建築修繕費の国庫支弁に関する法律                                           | 明治33年法律第4号   | 行政事務の簡素合理化に伴う関係法律の整理及び適用対象の消滅等による法律の廃止に関する法律               | 昭和57年法律第69号                         |
| 印刷局据置運転資本増加ニ関スル法律                                                               | 明治33年法律第7号   | 大蔵省関係法令の整理に関する法律                                                                       | 昭和29年法律第121号                        |
| 海軍造兵材料資金会計法                                                                           | 明治33年法律第9号   | 海軍工廠資金会計法                                                                                     | 明治38年法律第15号                         |
| 民法第千七十九条及第千八十一条ノ規定ニ依ル遺言ノ確認ニ関スル法律                                 | 明治33年法律第13号  | ポツダム宣言の受諾に伴い発する命令に関する件に基く陸軍刑法を廃止する等の政令                           | 昭和22年政令第52号                         |
| 飲食物其ノ他ノ物品取締ニ関スル法律                                                               | 明治33年法律第15号  | 食品衛生法                                                                                             | 昭和22年法律第233号                        |
| 商法中署名スヘキ場合ニ関スル法律                                                                 | 明治33年法律第17号  | 会社法の施行に伴う関係法律の整備等に関する法律                                                         | 平成17年法律第87号                         |
| 府県郡市町村其ノ他ノ公共団体ノ所有地免租ニ関スル法律                                             | 明治33年法律第19号  | 地租条例中改正法律                                                                                     | 明治38年法律第33号                         |
| 産牛馬組合法                                                                                     | 明治33年法律第20号  | 馬匹組合法                                                                                             | 大正4年法律第1号                           |
| 会計検査官懲戒法                                                                                 | 明治33年法律第21号  | 会計検査院法                                                                                           | 昭和22年法律第73号                         |
| 在外国帝国専管居留地特別会計法                                                                   | 明治33年法律第22号  | 在外国帝国専管居留地特別会計法廃止法律                                                                 | 大正14年法律第20号                         |
| 虫害地地租特別処分法                                                                             | 明治33年法律第24号  | 大蔵省関係法令の整理に関する法律                                                                       | 昭和29年法律第121号                        |
| 岡山県下郡廃置及郡界変更法律                                                                     | 明治33年法律第28号  | 行政事務の簡素合理化に伴う関係法律の整理及び適用対象の消滅等による法律の廃止に関する法律               | 昭和57年法律第69号                         |
| 土地収用法                                                                                       | 明治33年法律第29号  | 土地収用法施行法                                                                                       | 昭和26年法律第220号                        |
| 伝染病予防救治ニ従事スル者ノ手当金ニ関スル法律                                                   | 明治33年法律第30号  | 国家公務員災害補償法                                                                                   | 昭和26年法律第191号                        |
| 汚物掃除法                                                                                       | 明治33年法律第31号  | 清掃法                                                                                                 | 昭和29年法律第72号                         |
| 下水道法                                                                                         | 明治33年法律第32号  | 下水道法                                                                                               | 昭和33年法律第79号                         |
| 産業組合法                                                                                       | 明治33年法律第34号  | 消費生活協同組合法                                                                                     | 昭和23年法律第200号                        |
| 重要物産同業組合法                                                                               | 明治33年法律第35号  | 商工組合法                                                                                             | 昭和18年法律第53号                         |
| 治安警察法                                                                                       | 明治33年法律第36号  | 治安警察法廃止等ノ件                                                                                   | 昭和20年勅令第638号                        |
| 感化法                                                                                           | 明治33年法律第37号  | 少年教護法                                                                                             | 昭和8年法律第55号                          |
| 精神病者監護法                                                                                   | 明治33年法律第38号  | 精神保健及び精神障害者福祉に関する法律                                                                 | 昭和25年法律第123号                        |
| 自家用醤油税法                                                                                   | 明治33年法律第43号  | 自家用醤油税法廃止法律                                                                                 | 大正15年法律第50号                         |
| 蚕種検査法                                                                                       | 明治33年法律第45号  | 蚕病予防法                                                                                             | 明治38年法律第22号                         |
| 商法施行前ニ登記ナキ株式会社ノ登記ニ関スル法律                                                   | 明治33年法律第49号  | 行政事務の簡素合理化に伴う関係法律の整理及び適用対象の消滅等による法律の廃止に関する法律               | 昭和57年法律第69号                         |
| 鉄道、郵便、電信、電話官署ニ於テ取扱フ現金出納ニ関スル法律                                       | 明治33年法律第50号  | 会計法                                                                                                 | 大正10年法律第42号                         |
| 救育所ニ在ル孤児ノ後見職務ニ関スル法律                                                           | 明治33年法律第51号  | 児童福祉法の一部を改正する法律                                                                         | 昭和26年法律第202号                        |
| 法人ニ於テ租税及葉煙草専売ニ関シ事犯アリタル場合ニ関スル法律                                     | 明治33年法律第52号  | 民法の一部を改正する法律の施行に伴う関係法律の整備等に関する法律                                       | 平成11年法律第151号                        |
| 郵便法                                                                                           | 明治33年法律第54号  | 郵便法                                                                                                 | 昭和22年法律第165号                        |
| 郵便為替法                                                                                       | 明治33年法律第55号  | 郵便為替法                                                                                             | 昭和23年法律第59号                         |
| 鉄道船舶郵便法                                                                                   | 明治33年法律第56号  | 郵便物運送委託法                                                                                       | 昭和24年法律第284号                        |
| 裁判所設立及管轄区域変更ニ関スル法律                                                             | 明治33年法律第58号  | 実効性喪失                                                                                             | 実効性喪失                                 |
| 電信法                                                                                           | 明治33年法律第59号  | 有線電気通信法及び公衆電気通信法施行法                                                                 | 昭和28年法律第98号                         |
| 国民学校教育費国庫補助法 ［旧名称：市町村立小学校教育費国庫補助法］                              | 明治33年法律第63号  | 義務教育費国庫負担法中改正法律                                                                         | 昭和18年法律第30号                         |
| 私設鉄道法                                                                                       | 明治33年法律第64号  | 地方鉄道法                                                                                             | 大正8年法律第52号                          |
| 国税犯則取締法 〔通称：国犯法〕［旧名称：間接国税犯則者処分法］                                  | 明治33年法律第67号  | 所得税法の一部を改正する等の法律                                                                       | 平成29年法律第4号                          |
| 葉煙草専売法違犯事件ニ関スル法律                                                                 | 明治33年法律第68号  | 実効性喪失                                                                                             | 実効性喪失                                 |
| 保険業法                                                                                         | 明治33年法律第69号  | 保険業法                                                                                               | 昭和14年法律第41号                         |
| 日本興業銀行法                                                                                   | 明治33年法律第70号  | 日本勧業銀行法等を廃止する法律                                                                         | 昭和25年法律第41号                         |
| 衆議院議員選挙法                                                                                 | 明治33年法律第73号  | 衆議院議員選挙法                                                                                       | 大正14年法律第47号                         |
| 台湾ニ在勤スル官吏ノ恩給及遺族扶助料ニ関スル法律                                                 | 明治33年法律第75号  | 恩給法                                                                                                 | 大正12年法律第48号                         |
| 台湾ニ服役スル軍人ノ恩給及遺族扶助料ニ関スル法律                                                 | 明治33年法律第76号  | 恩給法                                                                                                 | 大正12年法律第48号                         |
| 台湾ニ於テ地方税支弁ノ俸給ヲ受クル文官判任以上ノ学校職員ノ退隠料及遺族扶助料ニ関スル法律         | 明治33年法律第77号  | 恩給法                                                                                                 | 大正12年法律第48号                         |
| 殖林ノ為設定シタル地上権登記ニ関スル法律                                                         | 明治33年法律第79号  | 行政事務の簡素合理化に伴う関係法律の整理及び適用対象の消滅等による法律の廃止に関する法律               | 昭和57年法律第69号                         |
| 税関仮置場法                                                                                     | 明治33年法律第82号  | 実効性喪失                                                                                             | 実効性喪失                                 |
| 裁判所及台湾総督府法院共助法                                                                     | 明治33年法律第83号  | 実効性喪失                                                                                             | 実効性喪失                                 |
| 行政執行法                                                                                       | 明治33年法律第84号  | 行政代執行法                                                                                           | 昭和23年法律第43号                         |
| 加工ノ為輸入スル物品関税免除ニ関スル法律                                                         | 明治33年法律第85号  | 関税定率法                                                                                             | 明治39年法律第19号                         |
| 外国ヨリ輸入スル鹹魚燻製魚及魚粕ニ関スル法律                                                     | 明治33年法律第86号  | 大蔵省関係法令の整理に関する法律                                                                       | 昭和29年法律第121号                        |
| 外国ニ於テ鉄道ヲ敷設スル帝国会社ニ関スル法律                                                     | 明治33年法律第87号  | 行政事務の簡素合理化に伴う関係法律の整理及び適用対象の消滅等による法律の廃止に関する法律               | 昭和57年法律第69号                         |

### 1901年～1910年
| 法律名 | 法令番号           | 廃止根拠法令名                                                                                               | 法令番号                                             |
| --- | ------------------ | --- | ---------------------------------------------------- |
| 北海道会法 | 明治34年法律第2号  | 府県制の一部を改正する法律                                                                                   | 昭和21年法律第27号                                   |
| 北海道地方費法 | 明治34年法律第3号  | 府県制の一部を改正する法律                                                                                   | 昭和21年法律第27号                                   |
| 内務省所管歳出臨時部土木事業費中信濃川河口修築費繰越ニ関スル法律 | 明治34年法律第4号  | 大蔵省関係法令の整理に関する法律                                                                             | 昭和29年法律第121号                                  |
| 司法官試補実地修習期間ニ関スル法律 | 明治34年法律第5号  | 行政事務の簡素合理化に伴う関係法律の整理及び適用対象の消滅等による法律の廃止に関する法律                     | 昭和57年法律第69号                                   |
| 酒精及酒精含有飲料税法 | 明治34年法律第8号  | 酒税法 | 昭和15年法律第35号                                   |
| 酒精、酒類其ノ他酒精ヲ含有スル飲料輸出下戻金ニ関スル法律 | 明治34年法律第10号 | 酒税法 | 昭和15年法律第35号                                   |
| 医薬用、工業用酒精戻税法 | 明治34年法律第11号 | 工業用酒精酒類其ノ他酒精含有飲料戻税法                                                                       | 明治39年法律第46号                                   |
| 麦酒税法 | 明治34年法律第12号 | 酒税法 | 昭和15年法律第35号                                   |
| 砂糖消費税法 | 明治34年法律第13号 | 砂糖消費税法                                                                                                 | 昭和30年法律第38号                                   |
| 北海道鉄道部支部局及派出工場現金前渡官吏設置ニ関スル法律 | 明治34年法律第15号 | 大蔵省関係法令の整理に関する法律                                                                             | 昭和29年法律第121号                                  |
| 馬匹去勢法 | 明治34年法律第22号 | 馬匹去勢法を廃止する法律                                                                                     |                                                      |
| 屯田兵及屯田兵村ニ給与シタル土地ノ登録税免除ニ関スル法律 | 明治34年法律第25号 | 大蔵省関係法令の整理に関する法律                                                                             | 昭和29年法律第121号                                  |
| 水害地方田畑地租免除ニ関スル法律 | 明治34年法律第27号 | 災害地地租免除法                                                                                             | 大正3年法律第1号                                     |
| 税関貨物取扱人法 | 明治34年法律第28号 | 通関業法 | 昭和42年法律第122号                                  |
| 鍬下年期、新開免租年期、地価据置年期ノ延長ニ関スル法律 | 明治34年法律第30号 | 地租法 | 昭和6年法律第28号                                    |
| 開墾地、開拓地、新開地年期継続ニ関スル法律 | 明治34年法律第31号 | 地租法 | 昭和6年法律第28号                                    |
| 狩猟法 | 明治34年法律第33号 | 鳥獣保護及狩猟ニ関スル法律                                                                                   | 大正7年法律第32号                                    |
| 漁業法 | 明治34年法律第34号 | 漁業法 | 明治43年法律第58号                                   |
| 畜牛結核病予防法 | 明治34年法律第35号 | 家畜伝染病予防法の一部を改正する法律                                                                         | 昭和23年法律第188号                                  |
| 涜職法 | 明治34年法律第37号 | 実効性喪失                                                                                                   | 実効性喪失                                           |
| 巡査看守退隠料及遺族扶助料法 | 明治34年法律第38号 | 恩給法 | 大正12年法律第48号                                   |
| 永代借地権ニ関スル法律 | 明治34年法律第39号 | 教育基金特別会計法外二十三法律ノ廃止ニ関スル法律                                                             | 昭和18年法律第74号                                   |
| 第五回内国勧業博覧会参考館ヘ陳列ノ為輸入スル貨物関税免除ニ関スル法律 | 明治35年法律第10号 | 大蔵省関係法令の整理に関する法律                                                                             | 昭和29年法律第121号                                  |
| 北海道土功組合法 | 明治35年法律第12号 | 土地改良法施行法                                                                                             | 昭和24年法律第196号                                  |
| 台湾官設鉄道用品資金会計法 | 明治35年法律第13号 | 台湾事業用品資金特別会計法                                                                                   | 昭和19年法律第13号                                   |
| 京都府下国界並郡界変更法律 | 明治35年法律第14号 | 行政事務の簡素合理化に伴う関係法律の整理及び適用対象の消滅等による法律の廃止に関する法律                     | 昭和57年法律第69号                                   |
| 衆議院議員選挙人名簿ニ関スル法律 | 明治35年法律第19号 | 自治庁関係法令の整理に関する法律                                                                             | 昭和29年法律第82号                                   |
| 課税標準額及税額計算ニ関スル法律 | 明治35年法律第22号 | 実効性喪失                                                                                                   | 実効性喪失                                           |
| 沖縄県及東京府管内伊豆七島ニ於ケル国税徴収ニ関スル法律 | 明治35年法律第23号 | 行政事務の簡素合理化に伴う関係法律の整理及び適用対象の消滅等による法律の廃止に関する法律                     | 昭和57年法律第69号                                   |
| 虫害地地租特別処分法 | 明治35年法律第25号 | 大蔵省関係法令の整理に関する法律                                                                             | 昭和29年法律第121号                                  |
| 雹害地地租特別処分法 | 明治35年法律第26号 | 大蔵省関係法令の整理に関する法律                                                                             | 昭和29年法律第121号                                  |
| 海底電信線保護万国聯合条約罰則 | 明治35年法律第27号 | 海底電信線保護万国聯合条約罰則                                                                               | 大正5年法律第20号                                    |
| 台湾ニ在勤スル巡査看守陸軍監獄看守陸軍警査及女監取締退隠料及遺族扶助料ニ関スル法律 ［旧名称：台湾ニ在勤スル巡査看守退隠料及遺族扶助料ニ関スル法律, 台湾ニ在勤スル巡査看守陸軍監獄看守及陸軍警守退隠料及遺族扶助料ニ関スル法律, 台湾ニ在勤スル巡査看守陸軍監獄看守陸軍警守及女監取締退隠料及遺族扶助料ニ関スル法律］                       | 明治35年法律第29号 | 恩給法 | 大正12年法律第48号                                   |
| 製鉄所据置運転資本ニ不足ヲ生スル場合ニ一時借入ヲ為スヲ得ル法律 | 明治35年法律第30号 | 大蔵省関係法令の整理に関する法律                                                                             | 昭和29年法律第121号                                  |
| 商業会議所法 | 明治35年法律第31号 | 商工会議所法                                                                                                 | 昭和2年法律第49号                                    |
| 輸入原料砂糖戻税法 | 明治35年法律第33号 | 第4条の規定により、明治44年7月16日まで効力を有する。                                                         | 第4条の規定により、明治44年7月16日まで効力を有する。 |
| 海軍造船材料資金会計法 | 明治35年法律第34号 | 海軍工廠資金会計法                                                                                           | 明治38年法律第15号                                   |
| 外国領海水産組合法 | 明治35年法律第35号 | 農林省関係法令の整理に関する法律                                                                             | 昭和29年法律第137号                                  |
| 郡費分賦ノ件ニ関スル法律 | 明治35年法律第40号 | 自治庁関係法令の整理に関する法律                                                                             | 昭和29年法律第82号                                   |
| 骨牌税法 | 明治35年法律第44号 | トランプ類税法                                                                                               | 昭和32年法律第173号                                  |
| 国勢調査ニ関スル法律 | 明治35年法律第49号 | 統計法 | 昭和22年法律第18号                                   |
| 災害地地租延納ニ関スル法律 | 明治36年法律第3号  | 災害地地租免除法                                                                                             | 大正3年法律第1号                                     |
| 粗製樟脳、樟脳油専売法 | 明治36年法律第5号  | しよう脳専売法                                                                                               | 昭和24年法律第113号                                  |
| 臨時事件費支弁ニ関スル法律 | 明治37年法律第1号  | 実効性喪失                                                                                                   | 実効性喪失                                           |
| 陸海軍ニ属スル臨時事件費特別会計法 | 明治37年法律第2号  | 大蔵省関係法令の整理に関する法律                                                                             | 昭和29年法律第121号                                  |
| 非常特別税法 | 明治37年法律第3号  | 非常特別税法廃止ニ関スル法律                                                                                 | 大正2年法律第14号                                    |
| 地租徴収ニ関スル法律 | 明治37年法律第12号 | 地租法 | 昭和6年法律第28号                                    |
| 沖縄県滞納旧租延納法 | 明治37年法律第13号 | 沖縄県ニ於ケル旧租免除ニ関スル法律                                                                           | 明治43年法律第25号                                   |
| 煙草専売法 | 明治37年法律第14号 | たばこ専売法                                                                                                 | 昭和24年法律第111号                                  |
| 渡良瀬川沿岸地方特別地価修正法律 | 明治37年法律第16号 | 地租法 | 昭和6年法律第28号                                    |
| 貯蓄債券法 | 明治37年法律第18号 | 大蔵省関係法令の整理に関する法律                                                                             | 昭和29年法律第121号                                  |
| 酒母、醪及麹取締法 | 明治38年法律第7号  | 酒税法 | 昭和15年法律第35号                                   |
| 酒類業組合法 ［旧名称：酒造組合法, 酒類業団体法］ | 明治38年法律第8号  | 所得税法の一部を改正する等の法律                                                                             | 昭和23年法律第107号                                  |
| 相続税法 | 明治38年法律第10号 | 相続税法 | 昭和22年法律第87号                                   |
| 塩専売法 | 明治38年法律第11号 | 塩専売法 | 昭和24年法律第112号                                  |
| 臨時事件費支弁ニ関スル法律 | 明治38年法律第12号 | 実効性喪失                                                                                                   | 実効性喪失                                           |
| 古社寺保存法第十六条ニ依リ国庫ヨリ支出スヘキ金額ニ関スル法律 | 明治38年法律第14号 | 大蔵省関係法令の整理に関する法律                                                                             | 昭和29年法律第121号                                  |
| 海軍工廠資金会計法 | 明治38年法律第15号 | 政府出資特別会計法外二十一法令の廃止等に関する法律                                                           | 昭和21年法律第21号                                   |
| 煙草専売局及製鉄所据置運転資本補足ニ関スル法律 | 明治38年法律第17号 | 作業会計法外十法律中改正法律                                                                                 | 昭和19年法律第14号                                   |
| 国債証券及貯蓄債券ノ利子所得税免除ニ関スル法律 | 明治38年法律第19号 | 臨時租税増徴法                                                                                               | 昭和12年法律第3号                                    |
| 国債証券価格計算ニ関スル法律 | 明治38年法律第20号 | 国債ノ価額計算ニ関スル法律                                                                                   | 昭和7年法律第16号                                    |
| 実用新案法 | 明治38年法律第21号 | 実用新案法                                                                                                   | 明治38年法律第21号                                   |
| 蚕病予防法 | 明治38年法律第22号 | 蚕糸業法 | 明治44年法律第47号                                   |
| 郵便貯金法 | 明治38年法律第23号 | 郵便貯金法                                                                                                   | 昭和22年法律第144号                                  |
| 司法官試補実地修習期間減縮ニ関スル法律 | 明治38年法律第32号 | 行政事務の簡素合理化に伴う関係法律の整理及び適用対象の消滅等による法律の廃止に関する法律                     | 昭和57年法律第69号                                   |
| 北海道一級町村及二級町村ヲシテ租税外国庫歳入ヲ徴収セシムル法律 | 明治38年法律第35号 | 教育基金特別会計法外二十三法律ノ廃止ニ関スル法律                                                             | 昭和18年法律第74号                                   |
| 北海道罹災救助基金法 | 明治38年法律第37号 | 罹災救助基金法の一部を改正する法律                                                                           | 昭和22年法律第44号                                   |
| 俘虜処罰ニ関スル法律 | 明治38年法律第38号 | 俘虜処罰法                                                                                                   | 昭和18年法律第41号                                   |
| 遠洋漁業奨励法 | 明治38年法律第40号 | 第21条の規定により昭和22年3月31日限りで失効。                                                                |                                                      |
| 居留民団法 | 明治38年法律第41号 | 外務省関係法律の整理に関する法律                                                                             | 昭和29年法律第130号                                  |
| 明治二十九年法律第六十三号（律令発布ノ件）ノ有効期間ニ関スル法律 | 明治38年法律第42号 | 明治二十九年法律第六十三号（律令発布ノ件）ノ有効期間ニ関スル法律                                             | 明治38年法律第42号                                   |
| 市町村立小学校教育費国庫補助法及教育基金令ニ依ル沖縄県ノ配賦金及配当金、仕払残額ヲ翌年度ニ繰越使用ニ関スル法律 | 明治38年法律第44号 | 沖縄県ノ負担及国庫補助ニ関スル法律                                                                           | 明治41年法律第3号                                    |
| 鉱業法 | 明治38年法律第45号 | 鉱業法 | 昭和25年法律第289号                                  |
| 外国ニ於ケル銀行事業ニ関スル法律 | 明治38年法律第47号 | 大蔵省関係法令の整理に関する法律                                                                             | 昭和29年法律第121号                                  |
| 台湾銀行ニ於テ発行スル銀行券ノ偽造変造等ニ関スル法律 | 明治38年法律第51号 | 実効性喪失                                                                                                   | 実効性喪失                                           |
| 戸主ニ非ザル者爵ヲ授ケラレタル場合ニ関スル法律 | 明治38年法律第62号 | 日本国憲法施行の際現に効力を有する命令の規定の効力等に関する法律                                             | 昭和22年法律第72号                                   |
| 在外指定学校職員退隠料及遺族扶助料法 | 明治38年法律第64号 | 恩給法 | 大正12年法律第48号                                   |
| 刑ノ執行猶予ニ関スル法律 | 明治38年法律第70号 | 実効性喪失                                                                                                   | 実効性喪失                                           |
| 売薬税法 | 明治38年法律第71号 | 売薬税法廃止法律                                                                                             | 大正15年法律第19号                                   |
| 臨時事件費支弁ニ関スル法律 | 明治39年法律第1号  | 大蔵省関係法令の整理に関する法律                                                                             | 昭和29年法律第121号                                  |
| 国債整理基金特別会計法 | 明治39年法律第6号  | 特別会計に関する法律                                                                                         | 平成19年法律第23号                                   |
| 軍艦水雷艇補充基金ノ組入ニ関スル法律 | 明治39年法律第8号  | 大蔵省関係法令の整理に関する法律                                                                             | 昭和29年法律第121号                                  |
| 産業試験費講習費国庫補助法 | 明治39年法律第9号  | 農業改良助長法                                                                                               | 昭和23年法律第165号                                  |
| 災害地方田畑地租免除ニ関スル法律 | 明治39年法律第10号 | 大蔵省関係法令の整理に関する法律                                                                             | 昭和29年法律第121号                                  |
| 国債証券ノ取引所税廃止ニ関スル法律 | 明治39年法律第12号 | 取引所税法                                                                                                   | 大正3年法律第23号                                    |
| 鉄道国有法 | 明治39年法律第17号 | 日本国有鉄道改革法等施行法                                                                                   | 昭和61年法律第93号                                   |
| 京釜鉄道買収法 | 明治39年法律第18号 | 運輸省関係法令の整理に関する法律                                                                             | 昭和29年法律第93号                                   |
| 関税定率法 | 明治39年法律第19号 | 関税定率法                                                                                                   | 明治43年法律第54号                                   |
| 輸出羽二重精練業法 | 明治39年法律第23号 | 輸出絹織物取締法                                                                                             | 昭和2年法律第27号                                    |
| 官国幣社経費ニ関スル法律 | 明治39年法律第24号 | 明治三十九年法律第二十四号官国幣社経費ニ関スル法律廃止等ノ件                                                 | 昭和21年勅令第71号                                   |
| 台湾総督府鉄道部現金前渡官吏設置ニ関スル法律 | 明治39年法律第25号 | 大蔵省関係法令の整理に関する法律                                                                             | 昭和29年法律第121号                                  |
| 傷兵院法 ［旧名称：廃兵院法］ | 明治39年法律第29号 | 昭和二十年勅令第五百四十二号「ポツダム」宣言の受諾に伴ひ発する命令に関する件に基く傷兵院法を廃止する勅令     | 昭和21年勅令第266号                                  |
| 台湾ニ施行スヘキ法令ニ関スル法律 | 明治39年法律第31号 | 附則の規定により大正12年12月31日限りで失効                                                                   | 附則の規定により大正12年12月31日限りで失効           |
| 屠場法 | 明治39年法律第32号 | と畜場法 | 昭和28年法律第114号                                  |
| 地租条例ヲ北海道ニ施行スル件ニ関スル法律 | 明治39年法律第33号 | 実効性喪失                                                                                                   | 実効性喪失                                           |
| 帝国鉄道会計法 | 明治39年法律第37号 | 帝国鉄道会計法                                                                                               | 明治42年法律第6号                                    |
| 韓国ニ於テ帝国ノ経営スル鉄道ノ会計ニ関スル法律 | 明治39年法律第39号 | 大蔵省関係法令の整理に関する法律                                                                             | 昭和29年法律第121号                                  |
| 鉄道国有法及京釜鉄道買収法ニ依リ買収シタル鉄道ノ出納官吏ニ関スル法律 | 明治39年法律第40号 | 大蔵省関係法令の整理に関する法律                                                                             | 昭和29年法律第121号                                  |
| 工業用酒精酒類其ノ他酒精含有飲料戻税法 | 明治39年法律第46号 | 酒税法 | 昭和15年法律第35号                                   |
| 医師法 | 明治39年法律第47号 | 国民医療法                                                                                                   | 昭和17年法律第70号                                   |
| 歯科医師法 | 明治39年法律第48号 | 国民医療法                                                                                                   | 昭和17年法律第70号                                   |
| 陸海軍ニ属スル臨時事件費特別会計終結ニ関スル法律 | 明治39年法律第52号 | 大蔵省関係法令の整理に関する法律                                                                             | 昭和29年法律第121号                                  |
| 刑ノ執行ヲ猶予セラレタル者ノ公民権及議員選挙権被選挙権ニ関スル法律 | 明治39年法律第54号 | 刑法施行法                                                                                                   | 明治41年法律第29号                                   |
| 債務者ニ代位スル債権者ノ登記申請ニ関スル法律 | 明治39年法律第55号 | 不動産登記法中改正法律                                                                                       | 大正2年法律第18号                                    |
| 韓国ニ於ケル裁判事務ニ関スル法律 | 明治39年法律第56号 | 明治三十九年法律第五十六号（韓国ニ於ケル裁判事務ニ関スル件）廃止ノ件                                         | 明治42年勅令第235号                                  |
| 内国官憲ノ管掌ニ属スル事項ニツキ統監ノ職権ニ関スル法律 | 明治39年法律第57号 | 内閣及び総理府関係法令の整理に関する法律                                                                     | 昭和29年法律第203号                                  |
| 官庁ニ於テ印刷局製造ノ物件買入ニ関スル法律 | 明治40年法律第5号  | 行政事務の簡素合理化に伴う関係法律の整理及び適用対象の消滅等による法律の廃止に関する法律                     | 昭和57年法律第69号                                   |
| 東京府北多摩郡埼玉県北足立郡境界変更法律 | 明治40年法律第8号  | 実効性喪失                                                                                                   | 実効性喪失                                           |
| 癩予防法 ［旧名称：癩予防ニ関スル法律］ | 明治40年法律第11号 | らい予防法                                                                                                   | 昭和28年法律第214号                                  |
| 韓国鉄道ノ収益勘定欠損補充ニ関スル法律 | 明治40年法律第15号 | 大蔵省関係法令の整理に関する法律                                                                             | 昭和29年法律第121号                                  |
| 千住製絨所据置運転資本増加ニ関スル法律 | 明治40年法律第16号 | 大蔵省関係法令の整理に関する法律                                                                             | 昭和29年法律第121号                                  |
| 関東都督府特別会計法 | 明治40年法律第17号 | 政府出資特別会計法外二十一法令の廃止等に関する法律                                                           | 昭和21年法律第21号                                   |
| 樺太庁特別会計法 | 明治40年法律第18号 | 政府出資特別会計法外二十一法令の廃止等に関する法律                                                           | 昭和21年法律第21号                                   |
| 帝国大学特別会計法 | 明治40年法律第19号 | 大学特別会計法                                                                                               | 大正10年法律第11号                                   |
| 樺太ニ於ケル租税ニ関スル法律 | 明治40年法律第21号 | 大蔵省関係法令の整理に関する法律                                                                             | 昭和29年法律第121号                                  |
| 明治三十九年度一般会計所属ノ経費ヲ各帝国大学特別会計ニ繰越ス場合ニ於ケル剰余金繰入ニ関スル法律 | 明治40年法律第22号 | 大蔵省関係法令の整理に関する法律                                                                             | 昭和29年法律第121号                                  |
| 学校及図書館特別会計法 | 明治40年法律第23号 | 学校特別会計法                                                                                               | 昭和19年法律第9号                                    |
| 韓国森林特別会計法 | 明治40年法律第24号 | 実効性喪失                                                                                                   | 実効性喪失                                           |
| 樺太ニ施行スヘキ法令ニ関スル法律 | 明治40年法律第25号 | 明治四十年法律第二十五号（樺太ニ施行スヘキ法令ニ関スル件）廃止法律                                           | 昭和18年法律第85号                                   |
| 樺太地方裁判所及同管内二区裁判所設置ニ関スル法律 | 明治40年法律第28号 | 実効性喪失                                                                                                   | 実効性喪失                                           |
| 台湾ニ於ケル特別ノ輸入税ニ関スル法律 | 明治40年法律第30号 | 明治四十年法律第三十号（台湾ニ於ケル特別ノ輸入税ニ関スル件）廃止法律                                         | 明治44年法律第7号                                    |
| 国庫出納上一銭未満ノ端数計算ニ関スル法律 | 明治40年法律第31号 | 国庫出納金端数計算法                                                                                         | 大正5年法律第2号                                     |
| 租税其ノ他ノ収入徴収処分嘱託ニ関スル法律 | 明治40年法律第34号 | 大蔵省関係法令の整理に関する法律                                                                             | 昭和29年法律第121号                                  |
| 和歌山県下郡界変更法律 | 明治40年法律第36号 | 行政事務の簡素合理化に伴う関係法律の整理及び適用対象の消滅等による法律の廃止に関する法律                     | 昭和57年法律第69号                                   |
| 種牡牛検査法 | 明治40年法律第42号 | 種畜法 | 昭和23年法律第155号                                  |
| 森林法 | 明治40年法律第43号 | 森林法 | 昭和26年法律第249号                                  |
| 韓国ニ在勤スル在外指定学校職員ノ退隠料及遺族扶助料ニ関スル法律 ［旧名称：韓国ニ在勤スル居留民団立在外指定学校職員ノ退隠料及遺族扶助料ニ関スル法律］ | 明治40年法律第44号 | 内閣及び総理府関係法令の整理に関する法律                                                                     | 昭和29年法律第203号                                  |
| 関東都督府及韓国駐箚軍陸軍軍法会議法 | 明治40年法律第46号 | 陸軍軍法会議法                                                                                               | 大正10年法律第85号                                   |
| 朝鮮総督府及関東都督府等在勤官吏ノ恩給及遺族扶助料ニ関スル法律 ［旧名称：統監府及関東都督府等在勤官吏ノ恩給及遺族扶助料ニ関スル法律］ | 明治40年法律第48号 | 恩給法 | 大正12年法律第48号                                   |
| 朝鮮総督府、関東庁及樺太等在勤内地人タル警部補、巡査、看守、判任官ノ待遇ヲ受クル消防手及女監取締ノ退隠料及遺族扶助料ニ関スル法律 ［旧名称：統監府、関東都督府及樺太等在勤巡査、看守及女監取締ノ退隠料及遺族扶助料ニ関スル法律, 朝鮮総督府、関東都督府及樺太等在勤内地人タル警部補、巡査、看守及女監取締ノ退隠料及遺族扶助料ニ関スル法律］ | 明治40年法律第49号 | 恩給法 | 大正12年法律第48号                                   |
| 裁判所、台湾総督府法院、統監府裁判所及関東都督府法院、関東都督府民政署長又ハ民政支署長相互ノ間ニ於ケル法律上ノ共助ニ関スル法律 ［旧名称：裁判所、台湾総督府法院、統監府法務院又ハ理事庁ト関東都督府法院トノ間ニ於ケル法律上ノ共助ニ関スル法律］                                                                                           | 明治40年法律第52号 | 実効性喪失                                                                                                   | 実効性喪失                                           |
| 沖縄県ノ負担及国庫補助ニ関スル法律 | 明治41年法律第3号  | 行政事務の簡素合理化に伴う関係法律の整理及び適用対象の消滅等による法律の廃止に関する法律                     | 昭和57年法律第69号                                   |
| 日本大博覧会出品外国貨物免税ニ関スル法律 | 明治41年法律第5号  | 大蔵省関係法令の整理に関する法律                                                                             | 昭和29年法律第121号                                  |
| 韓国ニ於ケル鉄道用品資金会計ニ関スル法律 | 明治41年法律第6号  | 実効性喪失                                                                                                   | 実効性喪失                                           |
| 学校及図書館資金所属土地売却代金ヲ一般会計ニ繰入ルル件ニ関スル法律 | 明治41年法律第9号  | 大蔵省関係法令の整理に関する法律                                                                             | 昭和29年法律第121号                                  |
| 造幣局据置運転資本増加及設備拡張費ニ関スル法律 | 明治41年法律第11号 | 大蔵省関係法令の整理に関する法律                                                                             | 昭和29年法律第121号                                  |
| 軍艦水雷艇補充基金組入ニ関スル法律 | 明治41年法律第15号 | 明治四十一年法律第十五号（軍艦水雷艇補充基金組入ニ関スル件）廃止法律                                         | 大正4年法律第11号                                    |
| 陸海軍召集諸費繰替支弁ニ関スル法律 | 明治41年法律第17号 | 昭和二十年勅令第五百四十二号ポツダム宣言の受諾に伴い発する命令に関する件に基く軍用電気通信法等を廃止する勅令 | 昭和21年勅令第564号                                  |
| 石油消費税法 | 明治41年法律第21号 | 石油消費税法廃止法律                                                                                         | 大正12年法律第10号                                   |
| 日本大博覧会ノ出品ニ対スル発明、意匠、実用新案及び商標保護ニ関スル法律 | 明治41年法律第22号 | 通商産業省関係法令の整理に関する法律                                                                         | 昭和29年法律第138号                                  |
| 神社財産ニ関スル法律 | 明治41年法律第23号 | 明治三十九年法律第二十四号官国幣社経費ニ関スル法律廃止等ノ件                                                 | 昭和21年勅令第71号                                   |
| 東京府小笠原島伊豆七島ニ於ケル酒造税ニ関スル法律 ［旧名称：沖縄県及東京府小笠原島伊豆七島ニ於ケル酒造税ニ関スル法律］ | 明治41年法律第24号 | 酒税法 | 昭和15年法律第35号                                   |
| 煉乳原料砂糖戻税法 | 明治41年法律第27号 | 砂糖消費税法中改正法律                                                                                       | 昭和15年法律第37号                                   |
| 刑事施設ニ於ケル刑事被告人ノ収容等ニ関スル法律 〔通称：刑事被告人収容法〕［旧名称：監獄法］ | 明治41年法律第28号 | 刑事施設及び受刑者の処遇等に関する法律の一部を改正する法律                                                   | 平成18年法律第58号                                   |
| 樺太庁立小学校教員退隠料及遺族扶助料ニ関スル法律 | 明治41年法律第35号 | 恩給法 | 大正12年法律第48号                                   |
| 地方税制限ニ関スル法律 | 明治41年法律第37号 | 地方税法 | 昭和15年法律第60号                                   |
| 陸軍営繕費補充資金特別会計法 | 明治41年法律第40号 | 陸軍営繕費補充資金特別会計法廃止法律                                                                         | 大正14年法律第16号                                   |
| 陸軍刑法 | 明治41年法律第46号 | ポツダム宣言の受諾に伴い発する命令に関する件に基く陸軍刑法を廃止する等の政令                                 | 昭和22年政令第52号                                   |
| 陸軍刑法施行法 | 明治41年法律第47号 | ポツダム宣言の受諾に伴い発する命令に関する件に基く陸軍刑法を廃止する等の政令                                 | 昭和22年政令第52号                                   |
| 海軍刑法 | 明治41年法律第48号 | ポツダム宣言の受諾に伴い発する命令に関する件に基く陸軍刑法を廃止する等の政令                                 | 昭和22年政令第52号                                   |
| 海軍刑法施行法 | 明治41年法律第49号 | ポツダム宣言の受諾に伴い発する命令に関する件に基く陸軍刑法を廃止する等の政令                                 | 昭和22年政令第52号                                   |
| 肥料取締法 | 明治41年法律第51号 | 肥料取締法                                                                                                   | 昭和25年法律第127号                                  |
| 満洲ニ於ケル領事裁判ニ関スル法律 | 明治41年法律第52号 | 満洲国ニ於ケル領事官ノ裁判ノ廃止ニ関スル法律                                                                 | 昭和14年法律第10号                                   |
| 東洋拓殖株式会社法 | 明治41年法律第63号 | 実効性喪失                                                                                                   | 実効性喪失                                           |
| 台湾銀行ニ於テ発行シタル一円銀貨ヲ以テ引換フヘキ銀行券ノ引換期限ニ関スル法律 | 明治42年法律第1号  | 大蔵省関係法令の整理に関する法律                                                                             | 昭和29年法律第121号                                  |
| 度量衡法 | 明治42年法律第4号  | 計量法施行法                                                                                                 | 昭和26年法律第208号                                  |
| 帝国鉄道会計法 | 明治42年法律第6号  | 国有鉄道事業特別会計法                                                                                       | 昭和22年法律第40号                                   |
| 国債ノ利子所得税免除ニ関スル法律 | 明治42年法律第7号  | 臨時租税増徴法                                                                                               | 昭和12年法律第3号                                    |
| 砂鉱法 | 明治42年法律第13号 | 鉱業法 | 昭和25年法律第289号                                  |
| 遠洋航路補助法 | 明治42年法律第15号 | 運輸省関係法令の整理に関する法律                                                                             | 昭和29年法律第93号                                   |
| 輸出菓子糖果原料砂糖戻税法 | 明治42年法律第18号 | 砂糖消費税法中改正法律                                                                                       | 昭和15年法律第37号                                   |
| 沖縄県罹災救助基金法 | 明治42年法律第19号 | 附則第1項の規定により施行後40年で失効                                                                        | 附則第1項の規定により施行後40年で失効                |
| 家禄賞典禄処分ニ関スル法律 | 明治42年法律第21号 | 大蔵省関係法令の整理に関する法律                                                                             | 昭和29年法律第121号                                  |
| 特許法 | 明治42年法律第23号 | 特許法 | 大正10年法律第96号                                   |
| 意匠法 | 明治42年法律第24号 | 意匠法 | 大正10年法律第98号                                   |
| 商標法 | 明治42年法律第25号 | 商標法 | 大正10年法律第99号                                   |
| 実用新案法 | 明治42年法律第26号 | 実用新案法                                                                                                   | 大正10年法律第97号                                   |
| 耕地整理法 | 明治42年法律第30号 | 土地改良法施行法                                                                                             | 昭和24年法律第196号                                  |
| 種痘法 | 明治42年法律第35号 | 予防接種法                                                                                                   | 昭和23年法律第68号                                   |
| 裁判所又ハ関東都督府法院関東裁判所台湾総督府法院統監府都督府民政署長若ハ民政支署長ノ判決ノ執行ニ関スル法律 ［旧名称：裁判所台湾総督府法院統監府法務院及理事庁ノ判決ノ執行ニ関スル法律］ | 明治42年法律第36号 | 実効性喪失                                                                                                   | 実効性喪失                                           |
| 明治三十七八年戦役ノ為損害ヲ被リタル者ノ救恤ニ関スル法律 | 明治42年法律第38号 | 大蔵省関係法令の整理に関する法律                                                                             | 昭和29年法律第121号                                  |
| 建物保護ニ関スル法律 〔通称：建物保護法〕 | 明治42年法律第40号 | 借地借家法                                                                                                   | 平成3年法律第90号                                    |
| 新聞紙法 | 明治42年法律第41号 | 出版法及び新聞紙法を廃止する法律                                                                             | 昭和24年法律第95号                                   |
| 家畜市場法 | 明治43年法律第1号  | 家畜市場法を廃止する法律                                                                                     | 昭和23年法律第226号                                  |
| 宅地地価修正法 | 明治43年法律第3号  | 地租法 | 昭和6年法律第28号                                    |
| 通行税法 | 明治43年法律第5号  | 通行税法廃止法律                                                                                             | 大正15年法律第21号                                   |
| 酒精造石税徴収猶予及免除ニ関スル法律 | 明治43年法律第6号  | 酒税法 | 昭和15年法律第35号                                   |
| 織物消費税法 | 明治43年法律第7号  | 織物消費税法等を廃止する法律                                                                                 | 昭和24年法律第285号                                  |
| 砂鉱区税法 | 明治43年法律第9号  | 鉱区税法 | 昭和15年法律第31号                                   |
| 那覇港修築工事ヲ沖縄県ニ引継ク事ニ関スル法律 | 明治43年法律第21号 | 運輸省関係法令の整理に関する法律                                                                             | 昭和29年法律第93号                                   |
| 沖縄県ニ於ケル旧租免除ニ関スル法律 | 明治43年法律第25号 | 大蔵省関係法令の整理に関する法律                                                                             | 昭和29年法律第121号                                  |
| 電気測定法 | 明治43年法律第26号 | 計量法の一部を改正する法律                                                                                   | 昭和41年法律第112号                                  |
| 警部補退隠料及遺族扶助料等ニ関スル法律 | 明治43年法律第30号 | 恩給法 | 大正12年法律第48号                                   |
| 補助航海ニ従事スル商事会社ニ関スル法律 | 明治43年法律第32号 | 運輸省関係法令の整理に関する法律                                                                             | 昭和29年法律第93号                                   |
| 韓国在勤鉄道院所属官吏ノ恩給及遺族扶助料ニ関スル法律 | 明治43年法律第38号 | 内閣及び総理府関係法令の整理に関する法律                                                                     | 昭和29年法律第203号                                  |
| 皇族ヨリ臣籍ニ入リタル者及婚嫁ニ因リ臣籍ヨリ出テ皇族ト為リタル者ノ戸籍ニ関スル法律 | 明治43年法律第39号 | 日本国憲法施行の際現に効力を有する命令の規定の効力等に関する法律                                             | 昭和22年法律第72号                                   |
| 間島ニ於ケル領事官ノ裁判ニ関スル法律 | 明治43年法律第40号 | 実効性喪失                                                                                                   | 実効性喪失                                           |
| 製塩地整理ニ関スル法律 | 明治43年法律第48号 | 大蔵省関係法令の整理に関する法律                                                                             | 昭和29年法律第121号                                  |
| 外国人ノ土地所有権ニ関スル法律 | 明治43年法律第51号 | 外国人土地法                                                                                                 | 大正14年法律第42号                                   |
| 銃砲火薬類取締法 | 明治43年法律第53号 | 火薬類取締法                                                                                                 | 昭和25年法律第149号                                  |
| 予約出版法 | 明治43年法律第55号 | 許可、認可等の整理に関する法律                                                                               | 昭和42年法律第120号                                  |
| 軽便鉄道法 | 明治43年法律第57号 | 地方鉄道法                                                                                                   | 大正8年法律第52号                                    |
| 漁業法 | 明治43年法律第58号 | 漁業法 | 昭和24年法律第267号                                  |
| 沖縄県諸禄処分法 | 明治43年法律第59号 | 大蔵省関係法令の整理に関する法律                                                                             | 昭和29年法律第121号                                  |

### 1911年～1920年
| 法律名 | 法令番号           | 廃止根拠法令名                                                                                                   | 法令番号                                  |
| --- | ------------------ | --- | ----------------------------------------- |
| 東京府管内八丈島ノ地租ニ関スル法律 | 明治44年法律第1号  | 大蔵省関係法令の整理に関する法律                                                                                 | 昭和29年法律第121号                       |
| 公共団体ニ対スル工事補助費繰越使用ニ関スル法律 | 明治44年法律第2号  | 財政法 | 昭和22年法律第34号                        |
| 朝鮮ニ於ケル貨幣整理ノ為生シタル債務ヲ貨幣整理資金特別会計ニ移属セシムル件ニ関スル法律                                                                                             | 明治44年法律第11号 | 大蔵省関係法令の整理に関する法律                                                                                 | 昭和29年法律第121号                       |
| 治水費資金特別会計法 | 明治44年法律第14号 | 治水費資金特別会計法廃止法律                                                                                     | 大正4年法律第7号                          |
| 都道府県災害土木費国庫負担ニ関スル法律 ［旧名称：府県災害土木費国庫補助ニ関スル法律］                                                                                              | 明治44年法律第15号 | 公共土木施設災害復旧事業費国庫負担法                                                                             | 昭和26年法律第97号                        |
| 地方鉄道補助法 ［旧名称：軽便鉄道補助法］ | 明治44年法律第17号 | 鉄道軌道整備法                                                                                                   | 昭和28年法律第169号                       |
| 朝鮮事業公債法 | 明治44年法律第18号 | 朝鮮事業公債法                                                                                                   | 昭和2年法律第11号                         |
| 朝鮮事業公債金特別会計法 | 明治44年法律第19号 | 公債金特別会計法                                                                                                 | 大正8年法律第15号                         |
| 朝鮮鉄道用品資金会計法 | 明治44年法律第20号 | 朝鮮鉄道用品資金会計法廃止法律                                                                                   | 大正6年法律第28号                         |
| 朝鮮森林特別会計法 | 明治44年法律第21号 | 朝鮮森林特別会計法廃止法律                                                                                       | 大正5年法律第7号                          |
| 朝鮮総督府鉄道及通信官署ニ於テ取扱フ現金ノ出納ニ関スル法律 | 明治44年法律第24号 | 会計法 | 大正10年法律第42号                        |
| 朝鮮ニ施行スヘキ法令ニ関スル法律 | 明治44年法律第30号 | 実効性喪失 | 実効性喪失                                |
| 大蔵省預金部ノ利益金ヲ一般会計ニ繰入ルル件ニ関スル法律 | 明治44年法律第34号 | 明治四十四年法律第三十四号（大蔵省預金部ノ利益金ヲ一般会計ニ繰入ルゝ件ニ関スル件）廃止法律                       | 大正3年法律第5号                          |
| 沖縄県農工銀行補助ニ関スル法律 | 明治44年法律第36号 | 日本勧業銀行法等を廃止する法律                                                                                   | 昭和25年法律第41号                        |
| 帝国学士院学術奨励金特別会計法 | 明治44年法律第38号 | 帝国学士院学術奨励金特別会計法廃止法律                                                                           | 大正4年法律第12号                         |
| 酒税等ノ徴収ニ関スル法律 ［旧名称：砂糖消費税織物消費税等ノ徴収ニ関スル法律］ | 明治44年法律第45号 | 輸入品に対する内国消費税の徴収等に関する法律                                                                     | 昭和30年法律第37号                        |
| 工場法 | 明治44年法律第46号 | 労働基準法 | 昭和22年法律第49号                        |
| 蚕糸業法 | 明治44年法律第47号 | 蚕糸業法 | 昭和20年法律第57号                        |
| 朝鮮銀行法 | 明治44年法律第48号 | 実効性喪失 | 実効性喪失                                |
| 樺太ニオケル漁業免許ノ取消及漁業料ノ徴収ニ関スル法律 | 明治44年法律第49号 | 農林省関係法令の整理に関する法律                                                                                 | 昭和29年法律第137号                       |
| 間島ニ於ケル領事官ノ裁判ニ関スル法律 | 明治44年法律第51号 | 満洲国ニ於ケル領事官ノ裁判ノ廃止ニ関スル法律                                                                     | 昭和14年法律第10号                        |
| 司法事務共助法 | 明治44年法律第52号 | 実効性喪失 | 実効性喪失                                |
| 電気事業法 | 明治44年法律第55号 | 電気事業法 | 昭和6年法律第61号                         |
| 韓国鉄道会計所属資金ノ繰入ニ関スル法律 | 明治44年法律第56号 | 大蔵省関係法令の整理に関する法律                                                                                 | 昭和29年法律第121号                       |
| 租税外諸収入金整理ニ関スル法律 | 明治44年法律第58号 | 租税債権及び貸付金債権以外の国の債権の整理に関する法律                                                           | 昭和26年法律第197号                       |
| 台湾ニ在勤スル官吏ノ恩給及遺族扶助料ニ関スル法律（明三三法七五）台湾ニ在勤スル巡査看守陸軍監獄看守陸軍警守及女監取締退隠料及遺族扶助料ニ関スル法律（明三五法二九）準用ニ関スル法律 | 明治44年法律第61号 | 恩給法 | 大正12年法律第48号                        |
| 貴族院及衆議院速記技手在官年月数ニ関スル法律 | 明治44年法律第67号 | 恩給法 | 大正12年法律第48号                        |
| 市制 | 明治44年法律第68号 | 地方自治法 | 昭和22年法律第67号                        |
| 町村制 | 明治44年法律第69号 | 地方自治法 | 昭和22年法律第67号                        |
| 広告物取締法 | 明治44年法律第70号 | 屋外広告物法 | 昭和24年法律第189号                       |
| 清国事件費支弁ニ関スル法律 | 明治45年法律第1号  | 大蔵省関係法令の整理に関する法律                                                                                 | 昭和29年法律第121号                       |
| 学校及図書館資金ノ一部所属換等ニ関スル法律 | 明治45年法律第4号  | 大蔵省関係法令の整理に関する法律                                                                                 | 昭和29年法律第121号                       |
| 東京府神奈川県境界変更ニ関スル法律 | 明治45年法律第5号  | 実効性喪失 | 実効性喪失                                |
| 朝鮮医院及済生院特別会計法 | 明治45年法律第6号  | 朝鮮医院及済生院特別会計法廃止法律                                                                               | 大正14年法律第19号                        |
| 朝鮮ニ於ケル学校職員ニシテ国庫ヨリ俸給ノ支給ヲ受ケサル文官判任以上ノ者ノ退隠料及遺族扶助料ニ関スル法律                                                                             | 明治45年法律第11号 | 恩給法 | 大正12年法律第48号                        |
| 朝鮮総督府判事ノ恩給ニ関スル法律 | 明治45年法律第12号 | 恩給法 | 大正12年法律第48号                        |
| 鉄道又ハ船舶ト露国ノ鉄道又ハ船舶トノ貨物ノ連絡運送ニ関スル法律 | 明治45年法律第13号 | 運輸省関係法令の整理に関する法律                                                                                 | 昭和29年法律第93号                        |
| 臘虎膃肭獣猟業者等ニ対スル交付金下付ニ関スル法律 | 明治45年法律第22号 | 農林省関係法令の整理に関する法律                                                                                 | 昭和29年法律第137号                       |
| 樺太ニ於ケル石炭ノ採掘ニ関スル法律 | 明治45年法律第23号 | 通商産業省関係法令の整理に関する法律                                                                             | 昭和29年法律第138号                       |
| 仮置場法 | 明治45年法律第24号 | 保税工場法 | 昭和2年法律第45号                         |
| 樺太酒類出港税法 | 大正元年法律第1号  | 大蔵省関係法令の整理に関する法律                                                                                 | 昭和29年法律第121号                       |
| 京都帝国大学臨時政府支出金ニ関スル法律 | 大正2年法律第3号   | 大蔵省関係法令の整理に関する法律                                                                                 | 昭和29年法律第121号                       |
| 愛知県下郡廃置法律 | 大正2年法律第5号   | 行政事務の簡素合理化に伴う関係法律の整理及び適用対象の消滅等による法律の廃止に関する法律                         | 昭和57年法律第69号                        |
| 判事及検事ノ休職並判事ノ転所ニ関スル法律 | 大正2年法律第7号   | 行政事務の簡素合理化に伴う関係法律の整理及び適用対象の消滅等による法律の廃止に関する法律                         | 昭和57年法律第69号                        |
| 裁判所廃止及名称変更ニ関スル法律 | 大正2年法律第8号   | 実効性喪失 | 実効性喪失                                |
| 裁判所管轄区域ニ関スル法律 | 大正2年法律第9号   | 裁判所法施行法                                                                                                   | 昭和22年法律第60号                        |
| 会計検査官及行政裁判所高等官ノ休職ニ関スル法律 | 大正2年法律第12号  | 内閣及び総理府関係法令の整理に関する法律                                                                         | 昭和29年法律第203号                       |
| 米及籾移入税廃止ニ関スル法律 | 大正2年法律第17号  | 明治四十三年勅令第三百三十一号（朝鮮ヨリ移入スル貨物ノ移入税等ニ関スル件）等ノ廃止ニ関スル法律                   | 大正9年法律第50号                         |
| 刑事略式手続法 | 大正2年法律第20号  | 刑事訴訟法 | 大正11年法律第75号                        |
| 災害地地租免除法 | 大正3年法律第1号   | 地租法 | 昭和6年法律第28号                         |
| 改租延納年賦金免除ニ関スル法律 | 大正3年法律第2号   | 大蔵省関係法令の整理に関する法律                                                                                 | 昭和29年法律第121号                       |
| 実業教育費国庫補助法 | 大正3年法律第9号   | 産業教育振興法                                                                                                   | 昭和26年法律第228号                       |
| 輸出入植物取締法 | 大正3年法律第11号  | 輸出入植物検疫法                                                                                                 | 昭和23年法律第86号                        |
| 地方学事通則 | 大正3年法律第13号  | 教育委員会法 | 昭和23年法律第170号                       |
| 売薬法 | 大正3年法律第14号  | 薬事法 | 昭和18年法律第48号                        |
| 肺結核療養所ノ設置及国庫補助ニ関スル法律 | 大正3年法律第16号  | 結核予防法 | 大正8年法律第26号                         |
| 大嘗祭斎田ノ土地免租ニ関スル法律 | 大正3年法律第17号  | 大蔵省関係法令の整理に関する法律                                                                                 | 昭和29年法律第121号                       |
| 取引所税法 | 大正3年法律第23号  | 取引所税法 | 平成2年法律第22号                         |
| 戸籍法 | 大正3年法律第26号  | 戸籍法 | 昭和22年法律第224号                       |
| 寄留法 | 大正3年法律第27号  | 住民登録法施行法                                                                                                 | 昭和27年法律第106号                       |
| 船舶積量測度法 | 大正3年法律第34号  | 船舶のトン数の測度に関する法律                                                                                   | 昭和55年法律第40号                        |
| 大正三年臨時事件ニ関スル臨時軍事費特別会計法 | 大正3年法律第42号  | 大蔵省関係法令の整理に関する法律                                                                                 | 昭和29年法律第121号                       |
| 輸入税率等ノ特例ニ関スル法律 | 大正3年法律第43号  | 大蔵省関係法令の整理に関する法律                                                                                 | 昭和29年法律第121号                       |
| 戦時海上保険補償法 | 大正3年法律第44号  | 戦時海上再保険法                                                                                                 | 大正6年法律第20号                         |
| 大嘗祭斎田ノ土地免租ニ関スル法律 | 大正3年法律第45号  | 大蔵省関係法令の整理に関する法律                                                                                 | 昭和29年法律第121号                       |
| 馬匹組合法 ［旧名称：畜産組合法］ | 大正4年法律第1号   | 馬匹組合の整理等に関する法律                                                                                     | 昭和23年法律第166号                       |
| 造幣庁特別会計法 ［旧名称：造幣局特別会計法］ | 大正4年法律第9号   | 造幣局特別会計法                                                                                                 | 昭和25年法律第63号                        |
| 大正三年臨時事件ニ関スル一時賜金トシテ交付スル公債発行ニ関スル法律 | 大正4年法律第16号  | 大蔵省関係法令の整理に関する法律                                                                                 | 昭和29年法律第121号                       |
| 染料医薬品製造奨励法 | 大正4年法律第19号  | 通商産業省関係法令の整理に関する法律                                                                             | 昭和29年法律第138号                       |
| 無尽業法 | 大正4年法律第24号  | 無尽業法 | 昭和6年法律第42号                         |
| 無線電信法 | 大正4年法律第26号  | 電波法 | 昭和25年法律第131号                       |
| 大正四年田租第一期分延納ニ関スル法律 | 大正4年法律第28号  | 大蔵省関係法令の整理に関する法律                                                                                 | 昭和29年法律第121号                       |
| 国庫出納金端数計算法 | 大正5年法律第2号   | 国等の債権債務等の金額の端数計算に関する法律                                                                     | 昭和25年法律第61号                        |
| 大正三年臨時事件ノ経費支弁ニ関スル法律 | 大正5年法律第4号   | 大蔵省関係法令の整理に関する法律                                                                                 | 昭和29年法律第121号                       |
| 裁判所ノ設立及移転ニ関スル法律 | 大正5年法律第11号  | 実効性喪失 | 実効性喪失                                |
| 理化学ヲ研究スル公益法人ノ国庫補助ニ関スル法律 | 大正5年法律第16号  | 教育基金特別会計法外二十三法律ノ廃止ニ関スル法律                                                                 | 昭和18年法律第74号                        |
| 造幣局設備拡張費ニ関スル法律 | 大正5年法律第22号  | 大蔵省関係法令の整理に関する法律                                                                                 | 昭和29年法律第121号                       |
| 東京砲兵工廠及大阪砲兵工廠ノ据置運転資本増加ニ関スル法律 | 大正5年法律第23号  | 大蔵省関係法令の整理に関する法律                                                                                 | 昭和29年法律第121号                       |
| 朝鮮ノ生産ニ係ル生果、核子及金属ノ移入税ニ関スル法律 | 大正5年法律第26号  | 明治四十三年勅令第三百三十一号（朝鮮ヨリ移入スル貨物ノ移入税等ニ関スル件）等ノ廃止ニ関スル法律                   | 大正9年法律第50号                         |
| 外国債ノ整理償還ノ為内国債ヲ発行スルコトニ関スル法律 | 大正5年法律第34号  | 国債整理基金特別会計法中改正法律                                                                                 | 大正9年法律第38号                         |
| 簡易生命保険法 | 大正5年法律第42号  | 簡易生命保険法                                                                                                   | 昭和24年法律第68号                        |
| 簡易生命保険特別会計法 | 大正5年法律第43号  | 簡易生命保険特別会計法                                                                                           | 昭和19年法律第12号                        |
| 華族世襲財産法 | 大正5年法律第45号  | 華族世襲財産法を廃止する法律                                                                                     | 昭和22年法律第14号                        |
| 軍事扶助法 ［旧名称：軍事救護法］ | 大正6年法律第1号   | 生活保護法 | 昭和21年法律第17号                        |
| 東京帝国大学及京都帝国大学臨時政府支出金ニ関スル法律 | 大正6年法律第3号   | 帝国大学特別会計法中改正法律                                                                                     | 大正7年法律第3号                          |
| 京都帝国大学臨時政府支出金ニ関スル法律 | 大正6年法律第4号   | 大蔵省関係法令の整理に関する法律                                                                                 | 昭和29年法律第121号                       |
| 学校及図書館特別会計資金ノ一部ヲ一般会計ニ繰入ルル件ニ関スル法律 | 大正6年法律第5号   | 大蔵省関係法令の整理に関する法律                                                                                 | 昭和29年法律第121号                       |
| 臨時国庫証券法 | 大正6年法律第7号   | 大蔵省関係法令の整理に関する法律                                                                                 | 昭和29年法律第121号                       |
| 臨時国庫証券収入金特別会計法 | 大正6年法律第8号   | 臨時国庫証券収入金特別会計法廃止法律                                                                             | 大正14年法律第15号                        |
| 北海道拓殖鉄道建設費利子支出ニ関スル法律 | 大正6年法律第10号  | 運輸省関係法令の整理に関する法律                                                                                 | 昭和29年法律第93号                        |
| 電話事業公債法 | 大正6年法律第11号  | 通信事業特別会計法                                                                                               | 昭和8年法律第41号                         |
| 裁判所ノ設立ニ関スル法律 | 大正6年法律第13号  | 実効性喪失 | 実効性喪失                                |
| 農業倉庫業法 | 大正6年法律第15号  | 農業協同組合法等の一部を改正する等の法律                                                                         | 平成27年法律第63号                        |
| 戦時海上再保険法 | 大正6年法律第20号  | 戦時海上再保険法廃止法律                                                                                         | 大正9年法律第57号                         |
| 工業所有権戦時法 | 大正6年法律第21号  | 連合国人工業所有権戦後措置令                                                                                     | 昭和24年政令第309号                       |
| 借入鉄道及軽便鉄道ノ買収ニ関スル法律 | 大正6年法律第25号  | 運輸省関係法令の整理に関する法律                                                                                 | 昭和29年法律第93号                        |
| 製鉄業奨励法 | 大正6年法律第27号  | 製鉄業奨励法 | 大正15年法律第49号                        |
| 造船奨励金下付停止ニ関スル法律 | 大正6年法律第29号  | 運輸省関係法令の整理に関する法律                                                                                 | 昭和29年法律第93号                        |
| 東京帝国大学及京都帝国大学臨時政府支出金繰入ニ関スル法律 | 大正7年法律第4号   | 大学特別会計法                                                                                                   | 大正10年法律第11号                        |
| 戦時利得税法 | 大正7年法律第9号   | 附則第2項の規定により規定の年度限りで廃止                                                                        | 附則第2項の規定により規定の年度限りで廃止 |
| 足尾鉄道及有馬鉄道ノ買収ニ関スル法律 | 大正7年法律第13号  | 大蔵省関係法令の整理に関する法律                                                                                 | 昭和29年法律第121号                       |
| 軍用自動車補助法 | 大正7年法律第15号  | 昭和二十年勅令第五百四十二号「ポツダム」宣言ノ受諾ニ伴ヒ発スル命令ニ関スル件ニ基ク軍事特別措置法廃止等ニ関スル件 | 昭和20年勅令第604号                       |
| 裁判所ノ設立ニ関スル法律 | 大正7年法律第16号  | 実効性喪失 | 実効性喪失                                |
| 市町村義務教育費国庫負担法 | 大正7年法律第18号  | 市町村義務教育費国庫負担法                                                                                       | 大正12年法律第20号                        |
| 海軍ニ於テ海軍採炭所ノ石炭ノ買入ニ関スル法律 | 大正7年法律第20号  | 海軍燃料廠ノ石炭、煉炭又ハ燃料油ノ買入ニ関スル法律                                                               | 大正10年法律第9号                         |
| 樺太事業公債法 | 大正7年法律第21号  | 行政事務の簡素合理化に伴う関係法律の整理及び適用対象の消滅等による法律の廃止に関する法律                         | 昭和57年法律第69号                        |
| 旧韓国貨幣ノ処分ニ関スル法律 | 大正7年法律第23号  | 大蔵省関係法令の整理に関する法律                                                                                 | 昭和29年法律第121号                       |
| 有価証券割賦販売業法 | 大正7年法律第29号  | 証券取引法 | 昭和22年法律第22号                        |
| 有価証券割賦販売業法 | 大正7年法律第29号  | 金融商品取引法                                                                                                   | 昭和23年法律第25号                        |
| 朝鮮人官吏ノ恩給、退隠料及遺族扶助料等ニ関スル法律 | 大正7年法律第30号  | 恩給法 | 大正12年法律第48号                        |
| 鳥獣保護及狩猟ニ関スル法律 ［旧名称：狩猟法］ | 大正7年法律第32号  | 鳥獣の保護及び管理並びに狩猟の適正化に関する法律                                                                 | 平成14年法律第88号                        |
| 京都市、大阪市其ノ他ノ市ノ市区改正ニ関シ東京市区改正条例及東京市区改正土地建物処分規則ヲ準用シ得ルノ法律                                                                           | 大正7年法律第36号  | 都市計画法 | 大正8年法律第36号                         |
| 朝鮮ノ生産ニ係ル物品ノ移入税免除ニ関スル法律 | 大正7年法律第37号  | 明治四十三年勅令第三百三十一号（朝鮮ヨリ移入スル貨物ノ移入税等ニ関スル件）等ノ廃止ニ関スル法律                   | 大正9年法律第50号                         |
| 軍需工業動員法 | 大正7年法律第38号  | 国家総動員法 | 昭和13年法律第55号                        |
| 共通法 | 大正7年法律第39号  | 実効性喪失 | 実効性喪失                                |
| 地種変更免租年期ニ関スル法律 | 大正7年法律第43号  | 特別法人税法の一部を改正する等の法律                                                                             | 昭和22年法律第29号                        |
| 第一回国勢調査施行ニ要スル地方経費国庫支弁ニ関スル法律 | 大正8年法律第5号   | 大蔵省関係法令の整理に関する法律                                                                                 | 昭和29年法律第121号                       |
| 造幣局据置運転資本増加及設備拡張費ニ関スル法律 | 大正8年法律第9号   | 大蔵省関係法令の整理に関する法律                                                                                 | 昭和29年法律第121号                       |
| 東京帝国大学及京都帝国大学臨時政府支出金ニ関スル法律 | 大正8年法律第12号  | 大学特別会計法中改正法律                                                                                         | 大正14年法律第17号                        |
| 公債金特別会計法 ［旧名称：事業公債金特別会計法］ | 大正8年法律第15号  | 公債金特別会計法外四法律の廃止等に関する法律                                                                     | 昭和22年法律第42号                        |
| 裁判所ノ設立ニ関スル法律 | 大正8年法律第22号  | 実効性喪失 | 実効性喪失                                |
| 精神病院法 | 大正8年法律第25号  | 精神保健及び精神障害者福祉に関する法律                                                                           | 昭和25年法律第123号                       |
| 結核予防法 | 大正8年法律第26号  | 結核予防法 | 昭和26年法律第96号                        |
| 「トラホーム」予防法 | 大正8年法律第27号  | 行政事務の簡素合理化及び整理に関する法律                                                                         | 昭和58年法律第83号                        |
| 大麦、小麦及小麦粉ノ輸入税減免ニ関スル法律 | 大正8年法律第28号  | 実効性喪失 | 実効性喪失                                |
| 時局ノ影響ニ因ル地方税制限拡張ニ関スル法律 | 大正8年法律第29号  | 実効性喪失 | 実効性喪失                                |
| 高等諸学校創設及拡張費支弁ニ関スル法律 | 大正8年法律第31号  | 大蔵省関係法令の整理に関する法律                                                                                 | 昭和29年法律第121号                       |
| 仙北軽便鉄道買収費支弁ノ為公債発行ニ関スル法律 | 大正8年法律第32号  | 大蔵省関係法令の整理に関する法律                                                                                 | 昭和29年法律第121号                       |
| 家禄賞典禄処分ニ関スル法律 | 大正8年法律第34号  | 大蔵省関係法令の整理に関する法律                                                                                 | 昭和29年法律第121号                       |
| 没禄処分ヲ受ケタル者ニ対スル給与処分ニ関スル法律 | 大正8年法律第35号  | 大蔵省関係法令の整理に関する法律                                                                                 | 昭和29年法律第121号                       |
| 都市計画法 | 大正8年法律第36号  | 都市計画法 | 昭和43年法律第100号                       |
| 市街地建築物法 | 大正8年法律第37号  | 建築基準法 | 昭和25年法律第201号                       |
| 私立学校用地免租ニ関スル法律 | 大正8年法律第38号  | 地方税法 | 昭和23年法律第110号                       |
| 執達吏ノ手数料及立替金増額ニ関スル法律 | 大正8年法律第41号  | 訴訟費用等臨時措置法の一部を改正する法律                                                                         | 昭和21年法律第12号                        |
| 開墾助成法 | 大正8年法律第42号  | 農地開発法 | 昭和16年法律第65号                        |
| 史蹟名勝天然紀念物保存法 | 大正8年法律第44号  | 文化財保護法 | 昭和25年法律第214号                       |
| 司法書士法 ［旧名称：司法代書人法］ | 大正8年法律第48号  | 司法書士法 | 昭和25年法律第197号                       |
| 地方鉄道法 | 大正8年法律第52号  | 鉄道事業法 | 昭和61年法律第92号                        |
| 道路法 | 大正8年法律第58号  | 道路法施行法 | 昭和27年法律第181号                       |
| 平和条約ノ実施ニ伴フ流通証券及工業所有権ニ関スル法律 | 大正9年法律第1号   | 通商産業省関係法令の整理に関する法律                                                                             | 昭和29年法律第138号                       |
| 小額紙幣発行ニ関スル法律 | 大正9年法律第6号   | 大蔵省関係法令の整理に関する法律                                                                                 | 昭和29年法律第121号                       |
| 公有林野等官行造林法 ［旧名称：公有林野官行造林法］ | 大正9年法律第7号   | 公有林野等官行造林法を廃止する法律                                                                               | 昭和36年法律第88号                        |
| 恩給扶助料等ノ増額ニ関スル法律 | 大正9年法律第10号  | 内閣及び総理府関係法令の整理に関する法律                                                                         | 昭和29年法律第203号                       |
| 所得税法 | 大正9年法律第11号  | 所得税法 | 昭和15年法律第24号                        |
| 所得税法ノ施行ニ関スル法律 | 大正9年法律第12号  | 所得税法人税内外地関渉法                                                                                         | 昭和15年法律第55号                        |
| 賠償金特別会計法 | 大正9年法律第25号  | 賠償金特別会計法廃止法律                                                                                         | 昭和6年法律第7号                          |
| 獣疫予防法ニ依リ下附スル手当金ニ関スル法律 | 大正9年法律第30号  | 家畜伝染病予防法                                                                                                 | 大正11年法律第29号                        |
| 公立学校職員年功加俸国庫補助法 | 大正9年法律第32号  | 学校教育法 | 昭和22年法律第26号                        |
| 南満洲鉄道株式会社ノ株式引受ニ関スル法律 | 大正9年法律第34号  | 実効性喪失 | 実効性喪失                                |
| 朝鮮ニ於ケル国勢調査ニ関スル法律 | 大正9年法律第35号  | 内閣及び総理府関係法令の整理に関する法律                                                                         | 昭和29年法律第203号                       |
| 国債償還資金ノ繰入ヲ為ササルコトニ関スル法律 | 大正9年法律第40号  | 大蔵省関係法令の整理に関する法律                                                                                 | 昭和29年法律第121号                       |
| 電信事業公債法 | 大正9年法律第42号  | 通信事業特別会計法                                                                                               | 昭和8年法律第41号                         |
| 内地台湾又ハ樺太ヨリ朝鮮ニ移出スル物品ノ内国税免除ニ関スル法律 | 大正9年法律第51号  | 輸出スル物品ニ対スル内国税免除又ハ交付金交付ノ停止等ニ関スル法律                                                 | 昭和18年法律第72号                        |
| 朝鮮又ハ台湾ヨリ移出シタル物品ノ内地又ハ樺太ニ於ケル取締ニ関スル法律 | 大正9年法律第52号  | 大蔵省関係法令の整理に関する法律                                                                                 | 昭和29年法律第121号                       |
| 関税法、関税定率法、保税倉庫法及仮置場法等ノ朝鮮ニ於ケル特例ニ関スル法律 | 大正9年法律第53号  | 大蔵省関係法令の整理に関する法律                                                                                 | 昭和29年法律第121号                       |
| 成田鉄道及中越鉄道買収ニ関スル法律 | 大正9年法律第55号  | 運輸省関係法令の整理に関する法律                                                                                 | 昭和29年法律第93号                        |
| 北海道拓殖鉄道補助ニ関スル法律 | 大正9年法律第56号  | 鉄道軌道整備法                                                                                                   | 昭和28年法律第169号                       |
| 道路公債法 | 大正9年法律第59号  | 行政事務の簡素合理化に伴う関係法律の整理及び適用対象の消滅等による法律の廃止に関する法律                         | 昭和57年法律第69号                        |

### 1921年～1930年
| 法律名 | 法令番号            | 廃止根拠法令名 | 法令番号            |
| --- | ------------------- | --- | ------------------- |
| 船舶満載吃水線法 | 大正10年法律第2号   | 船舶安全法 | 昭和8年法律第11号   |
| 台湾ニ施行スヘキ法令ニ関スル法律 | 大正10年法律第3号   | 実効性喪失 | 実効性喪失          |
| 独逸国トノ平和条約賠償条項ニ基キ受領シタル賠償物件ノ輸入税免除ニ関スル法律 | 大正10年法律第4号   | 大蔵省関係法令の整理に関する法律                                                                                       | 昭和29年法律第121号 |
| 海軍燃料廠ノ石炭、煉炭又ハ燃料油ノ買入ニ関スル法律 | 大正10年法律第9号   | 大蔵省関係法令の整理に関する法律                                                                                       | 昭和29年法律第121号 |
| 大学特別会計法 | 大正10年法律第11号  | 学校特別会計法 | 昭和19年法律第9号   |
| 現役国民学校職員俸給費国庫負担法 ［旧名称：一年現役小学校教員俸給費国庫負担法, 短期現役小学校教員俸給費国庫負担法, 現役小学校教員俸給費国庫負担法］                                                                       | 大正10年法律第17号  | 学校教育法 | 昭和22年法律第26号  |
| 南部支那ニ於ケル領事官ノ裁判ニ関スル法律 | 大正10年法律第25号  | 実効性喪失 | 実効性喪失          |
| 憲兵補ノ恩給ニ関スル法律 | 大正10年法律第33号  | 内閣及び総理府関係法令の整理に関する法律                                                                               | 昭和29年法律第203号 |
| 朝鮮私設鉄道補助法 | 大正10年法律第34号  | 運輸省関係法令の整理に関する法律                                                                                       | 昭和29年法律第93号  |
| 都市計画地方委員会職員ノ恩給及遺族扶助料ニ関スル法律 | 大正10年法律第35号  | 恩給法 | 大正12年法律第48号  |
| 米穀法 | 大正10年法律第36号  | 米穀統制法 | 昭和8年法律第24号   |
| 食糧管理特別会計法 ［旧名称：米穀需給調節特別会計法］ | 大正10年法律第37号  | 特別会計に関する法律                                                                                                   | 平成19年法律第23号  |
| 小田原電気鉄道株式会社所属軌道経営廃止ニ対スル補償ノ為公債発行ニ関スル法律 | 大正10年法律第39号  | 大蔵省関係法令の整理に関する法律                                                                                       | 昭和29年法律第121号 |
| 樺太地方鉄道補助法 | 大正10年法律第40号  | 運輸省関係法令の整理に関する法律                                                                                       | 昭和29年法律第93号  |
| 会計法 | 大正10年法律第42号  | 会計法 | 昭和22年法律第35号  |
| 国有財産法 | 大正10年法律第43号  | 国有財産法 | 昭和23年法律第73号  |
| 樺太ノ地方制度ニ関スル法律 | 大正10年法律第47号  | 樺太町村制 | 昭和4年法律第2号    |
| 借地法 | 大正10年法律第49号  | 借地借家法 | 平成3年法律第90号   |
| 借家法 | 大正10年法律第50号  | 借地借家法 | 平成3年法律第90号   |
| 函館控訴院ノ移転ニ関スル法律 | 大正10年法律第51号  | 実効性喪失 | 実効性喪失          |
| 航空法 | 大正10年法律第54号  | 国内航空運送事業令 | 昭和25年政令第327号 |
| 職業紹介法 | 大正10年法律第55号  | 職業紹介法 | 昭和13年法律第61号  |
| 水産会法 | 大正10年法律第60号  | 水産業団体法 | 昭和18年法律第47号  |
| 黄燐燐寸製造禁止法 | 大正10年法律第61号  | 労働基準法 | 昭和22年法律第49号  |
| 衆議院議員選挙区ニ関スル法律 | 大正10年法律第64号  | 明治三十三年法律第七十三号衆議院議員選挙法中改正法律                                                                   | 大正15年法律第81号  |
| 埼玉県下郡界変更ニ関スル法律 | 大正10年法律第65号  | 行政事務の簡素合理化に伴う関係法律の整理及び適用対象の消滅等による法律の廃止に関する法律                               | 昭和57年法律第69号  |
| 住宅組合法 | 大正10年法律第66号  | 許可、認可等の整理に関する法律                                                                                         | 昭和46年法律第96号  |
| 刑事訴訟費用法 | 大正10年法律第68号  | 民事訴訟費用等に関する法律及び刑事訴訟費用等に関する法律施行法                                                         | 昭和46年法律第42号  |
| 貯蓄銀行法 | 大正10年法律第74号  | 銀行法の施行に伴う関係法律の整備等に関する法律                                                                         | 昭和56年法律第61号  |
| 日本勧業銀行及農工銀行ノ合併ニ関スル法律 | 大正10年法律第80号  | 日本勧業銀行法等を廃止する法律                                                                                         | 昭和25年法律第41号  |
| 陸軍軍法会議法 | 大正10年法律第85号  | 陸軍軍法会議法、海軍軍法会議法及第一復員裁判所及第二復員裁判所令廃止ニ関スル件                                         | 昭和21年勅令第278号 |
| 朝鮮軍軍法会議ニ関スル法律 | 大正10年法律第86号  | 陸軍軍法会議法中改正法律                                                                                               | 昭和16年法律第8号   |
| 台湾軍軍法会議ニ関スル法律 | 大正10年法律第87号  | 陸軍軍法会議法中改正法律                                                                                               | 昭和16年法律第8号   |
| 関東軍軍法会議ニ関スル法律 | 大正10年法律第88号  | 陸軍軍法会議法中改正法律                                                                                               | 昭和16年法律第8号   |
| 海軍軍法会議法 | 大正10年法律第91号  | 陸軍軍法会議法、海軍軍法会議法及第一復員裁判所及第二復員裁判所令廃止ニ関スル件                                         | 昭和21年勅令第278号 |
| 刑事交渉法 | 大正10年法律第92号  | 昭和二十年勅令第五百四十二号ポツダム宣言の受諾に伴い発する命令に関する件に基く軍用電気通信法等を廃止する勅令           | 昭和21年勅令第564号 |
| 陸軍法務官及海軍法務官ノ恩給及遺族扶助ニ関スル法律 | 大正10年法律第94号  | 恩給法 | 大正12年法律第48号  |
| 馬籍法 | 大正10年法律第95号  | 馬籍法を廃止する法律                                                                                                   | 昭和24年法律第54号  |
| 特許法 | 大正10年法律第96号  | 特許法施行法 | 昭和34年法律第122号 |
| 実用新案法 | 大正10年法律第97号  | 実用新案法施行法 | 昭和34年法律第124号 |
| 意匠法 | 大正10年法律第98号  | 意匠法施行法 | 昭和34年法律第126号 |
| 商標法 | 大正10年法律第99号  | 商標法施行法 | 昭和34年法律第128号 |
| 弁理士法 | 大正10年法律第100号 | 弁理士法 | 平成12年法律第49号  |
| 五大都市行政監督ニ関スル法律 ［旧名称：六大都市行政監督ニ関スル法律］ | 大正11年法律第1号   | 地方自治法の一部を改正する法律                                                                                         | 昭和31年法律第147号 |
| 和賀軽便軌道株式会社所属軌道経営廃止ニ対スル補償ノ為公債発行ニ関スル法律 | 大正11年法律第5号   | 大蔵省関係法令の整理に関する法律                                                                                       | 昭和29年法律第121号 |
| 国有財産整理資金特別会計法 | 大正11年法律第6号   | 国有財産整理資金特別会計法外三法律ノ廃止ニ関スル法律                                                                   | 昭和19年法律第15号  |
| 台湾事業公債法 | 大正11年法律第13号  | 行政事務の簡素合理化に伴う関係法律の整理及び適用対象の消滅等による法律の廃止に関する法律                               | 昭和57年法律第69号  |
| 関東州事業公債法 | 大正11年法律第15号  | 大蔵省関係法令の整理に関する法律                                                                                       | 昭和29年法律第121号 |
| 増加恩給等ノ増額ニ関スル法律 | 大正11年法律第18号  | 恩給法 | 大正12年法律第48号  |
| 台湾ニ在勤スル官吏ノ恩給及遺族扶助料ニ関スル法律（明三三法七五）及台湾ニ在勤スル巡査看守陸軍監獄看守陸軍警査及女監取締退隠料及遺族扶助料ニ関スル法律（明三五法二九）準用ニ関スル法律                                      | 大正11年法律第19号  | 恩給法 | 大正12年法律第48号  |
| 銅、真鍮及青銅ノ輸入税ニ関スル法律 | 大正11年法律第22号  | 関税定率法中改正法律                                                                                                   | 大正15年法律第36号  |
| 台湾私設鉄道補助法 | 大正11年法律第24号  | 運輸省関係法令の整理に関する法律                                                                                       | 昭和29年法律第93号  |
| 南洋庁特別会計法 | 大正11年法律第25号  | 政府出資特別会計法外二十一法令の廃止等に関する法律                                                                     | 昭和21年法律第21号  |
| 東京帝国大学臨時政府支出金繰入ニ関スル法律 | 大正11年法律第26号  | 大蔵省関係法令の整理に関する法律                                                                                       | 昭和29年法律第121号 |
| 家畜伝染病予防法 | 大正11年法律第29号  | 家畜伝染病予防法 | 昭和26年法律第166号 |
| 大湯鉄道及魚沼鉄道買収ノ為公債発行ニ関スル法律 | 大正11年法律第30号  | 大蔵省関係法令の整理に関する法律                                                                                       | 昭和29年法律第121号 |
| 圧縮瓦斯及液化瓦斯取締法 | 大正11年法律第31号  | 高圧ガス保安法 | 昭和26年法律第204号 |
| 裁判所設立ニ関スル法律 | 大正11年法律第34号  | 実効性喪失 | 実効性喪失          |
| 鉄道敷設法 | 大正11年法律第37号  | 日本国有鉄道改革法等施行法                                                                                             | 昭和61年法律第93号  |
| 船員職業紹介法 | 大正11年法律第38号  | 船員職業安定法 | 昭和23年法律第130号 |
| 露国政変及西比利亜事変ノ為損害ヲ被リタル者ノ救恤ニ関スル法律 | 大正11年法律第39号  | 大蔵省関係法令の整理に関する法律                                                                                       | 昭和29年法律第121号 |
| 農会法 | 大正11年法律第40号  | 農業団体法 | 昭和18年法律第46号  |
| 借地借家調停法 | 大正11年法律第41号  | 民事調停法 | 昭和26年法律第222号 |
| 少年法 | 大正11年法律第42号  | 少年法 | 昭和23年法律第168号 |
| 矯正院法 | 大正11年法律第43号  | 少年院法 | 昭和23年法律第169号 |
| 内地、朝鮮、台湾又ハ樺太ト南洋群島トノ間ニ於ケル船舶及貨物ノ出入ニ関スル法律 | 大正11年法律第50号  | 大蔵省関係法令の整理に関する法律                                                                                       | 昭和29年法律第121号 |
| 統計資料実施調査ニ関スル法律 | 大正11年法律第52号  | 統計法 | 昭和22年法律第18号  |
| 信託業法 | 大正11年法律第65号  | 信託業法 | 平成16年法律第154号 |
| 破産法 | 大正11年法律第71号  | 破産法 | 平成16年法律第75号  |
| 和議法 | 大正11年法律第72号  | 民事再生法 | 平成11年法律第225号 |
| 刑事訴訟法 | 大正11年法律第75号  | 刑事訴訟法 | 昭和23年法律第131号 |
| 東京砲兵工廠及大阪砲兵工廠ノ各特別会計合併ニ関スル法律 | 大正12年法律第7号   | 政府出資特別会計法外二十一法令の廃止等に関する法律                                                                     | 昭和21年法律第21号  |
| 行政整理又ハ軍備ノ制限整理ニ関スル公債発行ニ関スル法律 | 大正12年法律第17号  | 大蔵省関係法令の整理に関する法律                                                                                       | 昭和29年法律第121号 |
| 市町村義務教育費国庫負担法 | 大正12年法律第20号  | 義務教育費国庫負担法                                                                                                   | 昭和15年法律第22号  |
| 簡易生命保険特別会計ニ於ケル土地建物ノ買入又ハ建物ノ建設ニ関スル法律 | 大正12年法律第22号  | 簡易生命保険特別会計法中改正法律                                                                                       | 昭和6年法律第12号   |
| 岩北軌道株式会社所属軌道経営廃止ニ対スル補償ノ為公債発行ニ関スル法律 | 大正12年法律第24号  | 大蔵省関係法令の整理に関する法律                                                                                       | 昭和29年法律第121号 |
| 東京帝国大学臨時政府支出金繰入ニ関スル法律 | 大正12年法律第26号  | 大蔵省関係法令の整理に関する法律                                                                                       | 昭和29年法律第121号 |
| 中央卸売市場法 | 大正12年法律第32号  | 卸売市場法 | 昭和46年法律第35号  |
| 工業労働者最低年令法 | 大正12年法律第34号  | 労働基準法 | 昭和22年法律第49号  |
| 船員最低年齢法 ［旧名称：船員ノ最低年齢及健康証明書ニ関スル法律］ | 大正12年法律第35号  | 船員法 | 昭和12年法律第79号  |
| 対支文化事業特別会計法 | 大正12年法律第36号  | 教育基金特別会計法外二十三法律ノ廃止ニ関スル法律                                                                       | 昭和18年法律第74号  |
| 支那ニ本店ヲ設クル会社ノ資本ニ関スル法律 | 大正12年法律第37号  | 実効性喪失 | 実効性喪失          |
| 西比利亜引揚ノ為損害ヲ被リタル者等ノ救恤ニ関スル法律 | 大正12年法律第39号  | 大蔵省関係法令の整理に関する法律                                                                                       | 昭和29年法律第121号 |
| 農林中央金庫法 ［旧名称：産業組合中央金庫法］ | 大正12年法律第42号  | 農林中央金庫法 | 平成13年法律第93号  |
| 瓦斯事業法 | 大正12年法律第46号  | 公益事業令 | 昭和25年政令第343号 |
| 競馬法 | 大正12年法律第47号  | 競馬法 | 昭和23年法律第158号 |
| 司法官試補及弁護士ノ資格ニ関スル法律 | 大正12年法律第52号  | 行政事務の簡素合理化に伴う関係法律の整理及び適用対象の消滅等による法律の廃止に関する法律                               | 昭和57年法律第69号  |
| 特別都市計画法 | 大正12年法律第53号  | 委員会等ノ整理等ニ関スル法律                                                                                           | 昭和16年法律第35号  |
| 震災ニ因リ租税ヲ減免セラレタル者ノ法令上ノ納税資格要件ニ関スル法律 | 大正12年法律第54号  | 自治庁関係法令の整理に関する法律                                                                                       | 昭和29年法律第82号  |
| 復興事業ノ施行ニ伴ヒ支払フヘキ金額ヲ国債証券ヲ以テ交付スル等ニ関スル法律 | 大正12年法律第55号  | 大蔵省関係法令の整理に関する法律                                                                                       | 昭和29年法律第121号 |
| 東京帝国大学臨時政府支出金繰入ニ関スル法律 | 大正12年法律第57号  | 大蔵省関係法令の整理に関する法律                                                                                       | 昭和29年法律第121号 |
| 大正十年度乃至大正十二年度ノ歳入歳出ノ決算ノ特例ニ関スル法律 | 大正13年法律第1号   | 大蔵省関係法令の整理に関する法律                                                                                       | 昭和29年法律第121号 |
| 海軍軍備制限条約実施法 ［旧名称：海軍軍備制限ニ関スル条約（大一二条二）ノ実施ニ関スル法律］ | 大正13年法律第2号   | 中央省庁等改革関係法施行法                                                                                             | 平成11年法律第160号 |
| 震災被害地ノ地租免除等ニ関スル法律 | 大正13年法律第4号   | 大蔵省関係法令の整理に関する法律                                                                                       | 昭和29年法律第121号 |
| 震災ニ因リ地租ヲ免除セラルル者ノ法令上ノ納税資格要件ニ関スル法律 | 大正13年法律第5号   | 自治庁関係法令の整理に関する法律                                                                                       | 昭和29年法律第82号  |
| 外国船舶ノ所得税又ハ所得ニ対スル法人税及事業税免除ニ関スル法律 ［旧名称：外国船舶ノ所得税免除ニ関スル法律, 外国船舶ノ所得税及営業収益税免除ニ関スル法律, 外国船舶ノ所得税又ハ所得ニ対スル法人税及営業税免除ニ関スル法律］ | 大正13年法律第6号   | 外国居住者等の所得に対する相互主義による所得税等の非課税等に関する法律                                                 | 昭和37年法律第144号 |
| 高等諸学校震災復旧諸費ニ属スル予算ノ施行ニ関スル法律 | 大正13年法律第10号  | 公債金特別会計法外四法律の廃止等に関する法律                                                                           | 昭和22年法律第42号  |
| 古社寺保存金ノ臨時支出ニ関スル法律 | 大正13年法律第12号  | 大蔵省関係法令の整理に関する法律                                                                                       | 昭和29年法律第121号 |
| 震災ニ因ル喪失無記名国債証券ニ関スル法律 | 大正13年法律第14号  | 大蔵省関係法令の整理に関する法律                                                                                       | 昭和29年法律第121号 |
| 借地借家臨時処理法 | 大正13年法律第16号  | 罹災都市借地借家臨時処理法                                                                                             | 昭和21年法律第13号  |
| 小作調停法 | 大正13年法律第18号  | 民事調停法 | 昭和26年法律第222号 |
| 贅沢品等ノ輸入税ニ関スル法律 | 大正13年法律第24号  | 関税定率法の一部を改正する法律                                                                                         | 昭和26年法律第110号 |
| 鉄板ノ輸入税ニ関スル法律 | 大正14年法律第2号   | 関税定率法中改正法律                                                                                                   | 大正15年法律第36号  |
| 特別都市計画区域内ニ於ケル寺院ノ国有境内地譲与等ニ関スル法律 | 大正14年法律第4号   | 委員会等ノ整理等ニ関スル法律                                                                                           | 昭和16年法律第35号  |
| 船舶無線電信施設法 | 大正14年法律第11号  | 船舶安全法 | 昭和8年法律第11号   |
| 大蔵省預金部特別会計法 | 大正14年法律第13号  | 財政融資資金特別会計法                                                                                                 | 昭和26年法律第101号 |
| 教育改善及農村振興基金特別会計法 | 大正14年法律第14号  | 教育基金特別会計法外二十三法律ノ廃止ニ関スル法律                                                                       | 昭和18年法律第74号  |
| 朝鮮鉄道用品資金会計法 | 大正14年法律第18号  | 政府出資特別会計法外二十一法令の廃止等に関する法律                                                                     | 昭和21年法律第21号  |
| 行政整理又ハ軍備整理ニ際シ退官退職シタル者等ニ交付スル公債発行ニ関スル法律 | 大正14年法律第24号  | 大蔵省関係法令の整理に関する法律                                                                                       | 昭和29年法律第121号 |
| 預金部預金法 | 大正14年法律第25号  | 財政融資資金法 | 昭和26年法律第100号 |
| 輸出組合法 | 大正14年法律第27号  | 貿易組合法 | 昭和12年法律第74号  |
| 工業組合法 ［旧名称：重要輸出品工業組合法］ | 大正14年法律第28号  | 商工組合法 | 昭和18年法律第53号  |
| 染料製造奨励ニ関スル法律 | 大正14年法律第29号  | 通商産業省関係法令の整理に関する法律                                                                                   | 昭和29年法律第138号 |
| 国際電気通信株式会社法 ［旧名称：日本無線電信株式会社法］ | 大正14年法律第30号  | 昭和二十年勅令第五百四十二号ポツダム宣言の受諾に伴い発する命令に関する件に基き国際電気通信株式会社法を廃止する等の政令 | 昭和22年政令第53号  |
| 大正三年臨時事件ニ関スル臨時軍事費特別会計ノ終結ニ関スル法律 | 大正14年法律第34号  | 大蔵省関係法令の整理に関する法律                                                                                       | 昭和29年法律第121号 |
| 日本銀行ノ手形割引ニ因ル損失ノ補償ニ関スル法律 | 大正14年法律第35号  | 大蔵省関係法令の整理に関する法律                                                                                       | 昭和29年法律第121号 |
| 条約ニ基ク外国トノ利権契約ニヨリ外国ニオイテ事業ヲ営ムコトヲ目的トスル帝国会社ニ関スル法律 | 大正14年法律第37号  | 通商産業省関係法令の整理に関する法律                                                                                   | 昭和29年法律第138号 |
| 同盟及聯合国ト独逸国及其ノ同盟国トノ戦争ニ因リ損害ヲ被リタル帝国臣民ノ救恤ニ関スル法律 | 大正14年法律第39号  | 大蔵省関係法令の整理に関する法律                                                                                       | 昭和29年法律第121号 |
| 帝国美術院美術研究奨励金委任経理ニ関スル法律 | 大正14年法律第40号  | 大蔵省関係法令の整理に関する法律                                                                                       | 昭和29年法律第121号 |
| 薬剤師法 | 大正14年法律第44号  | 薬事法 | 昭和18年法律第48号  |
| 治安維持法 | 大正14年法律第46号  | 治安維持法 | 昭和16年法律第54号  |
| 衆議院議員選挙法 〔通称：普通選挙法〕 | 大正14年法律第47号  | 公職選挙法の施行及びこれに伴う関係法令の整理等に関する法律                                                             | 昭和25年法律第101号 |
| 貴族院令第六条ノ議員選挙ニ付衆議院議員選挙法中罰則ノ規定準用ニ関スル法律 | 大正14年法律第48号  | 自治庁関係法令の整理に関する法律                                                                                       | 昭和29年法律第82号  |
| 中国鉄道株式会社所属鉄道及東京電灯株式会社所属軌道ノ経営廃止ニ対スル補償ノ為公債発行ニ関スル法律 | 大正14年法律第49号  | 大蔵省関係法令の整理に関する法律                                                                                       | 昭和29年法律第121号 |
| 長州鉄道株式会社所属鉄道買収ノ為公債発行ニ関スル法律 | 大正14年法律第50号  | 大蔵省関係法令の整理に関する法律                                                                                       | 昭和29年法律第121号 |
| 関東州ノ生産ニ係ル物品ノ輸入税免除ニ関スル法律 | 大正14年法律第51号  | 関税定率法中改正法律                                                                                                   | 昭和16年法律第76号  |
| 支那ニ於ケル帝国法人ノ所有スル船舶等ニ関スル法律 | 大正14年法律第52号  | 運輸省関係法令の整理に関する法律                                                                                       | 昭和29年法律第93号  |
| 営業収益税法 | 大正15年法律第11号  | 営業収益税法廃止法律                                                                                                   | 昭和15年法律第51号  |
| 資本利子税法 | 大正15年法律第12号  | 資本利子税法廃止法律                                                                                                   | 昭和15年法律第52号  |
| 清涼飲料税法 | 大正15年法律第16号  | 織物消費税法等を廃止する法律                                                                                           | 昭和24年法律第285号 |
| 地方税ニ関スル法律 | 大正15年法律第24号  | 地方税法 | 昭和15年法律第60号  |
| 健康保険特別会計法 | 大正15年法律第26号  | 厚生保険特別会計法 | 昭和19年法律第10号  |
| 造幣局工場其ノ他改築費ニ関スル法律 | 大正15年法律第30号  | 大蔵省関係法令の整理に関する法律                                                                                       | 昭和29年法律第121号 |
| 京都高等工芸学校移転改築費ニ関スル法律 | 大正15年法律第31号  | 京都高等工芸学校移転改築費ニ充用シタル金額ノ補填ニ関スル法律                                                           | 昭和6年法律第13号   |
| 輸出生糸検査法 | 大正15年法律第35号  | 蚕糸業統制法 | 昭和16年法律第67号  |
| 郵便年金法 | 大正15年法律第39号  | 郵便年金法 | 昭和24年法律第69号  |
| 郵便年金特別会計法 | 大正15年法律第40号  | 簡易生命保険特別会計法                                                                                                 | 昭和19年法律第12号  |
| 日本興業銀行外ニ銀行ノ対支借款関係債務ノ整理ニ関スル法律 | 大正15年法律第41号  | 中央省庁等改革関係法施行法                                                                                             | 平成11年法律第160号 |
| 商事調停法 | 大正15年法律第42号  | 民事調停法 | 昭和26年法律第222号 |
| 大正九年ニ於ケル尼港事変及「オコーツク」事変ノ為損害ヲ被リタル者ノ救恤ニ関スル法律 | 大正15年法律第44号  | 大蔵省関係法令の整理に関する法律                                                                                       | 昭和29年法律第121号 |
| 土地賃貸価格調査法 | 大正15年法律第45号  | 教育基金特別会計法外二十三法律ノ廃止ニ関スル法律                                                                       | 昭和18年法律第74号  |
| 製鉄所特別会計法 | 大正15年法律第46号  | 製鉄所特別会計法廃止法律                                                                                               | 昭和9年法律第40号   |
| 旧慣ニ依リ永小作権者カ地租額負担ヲ約シタル田畑ノ地租免除ニ関スル法律 | 大正15年法律第47号  | 地租法 | 昭和6年法律第28号   |
| 製鉄業奨励法 | 大正15年法律第49号  | 製鉄事業法 | 昭和12年法律第68号  |
| 海軍軍備制限ニ関スル条約ノ実施ニ伴フ損害ノ補償ニ関スル法律 | 大正15年法律第51号  | 大蔵省関係法令の整理に関する法律                                                                                       | 昭和29年法律第121号 |
| 特別都市計画法第五条ノ土地区画整理ニ伴フ清算金及補償金ニ関スル法律 | 大正15年法律第52号  | 委員会等ノ整理等ニ関スル法律                                                                                           | 昭和16年法律第35号  |
| 獣医師法 | 大正15年法律第53号  | 獣医師法 | 昭和24年法律第186号 |
| 衆議院議員ノ選挙権ニ関スル法律 | 大正15年法律第55号  | 自治庁関係法令の整理に関する法律                                                                                       | 昭和29年法律第82号  |
| 北海道会議員及府県会議員ノ選挙権及被選挙権並市町村会議員ノ公民権ニ関スル法律 | 大正15年法律第56号  | 自治庁関係法令の整理に関する法律                                                                                       | 昭和29年法律第82号  |
| 労働争議調停法 | 大正15年法律第57号  | 労働関係調整法 | 昭和21年法律第25号  |
| 東濃鉄道株式会社所属鉄道買収ノ為公債発行ニ関スル法律 | 大正15年法律第59号  | 大蔵省関係法令の整理に関する法律                                                                                       | 昭和29年法律第121号 |
| 土地収用法中郡長ノ職務ヲ定ムル規定ノ適用ニ関スル法律 | 大正15年法律第78号  | 土地収用法中改正法律                                                                                                   | 昭和2年法律第39号   |
| 徴発令中郡及郡長ニ関スル規定ノ適用ニ関スル法律 | 大正15年法律第80号  | 昭和二十年勅令第五百四十二号「ポツダム」宣言ノ受諾ニ伴ヒ発スル命令ニ関スル件ニ基ク軍事特別措置法廃止等ニ関スル件       | 昭和20年勅令第604号 |
| 王公族ノ権義ニ関スル法律 | 大正15年法律第83号  | 日本国憲法施行の際現に効力を有する命令の規定の効力等に関する法律                                                       | 昭和22年法律第72号  |
| 外国官庁ノ用地トシテ貸付スル国有財産ニ関スル法律 | 昭和2年法律第1号    | 大蔵省関係法令の整理に関する法律                                                                                       | 昭和29年法律第121号 |
| 朝鮮事業公債法 | 昭和2年法律第11号   | 行政事務の簡素合理化に伴う関係法律の整理及び適用対象の消滅等による法律の廃止に関する法律                               | 昭和57年法律第69号  |
| 不良住宅地区改良法 | 昭和2年法律第14号   | 住宅地区改良法 | 昭和35年法律第84号  |
| 国有財産整理資金特別会計法ノ特例ニ関スル法律 | 昭和2年法律第15号   | 国有財産整理資金特別会計法外三法律ノ廃止ニ関スル法律                                                                   | 昭和19年法律第15号  |
| 土地賃貸価格調査委員会法 | 昭和2年法律第16号   | 教育基金特別会計法外二十三法律ノ廃止ニ関スル法律                                                                       | 昭和18年法律第74号  |
| 震災被害者ニ対スル租税ノ免除猶予等ニ関スル法律 | 昭和2年法律第17号   | 大蔵省関係法令の整理に関する法律                                                                                       | 昭和29年法律第121号 |
| 御料地払下地ノ地租及登録税免除ニ関スル法律 | 昭和2年法律第18号   | 特別法人税法の一部を改正する等の法律                                                                                   | 昭和22年法律第29号  |
| 震災手形損失補償公債法 | 昭和2年法律第19号   | 大蔵省関係法令の整理に関する法律                                                                                       | 昭和29年法律第121号 |
| 震災手形善後処理法 | 昭和2年法律第20号   | 大蔵省関係法令の整理に関する法律                                                                                       | 昭和29年法律第121号 |
| 銀行法 | 昭和2年法律第21号   | 銀行法 | 昭和56年法律第59号  |
| 海外移住組合法 | 昭和2年法律第25号   | 海外移住組合法の廃止に関する法律                                                                                       | 昭和25年法律第93号  |
| 輸出絹織物取締法 | 昭和2年法律第27号   | 輸出品取締法 | 昭和23年法律第153号 |
| 水戸鉄道株式会社、越後鉄道株式会社、陸奥鉄道株式会社、苫小牧軽便鉄道株式会社及日高拓殖鉄道株式会社所属鉄道買収ノ為公債発行ニ関スル法律                                                                                    | 昭和2年法律第29号   | 大蔵省関係法令の整理に関する法律                                                                                       | 昭和29年法律第121号 |
| 計理士法 | 昭和2年法律第31号   | 公認会計士法 | 昭和23年法律第103号 |
| 公益質屋法 | 昭和2年法律第35号   | 社会福祉の増進のための社会福祉事業法等の一部を改正する等の法律                                                         | 平成12年法律第111号 |
| 防火地域内借地権処理法 ［旧名称：防火地区内借地権処理法］ | 昭和2年法律第40号   | 借地法等の一部を改正する法律                                                                                           | 昭和41年法律第93号  |
| 国産奨励ノ為ノ会計法ノ特例ニ関スル法律 | 昭和2年法律第41号   | 教育基金特別会計法外二十三法律ノ廃止ニ関スル法律                                                                       | 昭和18年法律第74号  |
| 保税工場法 | 昭和2年法律第45号   | 関税法 | 昭和29年法律第61号  |
| 兌換銀行券整理法 | 昭和2年法律第46号   | 大蔵省関係法令の整理に関する法律                                                                                       | 昭和29年法律第121号 |
| 兵役法 | 昭和2年法律第47号   | 兵役法廃止等ニ関スル件                                                                                                 | 昭和20年勅令第634号 |
| 花柳病予防法 | 昭和2年法律第48号   | 性病予防法 | 昭和23年法律第167号 |
| 商工会議所法 | 昭和2年法律第49号   | 商工経済会法 | 昭和18年法律第52号  |
| 王公族ヨリ内地ノ家ニ入リタル者及内地ノ家ヲ去リ王公家ニ入リタル者ノ戸籍等ニ関スル法律 | 昭和2年法律第51号   | 日本国憲法施行の際現に効力を有する命令の規定の効力等に関する法律                                                       | 昭和22年法律第72号  |
| 台湾ノ金融機関ニ対スル資金融通ニ関スル法律 | 昭和2年法律第56号   | 教育基金特別会計法外二十三法律ノ廃止ニ関スル法律                                                                       | 昭和18年法律第74号  |
| 大嘗祭斎田ノ土地免租ニ関スル法律 | 昭和3年法律第1号    | 大蔵省関係法令の整理に関する法律                                                                                       | 昭和29年法律第121号 |
| 神戸高等商業学校移転改築費ニ関スル法律 | 昭和3年法律第5号    | 神戸商業大学移転改築費ニ関スル法律                                                                                     | 昭和4年法律第26号   |
| 樺太町村制 | 昭和4年法律第2号    | 町村制中改正法律 | 昭和18年法律第81号  |
| 裁判所ノ設立ニ関スル法律 | 昭和4年法律第5号    | 実効性喪失 | 実効性喪失          |
| 馬ノ伝染性貧血ニ罹リタル馬ノ殺処分ニ関スル法律 | 昭和4年法律第9号    | 家畜伝染病予防法の一部を改正する法律                                                                                   | 昭和23年法律第188号 |
| 家畜再保険特別会計法 | 昭和4年法律第11号   | 農業共済再保険特別会計法                                                                                               | 昭和19年法律第11号  |
| 糸価安定融資補償法 | 昭和4年法律第14号   | 教育基金特別会計法外二十三法律ノ廃止ニ関スル法律                                                                       | 昭和18年法律第74号  |
| 山口県営軌道及筑後軌道株式会社所属軌道補償ノ為公債発行ニ関スル法律 | 昭和4年法律第16号   | 大蔵省関係法令の整理に関する法律                                                                                       | 昭和29年法律第121号 |
| 国宝保存法 | 昭和4年法律第17号   | 文化財保護法 | 昭和25年法律第214号 |
| 家畜保険法 | 昭和4年法律第19号   | 農業保険法 | 昭和22年法律第185号 |
| 神戸商業大学移転改築費ニ関スル法律 | 昭和4年法律第26号   | 神戸商業大学移転改築費ニ充用シタル金額ノ補填ニ関スル法律                                                               | 昭和12年法律第30号  |
| 借入金整理ニ関スル法律 | 昭和4年法律第27号   | 大蔵省関係法令の整理に関する法律                                                                                       | 昭和29年法律第121号 |
| 製鉄所特別会計ニ於テ大蔵省預金部ノ横浜正金銀行ニ対スル債権ノ譲渡ヲ受クルコトニ関スル法律 | 昭和4年法律第28号   | 大蔵省関係法令の整理に関する法律                                                                                       | 昭和29年法律第121号 |
| 同盟及連合国ト独逸国及其ノ同盟国トノ戦争ニ因リ損害ヲ被リタル帝国臣民ノ追加救恤ニ関スル法律 | 昭和4年法律第36号   | 大蔵省関係法令の整理に関する法律                                                                                       | 昭和29年法律第121号 |
| 救護法 | 昭和4年法律第39号   | 生活保護法 | 昭和21年法律第17号  |
| 昭和二年及三年ニ於ケル支那事件ニ関スル一時賜金トシテ交付スル公債発行ニ関スル法律 | 昭和4年法律第41号   | 行政事務の簡素合理化に伴う関係法律の整理及び適用対象の消滅等による法律の廃止に関する法律                               | 昭和57年法律第69号  |
| 大礼記念帝室博物館復興翼賛会事業費ノ補助ニ関スル法律 | 昭和4年法律第42号   | 大蔵省関係法令の整理に関する法律                                                                                       | 昭和29年法律第121号 |
| 製塩地整理ニ関スル法律 | 昭和4年法律第52号   | 大蔵省関係法令の整理に関する法律                                                                                       | 昭和29年法律第121号 |
| 資源調査法 | 昭和4年法律第53号   | 統計法 | 昭和22年法律第18号  |
| 朝鮮簡易生命保険特別会計法 | 昭和4年法律第65号   | 朝鮮簡易生命保険及郵便年金特別会計法                                                                                   | 昭和18年法律第18号  |
| 朝鮮簡易生命保険ノ事務ニ関スル郵便物ニ関スル法律 | 昭和4年法律第66号   | 実効性喪失 | 実効性喪失          |
| 製鉄所特別会計ニ於テ大蔵省預金部又ハ日本銀行ノ横浜正金銀行又ハ株式会社日本興業銀行ニ対スル債券ノ譲渡ヲ受クルコトニ関スル法律                                                                                              | 昭和5年法律第3号    | 大蔵省関係法令の整理に関する法律                                                                                       | 昭和29年法律第121号 |
| 輸出補償法 | 昭和5年法律第6号    | 輸出信用保険法の一部を改正する法律                                                                                     | 昭和28年法律第79号  |

### 1931年～1940年
| 法律名 | 法令番号            | 廃止根拠法令名 | 法令番号 |
| --- | ------------------- | --- | --- |
| 京都高等工芸学校移転改築費ニ充用シタル金額ノ補填ニ関スル法律 | 昭和6年法律第13号   | 大蔵省関係法令の整理に関する法律 | 昭和29年法律第121号                                                                                            |
| 蚕糸業組合法 | 昭和6年法律第24号   | 農業協同組合法の制定に伴う農業団体の整理等に関する法律                                                                                 | 昭和22年法律第133号                                                                                            |
| 地租法 | 昭和6年法律第28号   | 特別法人税法の一部を改正する等の法律                                                                                                   | 昭和22年法律第29号                                                                                             |
| 祐徳軌道株式会社所属軌道補償ノ為公債発行ニ関スル法律 | 昭和6年法律第35号   | 大蔵省関係法令の整理に関する法律 | 昭和29年法律第121号                                                                                            |
| 国立公園法 | 昭和6年法律第36号   | 自然公園法 | 昭和32年法律第161号                                                                                            |
| 牧野法 | 昭和6年法律第37号   | 牧野法 | 昭和25年法律第194号                                                                                            |
| 重要産業ノ統制ニ関スル法律 〔通称：重要産業統制法〕 | 昭和6年法律第40号   | 附則第2項の規定により施行後10年経過により失効                                                                                          | 附則第2項の規定により施行後10年経過により失効                                                                  |
| 「ロンドン」海軍条約実施ニ伴フ海軍職工整理ニ関スル公債発行ニ関スル法律 | 昭和6年法律第45号   | 大蔵省関係法令の整理に関する法律 | 昭和29年法律第121号                                                                                            |
| 震災被害者ニ対スル租税ノ減免猶予等ニ関スル法律 | 昭和6年法律第46号   | 大蔵省関係法令の整理に関する法律 | 昭和29年法律第121号                                                                                            |
| 自動車交通事業法 | 昭和6年法律第52号   | 道路運送法 | 昭和22年法律第191号                                                                                            |
| 労働者災害扶助法 | 昭和6年法律第54号   | 労働基準法 | 昭和22年法律第49号                                                                                             |
| 労働者災害扶助責任保険法 | 昭和6年法律第55号   | 労働者災害補償保険法 | 昭和22年法律第50号                                                                                             |
| 労働者災害扶助責任保険特別会計法 | 昭和6年法律第56号   | 労働者災害補償保険特別会計法 | 昭和22年法律第51号                                                                                             |
| 入営者職業保障法 | 昭和6年法律第57号   | 入営者職業保障法及国民労務手帳法廃止法律                                                                                               | 昭和21年法律第1号                                                                                              |
| 寄生虫病予防法 | 昭和6年法律第59号   | 許可、認可等の整理及び合理化に関する法律                                                                                               | 平成6年法律第97号                                                                                              |
| 刑事補償法 | 昭和6年法律第60号   | 刑事補償法 | 昭和25年法律第1号                                                                                              |
| 電気事業法 | 昭和6年法律第61号   | 公益事業令 | 昭和25年政令第343号                                                                                            |
| 国際決済銀行ニ租税等ヲ課セザルコトニ関スル法律 | 昭和6年法律第67号   | 行政事務の簡素合理化に伴う関係法律の整理及び適用対象の消滅等による法律の廃止に関する法律                                               | 昭和57年法律第69号                                                                                             |
| 満洲事件ニ関スル経費支弁ノ為公債発行ニ関スル法律 | 昭和7年法律第1号    | 行政事務の簡素合理化に伴う関係法律の整理及び適用対象の消滅等による法律の廃止に関する法律                                               | 昭和57年法律第69号                                                                                             |
| 市町村義務教育費国庫負担法第三条ノ特例ニ関スル法律 | 昭和7年法律第2号    | 義務教育費国庫負担法 | 昭和15年法律第22号                                                                                             |
| 輸入税ノ従量税率ニ関スル法律 | 昭和7年法律第4号    | 関税定率法の一部を改正する法律 | 昭和26年法律第110号                                                                                            |
| 昭和七年度一般会計歳出ノ財源ニ充ツル為公債発行ニ関スル法律 | 昭和7年法律第6号    | 大蔵省関係法令の整理に関する法律 | 昭和29年法律第121号                                                                                            |
| 行政整理又ハ軍備整理ニ際シ退官退職シタル者等ニ交付スル公債発行ニ関スル法律 | 昭和7年法律第7号    | 大蔵省関係法令の整理に関する法律 | 昭和29年法律第121号                                                                                            |
| 昭和七年度以降国債償還資金ノ繰入一部停止ニ関スル法律 | 昭和7年法律第8号    | 国債整理基金特別会計法の一部を改正する法律                                                                                             | 昭和43年法律第66号                                                                                             |
| 日本銀行納付金法 | 昭和7年法律第10号   | 日本銀行法 | 昭和17年法律第67号                                                                                             |
| 日本銀行参与会法 | 昭和7年法律第11号   | 日本銀行参与会法廃止法律 | 昭和12年法律第33号                                                                                             |
| 造幣庁資金払出ニ関スル法律 ［旧名称：造幣局資金払出ニ関スル法律］ | 昭和7年法律第12号   | 大蔵省関係法令の整理に関する法律 | 昭和29年法律第121号                                                                                            |
| 恩給ノ減額補給及停止ニ関スル法律 | 昭和7年法律第13号   | 恩給法の一部を改正する法律 | 昭和26年法律第87号                                                                                             |
| 柳河軌道株式会社所属軌道補償ノ為公債発行ニ関スル法律 | 昭和7年法律第15号   | 大蔵省関係法令の整理に関する法律 | 昭和29年法律第121号                                                                                            |
| 資本逃避防止法 | 昭和7年法律第17号   | 外国為替管理法 | 昭和8年法律第28号                                                                                              |
| 糸価安定融資担保生糸買収法 | 昭和7年法律第18号   | 教育基金特別会計法外二十三法律ノ廃止ニ関スル法律                                                                                       | 昭和18年法律第74号                                                                                             |
| 糸価安定融資損失善後処理法 | 昭和7年法律第19号   | 教育基金特別会計法外二十三法律ノ廃止ニ関スル法律                                                                                       | 昭和18年法律第74号                                                                                             |
| 市町村立尋常小学校費臨時国庫補助法 | 昭和7年法律第23号   | 文部省関係法令の整理に関する法律 | 昭和29年法律第135号                                                                                            |
| 不動産融資及損失補償法 | 昭和7年法律第24号   | 行政事務の簡素合理化に伴う関係法律の整理及び適用対象の消滅等による法律の廃止に関する法律                                               | 昭和57年法律第69号                                                                                             |
| 商業組合法 | 昭和7年法律第25号   | 商工組合法 | 昭和18年法律第53号                                                                                             |
| 金銭債務臨時調停法 | 昭和7年法律第26号   | 民事調停法 | 昭和26年法律第222号                                                                                            |
| 商品券取締法 | 昭和7年法律第28号   | 前払式証票の規制等に関する法律 | 平成元年法律第92号                                                                                             |
| 製糸業法 | 昭和7年法律第29号   | 製糸業法及び蚕糸業法を廃止する法律 | 平成9年法律第64号                                                                                              |
| 農林中央金庫特別融通及損失補償法 ［旧名称：産業組合中央金庫特別融通及損失補償法］ | 昭和7年法律第32号   | 行政事務の簡素合理化に伴う関係法律の整理及び適用対象の消滅等による法律の廃止に関する法律                                               | 昭和57年法律第69号                                                                                             |
| 道路法中特例ニ関スル法律 | 昭和7年法律第35号   | 建設省関係法令の整理に関する法律 | 昭和29年法律第140号                                                                                            |
| 昭和八年度一般会計歳出ノ財源ニ充ツル為公債発行ニ関スル法律 | 昭和8年法律第3号    | 行政事務の簡素合理化に伴う関係法律の整理及び適用対象の消滅等による法律の廃止に関する法律                                               | 昭和57年法律第69号                                                                                             |
| 造幣局工場及其ノ附属設備ノ新営費ニ関スル法律 | 昭和8年法律第4号    | 大蔵省関係法令の整理に関する法律 | 昭和29年法律第121号                                                                                            |
| 大阪帝国大学工学部設置ニ付帝国大学特別会計及官立大学特別会計ノ関渉ニ関スル法律 | 昭和8年法律第5号    | 大蔵省関係法令の整理に関する法律 | 昭和29年法律第121号                                                                                            |
| 震災被害者ニ対スル租税ノ免除猶予等ニ関スル法律 | 昭和8年法律第13号   | 大蔵省関係法令の整理に関する法律 | 昭和29年法律第121号                                                                                            |
| 海軍工廠資金臨時補足ニ関スル法律 | 昭和8年法律第15号   | 政府出資特別会計法外二十一法令の廃止等に関する法律                                                                                     | 昭和21年法律第21号                                                                                             |
| 旧韓国起業資金貸付ノ為発行シタル英貨興業債券ノ元利支払為替差損金補給ニ関スル法律 | 昭和8年法律第16号   | 大蔵省関係法令の整理に関する法律 | 昭和29年法律第121号                                                                                            |
| 昭和八年度一般会計歳出ノ財源ニ充ツル為公債追加発行ニ関スル法律 | 昭和8年法律第23号   | 行政事務の簡素合理化に伴う関係法律の整理及び適用対象の消滅等による法律の廃止に関する法律                                               | 昭和57年法律第69号                                                                                             |
| 米穀統制法 | 昭和8年法律第24号   | 食糧管理法 | 昭和17年法律第40号                                                                                             |
| 外国為替管理法 | 昭和8年法律第28号   | 外国為替管理法 | 昭和16年法律第83号                                                                                             |
| 陸軍輸送港域軍事取締法 ［旧名称：宇品港域軍事取締法］ | 昭和8年法律第29号   | 昭和二十年勅令第五百四十二号「ポツダム」宣言ノ受諾ニ伴ヒ発スル命令ニ関スル件ニ基ク要塞地滞法廃止等ノ件                                 | 昭和20年勅令第576号                                                                                            |
| 南満洲鉄道株式会社ノ株式引受ニ関スル法律 | 昭和8年法律第34号   | 実効性喪失 | 実効性喪失 |
| 両備鉄道株式会社所属鉄道外四鉄道及兼業ニ属スル資産買収ノ為公債発行ニ関スル法律 | 昭和8年法律第35号   | 大蔵省関係法令の整理に関する法律 | 昭和29年法律第121号                                                                                            |
| 富山鉄道株式会社所属鉄道中堀川新笹津間経営廃止ニ対スル補償ノ為公債発行ニ関スル法律 | 昭和8年法律第36号   | 大蔵省関係法令の整理に関する法律 | 昭和29年法律第121号                                                                                            |
| 児童虐待防止法 | 昭和8年法律第40号   | 児童福祉法 | 昭和22年法律第164号                                                                                            |
| 通信事業特別会計法 | 昭和8年法律第41号   | 通信事業特別会計法 | 昭和22年法律第41号                                                                                             |
| 重要美術品等ノ保存ニ関スル法律 | 昭和8年法律第43号   | 文化財保護法 | 昭和25年法律第214号                                                                                            |
| 日本製鉄株式会社法 | 昭和8年法律第47号   | 日本製鉄株式会社法廃止法 | 昭和25年法律第240号                                                                                            |
| 弁護士法 | 昭和8年法律第53号   | 弁護士法 | 昭和24年法律第205号                                                                                            |
| 法律事務取扱ノ取締ニ関スル法律 | 昭和8年法律第54号   | 弁護士法 | 昭和24年法律第205号                                                                                            |
| 少年教護法 | 昭和8年法律第55号   | 児童福祉法 | 昭和22年法律第164号                                                                                            |
| 昭和九年度一般会計歳出ノ財源ニ充ツル為公債発行ニ関スル法律 | 昭和9年法律第5号    | 行政事務の簡素合理化に伴う関係法律の整理及び適用対象の消滅等による法律の廃止に関する法律                                               | 昭和57年法律第69号                                                                                             |
| 満洲事件ニ関スル一時賜金トシテ交付スル公債発行ニ関スル法律 | 昭和9年法律第7号    | 行政事務の簡素合理化に伴う関係法律の整理及び適用対象の消滅等による法律の廃止に関する法律                                               | 昭和57年法律第69号                                                                                             |
| 旭川市旧土人保護地処分法 | 昭和9年法律第9号    | アイヌ文化の振興並びにアイヌの伝統等に関する知識の普及及び啓発に関する法律                                                             | 平成9年法律第52号                                                                                              |
| 不正競争防止法 〔通称：不競法〕 | 昭和9年法律第14号   | 不正競争防止法 | 平成5年法律第47号                                                                                              |
| 秋田鉄道株式会社所属鉄道外三鉄道買収ノ為公債発行ニ関スル法律 | 昭和9年法律第16号   | 大蔵省関係法令の整理に関する法律 | 昭和29年法律第121号                                                                                            |
| 播電鉄道株式会社所属鉄道ノ経営廃止ニ対スル補償ノ為公債発行ニ関スル法律 | 昭和9年法律第17号   | 大蔵省関係法令の整理に関する法律 | 昭和29年法律第121号                                                                                            |
| 函館市ノ火災被害者ニ対スル租税ノ免除猶予等ニ関スル法律 | 昭和9年法律第21号   | 大蔵省関係法令の整理に関する法律 | 昭和29年法律第121号                                                                                            |
| 地方鉄道法又ハ軌道法ニ依リ交付スル国債証券ニ関スル法律 | 昭和9年法律第22号   | 地方鉄道法中改正法律 | 昭和14年法律第19号                                                                                             |
| 昭和九年度一般会計歳出ノ財源ニ充ツル為公債追加発行ニ関スル法律 | 昭和9年法律第24号   | 行政事務の簡素合理化に伴う関係法律の整理及び適用対象の消滅等による法律の廃止に関する法律                                               | 昭和57年法律第69号                                                                                             |
| 原蚕種管理法 | 昭和9年法律第25号   | 蚕糸業法 | 昭和20年法律第57号                                                                                             |
| 石油業法 | 昭和9年法律第26号   | 石油業法外十三法律廃止法律 | 昭和20年法律第49号                                                                                             |
| 昭和九年度一般会計歳出ノ財源ニ充ツル為公債第二次追加発行ニ関スル法律 | 昭和9年法律第31号   | 行政事務の簡素合理化に伴う関係法律の整理及び適用対象の消滅等による法律の廃止に関する法律                                               | 昭和57年法律第69号                                                                                             |
| 政府所有米穀特別処理法 | 昭和9年法律第32号   | 食糧管理法 | 昭和17年法律第40号                                                                                             |
| 臨時米穀移入調節法 | 昭和9年法律第33号   | 農林省関係法令の整理に関する法律 | 昭和29年法律第137号                                                                                            |
| 輸出水産物取締法 | 昭和9年法律第36号   | 輸出品取締法 | 昭和23年法律第153号                                                                                            |
| 軍用電気通信法 | 昭和9年法律第39号   | 昭和二十年勅令第五百四十二号ポツダム宣言の受諾に伴い発する命令に関する件に基く軍用電気通信法等を廃止する勅令                           | 昭和21年勅令第564号                                                                                            |
| 輸出生糸取引法 | 昭和9年法律第43号   | 蚕糸業法 | 昭和20年法律第57号                                                                                             |
| 日本銀行金買入法 | 昭和9年法律第44号   | 日本銀行金買入法廃止ニ関スル法律 | 昭和12年法律第62号                                                                                             |
| 貿易調節及通商擁護ニ関スル法律 | 昭和9年法律第45号   | 附則第2項の規定により施行後9年経過により失効                                                                                           | 附則第2項の規定により施行後9年経過により失効                                                                   |
| 風水害ニ因ル被害者ニ対スル租税ノ減免猶予等ニ関スル法律 | 昭和9年法律第51号   | 大蔵省関係法令の整理に関する法律 | 昭和29年法律第121号                                                                                            |
| 凶作地ニ対スル政府所有米穀ノ臨時交付ニ関スル法律 | 昭和9年法律第52号   | 食糧管理法 | 昭和17年法律第40号                                                                                             |
| 国際文化事業ニ関スル経費支弁ニ関スル法律 | 昭和10年法律第5号   | 教育基金特別会計法外二十三法律ノ廃止ニ関スル法律                                                                                       | 昭和18年法律第74号                                                                                             |
| 造幣局ノ庁舎、工場其ノ他ノ用ニ供スル建物及其ノ附属設備ノ新営費ニ関スル法律 | 昭和10年法律第6号   | 大蔵省関係法令の整理に関する法律 | 昭和29年法律第121号                                                                                            |
| 東京高等農林学校及函館高等水産学校ノ創設ニ伴フ帝国大学特別会計及学校及図書館特別会計ノ関渉ニ関スル法律 | 昭和10年法律第7号   | 大蔵省関係法令の整理に関する法律 | 昭和29年法律第121号                                                                                            |
| 札幌軌道株式会社及矢作水力株式会社所属軌道ノ経営廃止ニ対スル補償ノ為公債発行ニ関スル法律 | 昭和10年法律第10号  | 大蔵省関係法令の整理に関する法律 | 昭和29年法律第121号                                                                                            |
| 宮崎県営鉄道及軌道並ニ大隅鉄道株式会社所属鉄道買収ノ為公債発行ニ関スル法律 | 昭和10年法律第11号  | 大蔵省関係法令の整理に関する法律 | 昭和29年法律第121号                                                                                            |
| 昭和十年度一般会計歳出ノ財源ニ充ツル為公債発行ニ関スル法律 | 昭和10年法律第13号  | 行政事務の簡素合理化に伴う関係法律の整理及び適用対象の消滅等による法律の廃止に関する法律                                               | 昭和57年法律第69号                                                                                             |
| 昭和十年度一般会計歳出ノ財源ニ充ツル為公債追加発行ニ関スル法律 | 昭和10年法律第14号  | 行政事務の簡素合理化に伴う関係法律の整理及び適用対象の消滅等による法律の廃止に関する法律                                               | 昭和57年法律第69号                                                                                             |
| 臨時利得税法 | 昭和10年法律第20号  | 所得税法の一部を改正する等の法律 | 昭和21年法律第14号                                                                                             |
| 昭和十年度一般会計歳出ノ財源ニ充ツル為公債第二次追加発行ニ関スル法律 | 昭和10年法律第21号  | 行政事務の簡素合理化に伴う関係法律の整理及び適用対象の消滅等による法律の廃止に関する法律                                               | 昭和57年法律第69号                                                                                             |
| 政府貸付金処理ニ関スル法律 | 昭和10年法律第25号  | 国の債権の管理等に関する法律 | 昭和31年法律第114号                                                                                            |
| 南朝鮮鉄道株式会社所属鉄道買収ノ為公債発行ニ関スル法律 | 昭和10年法律第27号  | 行政事務の簡素合理化に伴う関係法律の整理及び適用対象の消滅等による法律の廃止に関する法律                                               | 昭和57年法律第69号                                                                                             |
| 裁判所ノ廃止及設立ニ関スル法律 | 昭和10年法律第30号  | 裁判所法施行法 | 昭和22年法律第60号                                                                                             |
| 倉庫業法 | 昭和10年法律第41号  | 倉庫業法 | 昭和31年法律第121号                                                                                            |
| 昭和十一年度一般会計歳出ノ財源ニ充ツル為公債発行ニ関スル法律 | 昭和11年法律第3号   | 行政事務の簡素合理化に伴う関係法律の整理及び適用対象の消滅等による法律の廃止に関する法律                                               | 昭和57年法律第69号                                                                                             |
| 昭和十一年度一般会計歳出ノ財源ニ充ツル為特別会計ニ属スル資金ノ繰替使用等ニ関スル法律 | 昭和11年法律第4号   | 政府出資特別会計法外二十一法令の廃止等に関する法律                                                                                     | 昭和21年法律第21号                                                                                             |
| 産繭処理統制法 | 昭和11年法律第9号   | 蚕糸業統制法 | 昭和16年法律第67号                                                                                             |
| 商工組合中央金庫法 〔通称：商工中金法〕 | 昭和11年法律第14号  | 株式会社商工組合中央金庫法 | 平成19年法律第74号                                                                                             |
| 東北開発株式会社法 ［旧名称：東北興業株式会社法］ | 昭和11年法律第15号  | 東北開発株式会社法を廃止する法律 | 昭和61年法律第25号                                                                                             |
| 東北振興電力株式会社法 | 昭和11年法律第16号  | 教育基金特別会計法外二十三法律ノ廃止ニ関スル法律                                                                                       | 昭和18年法律第74号                                                                                             |
| 岩手軽便鉄道株式会社所属鉄道外三鉄道及兼業ニ属スル資産買収ノ為公債発行ニ関スル法律 | 昭和11年法律第18号  | 行政事務の簡素合理化に伴う関係法律の整理及び適用対象の消滅等による法律の廃止に関する法律                                               | 昭和57年法律第69号                                                                                             |
| 江当軌道株式会社所属軌道ノ経営廃止ニ対スル補償ノ為公債発行ニ関スル法律 | 昭和11年法律第19号  | 行政事務の簡素合理化に伴う関係法律の整理及び適用対象の消滅等による法律の廃止に関する法律                                               | 昭和57年法律第69号                                                                                             |
| 米穀自治管理法 | 昭和11年法律第22号  | 食糧管理法 | 昭和17年法律第40号                                                                                             |
| 籾共同貯蔵助成法 | 昭和11年法律第24号  | 食糧管理法 | 昭和17年法律第40号                                                                                             |
| 重要輸出品取締法 | 昭和11年法律第26号  | 輸出品取締法 | 昭和23年法律第153号                                                                                            |
| 思想犯保護観察法 | 昭和11年法律第29号  | 昭和二十年勅令第五百四十二号「ポツダム」宣言ノ受諾ニ伴ヒ発スル命令ニ関スル件ニ基ク治安維持法廃止等ノ件                                 | 昭和20年勅令第575号                                                                                            |
| 重要肥料業統制法 | 昭和11年法律第30号  | 重要肥料業統制法等を廃止する法律 | 昭和22年法律第134号                                                                                            |
| 自動車製造事業法 | 昭和11年法律第33号  | 石油業法外十三法律廃止法律 | 昭和20年法律第49号                                                                                             |
| 航路統制法 | 昭和11年法律第35号  | 教育基金特別会計法外二十三法律ノ廃止ニ関スル法律                                                                                       | 昭和18年法律第74号                                                                                             |
| 土地賃貸価格改訂法 | 昭和11年法律第36号  | 教育基金特別会計法外二十三法律ノ廃止ニ関スル法律                                                                                       | 昭和18年法律第74号                                                                                             |
| 土地賃貸価格改訂法施行ニ伴フ耕地整理法ノ特例ニ関スル法律 | 昭和11年法律第37号  | 教育基金特別会計法外二十三法律ノ廃止ニ関スル法律                                                                                       | 昭和18年法律第74号                                                                                             |
| 退職積立金及退職手当法 | 昭和11年法律第42号  | 労働者年金保険法中改正法律 | 昭和19年法律第21号                                                                                             |
| 台湾拓殖株式会社法 | 昭和11年法律第43号  | 実効性喪失 | 実効性喪失 |
| 不穏文書臨時取締法 | 昭和11年法律第45号  | 昭和二十年勅令第五百四十二号「ポツダム」宣言ノ受諾ニ伴ヒ発スル命令ニ関スル件ニ基ク国防保安法廃止等ニ関スル件                           | 昭和20年勅令第568号                                                                                            |
| 樺太市制 | 昭和12年法律第1号   | 市制中改正法律 | 昭和18年法律第80号                                                                                             |
| 臨時租税増徴法 | 昭和12年法律第3号   | 支那事変特別税法及臨時租税増徴法廃止法律                                                                                               | 昭和15年法律第50号                                                                                             |
| 法人資本税法 | 昭和12年法律第4号   | 法人資本税法廃止法律 | 昭和15年法律第53号                                                                                             |
| 外貨債特別税法 | 昭和12年法律第5号   | 所得税法の一部を改正する等の法律 | 昭和21年法律第14号                                                                                             |
| 揮発油税法 | 昭和12年法律第6号   | 石油専売法 | 昭和18年法律第50号                                                                                             |
| 有価証券移転税法 | 昭和12年法律第7号   | 有価証券移転税法を廃止する法律 | 昭和25年法律第75号                                                                                             |
| 昭和十二年度一般会計歳出ノ財源ニ充ツル為公債発行ニ関スル法律 | 昭和12年法律第8号   | 行政事務の簡素合理化に伴う関係法律の整理及び適用対象の消滅等による法律の廃止に関する法律                                               | 昭和57年法律第69号                                                                                             |
| 一般会計歳出ノ財源ニ充ツル為特別会計ヨリ為ス繰入金ニ関スル法律 | 昭和12年法律第9号   | 政府出資特別会計法外二十一法令の廃止等に関する法律                                                                                     | 昭和21年法律第21号                                                                                             |
| 一般会計歳出ノ財源ニ充ツル為大蔵省預金部特別会計ヨリ為ス繰入金ニ関スル法律 | 昭和12年法律第10号  | 財政融資資金特別会計法 | 昭和26年法律第101号                                                                                            |
| 東京農業教育専門学校創設ニ伴フ帝国大学特別会計及学校及図書館特別会計ノ関渉ニ関スル法律 | 昭和12年法律第13号  | 大蔵省関係法令の整理に関する法律 | 昭和29年法律第121号                                                                                            |
| 糸価安定施設法 | 昭和12年法律第16号  | 糸価安定施設法廃止及蚕糸業統制法中改正法律                                                                                             | 昭和19年法律第23号                                                                                             |
| 糸価安定施設特別会計法 | 昭和12年法律第17号  | 国有財産整理資金特別会計法外三法律ノ廃止ニ関スル法律                                                                                   | 昭和19年法律第15号                                                                                             |
| 母子保護法 | 昭和12年法律第19号  | 生活保護法 | 昭和21年法律第17号                                                                                             |
| 漁船保険法 | 昭和12年法律第23号  | 漁船損害補償法施行法 | 昭和27年法律第29号                                                                                             |
| 漁船再保険及漁業共済保険特別会計法 ［旧名称：漁船再保険特別会計法］ | 昭和12年法律第24号  | 特別会計に関する法律 | 平成19年法律第23号                                                                                             |
| 森林保険特別会計法 ［旧名称：森林火災保険特別会計法］ | 昭和12年法律第26号  | 特別会計に関する法律 | 平成19年法律第23号                                                                                             |
| 昭和十二年度一般会計歳出ノ財源ニ充ツル為公債追加発行ニ関スル法律 | 昭和12年法律第29号  | 行政事務の簡素合理化に伴う関係法律の整理及び適用対象の消滅等による法律の廃止に関する法律                                               | 昭和57年法律第69号                                                                                             |
| 神戸商業大学移転改築費ニ充用シタル金額ノ補填ニ関スル法律 | 昭和12年法律第30号  | 大蔵省関係法令の整理に関する法律 | 昭和29年法律第121号                                                                                            |
| アルコール専売法 | 昭和12年法律第32号  | アルコール事業法 | 平成12年法律36号                                                                                               |
| 帝国ノ満洲国ニ於ケル治外法権ノ撤廃及南満洲鉄道附属地行政権ノ調整乃至移譲ニ伴ヒ退官退職シタル者等ニ交付スル公債発行ニ関スル法律 | 昭和12年法律第36号  | 行政事務の簡素合理化に伴う関係法律の整理及び適用対象の消滅等による法律の廃止に関する法律                                               | 昭和57年法律第69号                                                                                             |
| 横荘鉄道株式会社所属鉄道外三鉄道買収ノ為公債発行ニ関スル法律 | 昭和12年法律第37号  | 行政事務の簡素合理化に伴う関係法律の整理及び適用対象の消滅等による法律の廃止に関する法律                                               | 昭和57年法律第69号                                                                                             |
| 揮発油及アルコール混用法 | 昭和12年法律第39号  | 石油専売法 | 昭和18年法律第50号                                                                                             |
| 保健所法 | 昭和12年法律第42号  | 地域保健法 | 昭和22年法律第101号                                                                                            |
| 海外移住組合聯合会ニ対スル政府貸付金ノ出資等ニ関スル法律 | 昭和12年法律第43号  | 行政事務の簡素合理化に伴う関係法律の整理及び適用対象の消滅等による法律の廃止に関する法律                                               | 昭和57年法律第69号                                                                                             |
| 小運送業法 | 昭和12年法律第45号  | 通運事業法 | 昭和24年法律第241号                                                                                            |
| 日本通運株式会社法 | 昭和12年法律第46号  | 日本通運株式会社法を廃止する法律 | 昭和24年法律第242号                                                                                            |
| 防空法 | 昭和12年法律第47号  | 防空法廃止法律 | 昭和21年法律第2号                                                                                              |
| 北支事件ニ関スル経費支弁ノ為公債発行ニ関スル法律 | 昭和12年法律第49号  | 臨時軍事費特別会計ノ終結ニ関スル件 | 昭和21年勅令第110号                                                                                            |
| 特別会計ニ於ケル北支事件特別税収入ニ相当スル金額ヲ一般会計ニ繰入ルルコトニ関スル法律 | 昭和12年法律第51号  | 関東局、朝鮮総督府、台湾総督府及樺太庁ノ各特別会計ニ於ケル租税収入ノ一部ニ相当スル金額等ヲ臨時軍事費特別会計ニ繰入ルルコトニ関スル法律 | 昭和13年法律第23号                                                                                             |
| 人造石油製造事業法 | 昭和12年法律第52号  | 石油業法外十三法律廃止法律 | 昭和20年法律第49号                                                                                             |
| 帝国燃料興業株式会社法 | 昭和12年法律第53号  | 帝国燃料興業株式会社法を廃止する法律                                                                                                   | 昭和24年法律第234号                                                                                            |
| 鉄ノ輸入税免除ニ関スル法律 | 昭和12年法律第57号  | 鉄ノ輸入税免除ニ関スル法律 | 昭和16年法律第87号                                                                                             |
| 産金法 | 昭和12年法律第59号  | 金管理法 | 昭和25年法律第128号                                                                                            |
| 金準備評価法 | 昭和12年法律第60号  | 日本銀行法 | 昭和17年法律第67号                                                                                             |
| 金資金特別会計法 | 昭和12年法律第61号  | 貴金属特別会計法 | 昭和24年法律第34号                                                                                             |
| 北支事件特別税法 | 昭和12年法律第66号  | 支那事変特別税法 | 昭和13年法律第51号                                                                                             |
| 製鉄事業法 | 昭和12年法律第68号  | 石油業法外十三法律廃止法律 | 昭和20年法律第49号                                                                                             |
| 軍機保護法 | 昭和12年法律第72号  | 昭和二十年勅令第五百四十二号「ポツダム」宣言ノ受諾ニ伴ヒ発スル命令ニ関スル件ニ基ク国防保安法廃止等ニ関スル件                           | 昭和20年勅令第568号                                                                                            |
| 貿易及関係産業ノ調整ニ関スル法律 | 昭和12年法律第73号  | 委員会等ノ整理等ニ関スル法律 | 昭和16年法律第35号                                                                                             |
| 貿易組合法 | 昭和12年法律第74号  | 貿易組合法を廃止する法律 | 昭和22年法律第123号                                                                                            |
| 百貨店法 | 昭和12年法律第76号  | 百貨店法を廃止する法律 | 昭和22年法律第212号                                                                                            |
| 農村負債整理資金特別融通及損失補償法 | 昭和12年法律第77号  | 行政事務の簡素合理化に伴う関係法律の整理及び適用対象の消滅等による法律の廃止に関する法律                                               | 昭和57年法律第69号                                                                                             |
| 紀元二千六百年記念日本万国博覧会抽籤券附回数入場券発行ニ関スル法律 | 昭和12年法律第78号  | 昭和十二年法律第七十八号（紀元二千六百年記念日本万国博覧会抽籤券附回数入場券発行ニ関スル件）廃止法律                                   | 昭和20年法律第50号                                                                                             |
| 船員法 | 昭和12年法律第79号  | 船員法 | 昭和22年法律第100号                                                                                            |
| 通信事業特別会計ニ於ケル簡易生命保険及郵便年金ノ事務ノ取扱ニ要スル経費ニ関スル法律 | 昭和12年法律第80号  | 通信事業特別会計ニ於ケル簡易生命保険及郵便年金ノ事務ノ取扱ニ要スル経費等ニ関スル法律                                                   | 昭和18年法律第17号                                                                                             |
| 大東亜戦争ニ関スル臨時軍事費支弁ノ為公債発行ニ関スル法律 ［旧名称：支那事変ニ関スル臨時軍事費支弁ノ為公債発行ニ関スル法律］ | 昭和12年法律第84号  | 臨時軍事費特別会計ノ終結ニ関スル件 | 昭和21年勅令第110号                                                                                            |
| 臨時軍事費特別会計法 | 昭和12年法律第85号  | 大蔵省関係法令の整理に関する法律 | 昭和29年法律第121号                                                                                            |
| 臨時資金調整法 | 昭和12年法律第86号  | 臨時資金調整法を廃止する法律 | 昭和23年法律第20号                                                                                             |
| 軍需工業動員法ノ適用ニ関スル法律 | 昭和12年法律第88号  | 国家総動員法 | 昭和13年法律第55号                                                                                             |
| 臨時馬ノ移動制限ニ関スル法律 | 昭和12年法律第89号  | 昭和二十年勅令第五百四十二号「ポツダム」宣言ノ受諾ニ伴ヒ発スル命令ニ関スル件ニ基ク軍馬資源保護法廃止等ニ関スル件                       | 昭和20年勅令第643号                                                                                            |
| 米穀ノ応急措置ニ関スル法律 | 昭和12年法律第90号  | 食糧管理法 | 昭和17年法律第40号                                                                                             |
| 臨時肥料配給統制法 | 昭和12年法律第91号  | 肥料配給公団令 | 昭和22年勅令第171号                                                                                            |
| 輸出入品等ニ関スル臨時措置ニ関スル法律 | 昭和12年法律第92号  | 石油業法外十三法律廃止法律 | 昭和20年法律第49号                                                                                             |
| 臨時船舶管理法 | 昭和12年法律第93号  | 臨時船舶建造調整法 | 昭和28年法律第149号                                                                                            |
| 今次ノ戦争ノ為従軍シタル軍人及軍属ニ対スル租税ノ減免、徴収猶予等ニ関スル法律 ［旧名称：支那事変ノ為従軍シタル軍人及軍属ニ対スル租税ノ減免、徴収猶予等ニ関スル法律, 大東亜戦争ノ為従軍シタル軍人及軍属ニ対スル租税ノ減免、徴収猶予等ニ関スル法律］       | 昭和12年法律第94号  | 所得税法の一部を改正する等の法律 | 昭和21年法律第14号                                                                                             |
| 昭和十三年度一般会計歳出ノ財源ニ充ツル為公債発行ニ関スル法律 | 昭和13年法律第6号   | 行政事務の簡素合理化に伴う関係法律の整理及び適用対象の消滅等による法律の廃止に関する法律                                               | 昭和57年法律第69号                                                                                             |
| 造幣局東京出張所庁舎其ノ他ノ新営費ニ関スル法律 | 昭和13年法律第8号   | 大蔵省関係法令の整理に関する法律 | 昭和29年法律第121号                                                                                            |
| 対支文化事業特別会計法ノ特例ニ関スル法律 | 昭和13年法律第9号   | 教育基金特別会計法外二十三法律ノ廃止ニ関スル法律                                                                                       | 昭和18年法律第74号                                                                                             |
| 裁判所ノ設立ニ関スル法律 | 昭和13年法律第11号  | 裁判所法施行法 | 昭和22年法律第60号                                                                                             |
| 農業協同組合自治監査法 ［旧名称：産業組合自治監査法, 農業団体自治監査法］ | 昭和13年法律第15号  | 農業協同組合自治監査法を廃止する法律                                                                                                   | 昭和24年法律第104号                                                                                            |
| 軍ノ需要充足ノ為ノ会計法ノ特例ニ関スル法律 | 昭和13年法律第16号  | 会計法戦時特例 | 昭和17年法律第10号                                                                                             |
| 昭和十三年度一般会計歳出ノ財源ニ充ツル為公債追加発行ニ関スル法律 | 昭和13年法律第21号  | 行政事務の簡素合理化に伴う関係法律の整理及び適用対象の消滅等による法律の廃止に関する法律                                               | 昭和57年法律第69号                                                                                             |
| 今次ノ戦争ニ関スル臨時軍事費ノ財源ニ充ツル為特別会計ヨリ為ス繰入金ニ関スル法律 ［旧名称：支那事変ニ関スル臨時軍事費ノ財源ニ充ツル為特別会計ヨリ為ス繰入金ニ関スル法律, 大東亜戦争ニ関スル臨時軍事費ノ財源ニ充ツル為特別会計ヨリ為ス繰入金ニ関スル法律］ | 昭和13年法律第22号  | 政府出資特別会計法外二十一法令の廃止等に関する法律                                                                                     | 昭和21年法律第21号                                                                                             |
| 関東局、朝鮮総督府、台湾総督府及樺太庁ノ各特別会計ニ於ケル租税収入ノ一部ニ相当スル金額等ヲ臨時軍事費特別会計ニ繰入ルルコトニ関スル法律 | 昭和13年法律第23号  | 政府出資特別会計法外二十一法令の廃止等に関する法律                                                                                     | 昭和21年法律第21号                                                                                             |
| 日満司法事務共助法 | 昭和13年法律第26号  | 中央省庁等改革関係法施行法 | 平成11年法律第160号                                                                                            |
| 商店法 | 昭和13年法律第28号  | 労働基準法 | 昭和22年法律第49号                                                                                             |
| 兵役ノ義務ナカリシ者等ニシテ支那事変ニ於テ陸軍部隊ニ編入セラレタルモノノ身分取扱ニ関スル法律 | 昭和13年法律第30号  | 昭和二十年勅令第五百四十二号「ポツダム」宣言ノ受諾ニ伴ヒ発スル命令ニ関スル件ニ基ク昭和十三年法律第三十号廃止等ニ関スル件               | 昭和20年勅令第653号                                                                                            |
| 石油資源開発法 | 昭和13年法律第31号  | 石油及び可燃性天然ガス資源開発法 | 昭和27年法律第162号                                                                                            |
| 有価証券業取締法 | 昭和13年法律第32号  | 証券取引法 | 昭和22年法律第22号                                                                                             |
| 有価証券業取締法 | 昭和13年法律第32号  | 金融商品取引法 | 昭和23年法律第25号                                                                                             |
| 重要鉱物増産法 | 昭和13年法律第35号  | 附則第2項の規定により施行後10年経過により失効                                                                                          | 附則第2項の規定により施行後10年経過により失効                                                                  |
| 日本産金振興株式会社法 | 昭和13年法律第36号  | 帝国鉱業開発株式会社法中改正法律 | 昭和18年法律第35号                                                                                             |
| 飼料配給統制法 | 昭和13年法律第39号  | 飼料配給公団法 | 昭和22年法律第202号                                                                                            |
| 工作機械製造事業法 | 昭和13年法律第40号  | 石油業法外十三法律廃止法律 | 昭和20年法律第49号                                                                                             |
| 航空機製造事業法 | 昭和13年法律第41号  | 石油業法外十三法律廃止法律 | 昭和20年法律第49号                                                                                             |
| 支那事変特別税法 | 昭和13年法律第51号  | 支那事変特別税法及臨時租税増徴法廃止法律                                                                                               | 昭和15年法律第50号                                                                                             |
| 臨時租税措置法 | 昭和13年法律第52号  | 租税特別措置法 | 昭和21年法律第15号                                                                                             |
| 印刷局据置運転資本補足ニ関スル法律 | 昭和13年法律第53号  | 作業会計法外十法律中改正法律 | 昭和19年法律第14号                                                                                             |
| 有価証券引受業法 | 昭和13年法律第54号  | 証券取引法 | 昭和22年法律第22号                                                                                             |
| 有価証券引受業法 | 昭和13年法律第54号  | 金融商品取引法 | 昭和23年法律第25号                                                                                             |
| 国家総動員法 | 昭和13年法律第55号  | 国家総動員法及戦時緊急措置法廃止法律                                                                                                   | 昭和20年法律第44号                                                                                             |
| 恩給金庫法 | 昭和13年法律第57号  | 国民生活金融公庫法 | 昭和24年法律第49号                                                                                             |
| 庶民金庫法 | 昭和13年法律第58号  | 国民生活金融公庫法 | 昭和24年法律第49号                                                                                             |
| 社会事業法 | 昭和13年法律第59号  | 社会福祉法 | 昭和26年法律第45号                                                                                             |
| 国民健康保険法 | 昭和13年法律第60号  | 国民健康保険法 | 昭和33年法律第192号                                                                                            |
| 職業紹介法 | 昭和13年法律第61号  | 職業安定法 | 昭和22年法律第141号                                                                                            |
| 兌換銀行券ノ保証発行限度ノ臨時拡張ニ関スル法律 | 昭和13年法律第64号  | 兌換銀行券条例ノ臨時特例ニ関スル法律                                                                                                   | 昭和16年法律第14号                                                                                             |
| 農地調整法 | 昭和13年法律第67号  | 農地法施行法 | 昭和27年法律第230号                                                                                            |
| 農業保険法 | 昭和13年法律第68号  | 農業保険法 | 昭和22年法律第185号                                                                                            |
| 臨時農村負債処理法 | 昭和13年法律第69号  | 行政事務の簡素合理化に伴う関係法律の整理及び適用対象の消滅等による法律の廃止に関する法律                                               | 昭和57年法律第69号                                                                                             |
| 硫酸アンモニア増産及配給統制法 | 昭和13年法律第70号  | 硫酸アンモニア増産及配給統制法を廃止する法律                                                                                           | 昭和26年法律第205号                                                                                            |
| 商法中改正法律施行法 | 昭和13年法律第73号  | 会社法の施行に伴う関係法律の整備等に関する法律                                                                                         | 平成17年法律第87号                                                                                             |
| 有限会社法 | 昭和13年法律第74号  | 会社法の施行に伴う関係法律の整備等に関する法律                                                                                         | 平成17年法律第87号                                                                                             |
| 日満国税徴収事務共助法 | 昭和13年法律第75号  | 所得税法の一部を改正する等の法律 | 昭和21年法律第14号                                                                                             |
| 電力管理法 | 昭和13年法律第76号  | 電気事業再編成令 | 昭和25年政令第342号                                                                                            |
| 日本発送電株式会社法 | 昭和13年法律第77号  | 電気事業再編成令第3項の規定により昭和26年10月1日又は日本発送電株式会社の解散の登記の日のいずれか早い日に失効。                         | 電気事業再編成令第3項の規定により昭和26年10月1日又は日本発送電株式会社の解散の登記の日のいずれか早い日に失効。 |
| 電力管理ニ伴フ社債処理ニ関スル法律 | 昭和13年法律第78号  | 電気事業再編成令第3項の規定により昭和26年10月1日又は日本発送電株式会社の解散の登記の日のいずれか早い日に失効。                         | 電気事業再編成令第3項の規定により昭和26年10月1日又は日本発送電株式会社の解散の登記の日のいずれか早い日に失効。 |
| 北支那開発株式会社法 | 昭和13年法律第81号  | 実効性喪失 | 実効性喪失 |
| 中支那振興株式会社法 | 昭和13年法律第82号  | 実効性喪失 | 実効性喪失 |
| 今次ノ戦争ニ際シ召集中ノ者ノ選挙権及被選挙権等ニ関スル法律 ［旧名称：支那事変ニ際シ召集中ノ者ノ選挙権及被選挙権等ニ関スル法律, 大東亜戦争ニ際シ召集中ノ者ノ選挙権及被選挙権等ニ関スル法律］                                                             | 昭和13年法律第84号  | 衆議院議員選挙法第十二条の特例等に関する法律                                                                                           | 昭和22年法律第2号                                                                                              |
| 臨時通貨法 | 昭和13年法律第86号  | 通貨の単位及び貨幣の発行等に関する法律                                                                                                 | 昭和62年法律第42号                                                                                             |
| 本邦内ニ於テ募集シタル外国債ノ待遇ニ関スル法律 | 昭和13年法律第87号  | 昭和二十年勅令第五百四十二号「ポツダム」宣言ノ受諾ニ伴ヒ発スル命令ニ関スル件ニ基ク外貨債処理法等ノ廃止及外国為替管理法等中改正ノ件     | 昭和20年大蔵省令第101号                                                                                        |
| 昭和十四年度一般会計歳出ノ財源ニ充ツル為公債発行ニ関スル法律 | 昭和14年法律第2号   | 行政事務の簡素合理化に伴う関係法律の整理及び適用対象の消滅等による法律の廃止に関する法律                                               | 昭和57年法律第69号                                                                                             |
| 名古屋帝国大学創設ニ伴フ帝国大学特別会計及官立大学特別会計ノ関渉ニ関スル法律 | 昭和14年法律第5号   | 大蔵省関係法令の整理に関する法律 | 昭和29年法律第121号                                                                                            |
| 農業再保険特別会計法 | 昭和14年法律第6号   | 農業共済再保険特別会計法 | 昭和19年法律第11号                                                                                             |
| 満洲国ニ於ケル領事官ノ裁判ノ廃止ニ関スル法律 | 昭和14年法律第10号  | 実効性喪失 | 実効性喪失 |
| 人事調停法 | 昭和14年法律第11号  | 家事審判法施行法 | 昭和22年法律第153号                                                                                            |
| 林業種苗法 | 昭和14年法律第16号  | 林業種苗法 | 昭和45年法律第89号                                                                                             |
| 朝鮮鉄道株式会社所属金泉慶北安東間鉄道買収ノ為公債発行ニ関スル法律 | 昭和14年法律第21号  | 行政事務の簡素合理化に伴う関係法律の整理及び適用対象の消滅等による法律の廃止に関する法律                                               | 昭和57年法律第69号                                                                                             |
| 青年学校教育費国庫補助法 | 昭和14年法律第22号  | 学校教育法 | 昭和22年法律第26号                                                                                             |
| 軍用資源秘密保護法 | 昭和14年法律第25号  | 昭和二十年勅令第五百四十二号「ポツダム」宣言ノ受諾ニ伴ヒ発スル命令ニ関スル件ニ基ク国防保安法廃止等ニ関スル件                           | 昭和20年勅令第568号                                                                                            |
| 酪農業調整法 | 昭和14年法律第27号  | 酪農業調整法を廃止する法律 | 昭和24年法律第180号                                                                                            |
| 昭和十四年度一般会計歳出ノ財源ニ充ツル為公債追加発行ニ関スル法律 | 昭和14年法律第29号  | 行政事務の簡素合理化に伴う関係法律の整理及び適用対象の消滅等による法律の廃止に関する法律                                               | 昭和57年法律第69号                                                                                             |
| 今次ノ戦争ニ関スル特別賜金トシテ交付スル為公債発行ニ関スル法律 | 昭和14年法律第31号  | 行政事務の簡素合理化に伴う関係法律の整理及び適用対象の消滅等による法律の廃止に関する法律                                               | 昭和57年法律第69号                                                                                             |
| 台湾食糧管理特別会計法 ［旧名称：台湾米穀移出管理特別会計法］ | 昭和14年法律第35号  | 政府出資特別会計法外二十一法令の廃止等に関する法律                                                                                     | 昭和21年法律第21号                                                                                             |
| 軍用自動車検査法 | 昭和14年法律第36号  | 昭和二十年勅令第五百四十二号「ポツダム」宣言ノ受諾ニ伴ヒ発スル命令ニ関スル件ニ基ク軍事特別措置法廃止等ニ関スル件                       | 昭和20年勅令第604号                                                                                            |
| 競馬法ノ臨時特例ニ関スル法律 | 昭和14年法律第38号  | 競馬法 | 昭和23年法律第158号                                                                                            |
| 災害被害者ニ対スル租税ノ減免、徴収猶予等ニ関スル法律 | 昭和14年法律第39号  | 災害被害者に対する租税の減免、徴収猶予等に関する法律                                                                                   | 昭和22年法律第175号                                                                                            |
| 保険業法 | 昭和14年法律第41号  | 保険業法 | 平成7年法律第105号                                                                                             |
| 司法保護事業法 | 昭和14年法律第42号  | 更生緊急保護法 | 昭和25年法律第203号                                                                                            |
| 国境取締法 | 昭和14年法律第52号  | 実効性喪失 | 実効性喪失 |
| 臨時陸軍材料資金特別会計法 | 昭和14年法律第54号  | 大蔵省関係法令の整理に関する法律 | 昭和29年法律第121号                                                                                            |
| 朝鮮銀行券及台湾銀行券ノ保証発行限度ノ臨時拡張ニ関スル法律 | 昭和14年法律第59号  | 朝鮮銀行法及台湾銀行法ノ臨時特例ニ関スル法律                                                                                           | 昭和16年法律第15号                                                                                             |
| 映画法 | 昭和14年法律第66号  | 映画法廃止法律 | 昭和20年法律第61号                                                                                             |
| 著作権ニ関スル仲介業務ニ関スル法律 〔通称：仲介業務法〕 | 昭和14年法律第67号  | 著作権等管理事業法 | 平成12年法律第131号                                                                                            |
| 海運組合法 | 昭和14年法律第69号  | 海運組合法を廃止する法律 | 昭和22年法律第94号                                                                                             |
| 造船事業法 | 昭和14年法律第70号  | 造船事業法を廃止する法律 | 昭和22年法律第177号                                                                                            |
| 船舶建造融資補給及損失補償法 | 昭和14年法律第71号  | 外航船舶建造融資利子補給臨時措置法 | 昭和28年法律第1号                                                                                              |
| 職員健康保険法 | 昭和14年法律第72号  | 健康保険法中改正法律 | 昭和17年法律第38号                                                                                             |
| 種馬統制法 | 昭和14年法律第75号  | 種畜法 | 昭和23年法律第155号                                                                                            |
| 軍馬資源保護法 | 昭和14年法律第76号  | 昭和二十年勅令第五百四十二号「ポツダム」宣言ノ受諾ニ伴ヒ発スル命令ニ関スル件ニ基ク軍馬資源保護法廃止等ニ関スル件                       | 昭和20年勅令第643号                                                                                            |
| 宗教団体法 | 昭和14年法律第77号  | 昭和二十年勅令第五百四十二号「ポツダム」宣言ノ受諾ニ伴ヒ発スル命令ニ関スル件ニ基ク宗教団体法等廃止ノ件                                 | 昭和20年勅令第718号                                                                                            |
| 寺院等ニ無償ニテ貸付シアル国有財産ノ処分ニ関スル法律 | 昭和14年法律第78号  | 社寺等に無償で貸し付けてある国有財産の処分に関する法律                                                                                 | 昭和22年法律第53号                                                                                             |
| 米穀配給統制法 | 昭和14年法律第81号  | 食糧管理法 | 昭和17年法律第40号                                                                                             |
| 帝国鉱業開発株式会社法 | 昭和14年法律第82号  | 行政事務の簡素合理化に伴う関係法律の整理及び適用対象の消滅等による法律の廃止に関する法律                                               | 昭和57年法律第69号                                                                                             |
| 大日本航空株式会社法 | 昭和14年法律第84号  | 大日本航空株式会社法廃止法律 | 昭和20年法律第62号                                                                                             |
| 青年学校令ニ依リ就学セシメラルベキ者ノ就業時間ニ関スル法律 | 昭和14年法律第87号  | 労働基準法 | 昭和22年法律第49号                                                                                             |
| 軽金属製造事業法 | 昭和14年法律第88号  | 石油業法外十三法律廃止法律 | 昭和20年法律第49号                                                                                             |
| 委託又ハ郵便ニ依ル戸籍届出ニ関スル法律 | 昭和15年法律第4号   | 戸籍法 | 昭和22年法律第224号                                                                                            |
| 昭和十五年度一般会計歳出ノ財源ニ充ツル為公債発行ニ関スル法律 | 昭和15年法律第6号   | 行政事務の簡素合理化に伴う関係法律の整理及び適用対象の消滅等による法律の廃止に関する法律                                               | 昭和57年法律第69号                                                                                             |
| 造幣局ノ東京出張所ノ庁舎、工場其ノ他ノ建物及其ノ附属設備ノ新営拡張ニ要スル経費ニ関スル法律 | 昭和15年法律第7号   | 大蔵省関係法令の整理に関する法律 | 昭和29年法律第121号                                                                                            |
| 政府出資特別会計法 | 昭和15年法律第10号  | 政府出資特別会計法外二十一法令の廃止等に関する法律                                                                                     | 昭和21年法律第21号                                                                                             |
| 陸軍航空工廠資金特別会計法 | 昭和15年法律第11号  | 国有財産整理資金特別会計法外三法律ノ廃止ニ関スル法律                                                                                   | 昭和19年法律第15号                                                                                             |
| 職員健康保険特別会計法 | 昭和15年法律第12号  | 教育基金特別会計法外二十三法律ノ廃止ニ関スル法律                                                                                       | 昭和18年法律第74号                                                                                             |
| 船員保険特別会計法 | 昭和15年法律第13号  | 厚生保険特別会計法 | 昭和19年法律第10号                                                                                             |
| 船員保険事業ノ経営ニ伴フ関係各会計間ノ分担及関渉ニ関スル法律 | 昭和15年法律第14号  | 政府出資特別会計法外二十一法令の廃止等に関する法律                                                                                     | 昭和21年法律第21号                                                                                             |
| 義務教育費国庫負担法 | 昭和15年法律第22号  | 市町村立学校職員給与負担法の一部を改正する法律                                                                                         | 昭和26年法律第86号                                                                                             |
| 所得税法 | 昭和15年法律第24号  | 所得税法 | 昭和22年法律第27号                                                                                             |
| 法人税法 | 昭和15年法律第25号  | 法人税法 | 昭和22年法律第28号                                                                                             |
| 特別法人税法 | 昭和15年法律第26号  | 所得税法の一部を改正する等の法律 | 昭和23年法律第107号                                                                                            |
| 配当利子特別税法 | 昭和15年法律第27号  | 所得税法の一部を改正する等の法律 | 昭和21年法律第14号                                                                                             |
| 建築税法 | 昭和15年法律第30号  | 所得税法の一部を改正する等の法律 | 昭和21年法律第14号                                                                                             |
| 鉱区税法 | 昭和15年法律第31号  | 特別法人税法の一部を改正する等の法律                                                                                                   | 昭和22年法律第29号                                                                                             |
| 営業税法 | 昭和15年法律第33号  | 特別法人税法の一部を改正する等の法律                                                                                                   | 昭和22年法律第29号                                                                                             |
| 酒税法 | 昭和15年法律第35号  | 酒税法 | 昭和28年法律第6号                                                                                              |
| 物品税法 | 昭和15年法律第40号  | 物品税法 | 昭和37年法律第48号                                                                                             |
| 遊興飲食税法 | 昭和15年法律第41号  | 特別法人税法の一部を改正する等の法律                                                                                                   | 昭和22年法律第29号                                                                                             |
| 通行税法 | 昭和15年法律第43号  | 消費税法 | 昭和63年法律第108号                                                                                            |
| 入場税法 | 昭和15年法律第44号  | 地方税法 | 昭和23年法律第110号                                                                                            |
| 所得税法人税内外地関渉法 | 昭和15年法律第55号  | 所得税法の一部を改正する等の法律 | 昭和21年法律第14号                                                                                             |
| 地方税法 | 昭和15年法律第60号  | 地方税法 | 昭和23年法律第110号                                                                                            |
| 地方分与税法 | 昭和15年法律第61号  | 地方分与税法 | 昭和22年法律第33号                                                                                             |
| 地方配付税配付金特別会計法 ［旧名称：地方分与税分与金特別会計法］ | 昭和15年法律第67号  | 地方交付税法 | 昭和25年法律第211号                                                                                            |
| 昭和十五年度一般会計歳出ノ財源ニ充ツル為公債追加発行ニ関スル法律 | 昭和15年法律第68号  | 行政事務の簡素合理化に伴う関係法律の整理及び適用対象の消滅等による法律の廃止に関する法律                                               | 昭和57年法律第69号                                                                                             |
| 今次ノ戦争ニ関スル一時賜金トシテ交付スル為公債発行ニ関スル法律 ［旧名称：支那事変ニ関スル一時賜金トシテ交付スル為公債発行ニ関スル法律, 大東亜戦争ニ関スル一時賜金トシテ交付スル為公債発行ニ関スル法律］                                                 | 昭和15年法律第69号  | 行政事務の簡素合理化に伴う関係法律の整理及び適用対象の消滅等による法律の廃止に関する法律                                               | 昭和57年法律第69号                                                                                             |
| 損害保険国営再保険法 | 昭和15年法律第71号  | 損害保険中央会法 | 昭和20年法律第12号                                                                                             |
| 損害保険国営再保険特別会計法 | 昭和15年法律第72号  | 損害保険中央会法 | 昭和20年法律第12号                                                                                             |
| 薪炭需給調節特別会計法 ［旧名称：木炭需給調節特別会計法］ | 昭和15年法律第73号  | 薪炭需給調節特別会計法 | 昭和22年法律第147号                                                                                            |
| 神宮関係特別都市計画法 | 昭和15年法律第75号  | 特別都市計画法 | 昭和21年法律第19号                                                                                             |
| 陸軍作業会計法、陸軍航空工廠資金特別会計法及海軍工廠資金会計法ノ臨時特例ニ関スル法律 | 昭和15年法律第79号  | 陸軍作業会計法、陸軍航空工廠資金特別会計法及海軍工廠資金会計法ノ臨時特例ニ関スル法律                                                   | 昭和17年法律第23号                                                                                             |
| 金華山軌道株式会社及朝倉軌道株式会社所属軌道ノ経営廃止ニ対スル補償ノ為公債発行ニ関スル法律 | 昭和15年法律第84号  | 行政事務の簡素合理化に伴う関係法律の整理及び適用対象の消滅等による法律の廃止に関する法律                                               | 昭和57年法律第69号                                                                                             |
| 樺太鉄道株式会社所属鉄道買収ノ為公債発行ニ関スル法律 | 昭和15年法律第85号  | 行政事務の簡素合理化に伴う関係法律の整理及び適用対象の消滅等による法律の廃止に関する法律                                               | 昭和57年法律第69号                                                                                             |
| 輸出資金及輸出品製造資金融通損失補償法 | 昭和15年法律第86号  | 教育基金特別会計法外二十三法律ノ廃止ニ関スル法律                                                                                       | 昭和18年法律第74号                                                                                             |
| 装蹄師法 | 昭和15年法律第89号  | 許可、認可等の整理に関する法律 | 昭和45年法律第111号                                                                                            |
| 獣医師法等ノ臨時特例ニ関スル法律 | 昭和15年法律第92号  | 獣医師法 | 昭和24年法律第186号                                                                                            |
| 輸出毛織物取締法 | 昭和15年法律第95号  | 輸出品取締法 | 昭和23年法律第153号                                                                                            |
| 有機合成事業法 | 昭和15年法律第96号  | 石油業法外十三法律廃止法律 | 昭和20年法律第49号                                                                                             |
| 農産物検査法 | 昭和15年法律第98号  | 食糧管理法 | 昭和17年法律第40号                                                                                             |
| 日本輸出農産物株式会社法 | 昭和15年法律第100号 | 重要肥料業統制法等を廃止する法律 | 昭和22年法律第134号                                                                                            |
| 日本肥料株式会社法 | 昭和15年法律第101号 | 肥料配給公団令 | 昭和22年勅令第171号                                                                                            |
| 石炭及コークス配給統制法 ［旧名称：石炭配給統制法］ | 昭和15年法律第104号 | 配炭公団法 | 昭和22年法律第56号                                                                                             |
| 国民体力法 | 昭和15年法律第105号 | 厚生省関係法令の整理に関する法律 | 昭和29年法律第136号                                                                                            |
| 国民優生法 | 昭和15年法律第107号 | 優生保護法 | 昭和23年法律第156号                                                                                            |
| 家屋税法 | 昭和15年法律第108号 | 特別法人税法の一部を改正する等の法律                                                                                                   | 昭和22年法律第29号                                                                                             |

### 1941年～1950年
| 法律名 | 法令番号            | 廃止根拠法令名 | 法令番号                                                                          |
| --- | ------------------- | --- | --------------------------------------------------------------------------------- |
| 商工会議所法第十四条ノ臨時特例ニ関スル法律 | 昭和16年法律第3号   | 通商産業省関係法令の整理に関する法律                                                                                               | 昭和29年法律第138号                                                               |
| 衆議院議員ノ任期延長ニ関スル法律 | 昭和16年法律第4号   | 自治庁関係法令の整理に関する法律                                                                                                   | 昭和29年法律第82号                                                                |
| 府県会議員、市町村会議員等ノ任期延長ニ関スル法律 | 昭和16年法律第5号   | 自治庁関係法令の整理に関する法律                                                                                                   | 昭和29年法律第82号                                                                |
| 兌換銀行券条例ノ臨時特例ニ関スル法律 | 昭和16年法律第14号  | 日本銀行法 | 昭和17年法律第67号                                                                |
| 朝鮮銀行法及台湾銀行法ノ臨時特例ニ関スル法律 | 昭和16年法律第15号  | 行政事務の簡素合理化に伴う関係法律の整理及び適用対象の消滅等による法律の廃止に関する法律                                           | 昭和57年法律第69号                                                                |
| 昭和十六年度一般会計歳出ノ財源ニ充ツル為公債発行ニ関スル法律 | 昭和16年法律第23号  | 行政事務の簡素合理化に伴う関係法律の整理及び適用対象の消滅等による法律の廃止に関する法律                                           | 昭和57年法律第69号                                                                |
| 関東局、台湾総督府及南洋庁ノ各特別会計ニ於ケル簡易生命保険及郵便年金ノ事務ノ取扱ニ関スル経費等ニ関スル法律 ［旧名称：関東局、台湾総督府、樺太庁及南洋庁ノ各特別会計ニ於ケル簡易生命保険及郵便年金ノ事務ノ取扱ニ関スル経費等ニ関スル法律］ | 昭和16年法律第28号  | 簡易生命保険特別会計法 | 昭和19年法律第12号                                                                |
| 昭和十六年度一般会計歳出ノ財源ニ充ツル為公債追加発行ニ関スル法律 | 昭和16年法律第31号  | 行政事務の簡素合理化に伴う関係法律の整理及び適用対象の消滅等による法律の廃止に関する法律                                           | 昭和57年法律第69号                                                                |
| 医療保護法 | 昭和16年法律第36号  | 生活保護法 | 昭和21年法律第17号                                                                |
| 国民更生金庫法 | 昭和16年法律第42号  | 中央省庁等改革関係法施行法 | 平成11年法律第160号                                                               |
| 住宅営団法 | 昭和16年法律第46号  | 住宅営団法を廃止する等の法律 | 昭和24年法律第231号                                                               |
| 貸家組合法 | 昭和16年法律第47号  | 許可、認可等の整理に関する法律 | 昭和53年法律第54号                                                                |
| 国民労務手帳法 | 昭和16年法律第48号  | 入営者職業保障法及国民労務手帳法廃止法律                                                                                           | 昭和21年法律第1号                                                                 |
| 国防保安法 | 昭和16年法律第49号  | 昭和二十年勅令第五百四十二号「ポツダム」宣言ノ受諾ニ伴ヒ発スル命令ニ関スル件ニ基ク国防保安法廃止等ニ関スル件                       | 昭和20年勅令第568号                                                               |
| 樺太開発株式会社法 | 昭和16年法律第50号  | 実効性喪失 | 実効性喪失                                                                        |
| 帝都高速度交通営団法 | 昭和16年法律第51号  | 東京地下鉄株式会社法 | 平成14年法律第188号                                                               |
| 富士身延鉄道株式会社及白棚鉄道株式会社所属鉄道買収ニ関スル法律 | 昭和16年法律第52号  | 行政事務の簡素合理化に伴う関係法律の整理及び適用対象の消滅等による法律の廃止に関する法律                                           | 昭和57年法律第69号                                                                |
| 治安維持法 | 昭和16年法律第54号  | 昭和16年法律第54号:昭和二十年勅令第五百四十二号「ポツダム」宣言ノ受諾ニ伴ヒ発スル命令ニ関スル件ニ基ク治安維持法廃止等ノ件          | 昭和20年勅令第575号                                                               |
| 厚生年金保険法 〔通称：厚生年金法〕［旧名称：労働者年金保険法］ | 昭和16年法律第60号  | 厚生年金保険法 | 昭和29年法律第115号                                                               |
| 国民貯蓄組合法 | 昭和16年法律第64号  | 所得税法の一部を改正する法律 | 昭和38年法律第66号                                                                |
| 農地開発法 | 昭和16年法律第65号  | 土地改良法施行法第23条の規定により失効。                                                                                           | 土地改良法施行法第23条の規定により失効。                                          |
| 木材統制法 | 昭和16年法律第66号  | 林業会法 | 昭和21年法律第35号                                                                |
| 蚕糸業統制法 | 昭和16年法律第67号  | 蚕糸業法 | 昭和20年法律第57号                                                                |
| 東亜海運株式会社法 | 昭和16年法律第68号  | 昭和二十年勅令第五百四十二号ポツダム宣言の受諾に伴ひ発する命令に関する件に基く東亜海運株式会社の解散に関する勅令                   | 昭和21年勅令第563号                                                               |
| 帝国石油株式会社法 | 昭和16年法律第73号  | 帝国石油株式会社法を廃止する法律                                                                                                   | 昭和25年法律第91号                                                                |
| 船舶保護法 | 昭和16年法律第74号  | 昭和二十年勅令第五百四十二号ポツダム宣言の受諾に伴ひ発する命令に関する件に基く船舶保護法の廃止等に関する勅令                       | 昭和21年勅令第562号                                                               |
| 留萠鉄道株式会社及新潟臨港開発株式会社所属鉄道買収ノ為公債発行ニ関スル法律 | 昭和16年法律第81号  | 行政事務の簡素合理化に伴う関係法律の整理及び適用対象の消滅等による法律の廃止に関する法律                                           | 昭和57年法律第69号                                                                |
| 田名部運輸軌道株式会社所属軌道ノ経営廃止ニ対スル補償ノ為公債発行ニ関スル法律 | 昭和16年法律第82号  | 行政事務の簡素合理化に伴う関係法律の整理及び適用対象の消滅等による法律の廃止に関する法律                                           | 昭和57年法律第69号                                                                |
| 外国為替管理法 | 昭和16年法律第83号  | 外国為替及び外国貿易法 | 昭和24年法律第228号                                                               |
| 重要機械製造事業法 | 昭和16年法律第86号  | 石油業法外十三法律廃止法律 | 昭和20年法律第49号                                                                |
| 鉄ノ輸入税免除ニ関スル法律 | 昭和16年法律第87号  | 関税定率法の一部を改正する法律 | 昭和26年法律第110号                                                               |
| 産業設備営団法 | 昭和16年法律第92号  | 産業復興営団法 | 昭和21年法律第46号                                                                |
| 台湾米穀移出管理特別会計法ノ特例ニ関スル法律 | 昭和16年法律第94号  | 作業会計法外十法律中改正法律 | 昭和19年法律第14号                                                                |
| 戦争保険臨時措置法 | 昭和16年法律第96号  | 戦時特殊損害保険法 | 昭和19年法律第18号                                                                |
| 言論、出版、集会、結社等臨時取締法 | 昭和16年法律第97号  | 昭和二十年勅令第五百四十二号「ポツダム」宣言ノ受諾ニ伴ヒ発スル命令ニ関スル件ニ基ク国防保安法廃止等ニ関スル件                       | 昭和20年勅令第568号                                                               |
| 戦時犯罪処罰ノ特例ニ関スル法律 | 昭和16年法律第98号  | 戦時刑事特別法 | 昭和17年法律第64号                                                                |
| 敵産管理法 | 昭和16年法律第99号  | 昭和二十年勅令第五百四十二号「ポツダム」宣言ノ受諾ニ伴ヒ発スル命令ニ関スル件ニ基ク外貨債処理法等ノ廃止及外国為替管理法等中改正ノ件 | 昭和20年大蔵省令第101号                                                           |
| 昭和十七年度一般会計歳出ノ財源ニ充ツル為公債発行ニ関スル法律 | 昭和17年法律第2号   | 行政事務の簡素合理化に伴う関係法律の整理及び適用対象の消滅等による法律の廃止に関する法律                                           | 昭和57年法律第69号                                                                |
| 兵器等製造事業特別助成法 | 昭和17年法律第8号   | 昭和二十年勅令第五百四十二号「ポツダム」宣言ノ受諾ニ伴ヒ発スル命令ニ関スル件ニ基ク兵役法廃止等ニ関スル件                           | 昭和20年勅令第634号                                                               |
| 会計法戦時特例 | 昭和17年法律第10号  | 会計法戦時特例廃止等に関する法律                                                                                                   | 昭和21年法律第58号                                                                |
| 社債等登録法 | 昭和17年法律第11号  | 証券決済制度等の改革による証券市場の整備のための関係法律の整備等に関する法律                                                       | 平成14年法律第65号                                                                |
| 国家総動員法第十八条ノ規定ニ依ル法人等ヲシテ行政官庁ノ職権ヲ行ハシムルコトニ関スル法律 | 昭和17年法律第15号  | 石油業法外十三法律廃止法律 | 昭和20年法律第49号                                                                |
| 退役将校ノ予備役復帰ニ関スル法律 | 昭和17年法律第17号  | 昭和二十年勅令第五百四十二号「ポツダム」宣言ノ受諾ニ伴ヒ発スル命令ニ関スル件ニ基ク昭和十三年法律第三十号廃止等ニ関スル件           | 昭和20年勅令第653号                                                               |
| 獣医師法第二条ノ臨時特例ニ関スル法律 | 昭和17年法律第18号  | 獣医師法 | 昭和24年法律第186号                                                               |
| 陸軍作業会計法、陸軍航空工廠資金特別会計法及海軍工廠資金会計法ノ臨時特例ニ関スル法律 | 昭和17年法律第23号  | 政府出資特別会計法外二十一法令の廃止等に関する法律                                                                                 | 昭和21年法律第21号                                                                |
| 高等商船学校及商船学校ノ移管ニ伴フ一般会計及学校及図書館特別会計ノ関渉ニ関スル法律 | 昭和17年法律第25号  | 学校特別会計法 | 昭和19年法律第9号                                                                 |
| 薪炭需給調節特別会計据置運転資本臨時補足ニ関スル法律 ［旧名称：木炭需給調節特別会計据置運転資本臨時補足ニ関スル法律］ | 昭和17年法律第27号  | 薪炭需給調節特別会計法 | 昭和22年法律第147号                                                               |
| 労働者年金保険特別会計法 | 昭和17年法律第29号  | 厚生保険特別会計法 | 昭和19年法律第10号                                                                |
| 戦時金融金庫法 | 昭和17年法律第32号  | 中央省庁等改革関係法施行法 | 平成11年法律第160号                                                               |
| 南方開発金庫法 | 昭和17年法律第33号  | 実効性喪失 | 実効性喪失                                                                        |
| 食糧管理法 〔通称：食管法〕 | 昭和17年法律第40号  | 主要食糧の需給及び価格の安定に関する法律                                                                                           | 平成6年法律第113号                                                                |
| 税務代理士法 | 昭和17年法律第46号  | 税理士法 | 昭和26年法律第237号                                                               |
| 電気瓦斯税法 | 昭和17年法律第58号  | 所得税法の一部を改正する等の法律                                                                                                   | 昭和21年法律第14号                                                                |
| 広告税法 | 昭和17年法律第59号  | 所得税法の一部を改正する等の法律                                                                                                   | 昭和21年法律第14号                                                                |
| 馬券税法 | 昭和17年法律第60号  | 競馬法 | 昭和23年法律第158号                                                               |
| 裁判所構成法戦時特例 | 昭和17年法律第62号  | 裁判所構成法戦時特例廃止法律 | 昭和20年法律第45号                                                                |
| 戦時民事特別法 | 昭和17年法律第63号  | 戦時民事特別法廃止法律 | 昭和20年法律第46号                                                                |
| 戦時刑事特別法 | 昭和17年法律第64号  | 戦時刑事特別法廃止法律 | 昭和20年法律第47号                                                                |
| 戦時ニ於ケル領事官ノ裁判ノ特例ニ関スル法律 | 昭和17年法律第65号  | 実効性喪失 | 実効性喪失                                                                        |
| 日本銀行法 〔通称：日銀法〕 | 昭和17年法律第67号  | 日本銀行法 | 平成9年法律第89号                                                                 |
| 重要物資管理営団法 | 昭和17年法律第69号  | 交易営団法 | 昭和18年法律第26号                                                                |
| 国民医療法 | 昭和17年法律第70号  | 医師法 | 昭和23年法律第201号                                                               |
| 戦時災害保護法 | 昭和17年法律第71号  | 生活保護法 | 昭和21年法律第17号                                                                |
| 戦時災害国税減免法 | 昭和17年法律第73号  | 所得税法の一部を改正する等の法律                                                                                                   | 昭和21年法律第14号                                                                |
| 所得税等ノ日満二重課税防止ニ関スル法律 | 昭和17年法律第74号  | 所得税法の一部を改正する等の法律                                                                                                   | 昭和21年法律第14号                                                                |
| 小形船舶乗組員手帳法 | 昭和17年法律第83号  | 船員法 | 昭和22年法律第100号                                                               |
| 戦争死亡傷害保険法 | 昭和18年法律第7号   | 戦争死亡傷害保険法及戦時特殊損害保険法廃止等ニ関スル法律                                                                           | 昭和20年法律第63号                                                                |
| 昭和十八年度一般会計歳出ノ財源ニ充ツル為公債発行ニ関スル法律 | 昭和18年法律第9号   | 行政事務の簡素合理化に伴う関係法律の整理及び適用対象の消滅等による法律の廃止に関する法律                                           | 昭和57年法律第69号                                                                |
| 営繕用品資金特別会計法 | 昭和18年法律第12号  | 政府出資特別会計法外二十一法令の廃止等に関する法律                                                                                 | 昭和21年法律第21号                                                                |
| 造幣庁ノ資金ニ関スル法律 | 昭和18年法律第13号  | 大蔵省関係法令の整理に関する法律                                                                                                   | 昭和29年法律第121号                                                               |
| 燃料局特別会計法 | 昭和18年法律第16号  | アルコール専売事業特別会計法 | 昭和22年法律第39号                                                                |
| 通信事業特別会計ニ於ケル簡易生命保険及郵便年金ノ事務ノ取扱ニ要スル経費等ニ関スル法律 | 昭和18年法律第17号  | 簡易生命保険特別会計法 | 昭和19年法律第12号                                                                |
| 朝鮮簡易生命保険及郵便年金特別会計法 | 昭和18年法律第18号  | 政府出資特別会計法外二十一法令の廃止等に関する法律                                                                                 | 昭和21年法律第21号                                                                |
| 朝鮮郵便年金ノ事務ニ関スル郵便物ニ関スル法律 | 昭和18年法律第19号  | 実効性喪失 | 実効性喪失                                                                        |
| 農業保険ノ保険料国庫負担金等ノ交付及分担等ニ関スル法律 | 昭和18年法律第22号  | 農業保険法 | 昭和22年法律第185号                                                               |
| 樺太内地行政一元化ニ伴フ樺太庁特別会計ト他ノ会計トノ関渉ニ関スル法律 | 昭和18年法律第23号  | 大蔵省関係法令の整理に関する法律                                                                                                   | 昭和29年法律第121号                                                               |
| 北海道鉄道株式会社所属鉄道外十一鉄道買収ノ為公債発行ニ関スル法律 | 昭和18年法律第24号  | 行政事務の簡素合理化に伴う関係法律の整理及び適用対象の消滅等による法律の廃止に関する法律                                           | 昭和57年法律第69号                                                                |
| 多獅島鉄道株式会社所属新義州南市間鉄道買収ノ為公債発行ニ関スル法律 | 昭和18年法律第25号  | 行政事務の簡素合理化に伴う関係法律の整理及び適用対象の消滅等による法律の廃止に関する法律                                           | 昭和57年法律第69号                                                                |
| 交易営団法 | 昭和18年法律第26号  | 産業設備営団法及び交易営団法を廃止する等の法律                                                                                     | 昭和24年法律第232号                                                               |
| 木船保険法 | 昭和18年法律第39号  | 木船再保険法 | 昭和28年法律第65号                                                                |
| 俘虜処罰法 | 昭和18年法律第41号  | 昭和二十年勅令第五百四十二号「ポツダム」宣言ノ受諾ニ伴ヒ発スル命令ニ関スル件ニ基ク軍事特別措置法廃止等ニ関スル件                   | 昭和20年勅令第604号                                                               |
| 銀行等ノ事務ノ簡素化ニ関スル法律 | 昭和18年法律第42号  | 会社法の施行に伴う関係法律の整備等に関する法律                                                                                     | 平成17年法律第87号                                                                |
| 日本証券取引所法 | 昭和18年法律第44号  | 日本証券取引所の解散等に関する法律                                                                                                 | 昭和22年法律第21号                                                                |
| 市街地信用組合法 | 昭和18年法律第45号  | 中小企業等協同組合法施行法 | 昭和24年法律第182号                                                               |
| 農業団体法 | 昭和18年法律第46号  | 農業協同組合法の制定に伴う農業団体の整理等に関する法律                                                                             | 昭和22年法律第133号                                                               |
| 水産業団体法 | 昭和18年法律第47号  | 水産業協同組合法の制定に伴う水産業団体の整理等に関する法律                                                                         | 昭和23年法律第243号                                                               |
| 薬事法 | 昭和18年法律第48号  | 薬事法 | 昭和23年法律第197号                                                               |
| 石油専売法 | 昭和18年法律第50号  | 石油業法外十三法律廃止法律 | 昭和20年法律第49号                                                                |
| 日満地方税徴収事務共助法 | 昭和18年法律第51号  | 地方税法及び地方分与税法の一部を改正する法律                                                                                       | 昭和21年法律第16号                                                                |
| 商工経済会法 | 昭和18年法律第52号  | 商工経済会法を廃止する法律 | 昭和21年法律第23号                                                                |
| 商工組合法 | 昭和18年法律第53号  | 商工協同組合法 | 昭和21年法律第51号                                                                |
| 在満日本人ノ身分ニ関スル満洲国裁判ノ効力ニ関スル法律 | 昭和18年法律第56号  | 実効性喪失 | 実効性喪失                                                                        |
| 外貨債処理法 | 昭和18年法律第60号  | 昭和二十年勅令第五百四十二号「ポツダム」宣言ノ受諾ニ伴ヒ発スル命令ニ関スル件ニ基ク外貨債処理法等ノ廃止及外国為替管理法等中改正ノ件 | 昭和20年大蔵省令第101号                                                           |
| 納税施設法 | 昭和18年法律第64号  | 所得税法の一部を改正する等の法律                                                                                                   | 昭和22年法律第142号                                                               |
| 特別行為税法 | 昭和18年法律第71号  | 所得税法の一部を改正する等の法律                                                                                                   | 昭和21年法律第14号                                                                |
| 輸出スル物品ニ対スル内国税免除又ハ交付金交付ノ停止等ニ関スル法律 | 昭和18年法律第72号  | 所得税法の一部を改正する等の法律                                                                                                   | 昭和21年法律第14号                                                                |
| 戦時行政特例法 | 昭和18年法律第75号  | 石油業法外十三法律廃止法律 | 昭和20年法律第49号                                                                |
| 許可認可等臨時措置法 | 昭和18年法律第76号  | 行政事務に関する国と地方の関係等の整理及び合理化に関する法律                                                                       | 平成3年法律第79号                                                                 |
| 為替交易調整特別会計設置等為替交易調整法 | 昭和18年法律第84号  | 公債金特別会計法外四法律の廃止等に関する法律                                                                                       | 昭和22年法律第42号                                                                |
| 特殊財産資金特別会計法 | 昭和18年法律第86号  | 公債金特別会計法外四法律の廃止等に関する法律                                                                                       | 昭和22年法律第42号                                                                |
| 東京都制 | 昭和18年法律第89号  | 地方自治法 | 昭和22年法律第67号                                                                |
| 道府県会議員等ノ任期延長ニ関スル法律 | 昭和18年法律第90号  | 自治庁関係法令の整理に関する法律                                                                                                   | 昭和29年法律第82号                                                                |
| 朝鮮食糧管理特別会計法 | 昭和18年法律第91号  | 政府出資特別会計法外二十一法令の廃止等に関する法律                                                                                 | 昭和21年法律第21号                                                                |
| 朝鮮ニ於ケル米穀ノ生産ヲ確保スル為ノ補給金及企業ノ整備ニ要スル経費ノ財源ニ充ツル為公債発行ニ関スル法律 | 昭和18年法律第93号  | 行政事務の簡素合理化に伴う関係法律の整理及び適用対象の消滅等による法律の廃止に関する法律                                           | 昭和57年法律第69号                                                                |
| 台湾ニ於ケル米穀ノ生産ヲ確保スル為ノ補給金ノ財源ニ充ツル為公債発行ニ関スル法律 | 昭和18年法律第94号  | 行政事務の簡素合理化に伴う関係法律の整理及び適用対象の消滅等による法律の廃止に関する法律                                           | 昭和57年法律第69号                                                                |
| 企業整備資金措置法 | 昭和18年法律第95号  | 企業整備資金措置法を廃止する等の法律                                                                                               | 昭和21年法律第49号                                                                |
| 衆議院議員ニシテ大東亜戦争ニ際シ召集中ナルニ因リ其ノ職ヲ失ヒタルモノノ補闕及復職ニ関スル法律 | 昭和18年法律第98号  | 自治庁関係法令の整理に関する法律                                                                                                   | 昭和29年法律第82号                                                                |
| 軍需会社法 | 昭和18年法律第108号 | 石油業法外十三法律廃止法律 | 昭和20年法律第49号                                                                |
| 工業所有権法戦時特例 | 昭和18年法律第109号 | 工業所有権法戦時特例を廃止する法律                                                                                                 | 昭和21年法律第50号                                                                |
| 国債関係事務簡捷化ニ関スル法律 | 昭和18年法律第111号 | 大蔵省関係法令の整理に関する法律                                                                                                   | 昭和29年法律第121号                                                               |
| 訴訟費用臨時措置法 ［旧名称：訴訟費用等臨時措置法］ | 昭和19年法律第2号   | 民事訴訟費用等に関する法律及び刑事訴訟費用等に関する法律施行法                                                                     | 昭和46年法律第42号                                                                |
| 会社等臨時措置法 | 昭和19年法律第3号   | 会社等臨時措置法等を廃止する政令                                                                                                   | 昭和23年政令第402号                                                               |
| 経済関係罰則ノ整備ニ関スル法律 | 昭和19年法律第4号   | 実効性喪失 | 実効性喪失                                                                        |
| 昭和十九年度一般会計歳出ノ財源ニ充ツル等ノ為ノ公債発行ニ関スル法律 | 昭和19年法律第8号   | 行政事務の簡素合理化に伴う関係法律の整理及び適用対象の消滅等による法律の廃止に関する法律                                           | 昭和57年法律第69号                                                                |
| 学校特別会計法 | 昭和19年法律第9号   | 公債金特別会計法外四法律の廃止等に関する法律                                                                                       | 昭和22年法律第42号                                                                |
| 厚生保険特別会計法 | 昭和19年法律第10号  | 特別会計に関する法律 | 平成19年法律第23号                                                                |
| 農業共済再保険特別会計法 ［旧名称：農業家畜再保険特別会計法］ | 昭和19年法律第11号  | 特別会計に関する法律 | 平成19年法律第23号                                                                |
| 簡易生命保険特別会計法 ［旧名称：簡易生命保険及郵便年金特別会計法］ | 昭和19年法律第12号  | 日本郵政公社法施行法 | 平成14年法律第98号                                                                |
| 台湾事業用品資金特別会計法 | 昭和19年法律第13号  | 政府出資特別会計法外二十一法令の廃止等に関する法律                                                                                 | 昭和21年法律第21号                                                                |
| 戦時喪失無記名国債証券臨時措置法 | 昭和19年法律第17号  | 大蔵省設置法の一部を改正する法律                                                                                                   | 昭和25年法律第141号                                                               |
| 戦時特殊損害保険法 | 昭和19年法律第18号  | 戦争死亡傷害保険法及戦時特殊損害保険法廃止等ニ関スル法律                                                                           | 昭和20年法律第63号                                                                |
| 朝鮮ニ於ケル裁判手続簡素化ノ為ノ国防保安法及治安維持法ノ戦時特例ニ関スル法律 | 昭和19年法律第20号  | 実効性喪失 | 実効性喪失                                                                        |
| 鉄道敷設法戦時特例 | 昭和19年法律第27号  | 鉄道敷設法戦時特例廃止法律 | 昭和20年法律第60号                                                                |
| 日本育英会法 ［旧名称：大日本育英会法］ | 昭和19年法律第30号  | 日本育英会法 | 昭和59年法律第64号                                                                |
| 国勢調査ニ関スル法律（明三五法四九）ノ昭和二十年ニ於ケル特例ニ関スル法律 | 昭和20年法律第1号   | 内閣及び総理府関係法令の整理に関する法律                                                                                           | 昭和29年法律第203号                                                               |
| 外資金庫法 | 昭和20年法律第2号   | 実効性喪失 | 実効性喪失                                                                        |
| 生命保険中央会法 | 昭和20年法律第11号  | 生命保険中央会及び損害保険中央会の保険業務に関する権利義務の承継等に関する法律                                                     | 昭和22年法律第109号                                                               |
| 損害保険中央会法 | 昭和20年法律第12号  | 生命保険中央会及び損害保険中央会の保険業務に関する権利義務の承継等に関する法律                                                     | 昭和22年法律第109号                                                               |
| 昭和二十年度一般会計歳出ノ財源ニ充ツル等ノ為ノ公債発行ニ関スル法律 | 昭和20年法律第18号  | 行政事務の簡素合理化に伴う関係法律の整理及び適用対象の消滅等による法律の廃止に関する法律                                           | 昭和57年法律第69号                                                                |
| 地方鉄道及軌道ニ於ケル納付金等ニ関スル法律 | 昭和20年法律第19号  | 日本国有鉄道法施行法 | 昭和24年法律第105号                                                               |
| 現役青年学校職員俸給費国庫補助法 | 昭和20年法律第20号  | 学校教育法 | 昭和22年法律第26号                                                                |
| 銀行法等特例法 ［旧名称：軍需金融等特別措置法］ | 昭和20年法律第21号  | 銀行法の施行に伴う関係法律の整備等に関する法律                                                                                     | 昭和56年法律第61号                                                                |
| 司法官試補及弁護士試補タル資格ノ特例ニ関スル法律 | 昭和20年法律第28号  | 実効性喪失 | 実効性喪失                                                                        |
| 軍事特別措置法 | 昭和20年法律第30号  | 昭和二十年勅令第五百四十二号「ポツダム」宣言ノ受諾ニ伴ヒ発スル命令ニ関スル件ニ基ク軍事特別措置法廃止等ニ関スル件                   | 昭和20年勅令第604号                                                               |
| 衆議院議員ノ補欠選挙等ノ一時停止ニ関スル法律 | 昭和20年法律第31号  | 自治庁関係法令の整理に関する法律                                                                                                   | 昭和29年法律第82号                                                                |
| 森林資源造成法 ［旧名称：戦時森林資源造成法］ | 昭和20年法律第35号  | 行政事務の簡素合理化に伴う関係法律の整理及び適用対象の消滅等による法律の廃止に関する法律                                           | 昭和57年法律第69号                                                                |
| 戦時緊急措置法 | 昭和20年法律第38号  | 国家総動員法及戦時緊急措置法廃止法律                                                                                               | 昭和20年法律第44号                                                                |
| 義勇兵役法 | 昭和20年法律第39号  | 昭和二十年勅令第五百四十二号「ポツダム」宣言ノ受諾ニ伴ヒ発スル命令ニ関スル件ニ基ク軍事特別措置法廃止等ニ関スル件                   | 昭和20年勅令第604号                                                               |
| 国民義勇戦闘隊員ニ関スル陸軍刑法、海軍刑法、陸軍軍法会議法及海軍軍法会議法ノ適用ニ関スル法律 | 昭和20年法律第40号  | 昭和二十年勅令第五百四十二号「ポツダム」宣言ノ受諾ニ伴ヒ発スル命令ニ関スル件ニ基ク軍事特別措置法廃止等ニ関スル件                   | 昭和20年勅令第604号                                                               |
| 衆議院議員選挙法第十条ノ特例ニ関スル法律 | 昭和20年法律第41号  | 自治庁関係法令の整理に関する法律                                                                                                   | 昭和29年法律第82号                                                                |
| 労働組合法 〔通称：労組法, 労働三法〕 | 昭和20年法律第51号  | 労働組合法 | 昭和24年法律第174号                                                               |
| 貿易資金設置ニ関スル法律 | 昭和20年法律第53号  | 貿易資金特別会計法 | 昭和21年法律第54号                                                                |
| 判事及検事ノ退職並ニ判事ノ転所ニ関スル法律 | 昭和20年法律第56号  | 行政事務の簡素合理化に伴う関係法律の整理及び適用対象の消滅等による法律の廃止に関する法律                                           | 昭和57年法律第69号                                                                |
| 蚕糸業法 | 昭和20年法律第57号  | 製糸業法及び蚕糸業法を廃止する法律                                                                                                 | 平成9年法律第64号                                                                 |
| 軍人及び軍属以外の者に交付された賜金国庫債券を無効とすることに関する法律 | 昭和21年法律第4号   | 行政事務の簡素合理化に伴う関係法律の整理及び適用対象の消滅等による法律の廃止に関する法律                                           | 昭和57年法律第69号                                                                |
| 道府県会議員等の任期延長に関する法律 | 昭和21年法律第10号  | 自治庁関係法令の整理に関する法律                                                                                                   | 昭和29年法律第82号                                                                |
| 罹災都市借地借家臨時処理法 | 昭和21年法律第13号  | 大規模な災害の被災地における借地借家に関する特別措置法                                                                             | 平成25年法律第61号                                                                |
| 租税特別措置法 〔通称：租特法〕 | 昭和21年法律第15号  | 租税特別措置法 | 昭和32年法律第26号                                                                |
| 生活保護法 | 昭和21年法律第17号  | 生活保護法 | 昭和25年法律第144号                                                               |
| 改定予算に関する法律 | 昭和21年法律第18号  | 大蔵省関係法令の整理に関する法律                                                                                                   | 昭和29年法律第121号                                                               |
| 特別都市計画法 | 昭和21年法律第19号  | 土地区画整理法施行法 | 昭和29年法律第120号                                                               |
| 帝国議会各議院の議長、副議長及び議員の手当に関する法律 | 昭和21年法律第20号  | 国会議員の歳費、旅費及び手当等に関する法律                                                                                         | 昭和22年法律第80号                                                                |
| 衆議院議員選挙人名簿等の臨時特例に関する法律 | 昭和21年法律第30号  | 公職選挙法の施行及びこれに伴う関係法令の整理等に関する法律                                                                         | 昭和25年法律第101号                                                               |
| 臨時物資需給調整法 | 昭和21年法律第32号  | 附則第2項の規定により昭和27年4月1日に失効。                                                                                        |                                                                                   |
| 復興金融金庫法 | 昭和21年法律第34号  | 日本開発銀行法 | 昭和26年法律第108号                                                               |
| 林業会法 | 昭和21年法律第35号  | 中小企業等協同組合法施行法 | 昭和24年法律第182号                                                               |
| 恩給法臨時特例 | 昭和21年法律第36号  | 恩給法臨時特例 | 昭和23年法律第190号                                                               |
| 特別和議法 | 昭和21年法律第41号  | 民事再生法 | 平成11年法律第225号                                                               |
| 自作農創設特別措置法 〔通称：自創法〕 | 昭和21年法律第43号  | 農地法施行法 | 昭和27年法律第230号                                                               |
| 農業経営基盤強化措置特別会計法 ［旧名称：自作農創設特別措置特別会計法］ | 昭和21年法律第44号  | 特別会計に関する法律 | 平成19年法律第23号                                                                |
| 産業復興営団法 | 昭和21年法律第46号  | 産業復興公団法 | 昭和22年法律第57号                                                                |
| 復興金融金庫及び産業復興営団出資払込金支弁のための公債発行に関する法律 | 昭和21年法律第47号  | 行政事務の簡素合理化に伴う関係法律の整理及び適用対象の消滅等による法律の廃止に関する法律                                           | 昭和57年法律第69号                                                                |
| 厚生年金保険法及び船員保険法特例 | 昭和21年法律第48号  | 健康保険法の一部を改正する等の法律                                                                                                 | 昭和22年法律第45号                                                                |
| 商工協同組合法 | 昭和21年法律第51号  | 中小企業等協同組合法施行法 | 昭和24年法律第182号                                                               |
| 財産税等収入金特別会計法 | 昭和21年法律第53号  | 財産税等収入金特別会計法を廃止する法律                                                                                             | 昭和27年法律第45号                                                                |
| 貿易資金特別会計法 | 昭和21年法律第54号  | 貿易資金特別会計法 | 昭和22年法律第179号                                                               |
| 帝国鉄道会計又は通信事業特別会計における昭和二十一年度の経費支弁のための借入金等に関する法律 | 昭和21年法律第55号  | 行政事務の簡素合理化に伴う関係法律の整理及び適用対象の消滅等による法律の廃止に関する法律                                           | 昭和57年法律第69号                                                                |
| 地方競馬法 | 昭和21年法律第57号  | 競馬法 | 昭和23年法律第158号                                                               |
| 議院法の特例に関する法律 | 昭和21年法律第59号  | 内閣及び総理府関係法令の整理に関する法律                                                                                           | 昭和29年法律第203号                                                               |
| 政府の契約の特例に関する法律 | 昭和21年法律第60号  | 大蔵省関係法令の整理に関する法律                                                                                                   | 昭和29年法律第121号                                                               |
| 増加所得税法 | 昭和21年法律第63号  | 大蔵省関係法令の整理に関する法律                                                                                                   | 昭和29年法律第121号                                                               |
| 昭和二十一年度一般会計歳出の財源に充てるための公債発行に関する法律 | 昭和21年法律第64号  | 行政事務の簡素合理化に伴う関係法律の整理及び適用対象の消滅等による法律の廃止に関する法律                                           | 昭和57年法律第69号                                                                |
| 衆議院議員選挙法第十二条の特例等に関する法律 | 昭和22年法律第2号   | 公職選挙法の施行及びこれに伴う関係法令の整理等に関する法律                                                                         | 昭和25年法律第101号                                                               |
| 開拓者資金融通法 | 昭和22年法律第6号   | 開拓者資金に係る政府の貸付金債権の償還条件の緩和及び農林漁業金融公庫への移管等に関する特別措置法                                   | 昭和44年法律第80号                                                                |
| 開拓者資金融通特別会計法 | 昭和22年法律第7号   | 開拓者資金に係る政府の貸付金債権の償還条件の緩和及び農林漁業金融公庫への移管等に関する特別措置法                                   | 昭和44年法律第80号                                                                |
| 有価証券の処分の調整等に関する法律 | 昭和22年法律第8号   | 有価証券の処分の調整等に関する法律の廃止に関する法律                                                                               | 昭和26年法律第192号                                                               |
| 会計法第七条第一項の規定の特例に関する法律 | 昭和22年法律第9号   | 大蔵省関係法令の整理に関する法律                                                                                                   | 昭和29年法律第121号                                                               |
| 昭和二十一年度一般会計終戦処理費の財源に充てるための借入金に関する法律 | 昭和22年法律第10号  | 行政事務の簡素合理化に伴う関係法律の整理及び適用対象の消滅等による法律の廃止に関する法律                                           | 昭和57年法律第69号                                                                |
| 参議院議員選挙法 | 昭和22年法律第11号  | 公職選挙法の施行及びこれに伴う関係法令の整理等に関する法律                                                                         | 昭和25年法律第101号                                                               |
| 都道府県及び市区町村の議会の議員及び長の選挙の期日等に関する法律 | 昭和22年法律第15号  | 自治庁関係法令の整理に関する法律                                                                                                   | 昭和29年法律第82号                                                                |
| 選挙運動の文書図画等の特例に関する法律 | 昭和22年法律第16号  | 公職選挙法の施行及びこれに伴う関係法令の整理等に関する法律                                                                         | 昭和25年法律第101号                                                               |
| 統計法 | 昭和22年法律第18号  | 統計法 | 平成19年法律第53号                                                                |
| 会計法等の特例に関する法律 | 昭和22年法律第19号  | 大蔵省関係法令の整理に関する法律                                                                                                   | 昭和29年法律第121号                                                               |
| 日本証券取引所の解散等に関する法律 | 昭和22年法律第21号  | 大蔵省関係法令の整理に関する法律                                                                                                   | 昭和29年法律第121号                                                               |
| 証券取引法 | 昭和22年法律第22号  | 金融商品取引法 | 昭和23年法律第25号                                                                |
| 教育基本法 〔通称：教基法〕 | 昭和22年法律第25号  | 教育基本法 | 平成18年法律第120号                                                               |
| 所得税法 | 昭和22年法律第27号  | 所得税法 | 昭和40年法律第33号                                                                |
| 法人税法 | 昭和22年法律第28号  | 法人税法 | 昭和40年法律第34号                                                                |
| 土地台帳法 | 昭和22年法律第30号  | 不動産登記法の一部を改正する等の法律                                                                                               | 昭和35年法律第14号                                                                |
| 家屋台帳法 | 昭和22年法律第31号  | 不動産登記法の一部を改正する等の法律                                                                                               | 昭和35年法律第14号                                                                |
| 地方分与税法 | 昭和22年法律第33号  | 地方配付税法 | 昭和23年法律第111号                                                               |
| 印刷局特別会計法 ［旧名称：専売局及び印刷局特別会計法, 印刷局特別会計法, 印刷庁特別会計法］ | 昭和22年法律第36号  | 独立行政法人国立印刷局法 | 平成14年法律第41号                                                                |
| 国有林野事業特別会計法 | 昭和22年法律第38号  | 特別会計に関する法律 | 平成19年法律第23号                                                                |
| アルコール専売事業特別会計法 | 昭和22年法律第39号  | アルコール事業法 | 平成12年法律第36号                                                                |
| 国有鉄道事業特別会計法 | 昭和22年法律第40号  | 日本国有鉄道法施行法 | 昭和24年法律第105号                                                               |
| 通信事業特別会計法 | 昭和22年法律第41号  | 郵政事業特別会計法 | 昭和24年法律第109号                                                               |
| 金融機関債券発行特例法 | 昭和22年法律第47号  | 大蔵省関係法令の整理に関する法律                                                                                                   | 昭和29年法律第121号                                                               |
| 労働者災害補償保険特別会計法 | 昭和22年法律第51号  | 労働保険特別会計法 | 昭和47年法律第18号                                                                |
| 船舶公団法 | 昭和22年法律第52号  | 船舶公団の共有持分の処理等に関する法律                                                                                             | 昭和25年法律第237号                                                               |
| 石油配給公団法 | 昭和22年法律第55号  | 第30条第1項の規定により、昭和24年4月1日から失効。                                                                                  | 第30条第1項の規定により、昭和24年4月1日から失効。                                 |
| 配炭公団法 | 昭和22年法律第56号  | 第32条第1項の規定により昭和24年9月15日から失効。                                                                                   | 第32条第1項の規定により昭和24年9月15日から失効。                                  |
| 産業復興公団法 | 昭和22年法律第57号  | 通商産業省関係法令の整理に関する法律                                                                                               | 昭和29年法律第138号                                                               |
| 貿易公団法 | 昭和22年法律第58号  | 第36条の規定により臨時物資需給調整法の失効のとき（昭和27年4月1日）に失効。                                                         | 第36条の規定により臨時物資需給調整法の失効のとき（昭和27年4月1日）に失効。        |
| 価格調整公団法 | 昭和22年法律第62号  | 経済安定本部設置法の廃止及びこれに伴う関係法令の整理等に関する法律                                                                 | 昭和27年法律第284号                                                               |
| 裁判所職員の定員に関する法律 | 昭和22年法律第64号  | 裁判所職員定員法 | 昭和26年法律第53号                                                                |
| 裁判官の報酬等の応急的措置に関する法律 | 昭和22年法律第65号  | 附則第3項の規定により昭和23年5月3日から失効。                                                                                      | 附則第3項の規定により昭和23年5月3日から失効。                                     |
| 検察官の俸給等の応急的措置に関する法律 | 昭和22年法律第66号  | 附則第3項の規定により昭和23年5月3日から失効。                                                                                      | 附則第3項の規定により昭和23年5月3日から失効。                                     |
| 行政官庁法 | 昭和22年法律第69号  | 附則第2項の規定により国家行政組織に関する法律が制定施行される日の前日限りで失効。                                                  | 附則第2項の規定により国家行政組織に関する法律が制定施行される日の前日限りで失効。 |
| 皇室経済法の施行に関する法律 | 昭和22年法律第71号  | 皇室経済法施行法 | 昭和22年法律第113号                                                               |
| 日本国憲法の施行に伴う民法の応急的措置に関する法律 | 昭和22年法律第74号  | 附則第2条の規定により昭和23年1月1日失効                                                                                            | 附則第2条の規定により昭和23年1月1日失効                                           |
| 日本国憲法の施行に伴う民事訴訟法の応急的措置に関する法律 | 昭和22年法律第75号  | 附則第2条の規定により昭和24年1月1日失効。                                                                                          | 附則第2条の規定により昭和24年1月1日失効。                                         |
| 日本国憲法の施行に伴う刑事訴訟法の応急的措置に関する法律 | 昭和22年法律第76号  | 附則第2条の規定により昭和24年1月1日失効                                                                                            | 附則第2条の規定により昭和24年1月1日失効                                           |
| 特別調達庁法 | 昭和22年法律第78号  | 調達庁設置法 | 昭和24年法律第129号                                                               |
| 国会図書館法 | 昭和22年法律第84号  | 国立国会図書館法 | 昭和23年法律第5号                                                                 |
| 相続税法 | 昭和22年法律第87号  | 相続税法 | 昭和25年法律第73号                                                                |
| 国会議員の特別手当に関する法律 | 昭和22年法律第95号  | 国会議員の歳費、旅費及び手当等に関する法律の一部を改正する法律                                                                     | 昭和23年法律第88号                                                                |
| 労働省設置法 | 昭和22年法律第97号  | 労働省設置法 | 昭和24年法律第162号                                                               |
| 大学等へ死体交付に関する法律 | 昭和22年法律第110号 | 死体解剖保存法 | 昭和24年法律第204号                                                               |
| 種苗法 ［旧名称：農産種苗法］ | 昭和22年法律第115号 | 種苗法 | 平成10年法律第83号                                                                |
| 日本国沿岸に置き去られた船舶の措置に関する法律 | 昭和22年法律第116号 | 運輸省関係法令の整理に関する法律                                                                                                   | 昭和29年法律第93号                                                                |
| 政府職員に対する一時手当の支給に関する法律 | 昭和22年法律第119号 | 政府職員に対する臨時手当の支給に関する法律                                                                                         | 昭和22年法律第140号                                                               |
| 医師会、歯科医師会及び日本医療団の解散等に関する法律 | 昭和22年法律第128号 | 実効性喪失 | 実効性喪失                                                                        |
| 道路交通取締法 | 昭和22年法律第130号 | 道路交通法 | 昭和35年法律第105号                                                               |
| 財団法人理化学研究所に関する措置に関する法律 | 昭和22年法律第131号 | 行政事務の簡素合理化に伴う関係法律の整理及び適用対象の消滅等による法律の廃止に関する法律                                           | 昭和57年法律第69号                                                                |
| 私的独占の禁止及び公正取引の確保に関する法律の適用除外等に関する法律 | 昭和22年法律第138号 | 私的独占の禁止及び公正取引の確保に関する法律の適用除外制度の整理等に関する法律                                                     | 平成11年法律第80号                                                                |
| 政府職員に対する臨時手当の支給に関する法律 | 昭和22年法律第140号 | 政府職員の新給与実施に関する法律                                                                                                   | 昭和23年法律第46号                                                                |
| 非戦災者特別税法 | 昭和22年法律第143号 | 大蔵省関係法令の整理に関する法律                                                                                                   | 昭和29年法律第121号                                                               |
| 郵便貯金法 〔通称：郵貯法〕 | 昭和22年法律第144号 | 郵政民営化法等の施行に伴う関係法律の整備等に関する法律                                                                             | 平成17年法律第102号                                                               |
| 失業手当法 | 昭和22年法律第145号 | 失業保険法の一部を改正する法律 | 昭和24年法律第87号                                                                |
| 失業保険法 | 昭和22年法律第146号 | 雇用保険法 | 昭和49年法律第116号                                                               |
| 薪炭需給調節特別会計法 | 昭和22年法律第147号 | 薪炭需給調節特別会計法の廃止等に関する法律                                                                                         | 昭和25年法律第37号                                                                |
| 家事審判法 〔通称：家審法〕 | 昭和22年法律第152号 | 非訟事件手続法及び家事事件手続法の施行に伴う関係法律の整備等に関する法律                                                           | 平成23年法律第53号                                                                |
| 全国選挙管理委員会法 | 昭和22年法律第154号 | 自治省設置法 | 昭和27年法律第261号                                                               |
| 地方財政委員会法 | 昭和22年法律第155号 | 地方自治庁設置法 | 昭和24年法律第131号                                                               |
| 失業保険特別会計法 | 昭和22年法律第157号 | 労働保険特別会計法 | 昭和47年法律第18号                                                                |
| 北海道に在職する政府職員に対する越冬燃料購入費補給のための一時手当の支給に関する法律 | 昭和22年法律第158号 | 国家公務員の寒冷地手当に関する法律                                                                                                 | 昭和24年法律第200号                                                               |
| 罹災都市借地借家臨時処理法第二十五条の二の災害及び同条の規定を適用する地区を定める法律 | 昭和22年法律第160号 | 大規模な災害の被災地における借地借家に関する特別措置法                                                                             | 平成25年法律第61号                                                                |
| 政府職員に対する一時手当の支給に関する法律 | 昭和22年法律第166号 | 政府職員の新給与実施に関する法律                                                                                                   | 昭和23年法律第46号                                                                |
| 財務局及び税務署に在勤する政府職員に対する税務特別手当の支給に関する法律 | 昭和22年法律第168号 | 政府職員の新給与実施に関する法律                                                                                                   | 昭和23年法律第46号                                                                |
| 政府に対する不正手段による支払請求の防止等に関する法律 | 昭和22年法律第171号 | 政府に対する不正手段による支払請求の防止等に関する法律を廃止する法律                                                               | 昭和25年法律第190号                                                               |
| 酒類配給公団法 | 昭和22年法律第172号 | 附則第2条第1項の規定により昭和24年7月1日から失効。                                                                                 | 附則第2条第1項の規定により昭和24年7月1日から失効。                                |
| 貿易資金特別会計法 | 昭和22年法律第179号 | 貿易特別会計法 | 昭和24年法律第41号                                                                |
| 未復員者給与法 | 昭和22年法律第182号 | 未帰還者留守家族等援護法 | 昭和28年法律第161号                                                               |
| 旧日本銀行券の未回収発行残高に相当する金額の一部を国庫に納付するに伴う日本銀行への交付金に関する法律 | 昭和22年法律第183号 | 日本銀行券預入令等を廃止する法律                                                                                                   | 昭和29年法律第66号                                                                |
| 食糧管理特別会計が農業災害補償法により昭和二十二年度において負担する水稲共済に係る共済掛金の負担金の財源に充てるための一般会計からの繰入金に関する法律 | 昭和22年法律第186号 | 行政事務の簡素合理化に伴う関係法律の整理及び適用対象の消滅等による法律の廃止に関する法律                                           | 昭和57年法律第69号                                                                |
| 食糧の輸入税を免除する法律 | 昭和22年法律第188号 | 関税定率法の一部を改正する法律 | 昭和26年法律第110号                                                               |
| 会社利益配当等臨時措置法 | 昭和22年法律第190号 | 会社利益配当等臨時措置法を廃止する法律                                                                                             | 昭和26年法律第262号                                                               |
| 道路運送法 | 昭和22年法律第191号 | 道路運送法施行法 | 昭和26年法律第184号                                                               |
| 横須賀港を開港に指定する等の法律 | 昭和22年法律第192号 | 関税法の一部を改正する等の法律 | 昭和24年法律第65号                                                                |
| 法務省設置法 ［旧名称：法務庁設置法, 法務府設置法］ | 昭和22年法律第193号 | 中央省庁等改革のための国の行政組織関係法律の整備等に関する法律                                                                     | 平成11年法律第102号号                                                             |
| 法務庁設置に伴う法令の整理に関する法律 | 昭和22年法律第195号 | 実効性喪失 | 実効性喪失                                                                        |
| 警察法 | 昭和22年法律第196号 | 警察法 | 昭和29年法律第162号                                                               |
| 通貨発行審議会法 | 昭和22年法律第197号 | 経済安定本部設置法の廃止及びこれに伴う関係法令の整理等に関する法律                                                                 | 昭和27年法律第284号                                                               |
| 副検事の任命資格の特例に関する法律 | 昭和22年法律第199号 | 行政事務の簡素合理化に伴う関係法律の整理及び適用対象の消滅等による法律の廃止に関する法律                                           | 昭和57年法律第69号                                                                |
| 食料品配給公団法 | 昭和22年法律第201号 | 第31条第1項の規定により昭和25年4月1日から失効。                                                                                    | 第31条第1項の規定により昭和25年4月1日から失効。                                   |
| 飼料配給公団法 | 昭和22年法律第202号 | 第32条第1項の規定により昭和25年4月1日から失効。                                                                                    | 第32条第1項の規定により昭和25年4月1日から失効。                                   |
| 油糧砂糖配給公団法 ［旧名称：油糧配給公団法］ | 昭和22年法律第203号 | 第31条第1項の規定により昭和26年4月1日から失効。                                                                                    | 第31条第1項の規定により昭和26年4月1日から失効。                                   |
| 毒物劇物営業取締法 | 昭和22年法律第206号 | 毒物及び劇物取締法 | 昭和25年法律第303号                                                               |
| 過度経済力集中排除法 | 昭和22年法律第207号 | 過度経済力集中排除法等を廃止する法律                                                                                               | 昭和30年法律第87号                                                                |
| 過度経済力集中排除法の施行に伴う企業再建整備法の特例等に関する法律 | 昭和22年法律第208号 | 過度経済力集中排除法等を廃止する法律                                                                                               | 昭和30年法律第87号                                                                |
| 政府職員に対する一時手当の支給に関する法律 | 昭和22年法律第216号 | 政府職員の新給与実施に関する法律                                                                                                   | 昭和23年法律第46号                                                                |
| 臨時石炭鉱業管理法 | 昭和22年法律第219号 | 臨時石炭鉱業管理法の廃止に関する法律                                                                                               | 昭和25年法律第193号                                                               |
| 都会地転入抑制法 | 昭和22年法律第221号 | 附則第2項の規定により昭和23年12月31日限りで失効。                                                                                  | 附則第2項の規定により昭和23年12月31日限りで失効。                                 |
| 特別都市計画法第四条の規定による国庫補助を国債証券の交付により行う等の法律 | 昭和22年法律第227号 | 土地区画整理法施行法 | 昭和29年法律第120号                                                               |
| 市街地建築物法の適用に関する法律 | 昭和22年法律第228号 | 建築基準法 | 昭和25年法律第201号                                                               |
| 医薬部外品等取締法 | 昭和22年法律第232号 | 薬事法 | 昭和23年法律第197号                                                               |
| 船員保険特別会計法 | 昭和22年法律第236号 | 特別会計に関する法律 | 平成19年法律第23号                                                                |
| 建設院設置法 | 昭和22年法律第237号 | 建設省設置法 | 昭和23年法律第113号                                                               |
| 財閥同族支配力排除法 | 昭和23年法律第2号   | 財閥同族支配力排除法を廃止する法律                                                                                                 | 昭和26年法律第315号                                                               |
| 賠償庁臨時設置法 | 昭和23年法律第3号   | 総理府設置法等の一部を改正する等の法律                                                                                             | 昭和27年法律第116号                                                               |
| 連絡調整事務局臨時設置法 | 昭和23年法律第4号   | 外務省設置法 | 昭和24年法律第135号                                                               |
| 政府職員に対する一時手当の支給に関する法律 | 昭和23年法律第8号   | 政府職員の新給与実施に関する法律                                                                                                   | 昭和23年法律第46号                                                                |
| 政府職員の俸給等に関する法律 | 昭和23年法律第12号  | 政府職員の新給与実施に関する法律の一部を改正する法律                                                                               | 昭和23年法律第265号                                                               |
| 昭和二十三年の所得税の予定申告書の提出及び納期の特例に関する法律 ［旧名称：昭和二十三年の所得税の四月予定申告書の提出及び第一期の納期の特例に関する法律］ | 昭和23年法律第15号  | 行政事務の簡素合理化に伴う関係法律の整理及び適用対象の消滅等による法律の廃止に関する法律                                           | 昭和57年法律第69号                                                                |
| 政府が発行する福引券の当せん金に対する所得税の課税の特例に関する法律 | 昭和23年法律第22号  | 大蔵省関係法令の整理に関する法律                                                                                                   | 昭和29年法律第121号                                                               |
| 政務次官の臨時設置に関する法律 | 昭和23年法律第26号  | 附則第8条の規定により国家行政組織法施行とともに失効。                                                                              | 附則第8条の規定により国家行政組織法施行とともに失効。                             |
| 夏時刻法 | 昭和23年法律第29号  | 夏時刻法を廃止する法律 | 昭和27年法律第84号                                                                |
| 国家行政組織に関する法律の制定施行までの暫定措置に関する法律 | 昭和23年法律第30号  | 行政機関職員定員法 | 昭和24年法律第126号                                                               |
| 不正保有物資等の対価を登録国債で決済することに関する法律 | 昭和23年法律第35号  | 不正保有物資等特別措置特別会計法等を廃止する法律                                                                                   | 昭和26年法律第37号                                                                |
| 不正保有物資等特別措置特別会計法 | 昭和23年法律第36号  | 不正保有物資等特別措置特別会計法等を廃止する法律                                                                                   | 昭和26年法律第37号                                                                |
| 政府が発行する福引券の当せん金の支払等に関する法律 | 昭和23年法律第37号  | 大蔵省関係法令の整理に関する法律                                                                                                   | 昭和29年法律第121号                                                               |
| 石炭庁設置法 | 昭和23年法律第40号  | 通商産業省設置法 | 昭和24年法律第102号                                                               |
| 製造たばこ「新生」の価格の改定に関する法律 | 昭和23年法律第41号  | 製造たばこの定価の決定又は改定に関する法律の一部を改正する法律                                                                     | 昭和24年法律第35号                                                                |
| 小額紙幣整理法 | 昭和23年法律第42号  | 小額通貨の整理及び支払金の端数計算に関する法律                                                                                     | 昭和28年法律第60号                                                                |
| 政府職員の新給与実施に関する法律 | 昭和23年法律第46号  | 第1条第2項の規定により昭和25年3月31日限りで失効。                                                                                  | 第1条第2項の規定により昭和25年3月31日限りで失効。                                 |
| 戸籍手数料の額を定める法律 | 昭和23年法律第51号  | 法務局及び地方法務局設置に伴う関係法律の整理等に関する法律                                                                         | 昭和24年法律第137号                                                               |
| 高等試験委員及び普通試験委員臨時措置法 | 昭和23年法律第53号  | 国家公務員法の一部を改正する法律                                                                                                   | 昭和23年法律第222号                                                               |
| 内閣総理大臣等の俸給等に関する法律 | 昭和23年法律第55号  | 特別職の職員の俸給等に関する法律                                                                                                   | 昭和23年法律第268号                                                               |
| 電話の加入申込者等に公債を引き受けさせるための臨時措置に関する法律 | 昭和23年法律第57号  | 附則第2項の規定により昭和24年4月1日から失効。                                                                                      | 附則第2項の規定により昭和24年4月1日から失効。                                     |
| 電波物理研究所を電気試験所に統合する法律 | 昭和23年法律第58号  | 中央省庁等改革関係法施行法 | 平成11年法律第160号                                                               |
| 郵便為替法 | 昭和23年法律第59号  | 郵政民営化法等の施行に伴う関係法律の整備等に関する法律                                                                             | 平成17年法律第102号                                                               |
| 郵便振替法 ［旧名称：郵便振替貯金法］ | 昭和23年法律第60号  | 郵政民営化法等の施行に伴う関係法律の整備等に関する法律                                                                             | 平成17年法律第102号                                                               |
| 会社の配当する利益又は利息の支払に関する法律 〔通称：配当支払法, 配当処理法〕 | 昭和23年法律第64号  | 会社法の施行に伴う関係法律の整備等に関する法律                                                                                     | 平成17年法律第87号                                                                |
| 国家公務員共済組合法 〔通称：国公共済法〕 | 昭和23年法律第69号  | 国家公務員共済組合法 | 昭和33年法律第128号                                                               |
| 旧軍用財産の貸付及び譲渡の特例等に関する法律 | 昭和23年法律第74号  | 国有財産特別措置法 | 昭和27年法律第219号                                                               |
| 行政管理庁設置法 | 昭和23年法律第77号  | 総理府設置法の一部を改正する等の法律                                                                                               | 昭和58年法律第80号                                                                |
| 水産庁設置法 | 昭和23年法律第78号  | 農林省設置法の一部を改正する法律                                                                                                   | 昭和38年法律第1号                                                                 |
| 行政事件訴訟特例法 | 昭和23年法律第81号  | 行政事件訴訟法 | 昭和37年法律第139号                                                               |
| 製造たばこの定価の決定又は改定に関する法律 | 昭和23年法律第84号  | 製造たばこ定価法 | 昭和40年法律第122号                                                               |
| 輸出入植物検疫法 | 昭和23年法律第86号  | 植物防疫法 | 昭和25年法律第151号                                                               |
| 国会閉会中委員会が審査を行う場合の委員の手当に関する法律 | 昭和23年法律第89号  | 国会閉会中委員会が審査を行う場合の委員の審査雑費に関する法律                                                                       | 昭和26年法律第68号                                                                |
| 昭和二十三年六月以降の政府職員の俸給等に関する法律 | 昭和23年法律第95号  | 政府職員の新給与実施に関する法律の一部を改正する法律                                                                               | 昭和23年法律第265号                                                               |
| 昭和二十三年六月以降の判事等の報酬等に関する法律 | 昭和23年法律第96号  | 裁判官の報酬等に関する法律の一部を改正する等の法律                                                                                 | 昭和23年法律第269号                                                               |
| 昭和二十三年六月以降の検事等の俸給等に関する法律 | 昭和23年法律第97号  | 検察官の俸給等に関する法律の一部を改正する等の法律                                                                                 | 昭和23年法律第270号                                                               |
| 国有鉄道事業特別会計及び通信事業特別会計における事業運営以外の行政に要する経費の財源に充てるための一般会計からする繰入金に関する法律 | 昭和23年法律第99号  | 大蔵省関係法令の整理に関する法律                                                                                                   | 昭和29年法律第121号                                                               |
| 簡易生命保険事業における戦争危険に因る死亡に基く保険金の支払による損失の補てんに関する法律 | 昭和23年法律第100号 | 行政事務の簡素合理化に伴う関係法律の整理及び適用対象の消滅等による法律の廃止に関する法律                                           | 昭和57年法律第69号                                                                |
| 電信電話料金法 | 昭和23年法律第105号 | 有線電気通信法及び公衆電気通信法施行法                                                                                             | 昭和28年法律第98号                                                                |
| 木船保険組合の解散に関する法律 | 昭和23年法律第106号 | 運輸省関係法令の整理に関する法律                                                                                                   | 昭和29年法律第93号                                                                |
| 取引高税法 | 昭和23年法律第108号 | 織物消費税法等を廃止する法律 | 昭和24年法律第285号                                                               |
| 地方税法 | 昭和23年法律第110号 | 地方税法 | 昭和25年法律第226号                                                               |
| 地方配付税法 | 昭和23年法律第111号 | 地方交付税法 | 昭和25年法律第211号                                                               |
| 国有鉄道運賃法 | 昭和23年法律第112号 | 日本国有鉄道改革法等施行法 | 昭和61年法律第93号                                                                |
| 建設省設置法 | 昭和23年法律第113号 | 中央省庁等改革のための国の行政組織関係法律の整備等に関する法律                                                                     | 平成11年法律第102号号                                                             |
| 獣医師会及び装蹄師会の解散に関する法律 | 昭和23年法律第116号 | 農林省関係法令の整理に関する法律                                                                                                   | 昭和29年法律第137号                                                               |
| 連合国占領軍の管理下から解除された貴金属等に代るべき貴金属の地金の連合国占領軍に対する引渡に関する法律 | 昭和23年法律第119号 | 接収貴金属等の処理に関する法律 | 昭和34年法律第135号                                                               |
| 麻薬取締法 | 昭和23年法律第123号 | 麻薬及び向精神薬取締法 | 昭和28年法律第14号                                                                |
| 公立高等学校定時制課程職員費国庫補助法 | 昭和23年法律第134号 | 国の補助金等の整理及び合理化並びに臨時特例等に関する法律                                                                           | 昭和60年法律第37号                                                                |
| 割増金附貯蓄の取扱に関する法律 | 昭和23年法律第143号 | 許可、認可等の整理に関する法律 | 昭和45年法律第111号                                                               |
| 物資の割当に関する手数料等の徴収に関する法律 | 昭和23年法律第152号 | 物資の割当に関する手数料等の徴収に関する法律を廃止する法律                                                                         | 昭和25年法律第10号                                                                |
| 輸出品取締法 | 昭和23年法律第153号 | 輸出検査法 | 昭和32年法律第97号                                                                |
| 石炭鉱業権等臨時措置法 | 昭和23年法律第154号 | 附則第2項の規定により、臨時石炭鉱業管理法の廃止の時（昭和25年5月20日）に失効。                                                     | 附則第2項の規定により、臨時石炭鉱業管理法の廃止の時（昭和25年5月20日）に失効。    |
| 種畜法 | 昭和23年法律第155号 | 家畜改良増殖法 | 昭和25年法律第209号                                                               |
| 国営競馬特別会計法 | 昭和23年法律第159号 | 国営競馬特別会計法 | 昭和24年法律第42号                                                                |
| 国立光明寮設置法 | 昭和23年法律第162号 | 厚生省設置法の一部を改正する法律                                                                                                   | 昭和54年法律第28号                                                                |
| 農業改良局設置法 | 昭和23年法律第163号 | 農林水産省設置法 | 昭和24年法律第153号                                                               |
| 馬匹組合の整理等に関する法律 | 昭和23年法律第166号 | 実効性喪失 | 実効性喪失                                                                        |
| 性病予防法 | 昭和23年法律第167号 | 感染症の予防及び感染症の患者に対する医療に関する法律                                                                               | 平成10年法律第114号                                                               |
| 少年院法 | 昭和23年法律第169号 | 少年院法及び少年鑑別所法の施行に伴う関係法律の整備等に関する法律                                                                   | 平成26年法律第60号                                                                |
| 教育委員会法 | 昭和23年法律第170号 | 地方教育行政の組織及び運営に関する法律                                                                                             | 昭和31年法律第162号                                                               |
| 保険募集の取締に関する法律 | 昭和23年法律第171号 | 保険業法 | 平成7年法律第105号                                                                |
| 港域法 | 昭和23年法律第175号 | 港則法の一部を改正する法律 | 昭和40年法律第80号                                                                |
| あん摩、はり、きゆう、柔道整復等営業法に関する特例 | 昭和23年法律第176号 | 厚生省関係法令の整理に関する法律                                                                                                   | 昭和29年法律第136号                                                               |
| 食糧確保臨時措置法 | 昭和23年法律第182号 | 附則第3項の規定により昭和26年3月31日から失効。                                                                                     | 附則第3項の規定により昭和26年3月31日から失効。                                    |
| 恩給法臨時特例 | 昭和23年法律第190号 | 恩給法の一部を改正する法律 | 昭和26年法律第87号                                                                |
| 事業者団体法 | 昭和23年法律第191号 | 私的独占の禁止及び公正取引の確保に関する法律の一部を改正する法律                                                                   | 昭和28年法律第259号                                                               |
| 選挙運動等の臨時特例に関する法律 | 昭和23年法律第196号 | 公職選挙法の施行及びこれに伴う関係法令の整理等に関する法律                                                                         | 昭和25年法律第101号                                                               |
| 薬事法 | 昭和23年法律第197号 | 薬事法 | 昭和35年法律第145号                                                               |
| 経済調査庁法 | 昭和23年法律第206号 | 行政管理庁設置法の一部を改正する法律                                                                                               | 昭和27年法律第260号                                                               |
| 工業技術院設置法 ［旧名称：工業技術庁設置法］ | 昭和23年法律第207号 | 中央省庁等改革のための国の行政組織関係法律の整備等に関する法律                                                                     | 平成11年法律第102号号                                                             |
| 郵政省職員訓練法 ［旧名称：逓信職員訓練法, 郵政省職員及び電気通信省職員訓練法］ | 昭和23年法律第208号 | 中央省庁等改革関係法施行法 | 平成11年法律第160号                                                               |
| 指定農林物資検査法 | 昭和23年法律第210号 | 日本農林規格等に関する法律 | 昭和25年法律第175号                                                               |
| 新聞出版用紙の割当に関する法律 ［旧名称：新聞出版用紙割当事務庁設置法］ | 昭和23年法律第211号 | 新聞出版用紙の割当に関する法律を廃止する法律                                                                                       | 昭和26年法律第316号                                                               |
| 引揚同胞対策審議会設置法 | 昭和23年法律第212号 | 附則第7条の規定により施行の日から11年経過した日（昭和34年8月3日）に失効。                                                          | 附則第7条の規定により施行の日から11年経過した日（昭和34年8月3日）に失効。         |
| 外国貿易特別円資金特別会計法 | 昭和23年法律第213号 | 解散団体財産収入金特別会計法 | 昭和25年法律第66号                                                                |
| 漁業権等臨時措置法 | 昭和23年法律第220号 | 附則第2項の規定により漁業法（昭和24年法律第267号）の施行の日から失効。                                                             | 附則第2項の規定により漁業法（昭和24年法律第267号）の施行の日から失効。            |
| 海事仲裁等に関する法律 | 昭和23年法律第221号 | 事業者団体法の一部を改正する法律                                                                                                   | 昭和27年法律第291号                                                               |
| 罹災都市借地借家臨時処理法第二十五条の二の災害及び同条の規定を適用する地区を定める法律 | 昭和23年法律第227号 | 大規模な災害の被災地における借地借家に関する特別措置法                                                                             | 平成25年法律第61号                                                                |
| 市町村農地委員会及び都道府県農地委員会の委員の任期等に関する特例に関する法律 | 昭和23年法律第237号 | 農地調整法の一部を改正する法律 | 昭和24年法律第215号                                                               |
| 郵政省設置法 | 昭和23年法律第244号 | 中央省庁等改革のための国の行政組織関係法律の整備等に関する法律                                                                     | 平成11年法律第102号号                                                             |
| 電気通信省設置法 | 昭和23年法律第245号 | 日本電信電話公社法施行法 | 昭和27年法律第251号                                                               |
| 行政機関に置かれる職員の定員の設置又は増加の暫定措置等に関する法律 | 昭和23年法律第247号 | 行政機関職員定員法 | 昭和24年法律第126号                                                               |
| 科学技術行政協議会法 | 昭和23年法律第253号 | 科学技術庁設置法 | 昭和31年法律第49号                                                                |
| 国立国語研究所設置法 | 昭和23年法律第254号 | 国家行政組織法の一部を改正する法律の施行に伴う関係法律の整理等に関する法律                                                         | 昭和58年法律第78号                                                                |
| 日本専売公社法 | 昭和23年法律第255号 | 日本たばこ産業株式会社法 | 昭和59年法律第69号                                                                |
| 日本国有鉄道法 | 昭和23年法律第256号 | 日本国有鉄道改革法 | 昭和61年法律第87号                                                                |
| 廃兵器等の処理に関する法律 | 昭和23年法律第263号 | 通商産業省関係法令の整理に関する法律                                                                                               | 昭和29年法律第138号                                                               |
| 社会保障制度審議会設置法 | 昭和23年法律第266号 | 中央省庁等改革のための国の行政組織関係法律の整備等に関する法律                                                                     | 平成11年法律第102号号                                                             |
| 特別職の職員の俸給等に関する法律 | 昭和23年法律第268号 | 特別職の職員の給与に関する法律 | 昭和24年法律第252号                                                               |
| 公認会計士法の一部を改正する法律 | 昭和23年法律第275号 | 公認会計士法の一部を改正する法律                                                                                                   | 昭和24年法律第22号                                                                |
| 特別未帰還者給与法 | 昭和23年法律第279号 | 未帰還者留守家族等援護法 | 昭和28年法律第161号                                                               |
| 造幣庁据置運転資本の増加等に関する法律 ［旧名称：造幣局据置運転資本の増加等に関する法律］ | 昭和24年法律第8号   | 行政事務の簡素合理化に伴う関係法律の整理及び適用対象の消滅等による法律の廃止に関する法律                                           | 昭和57年法律第69号                                                                |
| 昭和二十四年の所得税の予定申告書の提出及び納期の特例に関する法律 ［旧名称：昭和二十四年の所得税の四月予定申告書の提出及び第一期の納期の特例に関する法律］ | 昭和24年法律第13号  | 行政事務の簡素合理化に伴う関係法律の整理及び適用対象の消滅等による法律の廃止に関する法律                                           | 昭和57年法律第69号                                                                |
| 石炭鉱業等の損失補てんに関する法律 | 昭和24年法律第17号  | 行政事務の簡素合理化に伴う関係法律の整理及び適用対象の消滅等による法律の廃止に関する法律                                           | 昭和57年法律第69号                                                                |
| 公団等の予算及び決算の暫定措置に関する法律 | 昭和24年法律第27号  | 大蔵省関係法令の整理に関する法律                                                                                                   | 昭和29年法律第121号                                                               |
| 専売局特別会計等の昭和二十四年度の予算の特例に関する法律 | 昭和24年法律第28号  | 大蔵省関係法令の整理に関する法律                                                                                                   | 昭和29年法律第121号                                                               |
| 大蔵省預金部特別会計外二特別会計の昭和二十四年度における歳入不足補てんのための一般会計からする繰入金に関する法律 | 昭和24年法律第31号  | 行政事務の簡素合理化に伴う関係法律の整理及び適用対象の消滅等による法律の廃止に関する法律                                           | 昭和57年法律第69号                                                                |
| 印刷庁特別会計の固有資本の増加に充てるための一般会計からする繰入金に関する法律 ［旧名称：印刷局特別会計の固有資本の増加に充てるための一般会計からする繰入金に関する法律］ | 昭和24年法律第32号  | 行政事務の簡素合理化に伴う関係法律の整理及び適用対象の消滅等による法律の廃止に関する法律                                           | 昭和57年法律第69号                                                                |
| 開拓者資金融通特別会計において貸付金の財源に充てるための一般会計からする繰入金に関する法律 | 昭和24年法律第33号  | 開拓者資金に係る政府の貸付金債権の償還条件の緩和及び農林漁業金融公庫への移管等に関する特別措置法                                   | 昭和44年法律第80号                                                                |
| 貴金属特別会計法 | 昭和24年法律第34号  | 貴金属特別会計法を廃止する法律 | 昭和52年法律第38号                                                                |
| 米国対日援助見返資金特別会計法 | 昭和24年法律第40号  | 産業投資特別会計法 | 昭和28年法律第122号                                                               |
| 貿易特別会計法 | 昭和24年法律第41号  | 緊要物資輸入基金特別会計法 | 昭和26年法律第58号                                                                |
| 国営競馬特別会計法 | 昭和24年法律第42号  | 国営競馬特別会計法を廃止する法律                                                                                                   | 昭和30年法律第7号                                                                 |
| 揮発油税法 | 昭和24年法律第44号  | 揮発油税法 | 昭和32年法律第55号                                                                |
| 地方配付税法の特例に関する法律 | 昭和24年法律第45号  | 自治庁関係法令の整理に関する法律                                                                                                   | 昭和29年法律第82号                                                                |
| 農業災害補償法第十二条第三項の規定の適用を除外する法律 | 昭和24年法律第46号  | 農業災害補償法の一部を改正する法律                                                                                                 | 昭和27年法律第193号                                                               |
| 国民生活金融公庫法 ［旧名称：国民金融公庫法］ | 昭和24年法律第49号  | 株式会社日本政策金融公庫法 | 平成19年法律第57号                                                                |
| 罹災都市借地借家臨時処理法第二十五条の二の災害及び同条の規定を適用する地区を定める法律 | 昭和24年法律第51号  | 大規模な災害の被災地における借地借家に関する特別措置法                                                                             | 平成25年法律第61号                                                                |
| 飲食営業臨時規整法 | 昭和24年法律第52号  | 附則第2項の規定により昭和26年5月1日から失効。                                                                                      | 附則第2項の規定により昭和26年5月1日から失効。                                     |
| 日本専売公社法施行法 | 昭和24年法律第62号  | 日本たばこ産業株式会社法 | 昭和59年法律第69号                                                                |
| 国庫余裕金の繰替使用に関する法律 | 昭和24年法律第63号  | 特別会計に関する法律 | 平成19年法律第23号                                                                |
| 印刷局特別会計の利益の一般会計への納付の特例に関する法律 ［旧名称：専売局特別会計、印刷局特別会計及びアルコール専売事業特別会計の利益の一般会計への納付の特例に関する法律, 印刷庁特別会計及びアルコール専売事業特別会計の利益の一般会計への納付の特例に関する法律, 印刷局特別会計及びアルコール専売事業特別会計の利益の一般会計への納付の特例に関する法律］ | 昭和24年法律第64号  | 独立行政法人国立印刷局法 | 平成14年法律第41号                                                                |
| 簡易生命保険法 〔通称：簡保法〕 | 昭和24年法律第68号  | 郵政民営化法等の施行に伴う関係法律の整備等に関する法律                                                                             | 平成17年法律第102号                                                               |
| 郵便年金法 | 昭和24年法律第69号  | 簡易生命保険法の一部を改正する法律                                                                                                 | 平成2年法律第50号                                                                 |
| 都道府県の所有に属する警察用財産等の処理に関する法律 | 昭和24年法律第75号  | 警察法の施行に伴う関係法令の整理に関する法律                                                                                       | 昭和29年法律第163号                                                               |
| 過度経済力集中排除法第二十六条の規定による持株会社整理委員会の職権等の公正取引委員会への移管に関する法律 | 昭和24年法律第78号  | 過度経済力集中排除法等を廃止する法律                                                                                               | 昭和30年法律第87号                                                                |
| 興業債券の発行限度の特例に関する法律 | 昭和24年法律第79号  | 日本勧業銀行法等を廃止する法律 | 昭和25年法律第41号                                                                |
| 臨時宅地賃貸価格修正法 | 昭和24年法律第85号  | 行政事務の簡素合理化に伴う関係法律の整理及び適用対象の消滅等による法律の廃止に関する法律                                           | 昭和57年法律第69号                                                                |
| 緊急失業対策法 | 昭和24年法律第89号  | 緊急失業対策法を廃止する法律 | 平成7年法律第54号                                                                 |
| 郵便貯金法に基いて保管する証券の整理に関する法律 | 昭和24年法律第94号  | 中央省庁等改革関係法施行法 | 平成11年法律第160号                                                               |
| 船舶運営会の船員の退職手当に関する交付金を船舶所有者に交付する法律 | 昭和24年法律第97号  | 船舶運営会の船員の退職手当に関する交付金を船舶所有者に交付する法律を廃止する法律                                                   | 昭和27年法律第68号                                                                |
| 通商産業省設置法 | 昭和24年法律第102号 | 通商産業省設置法 | 昭和27年法律第275号                                                               |
| 通商産業省設置法の施行に伴う関係法令の整理等に関する法律 | 昭和24年法律第103号 | 実効性喪失 | 実効性喪失                                                                        |
| 日本国有鉄道法施行法 | 昭和24年法律第105号 | 日本国有鉄道改革法 | 昭和61年法律第87号                                                                |
| 船舶運営会の船員の給与基準の設定及び船舶運営会の役職員に対する特別手当の支給に関する法律 | 昭和24年法律第106号 | 運輸省関係法令の整理に関する法律                                                                                                   | 昭和29年法律第93号                                                                |
| 郵政事業特別会計法 | 昭和24年法律第109号 | 日本郵政公社法施行法 | 平成14年法律第98号                                                                |
| 電気通信事業特別会計法 | 昭和24年法律第110号 | 日本電信電話公社法施行法 | 昭和27年法律第251号                                                               |
| たばこ専売法 | 昭和24年法律第111号 | たばこ事業法 | 昭和59年法律第68号                                                                |
| 塩専売法 | 昭和24年法律第112号 | 塩専売法 | 昭和59年法律第70号                                                                |
| しよう脳専売法 | 昭和24年法律第113号 | しよう脳専売法を廃止する法律 | 昭和37年法律第19号                                                                |
| 復興金融金庫に対する政府出資等に関する法律 | 昭和24年法律第114号 | 日本開発銀行法 | 昭和26年法律第108号                                                               |
| 行政機関職員定員法 | 昭和24年法律第126号 | 国家行政組織法等の一部を改正する法律                                                                                               | 昭和36年法律第111号                                                               |
| 総理府設置法 | 昭和24年法律第127号 | 中央省庁等改革のための国の行政組織関係法律の整備等に関する法律                                                                     | 平成11年法律第102号号                                                             |
| 国立世論調査所設置法 | 昭和24年法律第128号 | 総理府設置法の一部を改正する法律                                                                                                   | 昭和29年法律第201号                                                               |
| 調達庁設置法 ［旧名称：特別調達庁設置法］ | 昭和24年法律第129号 | 防衛庁設置法等の一部を改正する法律                                                                                                 | 昭和37年法律第132号                                                               |
| 地方自治庁設置法 | 昭和24年法律第131号 | 自治省設置法 | 昭和27年法律第261号                                                               |
| 外務省設置法 | 昭和24年法律第135号 | 外務省設置法 | 昭和26年法律第283号                                                               |
| 法務局及び地方法務局設置に伴う関係法律の整理等に関する法律 | 昭和24年法律第137号 | 会社法の施行に伴う関係法律の整備等に関する法律                                                                                     | 平成17年法律第87号                                                                |
| 犯罪者予防更生法 | 昭和24年法律第142号 | 更生保護法 | 平成19年法律第88号                                                                |
| 大蔵省設置法 | 昭和24年法律第144号 | 中央省庁等改革のための国の行政組織関係法律の整備等に関する法律                                                                     | 平成11年法律第102号号                                                             |
| 文部省設置法 | 昭和24年法律第146号 | 中央省庁等改革のための国の行政組織関係法律の整備等に関する法律                                                                     | 平成11年法律第102号号                                                             |
| 国立学校設置法 | 昭和24年法律第150号 | 国立大学法人法等の施行に伴う関係法律の整備等に関する法律                                                                           | 平成15年法律第117号                                                               |
| 厚生省設置法 | 昭和24年法律第151号 | 中央省庁等改革のための国の行政組織関係法律の整備等に関する法律                                                                     | 平成11年法律第102号号                                                             |
| 国立身体障害者更生指導所設置法 | 昭和24年法律第152号 | 厚生省設置法の一部を改正する法律                                                                                                   | 昭和54年法律第28号                                                                |
| 農林水産省設置法 ［旧名称：農林省設置法］ | 昭和24年法律第153号 | 中央省庁等改革のための国の行政組織関係法律の整備等に関する法律                                                                     | 平成11年法律第102号号                                                             |
| 運輸省設置法 | 昭和24年法律第157号 | 中央省庁等改革のための国の行政組織関係法律の整備等に関する法律                                                                     | 平成11年法律第102号号                                                             |
| 労働省設置法 | 昭和24年法律第162号 | 中央省庁等改革のための国の行政組織関係法律の整備等に関する法律                                                                     | 平成11年法律第102号号                                                             |
| 経済安定本部設置法 | 昭和24年法律第164号 | 経済安定本部設置法の廃止及びこれに伴う関係法令の整理等に関する法律                                                                 | 昭和27年法律第284号                                                               |
| 貸金業等の取締に関する法律 | 昭和24年法律第170号 | 出資の受入れ、預り金及び金利等の取締りに関する法律                                                                                 | 昭和29年法律第195号                                                               |
| 臨時鉄くず資源回収法 | 昭和24年法律第172号 | 附則第2項の規定により昭和27年7月1日に失効。                                                                                        | 附則第2項の規定により昭和27年7月1日に失効。                                       |
| 外国保険事業者に関する法律 | 昭和24年法律第184号 | 保険業法 | 平成7年法律第105号                                                                |
| 国立高度専門医療センター特別会計法 ［旧名称：国立病院特別会計法］ | 昭和24年法律第190号 | 特別会計に関する法律 | 平成19年法律第23号                                                                |
| 外国為替特別会計法 | 昭和24年法律第227号 | 外国為替資金特別会計法 | 昭和26年法律第56号                                                                |
| 外国為替管理委員会設置法 | 昭和24年法律第229号 | 大蔵省設置法の一部を改正する法律                                                                                                   | 昭和27年法律第269号                                                               |
| 郵政事業特別会計の昭和二十四年度における歳入不足補てんのための一般会計からする繰入金に関する法律 | 昭和24年法律第240号 | 実効性喪失：昭和24年度の会計に限り適用                                                                                             | 実効性喪失：昭和24年度の会計に限り適用                                            |
| 通運事業法 | 昭和24年法律第241号 | 貨物利用運送事業法 | 平成元年法律第82号                                                                |
| 日本国有鉄道の所有地内にある日本通運株式会社の施設の処理等に関する法律 | 昭和24年法律第243号 | 運輸省関係法令の整理に関する法律                                                                                                   | 昭和29年法律第93号                                                                |
| 所得税法の臨時特例等に関する法律 | 昭和24年法律第269号 | 実効性喪失 | 実効性喪失                                                                        |
| 医師国家試験予備試験の受験資格の特例に関する法律 | 昭和24年法律第272号 | 行政事務の簡素合理化に伴う関係法律の整理及び適用対象の消滅等による法律の廃止に関する法律                                           | 昭和57年法律第69号                                                                |
| 薪炭需給調節特別会計における債務の支払財源に充てるための一般会計からする繰入金に関する法律 | 昭和24年法律第277号 | 大蔵省関係法令の整理に関する法律                                                                                                   | 昭和29年法律第121号                                                               |
| 地方行政調査委員会議設置法 | 昭和24年法律第281号 | 総理府設置法等の一部を改正する等の法律                                                                                             | 昭和27年法律第116号                                                               |
| 国家公務員に対する臨時年末手当の支給に関する法律 | 昭和24年法律第282号 | 内閣及び総理府関係法令の整理に関する法律                                                                                           | 昭和29年法律第203号                                                               |
| 昭和二十一年度における一般会計、帝国鉄道会計及び通信事業特別会計の借入金の償還期限の延期等に関する法律 ［旧名称：昭和二十一年度における一般会計、帝国鉄道会計及び通信事業特別会計の借入金の償還期限の延期に関する法律］ | 昭和25年法律第6号   | 行政事務の簡素合理化に伴う関係法律の整理及び適用対象の消滅等による法律の廃止に関する法律                                           | 昭和57年法律第69号                                                                |
| 一般会計と国立病院特別会計との間における国有財産の所属替又は所管換の無償整理に関する法律 | 昭和25年法律第8号   | 大蔵省関係法令の整理に関する法律                                                                                                   | 昭和29年法律第121号                                                               |
| 国が有償で譲渡した物件が略奪品として没収された場合の措置に関する法律 | 昭和25年法律第14号  | 中央省庁等改革関係法施行法 | 平成11年法律第160号                                                               |
| 大蔵省預金部特別会計の昭和二十五年度における歳入不足補てんのための一般会計からする繰入金に関する法律 | 昭和25年法律第19号  | 行政事務の簡素合理化に伴う関係法律の整理及び適用対象の消滅等による法律の廃止に関する法律                                           | 昭和57年法律第69号                                                                |
| 開拓者資金融通特別会計において貸付金の財源に充てるための一般会計からする繰入金に関する法律 | 昭和25年法律第20号  | 開拓者資金に係る政府の貸付金債権の償還条件の緩和及び農林漁業金融公庫への移管等に関する特別措置法                                   | 昭和44年法律第80号                                                                |
| 食糧管理特別会計の歳入不足を補てんするための一般会計からする繰入金に関する法律 | 昭和25年法律第28号  | 行政事務の簡素合理化に伴う関係法律の整理及び適用対象の消滅等による法律の廃止に関する法律                                           | 昭和57年法律第69号                                                                |
| 農業共済再保険特別会計の歳入不足を補てんするための一般会計からする繰入金に関する法律 | 昭和25年法律第29号  | 行政事務の簡素合理化に伴う関係法律の整理及び適用対象の消滅等による法律の廃止に関する法律                                           | 昭和57年法律第69号                                                                |
| アルコール専売事業特別会計から一般会計への納付の特例に関する法律 | 昭和25年法律第30号  | アルコール事業法 | 平成12年法律第36号                                                                |
| 銀行等の債券発行等に関する法律 | 昭和25年法律第40号  | 長期信用銀行法 | 昭和27年法律第187号                                                               |
| 地方税法の一部を改正する等の法律 | 昭和25年法律第50号  | 地方税法 | 昭和25年法律第226号                                                               |
| 造幣局特別会計法 ［旧名称：造幣庁特別会計法］ | 昭和25年法律第63号  | 独立行政法人造幣局法 | 平成14年法律第40号                                                                |
| 米国対日援助物資等処理特別会計法 | 昭和25年法律第65号  | 米国対日援助物資等処理特別会計法等を廃止する法律                                                                                   | 昭和29年法律第34号                                                                |
| 解散団体財産収入金特別会計法 | 昭和25年法律第66号  | 解散団体財産収入金特別会計法を廃止する法律                                                                                         | 昭和28年法律第28号                                                                |
| 貿易再保険特別会計法 ［旧名称：輸出信用保険特別会計法, 輸出保険特別会計法, 貿易保険特別会計法］ | 昭和25年法律第68号  | 特別会計に関する法律 | 平成19年法律第23号                                                                |
| 国税の延滞金等の特例に関する法律 | 昭和25年法律第78号  | 国税徴収法の施行に伴う関係法律の整理等に関する法律                                                                                 | 昭和34年法律第148号                                                               |
| 連合国軍人等住宅公社法 | 昭和25年法律第82号  | 連合国軍人等住宅公社法を廃止する法律                                                                                               | 昭和27年法律第42号                                                                |
| 地方財政平衡交付金一部概算交付暫定措置法 | 昭和25年法律第112号 | 自治庁関係法令の整理に関する法律                                                                                                   | 昭和29年法律第82号                                                                |
| 昭和二十五年の所得税の六月予定申告書の提出及び第一期の納期の特例に関する法律 | 昭和25年法律第116号 | 行政事務の簡素合理化に伴う関係法律の整理及び適用対象の消滅等による法律の廃止に関する法律                                           | 昭和57年法律第69号                                                                |
| 金管理法 ［旧名称：貴金属管理法］ | 昭和25年法律第128号 | 金管理法 | 昭和28年法律第62号                                                                |
| 電波監理委員会設置法 | 昭和25年法律第133号 | 郵政省設置法の一部改正に伴う関係法令の整理に関する法律                                                                             | 昭和27年法律第280号                                                               |
| 最高裁判所における民事上告事件の審判の特例に関する法律 | 昭和25年法律第138号 | 附則第2項の規定により昭和29年6月1日から失効。                                                                                      | 附則第2項の規定により昭和29年6月1日から失効。                                     |
| 国家公務員等に対する退職手当の臨時措置に関する法律 | 昭和25年法律第142号 | 第1条第2項の規定により昭和28年7月31日限りで失効                                                                                    | 第1条第2項の規定により昭和28年7月31日限りで失効                                   |
| 電気事業会社の株式会社日本政策投資銀行からの借入金の担保に関する法律 ［旧名称：電気事業会社の米国対日援助見返資金等の借入金の担保に関する法律, 電気事業会社の日本開発銀行からの借入金の担保に関する法律, 電気事業会社の日本政策投資銀行からの借入金の担保に関する法律］                                                                                     | 昭和25年法律第145号 | 電気事業法等の一部を改正する等の法律                                                                                               | 平成27年法律第47号                                                                |
| 罹災都市借地借家臨時処理法第二十五条の二の災害及び同条の規定を適用する地区を定める法律 | 昭和25年法律第146号 | 大規模な災害の被災地における借地借家に関する特別措置法                                                                             | 平成25年法律第61号                                                                |
| 造林臨時措置法 | 昭和25年法律第150号 | 許可、認可等の整理及び合理化に関する法律                                                                                           | 平成6年法律第97号                                                                 |
| 住宅金融公庫法 | 昭和25年法律第156号 | 独立行政法人住宅金融支援機構法 | 平成17年法律第82号                                                                |
| 外資に関する法律 | 昭和25年法律第163号 | 外国為替及び外国貿易管理法の一部を改正する法律                                                                                     | 昭和54年法律第65号                                                                |
| 外資委員会設置法 | 昭和25年法律第164号 | 大蔵省設置法の一部を改正する法律                                                                                                   | 昭和27年法律第269号                                                               |
| 米国対日援助見返資金特別会計からする電気通信事業特別会計及び国有林野事業特別会計に対する繰入金並びに日本国有鉄道に対する交付金に関する法律 | 昭和25年法律第166号 | 行政事務の簡素合理化に伴う関係法律の整理及び適用対象の消滅等による法律の廃止に関する法律                                           | 昭和57年法律第69号                                                                |
| 水産資源枯渇防止法 | 昭和25年法律第171号 | 水産資源保護法 | 昭和26年法律第313号                                                               |
| 配炭公団の損失金補てんのための交付金等に関する法律 | 昭和25年法律第173号 | 大蔵省関係法令の整理に関する法律                                                                                                   | 昭和29年法律第121号                                                               |
| 富裕税法 | 昭和25年法律第174号 | 富裕税法を廃止する法律 | 昭和28年法律第164号                                                               |
| 特別鉱害復旧臨時措置法 | 昭和25年法律第176号 | 附則第2項の規定により昭和33年4月1日から失効。                                                                                      | 附則第2項の規定により昭和33年4月1日から失効。                                     |
| 国家公務員の職階制に関する法律 | 昭和25年法律第180号 | 国家公務員法等の一部を改正する法律                                                                                                 | 平成19年法律第108号                                                               |
| 社会福祉主事の設置に関する法律 | 昭和25年法律第182号 | 社会福祉法 | 昭和26年法律第45号                                                                |
| 弁護士法第六条第一項第二号に規定する大学を定める法律 ［旧名称：弁護士法第五条第三号に規定する大学を定める法律］ | 昭和25年法律第188号 | 弁護士法の一部を改正する法律 | 平成16年法律第9号                                                                 |
| 昭和二十五年度における災害復旧事業費国庫負担の特例に関する法律 | 昭和25年法律第189号 | 公共土木施設災害復旧事業費国庫負担法                                                                                               | 昭和26年法律第97号                                                                |
| つむぎ等の輸入税を免除する法律 | 昭和25年法律第192号 | 関税定率法の一部を改正する法律 | 昭和26年法律第110号                                                               |
| 更生緊急保護法 | 昭和25年法律第203号 | 更生保護事業法の施行及びこれに伴う関係法律の整備等に関する法律                                                                     | 平成7年法律第87号                                                                 |
| 滅失鉱業原簿調製等臨時措置法 | 昭和25年法律第206号 | 滅失鉱業原簿調製等臨時措置法を廃止する法律                                                                                         | 昭和35年法律第48号                                                                |
| 地方財政委員会設置法 | 昭和25年法律第210号 | 自治省設置法 | 昭和27年法律第261号                                                               |
| 予防接種法等による国庫負担の特例等に関する法律 | 昭和25年法律第212号 | 行政事務の簡素合理化に伴う関係法律の整理及び適用対象の消滅等による法律の廃止に関する法律                                           | 昭和57年法律第69号                                                                |
| 商工会議所法 | 昭和25年法律第215号 | 商工会議所法 | 昭和28年法律第143号                                                               |
| 首都建設法 | 昭和25年法律第219号 | 首都圏整備法 | 昭和31年法律第83号                                                                |
| 阿波丸事件の見舞金に関する法律 | 昭和25年法律第223号 | 実効性喪失 | 実効性喪失                                                                        |
| 罹災都市借地借家臨時処理法第二十五条の二の災害及び同条の規定を適用する地区を定める法律 | 昭和25年法律第224号 | 大規模な災害の被災地における借地借家に関する特別措置法                                                                             | 平成25年法律第61号                                                                |
| 船舶公団の共有持分の処理等に関する法律 | 昭和25年法律第237号 | 行政事務の簡素合理化に伴う関係法律の整理及び適用対象の消滅等による法律の廃止に関する法律                                           | 昭和57年法律第69号                                                                |
| 昭和二十五年における教育委員会の委員の定例選挙の期日の特例等に関する法律 | 昭和25年法律第238号 | 自治庁関係法令の整理に関する法律                                                                                                   | 昭和29年法律第82号                                                                |
| 鉄道公安職員の職務に関する法律 | 昭和25年法律第241号 | 日本国有鉄道改革法等施行法 | 昭和61年法律第93号                                                                |
| 低性能船舶買入法 | 昭和25年法律第242号 | 運輸省関係法令の整理に関する法律                                                                                                   | 昭和29年法律第93号                                                                |
| 主要食糧供出報奨物資の配給に伴う損失の補てんに関する法律 | 昭和25年法律第243号 | 大蔵省関係法令の整理に関する法律                                                                                                   | 昭和29年法律第121号                                                               |
| 歯科医師国家試験予備試験の受験資格の特例に関する法律 | 昭和25年法律第246号 | 実効性喪失 | 実効性喪失                                                                        |
| 塩田等災害復旧事業費補助法 | 昭和25年法律第257号 | 製塩施設法 | 昭和27年法律第228号                                                               |
| 中小企業信用保険特別会計法 | 昭和25年法律第265号 | 中小企業信用保険公庫法 | 昭和33年法律第93号                                                                |
| 国家公務員に対する年末手当の支給に関する法律 | 昭和25年法律第266号 | 一般職の職員の給与に関する法律の一部を改正する法律                                                                                 | 昭和32年法律第154号                                                               |
| 日本輸出入銀行法 ［旧名称：日本輸出銀行法］ | 昭和25年法律第268号 | 国際協力銀行法 | 平成11年法律第35号                                                                |
| 特別鉱害復旧特別会計法 | 昭和25年法律第271号 | 特別鉱害復旧特別会計法を廃止する法律                                                                                               | 昭和34年法律第63号                                                                |
| 郵政事業特別会計の歳入不足を補てんするための一般会計からする繰入金に関する法律 | 昭和25年法律第276号 | 実効性喪失：昭和25年度の会計に限り適用                                                                                             | 実効性喪失：昭和25年度の会計に限り適用                                            |
| 所得税法臨時特例法 | 昭和25年法律第282号 | 実効性喪失 | 実効性喪失                                                                        |
| 外国為替特別会計の資本の増加に充てるための一般会計からする繰入金に関する法律 | 昭和25年法律第293号 | 行政事務の簡素合理化に伴う関係法律の整理及び適用対象の消滅等による法律の廃止に関する法律                                           | 昭和57年法律第69号                                                                |

### 1951年～1960年
| 法律名 | 法令番号            | 廃止根拠法令名 | 法令番号 |
| --- | ------------------- | --- | --- |
| 地方公共団体の議員及び長の選挙期日等の臨時特例に関する法律 | 昭和26年法律第2号   | 自治庁関係法令の整理に関する法律 | 昭和29年法律第82号                                                                                              |
| 公立学校の教育公務員と地方公共団体の議員との兼職についての臨時措置に関する法律 | 昭和26年法律第3号   | 行政事務の簡素合理化に伴う関係法律の整理及び適用対象の消滅等による法律の廃止に関する法律                                                                   | 昭和57年法律第69号                                                                                              |
| 農地証券の償還金の一部を一般会計の負担とすることに関する法律 | 昭和26年法律第21号  | 行政事務の簡素合理化に伴う関係法律の整理及び適用対象の消滅等による法律の廃止に関する法律                                                                   | 昭和57年法律第69号                                                                                              |
| 郵政事業特別会計の歳入不足を補てんするための一般会計からする繰入金に関する法律 | 昭和26年法律第23号  | 実効性喪失：昭和26年度の会計に限り適用 | |
| 開拓者資金融通特別会計において貸付金の財源に充てるための一般会計からする繰入金に関する法律 | 昭和26年法律第29号  | 開拓者資金に係る政府の貸付金債権の償還条件の緩和及び農林漁業金融公庫への移管等に関する特別措置法                                                           | 昭和44年法律第80号                                                                                              |
| 厚生年金保険法特例 | 昭和26年法律第38号  | 厚生年金保険法 | 昭和29年法律第115号                                                                                             |
| 昭和二十六年度に入学する児童に対する教科用図書の給与に関する法律 | 昭和26年法律第49号  | 新たに入学する児童に対する教科用図書の給与に関する法律 | 昭和27年法律第32号                                                                                              |
| 在外公館等借入金の返済の準備に関する法律 | 昭和26年法律第54号  | 在外公館等借入金の返済の準備に関する法律を廃止する法律 | 昭和31年法律第15号                                                                                              |
| 外国為替資金特別会計法 | 昭和26年法律第56号  | 特別会計に関する法律 | 平成19年法律第23号                                                                                              |
| 緊要物資輸入基金特別会計法 | 昭和26年法律第58号  | 緊要物資輸入基金特別会計法等を廃止する法律 | 昭和29年法律第6号                                                                                               |
| 低性能船舶買入法の規定により国が買い入れた船舶の外航船腹需給調整のためにする売払に関する法律 | 昭和26年法律第61号  | 運輸省関係法令の整理に関する法律 | 昭和29年法律第93号                                                                                              |
| 積雪寒冷単作地帯振興臨時措置法 | 昭和26年法律第66号  | 附則第2項の規定により昭和46年3月31日限りで失効。 | 附則第2項の規定により昭和46年3月31日限りで失効。                                                                |
| 国会閉会中委員会が審査を行う場合の委員の審査雑費に関する法律 | 昭和26年法律第68号  | 国会閉会中委員会が審査を行う場合の委員の審査雑費に関する法律                                                                                               | 昭和32年法律第129号                                                                                             |
| 食糧管理特別会計の歳入不足を補てんするための一般会計からする繰入金に関する法律 | 昭和26年法律第69号  | 行政事務の簡素合理化に伴う関係法律の整理及び適用対象の消滅等による法律の廃止に関する法律                                                                   | 昭和57年法律第69号                                                                                              |
| 食糧配給公団の清算経費の財源に充てるための剰余金の使用に関する法律 | 昭和26年法律第70号  | 行政事務の簡素合理化に伴う関係法律の整理及び適用対象の消滅等による法律の廃止に関する法律                                                                   | 昭和57年法律第69号                                                                                              |
| 鉱工品貿易公団の損失金補てんのための交付金に関する法律 | 昭和26年法律第75号  | 大蔵省関係法令の整理に関する法律 | 昭和29年法律第121号                                                                                             |
| 結核予防法 | 昭和26年法律第96号  | 行政事務の簡素合理化に伴う関係法律の整理及び適用対象の消滅等による法律の廃止に関する法律                                                                   | 昭和57年法律第69号                                                                                              |
| 財政融資資金特別会計法 ［旧名称：資金運用部特別会計法］ | 昭和26年法律第101号 | 特別会計に関する法律 | 平成19年法律第23号                                                                                              |
| 郵便貯金特別会計法 | 昭和26年法律第103号 | 日本郵政公社法施行法 | 平成14年法律第98号                                                                                              |
| 農林漁業資金融通法 | 昭和26年法律第105号 | 農林漁業金融公庫法 | 昭和27年法律第355号                                                                                             |
| 農林漁業資金融通特別会計法 | 昭和26年法律第106号 | 農林漁業金融公庫法 | 昭和27年法律第355号                                                                                             |
| 日本開発銀行法 | 昭和26年法律第108号 | 日本政策投資銀行法 | 平成11年法律第73号                                                                                              |
| 有線ラジオ放送業務の運用の規正に関する法律 〔通称：有線ラジオ放送法〕［旧名称：有線放送業務の運用の規正に関する法律］ | 昭和26年法律第135号 | 放送法等の一部を改正する法律 | 平成22年法律第65号                                                                                              |
| 農林漁業組合再建整備法 ［旧名称：農漁業協同組合再建整備法］ | 昭和26年法律第140号 | 行政事務の簡素合理化に伴う関係法律の整理及び適用対象の消滅等による法律の廃止に関する法律                                                                   | 昭和57年法律第69号                                                                                              |
| 熱管理法 | 昭和26年法律第146号 | エネルギーの使用の合理化に関する法律 | 昭和54年法律第49号                                                                                              |
| 株式会社の再評価積立金の資本組入に関する法律 ［旧名称：再評価積立金の資本組入に関する法律］ | 昭和26年法律第143号 | 附則第2項の規定により昭和48年3月31日に失効。 | 附則第2項の規定により昭和48年3月31日に失効。                                                                    |
| 租税債権及び貸付金債権以外の国の債権の整理に関する法律 | 昭和26年法律第197号 | 国の債権の管理等に関する法律 | 昭和31年法律第114号                                                                                             |
| 相互銀行法 | 昭和26年法律第199号 | 金融制度及び証券取引制度の改革のための関係法律の整備等に関する法律                                                                                         | 平成4年法律第87号                                                                                               |
| ニツケル製錬事業助成臨時措置法 | 昭和26年法律第206号 | ニツケル製錬事業助成臨時措置法を廃止する法律 | 昭和30年法律第22号                                                                                              |
| 計量法 | 昭和26年法律第207号 | 計量法 | 平成4年法律第51号                                                                                               |
| 計量法施行法 | 昭和26年法律第208号 | 計量法 | 平成4年法律第51号                                                                                               |
| 商法の一部を改正する法律施行法 | 昭和26年法律第210号 | 会社法の施行に伴う関係法律の整備等に関する法律 | 平成17年法律第87号                                                                                              |
| 住民登録法 | 昭和26年法律第218号 | 住民基本台帳法 | 昭和42年法律第81号                                                                                              |
| 電話設備費負担臨時措置法 | 昭和26年法律第225号 | 日本電信電話株式会社法及び電気通信事業法の施行に伴う関係法律の整備等に関する法律                                                                           | 昭和59年法律第87号                                                                                              |
| 緊要物資の売払に関する法律 | 昭和26年法律第229号 | 行政事務の簡素合理化に伴う関係法律の整理及び適用対象の消滅等による法律の廃止に関する法律                                                                   | 昭和57年法律第69号                                                                                              |
| 国有林野整備臨時措置法 | 昭和26年法律第247号 | 附則第2項の規定により昭和30年3月31日限りで失効。 | 附則第2項の規定により昭和30年3月31日限りで失効。                                                                |
| 診療所における同一患者の収容時間の制限に関する医療法の特例に関する法律 | 昭和26年法律第259号 | 医療法の一部を改正する法律 | 昭和29年法律第62号                                                                                              |
| 公職に関する就職禁止、退職等に関する勅令の規定による覚書該当者の指定の解除に関する法律 | 昭和26年法律第268号 | 公職に関する就職禁止、退職等に関する勅令等の廃止に関する法律                                                                                               | 昭和27年法律第94号                                                                                              |
| 所得税法の臨時特例に関する法律 | 昭和26年法律第273号 | 実効性喪失 | 実効性喪失 |
| 外務省設置法 | 昭和26年法律第283号 | 中央省庁等改革のための国の行政組織関係法律の整備等に関する法律                                                                                             | 平成11年法律第102号号                                                                                           |
| 昭和二十六年度における国家公務員に対する年末手当の額の特例に関する法律 | 昭和26年法律第284号 | 内閣及び総理府関係法令の整理に関する法律 | 昭和29年法律第203号                                                                                             |
| 一般会計の歳出の財源に充てるための資金運用部特別会計からする繰入金に関する法律 | 昭和26年法律第293号 | 行政事務の簡素合理化に伴う関係法律の整理及び適用対象の消滅等による法律の廃止に関する法律                                                                   | 昭和57年法律第69号                                                                                              |
| 農業共済再保険特別会計における家畜再保険金の支払財源に充てるための一般会計からする繰入金に関する法律 | 昭和26年法律第295号 | 行政事務の簡素合理化に伴う関係法律の整理及び適用対象の消滅等による法律の廃止に関する法律                                                                   | 昭和57年法律第69号                                                                                              |
| 学校及び保育所の給食の用に供するミルク等の譲与並びにこれに伴う財政措置に関する法律 | 昭和26年法律第301号 | 大蔵省関係法令の整理に関する法律 | 昭和29年法律第121号                                                                                             |
| 生糸の輸入に係る調整等に関する法律 ［旧名称：繭糸価格安定法］ | 昭和26年法律第310号 | 生糸の輸入に係る調整等に関する法律を廃止する法律 | 平成20年法律第12号                                                                                              |
| 糸価安定特別会計法 | 昭和26年法律第311号 | 繭糸価格安定法の一部を改正する法律 | 昭和44年法律第12号                                                                                              |
| 罹災都市借地借家臨時処理法第二十五条の二の災害及び同条の規定を適用する地区を定める法律 | 昭和27年法律第1号   | 大規模な災害の被災地における借地借家に関する特別措置法 | 平成25年法律第61号                                                                                              |
| 真珠養殖事業法 | 昭和27年法律第9号   | 真珠養殖事業法を廃止する法律 | 平成10年法律第37号                                                                                              |
| 開拓者資金融通特別会計において貸付金の財源に充てるための一般会計からする繰入金に関する法律 | 昭和27年法律第10号  | 開拓者資金に係る政府の貸付金債権の償還条件の緩和及び農林漁業金融公庫への移管等に関する特別措置法                                                           | 昭和44年法律第80号                                                                                              |
| 私立学校振興会法 | 昭和27年法律第11号  | 日本私学振興財団法 | 昭和45年法律第69号                                                                                              |
| ポツダム宣言の受諾に伴い発する命令に関する件に基く警察関係命令の措置に関する法律 | 昭和27年法律第13号  | 実効性喪失 | 実効性喪失 |
| 昭和二十六年十月の台風による漁業災害の復旧資金の融通に関する特別措置法 | 昭和27年法律第18号  | 実効性喪失 | 実効性喪失 |
| 住宅緊急措置令等の廃止に関する法律 | 昭和27年法律第19号  | 実効性喪失 | 実効性喪失 |
| 閉鎖機関日本蚕糸統制株式会社が積み立てた繭糸価格安定資金の処分に関する法律 | 昭和27年法律第20号  | 行政事務の簡素合理化に伴う関係法律の整理及び適用対象の消滅等による法律の廃止に関する法律                                                                   | 昭和57年法律第69号                                                                                              |
| 国際的供給不足物資等の需給調整に関する臨時措置に関する法律 | 昭和27年法律第23号  | 附則第2項の規定により昭和30年4月1日に失効。 | 附則第2項の規定により昭和30年4月1日に失効。                                                                     |
| 商船管理委員会の解散及び清算に関する法律 | 昭和27年法律第24号  | 行政事務の簡素合理化に伴う関係法律の整理及び適用対象の消滅等による法律の廃止に関する法律                                                                   | 昭和57年法律第69号                                                                                              |
| 新たに入学する児童に対する教科用図書の給与に関する法律 | 昭和27年法律第32号  | 就学困難な児童及び生徒に係る就学奨励についての国の援助に関する法律                                                                                         | 昭和31年法律第40号                                                                                              |
| 漁船再保険特別会計における漁船再保険事業について生じた損失を補てんするための一般会計からする繰入金に関する法律 | 昭和27年法律第48号  | 行政事務の簡素合理化に伴う関係法律の整理及び適用対象の消滅等による法律の廃止に関する法律                                                                   | 昭和57年法律第69号                                                                                              |
| 農業共済再保険特別会計の歳入不足を補てんするための一般会計からする繰入金に関する法律 | 昭和27年法律第50号  | 行政事務の簡素合理化に伴う関係法律の整理及び適用対象の消滅等による法律の廃止に関する法律                                                                   | 昭和57年法律第69号                                                                                              |
| 資金運用部預託金利率の特例に関する法律 | 昭和27年法律第52号  | 資金運用部資金法の一部を改正する法律 | 昭和36年法律第22号                                                                                              |
| 一般会計の歳出の財源に充てるための米国対日援助物資等処理特別会計からする繰入金に関する法律 | 昭和27年法律第64号  | 米国対日援助物資等処理特別会計法等を廃止する法律 | 昭和29年法律第34号                                                                                              |
| 昭和二十六年十月の台風による木船災害の復旧資金の融通に関する特別措置法 | 昭和27年法律第69号  | 行政事務の簡素合理化に伴う関係法律の整理及び適用対象の消滅等による法律の廃止に関する法律                                                                   | 昭和57年法律第69号                                                                                              |
| 捕獲審検所の検定の再審査に関する法律 | 昭和27年法律第70号  | 附則第2項の規定により施行後9年を経過した日に失効。 | 附則第2項の規定により施行後9年を経過した日に失効。                                                              |
| ポツダム宣言の受諾に伴い発する命令に関する件に基く農林関係諸命令の措置に関する法律 | 昭和27年法律第73号  | 実効性喪失 | 実効性喪失 |
| 小型機船底びき網漁業整理特別措置法 | 昭和27年法律第77号  | 行政事務の簡素合理化に伴う関係法律の整理及び適用対象の消滅等による法律の廃止に関する法律                                                                   | 昭和57年法律第69号                                                                                              |
| 在外公館の名称及び位置を定める法律 | 昭和27年法律第85号  | 外務省設置法の一部を改正する法律 | 昭和44年法律第3号                                                                                               |
| 十勝沖地震による漁業災害の復旧資金の融通に関する特別措置法 | 昭和27年法律第89号  | 実効性喪失 | 実効性喪失 |
| ポツダム宣言の受諾に伴い発する命令に関する件に基く建設省関係命令の措置に関する法律 | 昭和27年法律第98号  | 実効性喪失 | 実効性喪失 |
| 平和条約第十一条による刑の執行及び赦免等に関する法律 | 昭和27年法律第103号 | 実効性喪失 | 実効性喪失 |
| 平和条約の実施に伴う刑事判決の再審査等に関する法律 | 昭和27年法律第105号 | 実効性喪失 | 実効性喪失 |
| 住民登録法施行法 | 昭和27年法律第106号 | 住民基本台帳法 | 昭和42年法律第81号                                                                                              |
| 町村職員恩給組合法 | 昭和27年法律第118号 | 地方公務員等共済組合法 | 昭和37年法律第152号                                                                                             |
| 外国人登録法 〔通称：外登法, 外録法〕 | 昭和27年法律第125号 | 出入国管理及び難民認定法及び日本国との平和条約に基づき日本の国籍を離脱した者等の出入国管理に関する特例法の一部を改正する等の法律                           | 平成21年法律第79号                                                                                              |
| 主要農作物種子法 | 昭和27年法律第131号 | 主要農作物種子法を廃止する法律 | 平成29年法律第20号                                                                                              |
| 補助貨幣損傷等取締法臨時特例 | 昭和27年法律第132号 | 小額通貨の整理及び支払金の端数計算に関する法律 | 昭和28年法律第60号                                                                                              |
| 十勝沖地震による農林業災害の復旧資金の融通に関する特別措置法 | 昭和27年法律第134号 | 行政事務の簡素合理化に伴う関係法律の整理及び適用対象の消滅等による法律の廃止に関する法律                                                                   | 昭和57年法律第69号                                                                                              |
| 急傾斜地帯農業振興臨時措置法 | 昭和27年法律第135号 | 附則第2項の規定により昭和46年3月31日限りで失効。 | 附則第2項の規定により昭和46年3月31日限りで失効。                                                                |
| 米穀の政府買入価格の特例に関する法律 | 昭和27年法律第136号 | 主要食糧の需給及び価格の安定に関する法律等の一部を改正する法律                                                                                             | 平成15年法律第103号                                                                                             |
| 罹災都市借地借家臨時処理法第二十五条の二の災害及び同条の規定を適用する地区を定める法律 | 昭和27年法律第139号 | 大規模な災害の被災地における借地借家に関する特別措置法 | 平成25年法律第61号                                                                                              |
| 町村の警察維持に関する責任転移の時期の特例に関する法律 | 昭和27年法律第143号 | 町村の警察維持に関する責任転移の時期の特例に関する法律 | 昭和27年法律第333号                                                                                             |
| 国民健康保険再建整備資金貸付法 | 昭和27年法律第144号 | 行政事務の簡素合理化に伴う関係法律の整理及び適用対象の消滅等による法律の廃止に関する法律                                                                   | 昭和57年法律第69号                                                                                              |
| 統計報告調整法 | 昭和27年法律第148号 | 統計法 | 平成19年法律第53号                                                                                              |
| 耐火建築促進法 | 昭和27年法律第160号 | 防災建築街区造成法 | 昭和36年法律第110号                                                                                             |
| 設備等輸出為替損失補償法 ［旧名称：設備輸出為替損失補償法］ | 昭和27年法律第161号 | 輸出保険法の一部を改正する法律 | 昭和49年法律第61号                                                                                              |
| 石油及び可燃性天然ガス資源開発法 | 昭和27年法律第162号 | 鉱業法の一部を改正する等の法律 | 平成23年法律第84号                                                                                              |
| 地方公共団体職員の給与改善のための地方公共団体に対する国の貸付金に係る債務の免除等に関する法律 | 昭和27年法律第163号 | 行政事務の簡素合理化に伴う関係法律の整理及び適用対象の消滅等による法律の廃止に関する法律                                                                   | 昭和57年法律第69号                                                                                              |
| 国民貯蓄債券法 | 昭和27年法律第164号 | 資金運用部資金法等の一部を改正する法律 | 平成12年法律第99号                                                                                              |
| 道路整備特別措置法 | 昭和27年法律第169号 | 道路整備特別措置法 | 昭和31年法律第7号                                                                                               |
| 特定道路整備事業特別会計法 | 昭和27年法律第170号 | 日本道路公団法 | 昭和31年法律第6号                                                                                               |
| 会社更生法 | 昭和27年法律第172号 | 会社更生法 | 平成14年法律第154号                                                                                             |
| 昭和二十七年度における国家公務員に対する臨時手当の支給に関する法律 | 昭和27年法律第190号 | 内閣及び総理府関係法令の整理に関する法律 | 昭和29年法律第203号                                                                                             |
| 農業災害補償法臨時特例法 | 昭和27年法律第194号 | 農業災害補償法臨時特例法を廃止する法律 | 昭和32年法律第120号                                                                                             |
| 海上警備隊の職員の給与等に関する法律 | 昭和27年法律第197号 | 防衛省の職員の給与等に関する法律 | 昭和27年法律第266号                                                                                             |
| 農業共済基金法 | 昭和27年法律第202号 | 農業災害補償法及び農林漁業信用基金法の一部を改正する法律                                                                                                   | 平成11年法律第69号                                                                                              |
| 恩給法の特例に関する件の措置に関する法律 | 昭和27年法律第205号 | 恩給法の一部を改正する法律 | 昭和28年法律第155号                                                                                             |
| 簡易生命保険の積立金の運用に関する法律 ［旧名称：簡易生命保険及び郵便年金の積立金の運用に関する法律］ | 昭和27年法律第210号 | 日本郵政公社法施行法 | 平成14年法律第98号                                                                                              |
| 漁船乗組員給与保険法 | 昭和27年法律第212号 | 漁業経営に関する補償制度の改善のための漁船損害等補償法及び漁業災害補償法の一部を改正する等の法律                                                           | 平成28年法律第39号                                                                                              |
| 南方連絡事務局設置法 | 昭和27年法律第218号 | 総理府設置法の一部を改正する法律 | 昭和33年法律第152号                                                                                             |
| 昭和二十六年産米穀の超過供出等についての奨励金に対する所得税の臨時特例に関する法律 | 昭和27年法律第227号 | 行政事務の簡素合理化に伴う関係法律の整理及び適用対象の消滅等による法律の廃止に関する法律                                                                   | 昭和57年法律第69号                                                                                              |
| 製塩施設法 | 昭和27年法律第228号 | たばこ事業法等の施行に伴う関係法律の整備等に関する法律 | 昭和59年法律第71号                                                                                              |
| 耕土培養法 | 昭和27年法律第235号 | 地力増進法 | 昭和59年法律第34号                                                                                              |
| 市の警察維持の特例に関する法律 | 昭和27年法律第247号 | 警察法の施行に伴う関係法令の整理に関する法律 | 昭和29年法律第163号                                                                                             |
| 栄養改善法 | 昭和27年法律第248号 | 健康増進法 | 平成14年法律第103号                                                                                             |
| 日本電信電話公社法 | 昭和27年法律第250号 | 日本電信電話株式会社等に関する法律 | 昭和59年法律第85号                                                                                              |
| 日本電信電話公社法施行法 | 昭和27年法律第251号 | 日本電信電話株式会社等に関する法律 | 昭和59年法律第85号                                                                                              |
| 自治省設置法 ［旧名称：自治庁設置法］ | 昭和27年法律第261号 | 中央省庁等改革のための国の行政組織関係法律の整備等に関する法律                                                                                             | 平成11年法律第102号号                                                                                           |
| 経済企画庁設置法 ［旧名称：経済審議庁設置法］ | 昭和27年法律第263号 | 中央省庁等改革のための国の行政組織関係法律の整備等に関する法律                                                                                             | 平成11年法律第102号号                                                                                           |
| 資源調査会設置法 | 昭和27年法律第264号 | 科学技術庁設置法 | 昭和31年法律第49号                                                                                              |
| 保安庁法 | 昭和27年法律第265号 | 防衛省設置法 | 昭和29年法律第164号                                                                                             |
| 海上公安局法 | 昭和27年法律第267号 | 防衛省設置法 | 昭和29年法律第164号                                                                                             |
| 通商産業省設置法 | 昭和27年法律第275号 | 中央省庁等改革のための国の行政組織関係法律の整備等に関する法律                                                                                             | 平成11年法律第102号号                                                                                           |
| 電源開発促進法 | 昭和27年法律第283号 | 電気事業法及びガス事業法の一部を改正する等の法律 | 平成15年法律第92号                                                                                              |
| 昭和二十七年度における行政機構の改革等に伴う国家公務員等に対する退職手当の臨時措置に関する法律 | 昭和27年法律第285号 | 実効性喪失 | 実効性喪失 |
| 中小企業安定法 ［旧名称：特定中小企業の安定に関する臨時措置法］ | 昭和27年法律第294号 | 中小企業団体の組織に関する法律 | 昭和32年法律第185号                                                                                             |
| 臨時石炭鉱害復旧法 〔通称：臨鉱法〕 | 昭和27年法律第295号 | 石炭鉱業の構造調整の完了等に伴う関係法律の整備等に関する法律                                                                                               | 平成12年法律第16号                                                                                              |
| 接収貴金属等の数量等の報告に関する法律 | 昭和27年法律第298号 | 接収貴金属等の処理に関する法律 | 昭和34年法律第135号                                                                                             |
| 国際電信電話株式会社法 〔通称：ＫＤＤ法〕 | 昭和27年法律第301号 | 電気通信分野における規制の合理化のための関係法律の整備等に関する法律                                                                                       | 平成10年法律第58号                                                                                              |
| 国立病院特別会計所属の資産の譲渡等に関する特別措置法 | 昭和28年法律第311号 | 国立病院等の再編成に伴う特別措置に関する法律 | 昭和62年法律第106号                                                                                             |
| 一般職の職員等の俸給の支給方法の臨時特例に関する法律 | 昭和27年法律第313号 | 内閣及び総理府関係法令の整理に関する法律 | 昭和29年法律第203号                                                                                             |
| 食糧管理特別会計の歳入不足を補てんするための一般会計からする繰入金に関する法律 | 昭和27年法律第328号 | 行政事務の簡素合理化に伴う関係法律の整理及び適用対象の消滅等による法律の廃止に関する法律                                                                   | 昭和57年法律第69号                                                                                              |
| 昭和二十八年分所得税の臨時特例等に関する法律 | 昭和27年法律第330号 | 実効性喪失 | 実効性喪失 |
| 町村の警察維持に関する責任転移の時期の特例に関する法律 | 昭和27年法律第333号 | 町村の警察維持に関する責任転移の時期の特例に関する法律 | 昭和28年法律第76号                                                                                              |
| 日本国有鉄道に対する政府貸付金の償還期限の延期に関する法律 | 昭和27年法律第336号 | 行政事務の簡素合理化に伴う関係法律の整理及び適用対象の消滅等による法律の廃止に関する法律                                                                   | 昭和57年法律第69号                                                                                              |
| 電気に関する臨時措置に関する法律 ［旧名称：電気及びガスに関する臨時措置に関する法律］ | 昭和27年法律第341号 | 電気事業法 | 昭和39年法律第170号                                                                                             |
| 昭和二十七年度分の地方財政平衡交付金の単位費用の特例に関する法律 | 昭和27年法律第344号 | 実効性喪失 | 実効性喪失 |
| 中小漁業融資保証保険特別会計法 | 昭和27年法律第347号 | 中小漁業融資保証法の一部を改正する法律 | 昭和51年法律第44号                                                                                              |
| 母子福祉資金の貸付等に関する法律 | 昭和27年法律第350号 | 母子及び父子並びに寡婦福祉法 | 昭和39年法律第129号                                                                                             |
| 昭和二十七年産米穀についての超過供出奨励金等に対する所得税の臨時特例に関する法律 | 昭和27年法律第351号 | 行政事務の簡素合理化に伴う関係法律の整理及び適用対象の消滅等による法律の廃止に関する法律                                                                   | 昭和57年法律第69号                                                                                              |
| 湿田単作地域農業改良促進法 | 昭和27年法律第354号 | 附則第2項の規定により昭和46年3月31日限りで失効。 | 附則第2項の規定により昭和46年3月31日限りで失効。                                                                |
| 農林漁業金融公庫法 | 昭和27年法律第355号 | 株式会社日本政策金融公庫法 | 平成19年法律第57号                                                                                              |
| オホーツク海暴風浪及びカムチヤツカ沖地震による漁業災害の復旧資金の融通に関する特別措置法 | 昭和27年法律第357号 | 実効性喪失 | 実効性喪失 |
| てん菜生産振興臨時措置法 | 昭和28年法律第2号   | 附則第2項の規定により昭和38年3月31日限りで失効。 | 附則第2項の規定により昭和38年3月31日限りで失効。                                                                |
| 海岸砂地地帯農業振興臨時措置法 | 昭和28年法律第12号  | 附則第2項の規定により昭和46年3月31日限りで失効。 | 附則第2項の規定により昭和46年3月31日限りで失効。                                                                |
| 消費生活協同組合資金の貸付に関する法律 | 昭和28年法律第13号  | 消費生活協同組合法の一部を改正する等の法律 | 平成19年法律第47号                                                                                              |
| 漁船再保険特別会計における漁船再保険事業について生じた損失を補てんするための一般会計からする繰入金に関する法律 | 昭和28年法律第29号  | 行政事務の簡素合理化に伴う関係法律の整理及び適用対象の消滅等による法律の廃止に関する法律                                                                   | 昭和57年法律第69号                                                                                              |
| 開拓者資金融通特別会計において貸付金の財源に充てるための一般会計からする繰入金に関する法律 | 昭和28年法律第30号  | 開拓者資金に係る政府の貸付金債権の償還条件の緩和及び農林漁業金融公庫への移管等に関する特別措置法                                                           | 昭和44年法律第80号                                                                                              |
| 昭和二十八年分所得税の七月予定申告の特例等に関する法律 | 昭和28年法律第40号  | 行政事務の簡素合理化に伴う関係法律の整理及び適用対象の消滅等による法律の廃止に関する法律                                                                   | 昭和57年法律第69号                                                                                              |
| 農業災害補償法の臨時特例に関する法律 | 昭和28年法律第45号  | 行政事務の簡素合理化に伴う関係法律の整理及び適用対象の消滅等による法律の廃止に関する法律                                                                   | 昭和57年法律第69号                                                                                              |
| 市町村農業委員会の委員及び都道府県農業委員会の委員の任期延長に関する法律 | 昭和28年法律第46号  | 行政事務の簡素合理化に伴う関係法律の整理及び適用対象の消滅等による法律の廃止に関する法律                                                                   | 昭和57年法律第69号                                                                                              |
| 以西機船底びき網漁業及び遠洋かつお・まぐろ漁業の許可等についての漁業法の臨時特例に関する法律 | 昭和28年法律第58号  | 附則第2項の規定により公布の日から起算して2年を経過した時に失効。                                                                                           | 附則第2項の規定により公布の日から起算して2年を経過した時に失効。                                                |
| 小額通貨の整理及び支払金の端数計算に関する法律 | 昭和28年法律第60号  | 通貨の単位及び貨幣の発行等に関する法律 | 昭和62年法律第42号                                                                                              |
| 産業労働者住宅資金融通法 | 昭和28年法律第63号  | 沖縄振興特別措置法等の一部を改正する法律 | 令和4年法律第7号                                                                                                |
| 木船再保険法 | 昭和28年法律第65号  | 船主相互保険組合法の一部を改正する等の法律 | 昭和49年法律第10号                                                                                              |
| 昭和二十八年四月及び五月における凍霜害の被害農家に対する資金の融通に関する特別措置法 | 昭和28年法律第69号  | 実効性喪失 | 実効性喪失 |
| 道路整備費の財源等に関する臨時措置法 | 昭和28年法律第73号  | 道路整備事業に係る国の財政上の特別措置に関する法律 | 昭和33年法律第34号                                                                                              |
| 町村の警察維持に関する責任転移の時期の特例に関する法律 | 昭和28年法律第76号  | 町村の警察維持に関する責任転移の時期の特例に関する法律 | 昭和28年法律第289号                                                                                             |
| 木船再保険特別会計法 | 昭和28年法律第77号  | 船主相互保険組合法の一部を改正する等の法律 | 昭和49年法律第10号                                                                                              |
| 昭和二十八年度における期末手当の支給の特例に関する法律 | 昭和28年法律第89号  | 内閣及び総理府関係法令の整理に関する法律 | 昭和29年法律第203号                                                                                             |
| 開拓融資保証法 | 昭和28年法律第91号  | 開拓融資保証法の廃止に関する法律 | 昭和48年法律第49号                                                                                              |
| 公衆電気通信法 | 昭和28年法律第97号  | 電気通信事業法 | 昭和59年法律第86号                                                                                              |
| 自治大学校設置法 | 昭和28年法律第99号  | 国家行政組織法の一部を改正する法律の施行に伴う関係法律の整理等に関する法律                                                                                 | 昭和58年法律第78号                                                                                              |
| 昭和二十八年度から昭和三十五年度までの各年度における国債整理基金に充てるべき資金の繰入の特例に関する法律 ［旧名称：昭和二十八年度における国債基金に充てるべき資金の繰入の特例に関する法律, 昭和二十八年度及び昭和二十九年度における国債整理基金に充てるべき資金の繰入の特例に関する法律, 昭和二十八年度、昭和二十九年度及び昭和三十年度における国債整理基金に充てるべき資金の繰入の特例に関する法律, 昭和二十八年度から昭和三十一年度までの各年度における国債整理基金に充てるべき資金の繰入に関する法律, 昭和二十八年度から昭和三十二年度までの各年度における国債整理基金に充てるべき資金の繰入の特例に関する法律, 昭和二十八年度から昭和三十三年度までの各年度における国債整理基金に充てるべき資金の繰入の特例に関する法律, 昭和二十八年度から昭和三十四年度までの各年度における国債整理基金に充てるべき資金の繰入の特例に関する法律］ | 昭和28年法律第100号 | 国債整理基金に充てるべき資金の繰入れの特例に関する法律 | 昭和36年法律第56号                                                                                              |
| 有価証券取引税法 | 昭和28年法律第102号 | 有価証券取引税法及び取引所税法を廃止する法律 | 平成11年法律第10号                                                                                              |
| 国際復興開発銀行からの外資の受入について日本開発銀行、日本輸出入銀行、愛知用水公団等が発行する債券の利子に対する所得税の免除に関する法律 ［旧名称：国際復興開発銀行からの外資の受入について日本開発銀行又は日本輸出入銀行が発行する債券の利子に対する所得税の免除に関する法律, 国際復興開発銀行からの外資の受入について日本開発銀行、日本輸出入銀行又は愛知用水公団が発行する債券の利子に対する所得税の免除に関する法律］ | 昭和28年法律第106号 | 国際復興開発銀行等からの外資の受入に関する特別措置に関する法律の一部を改正する法律                                                                         | 昭和40年法律第20号                                                                                              |
| 塩業組合法 | 昭和28年法律第107号 | たばこ事業法等の施行に伴う関係法律の整備等に関する法律 | 昭和59年法律第71号                                                                                              |
| 地方公共団体の負担金の納付の特例に関する法律 | 昭和28年法律第111号 | 地方公共団体の負担金の納付の特例に関する法律を廃止する法律                                                                                                 | 昭和36年法律第14号                                                                                              |
| 木材防腐特別措置法 | 昭和28年法律第112号 | 許可、認可等の整理及び合理化に関する法律 | 平成6年法律第97号                                                                                               |
| 産業投資特別会計法 | 昭和28年法律第122号 | 特別会計に関する法律 | 平成19年法律第23号                                                                                              |
| 一般会計の歳出の財源に充てるための緊要物資輸入基金からする一般会計への繰入金に関する法律 | 昭和28年法律第127号 | 緊要物資輸入基金特別会計法等を廃止する法律 | 昭和29年法律第6号                                                                                               |
| 昭和二十八年度における特定道路整備事業特別会計の歳出の財源の特例に関する法律 | 昭和28年法律第128号 | 日本道路公団法 | 昭和31年法律第6号                                                                                               |
| 鉄道債券等に係る債務の保証に関する法律 ［旧名称：鉄道債券及び電信電話債券等に係る債務の保証に関する法律］ | 昭和28年法律第129号 | 日本国有鉄道改革法等施行法 | 昭和61年法律第93号                                                                                              |
| 中小企業金融公庫法 | 昭和28年法律第138号 | 株式会社日本政策金融公庫法 | 平成19年法律第57号                                                                                              |
| 臨時船質等改善助成利子補給法 | 昭和28年法律第150号 | 行政事務の簡素合理化に伴う関係法律の整理及び適用対象の消滅等による法律の廃止に関する法律                                                                   | 昭和57年法律第69号                                                                                              |
| 海上衝突予防法 | 昭和28年法律第151号 | 海上衝突予防法 | 昭和52年法律第62号                                                                                              |
| 日本航空株式会社法 | 昭和28年法律第154号 | 日本航空株式会社法を廃止する等の法律 | 昭和62年法律第92号                                                                                              |
| 昭和二十八年産米穀についての超過供出奨励金等に対する所得税の臨時特例に関する法律 | 昭和28年法律第177号 | 行政事務の簡素合理化に伴う関係法律の整理及び適用対象の消滅等による法律の廃止に関する法律                                                                   | 昭和57年法律第69号                                                                                              |
| 特別減税国債法 | 昭和28年法律第178号 | 行政事務の簡素合理化に伴う関係法律の整理及び適用対象の消滅等による法律の廃止に関する法律                                                                   | 昭和57年法律第69号                                                                                              |
| 昭和二十八年度における国会議員の秘書の期末手当の支給の特例に関する法律 | 昭和28年法律第179号 | 行政事務の簡素合理化に伴う関係法律の整理及び適用対象の消滅等による法律の廃止に関する法律                                                                   | 昭和57年法律第69号                                                                                              |
| 昭和二十八年台風第二号による被害農家及び被害漁家に対する資金の融通に関する特別措置法 | 昭和28年法律第187号 | 実効性喪失 | 実効性喪失 |
| 農林漁業組合連合会整備促進法 | 昭和28年法律第190号 | 行政事務の簡素合理化に伴う関係法律の整理及び適用対象の消滅等による法律の廃止に関する法律                                                                   | 昭和57年法律第69号                                                                                              |
| 医師等の免許及び試験の特例に関する法律 | 昭和28年法律第192号 | 行政事務の簡素合理化に伴う関係法律の整理及び適用対象の消滅等による法律の廃止に関する法律                                                                   | 昭和57年法律第69号                                                                                              |
| 畑地農業改良促進法 | 昭和28年法律第205号 | 附則第2項の規定により昭和46年3月31日限りで失効。 | 附則第2項の規定により昭和46年3月31日限りで失効。                                                                |
| 日雇労働者健康保険法 | 昭和28年法律第207号 | 健康保険法等の一部を改正する法律 | 昭和59年法律第77号                                                                                              |
| 青年学級振興法 | 昭和28年法律第211号 | 地方分権の推進を図るための関係法律の整備等に関する法律 | 平成11年法律第87号                                                                                              |
| らい予防法 | 昭和28年法律第214号 | らい予防法の廃止に関する法律 | 平成8年法律第28号                                                                                               |
| 昭和二十八年六月及び七月の大水害並びに同年八月及び九月の風水害の被害地域における公衆衛生の保持に関する特別措置法 ［旧名称：昭和二十八年六月及び七月の大水害の被害地域における公衆衛生の保持に関する特別措置法］ | 昭和28年法律第216号 | 行政事務の簡素合理化に伴う関係法律の整理及び適用対象の消滅等による法律の廃止に関する法律                                                                   | 昭和57年法律第69号                                                                                              |
| 昭和二十八年六月及び七月の大水害並びに同年八月及び九月の風水害の被害地域における災害救助に関する特別措置法 ［旧名称：昭和二十八年六月及び七月の大水害の被害地域における災害救助に関する特別措置法］ | 昭和28年法律第217号 | 行政事務の簡素合理化に伴う関係法律の整理及び適用対象の消滅等による法律の廃止に関する法律                                                                   | 昭和57年法律第69号                                                                                              |
| 昭和二十八年六月及び七月の大水害並びに同年八月及び九月の風水害の被害地域に行われる国民健康保険事業に対する資金の貸付及び補助に関する特別措置法 ［旧名称：昭和二十八年六月及び七月の大水害の被害地域に行われる国民健康保険事業に対する資金の貸付及び補助に関する特別措置法］ | 昭和28年法律第218号 | 行政事務の簡素合理化に伴う関係法律の整理及び適用対象の消滅等による法律の廃止に関する法律                                                                   | 昭和57年法律第69号                                                                                              |
| 昭和二十八年六月及び七月の大水害並びに同年八月及び九月の風水害による被害地域における失業対策事業に関する特別措置法 ［旧名称：昭和二十八年六月及び七月の大水害による被害地域における失業対策事業に関する特別措置法］ | 昭和28年法律第219号 | 行政事務の簡素合理化に伴う関係法律の整理及び適用対象の消滅等による法律の廃止に関する法律                                                                   | 昭和57年法律第69号                                                                                              |
| 昭和二十八年六月及び七月の大水害並びに同年八月及び九月の風水害による被害たばこ耕作者に対する資金の融通に関する特別措置法 ［旧名称：昭和二十八年六月及び七月における水害による被害たばこ耕作者に対する資金の融通に関する特別措置法］ | 昭和28年法律第220号 | 行政事務の簡素合理化に伴う関係法律の整理及び適用対象の消滅等による法律の廃止に関する法律                                                                   | 昭和57年法律第69号                                                                                              |
| 昭和二十八年六月及び七月における大水害並びに同年八月及び九月における風水害に伴う中小企業信用保険法の特例に関する法律 ［旧名称：昭和二十八年六月及び七月における大水害に伴う中小企業信用保険法の特例に関する法律］ | 昭和28年法律第221号 | 行政事務の簡素合理化に伴う関係法律の整理及び適用対象の消滅等による法律の廃止に関する法律                                                                   | 昭和57年法律第69号                                                                                              |
| 昭和二十八年六月及び七月における大水害並びに同年八月及び九月における風水害による地方鉄道等の災害の復旧のための特別措置に関する法律 ［旧名称：昭和二十八年六月及び七月における大水害による地方鉄道等の災害の復旧のための特別措置に関する法律］ | 昭和28年法律第222号 | 行政事務の簡素合理化に伴う関係法律の整理及び適用対象の消滅等による法律の廃止に関する法律                                                                   | 昭和57年法律第69号                                                                                              |
| 農産物価格安定法 〔通称：農安法〕 | 昭和28年法律第225号 | 砂糖の価格調整に関する法律及び独立行政法人農畜産業振興機構法の一部を改正する等の法律                                                                       | 平成18年法律第89号                                                                                              |
| 昭和二十八年六月及び七月の大水害並びに同年八月及び九月の風水害により被害を受けた公務員等に対する国家公務員共済組合の給付の特例等に関する法律 ［旧名称：昭和二十八年六月及び七月の大水害により被害を受けた公務員等に対する国家公務員共済組合の給付の特例等に関する法律］ | 昭和28年法律第228号 | 行政事務の簡素合理化に伴う関係法律の整理及び適用対象の消滅等による法律の廃止に関する法律                                                                   | 昭和57年法律第69号                                                                                              |
| 昭和二十八年六月及び七月の大水害並びに同年八月及び九月の風水害により被害を受けた地方公共団体の起債の特例に関する法律 ［旧名称：昭和二十八年六月及び七月の大水害により被害を受けた地方公共団体の起債の特例に関する法律］ | 昭和28年法律第229号 | 行政事務の簡素合理化に伴う関係法律の整理及び適用対象の消滅等による法律の廃止に関する法律                                                                   | 昭和57年法律第69号                                                                                              |
| 昭和二十八年六月及び七月における大水害並びに同年八月及び九月における風水害による病院及び診療所の災害の復旧に関する特別措置法 ［旧名称：昭和二十八年六月及び七月における大水害による病院及び診療所の災害の復旧に関する特別措置法］ | 昭和28年法律第230号 | 行政事務の簡素合理化に伴う関係法律の整理及び適用対象の消滅等による法律の廃止に関する法律                                                                   | 昭和57年法律第69号                                                                                              |
| 昭和二十八年六月及び七月の大水害並びに同年八月及び九月の風水害による社会福祉事業施設の災害の復旧に関する特別措置法 ［旧名称：昭和二十八年六月及び七月の大水害による社会福祉事業施設の災害の復旧に関する特別措置法］ | 昭和28年法律第231号 | 行政事務の簡素合理化に伴う関係法律の整理及び適用対象の消滅等による法律の廃止に関する法律                                                                   | 昭和57年法律第69号                                                                                              |
| 昭和二十八年六月及び七月の大水害並びに同年八月及び九月の風水害の被害地域において行う母子福祉資金の貸付に関する特別措置法 ［旧名称：昭和二十八年六月及び七月の大水害の被害地域において行う母子福祉資金の貸付に関する特別措置法］ | 昭和28年法律第232号 | 行政事務の簡素合理化に伴う関係法律の整理及び適用対象の消滅等による法律の廃止に関する法律                                                                   | 昭和57年法律第69号                                                                                              |
| 昭和二十八年六月及び七月の水害並びに同年八月及び九月の風水害による被害農林漁業者等に対する資金の融通に関する特別措置法 ［旧名称：昭和二十八年六月及び七月の水害による被害農林漁業者等に対する資金の融通に関する特別措置法］ | 昭和28年法律第234号 | 実効性喪失 | 実効性喪失 |
| 昭和二十八年六月及び七月の大水害並びに同年八月及び九月の風水害による被害農家に対する米麦の売渡の特例に関する法律 ［旧名称：昭和二十八年六月及び七月の大水害による被害農家に対する米麦の売渡の特例に関する法律］ | 昭和28年法律第235号 | 行政事務の簡素合理化に伴う関係法律の整理及び適用対象の消滅等による法律の廃止に関する法律                                                                   | 昭和57年法律第69号                                                                                              |
| 昭和二十八年六月及び七月の大水害並びに同年八月及び九月の風水害の被害地域にある事業所に雇用されている労働者に対する失業保険法の適用の特例に関する法律 ［旧名称：昭和二十八年六月及び七月の大水害の被害地域にある事業所に雇用されている労働者に対する失業保険法の適用の特例に関する法律］ | 昭和28年法律第239号 | 行政事務の簡素合理化に伴う関係法律の整理及び適用対象の消滅等による法律の廃止に関する法律                                                                   | 昭和57年法律第69号                                                                                              |
| 社会福祉事業振興会法 | 昭和28年法律第240号 | 社会福祉・医療事業団法 | 昭和59年法律第75号                                                                                              |
| 昭和二十八年六月及び七月の大水害並びに同年八月及び九月の風水害による被害中小企業者に対する国有の機械等の譲渡等に関する特別措置法 ［旧名称：昭和二十八年六月及び七月の大水害による被害中小企業者に対する国有の機械等の譲渡等に関する特別措置法］ | 昭和28年法律第241号 | 附則第2項の規定により昭和29年12月31日限りで失効。 | 附則第2項の規定により昭和29年12月31日限りで失効。                                                               |
| 昭和二十八年六月及び七月における大水害並びに同年八月及び九月における風水害による被害小企業者に対する資金の融通に関する特別措置法 ［旧名称：昭和二十八年六月及び七月における大水害による被害小企業者に対する資金の融通に関する特別措置法］ | 昭和28年法律第242号 | 行政事務の簡素合理化に伴う関係法律の整理及び適用対象の消滅等による法律の廃止に関する法律                                                                   | 昭和57年法律第69号                                                                                              |
| 農業災害補償法に基く家畜共済の臨時特例に関する法律 | 昭和28年法律第244号 | 附則第1項の規定により昭和30年10月1日に失効。 | 附則第1項の規定により昭和30年10月1日に失効。                                                                    |
| 公立高等学校危険建物改築促進臨時措置法 ［旧名称：危険校舎改築促進臨時措置法］ | 昭和28年法律第248号 | 国の補助金等の整理及び合理化等に伴う義務教育費国庫負担法等の一部を改正する等の法律                                                                         | 平成18年法律第18号                                                                                              |
| 昭和二十八年六月及び七月の大水害並びに同年八月及び九月の風水害による公立教育施設の災害の復旧事業についての国の費用負担及び補助に関する特別措置法 ［旧名称：昭和二十八年六月及び七月の大水害による公立教育施設の災害の復旧事業についての国の費用負担及び補助に関する特別措置法］ | 昭和28年法律第249号 | 行政事務の簡素合理化に伴う関係法律の整理及び適用対象の消滅等による法律の廃止に関する法律                                                                   | 昭和57年法律第69号                                                                                              |
| 昭和二十八年六月及び七月の大水害並びに同年八月及び九月の風水害による私立学校施設の災害の復旧に関する特別措置法 ［旧名称：昭和二十八年六月及び七月の大水害による私立学校施設の災害の復旧に関する特別措置法］ | 昭和28年法律第250号 | 行政事務の簡素合理化に伴う関係法律の整理及び適用対象の消滅等による法律の廃止に関する法律                                                                   | 昭和57年法律第69号                                                                                              |
| 昭和二十八年六月及び七月の大水害並びに同年八月及び九月の風水害により被害を受けた学校給食用の小麦粉等の損失補償に関する特別措置法 ［旧名称：昭和二十八年六月及び七月の大水害により被害を受けた学校給食用の小麦粉等の損失補償に関する特別措置法］ | 昭和28年法律第251号 | 行政事務の簡素合理化に伴う関係法律の整理及び適用対象の消滅等による法律の廃止に関する法律                                                                   | 昭和57年法律第69号                                                                                              |
| 農業機械化促進法 | 昭和28年法律第252号 | 農業機械化促進法を廃止する等の法律 | 平成29年法律第19号                                                                                              |
| 昭和二十八年六月及び七月の大水害並びに同年八月及び九月の風水害による公共土木施設等についての災害の復旧等に関する特別措置法 ［旧名称：昭和二十八年六月及び七月の大水害による公共土木施設等についての災害の復旧等に関する特別措置法］ | 昭和28年法律第256号 | 中央省庁等改革関係法施行法 | 平成11年法律第160号                                                                                             |
| 昭和二十八年六月及び七月の大水害並びに同年八月及び九月の風水害による災害地域内のたい積土砂の排除に関する特別措置法 ［旧名称：昭和二十八年六月及び七月の大水害による災害地域内のたい積土砂の排除に関する特別措置法］ | 昭和28年法律第257号 | 行政事務の簡素合理化に伴う関係法律の整理及び適用対象の消滅等による法律の廃止に関する法律                                                                   | 昭和57年法律第69号                                                                                              |
| 町村合併促進法 | 昭和29年法律第258号 | 附則第2項の規定により施行の日から起算して３箇年を経過した時に失効。                                                                                        | 附則第2項の規定により施行の日から起算して３箇年を経過した時に失効。                                             |
| 有畜農家創設特別措置法 | 昭和28年法律第260号 | 農業近代化資金融通法 | 昭和36年法律第202号                                                                                             |
| 昭和二十八年六月及び七月の大水害地域並びに同年八月及び九月の風水害地域における自転車競技法の特例に関する法律 ［旧名称：昭和二十八年六月及び七月の大水害地域における自転車競技法の特例に関する法律］ | 昭和28年法律第261号 | 行政事務の簡素合理化に伴う関係法律の整理及び適用対象の消滅等による法律の廃止に関する法律                                                                   | 昭和57年法律第69号                                                                                              |
| 農業共済再保険特別会計の歳入不足を補てんするための財源措置等に関する法律 | 昭和28年法律第262号 | 行政事務の簡素合理化に伴う関係法律の整理及び適用対象の消滅等による法律の廃止に関する法律                                                                   | 昭和57年法律第69号                                                                                              |
| 昭和二十八年度における特別鉱害復旧特別会計の交付金の支払財源に充てるための資金運用部からする借入金に関する法律 | 昭和28年法律第263号 | 行政事務の簡素合理化に伴う関係法律の整理及び適用対象の消滅等による法律の廃止に関する法律                                                                   | 昭和57年法律第69号                                                                                              |
| 昭和二十八年台風第十三号による被害農地の除塩事業に対する特別措置法 | 昭和28年法律第271号 | 行政事務の簡素合理化に伴う関係法律の整理及び適用対象の消滅等による法律の廃止に関する法律                                                                   | 昭和57年法律第69号                                                                                              |
| 昭和二十八年における冷害による被害農家に対する資金の融通に関する特別措置法 | 昭和28年法律第274号 | 実効性喪失 | 実効性喪失 |
| 昭和二十八年における冷害等による被害農家に対する米麦の売渡の特例に関する法律 | 昭和28年法律第275号 | 行政事務の簡素合理化に伴う関係法律の整理及び適用対象の消滅等による法律の廃止に関する法律                                                                   | 昭和57年法律第69号                                                                                              |
| 昭和二十八年六月から九月までの風水害地域におけるモーターボート競走法の特例に関する法律 | 昭和28年法律第278号 | 行政事務の簡素合理化に伴う関係法律の整理及び適用対象の消滅等による法律の廃止に関する法律                                                                   | 昭和57年法律第69号                                                                                              |
| 一般職の職員の給与に関する法律の一部を改正する法律 | 昭和28年法律第279号 | 一般職の職員の給与に関する法律の一部を改正する法律 | 昭和28年法律第285号                                                                                             |
| 食糧管理特別会計の昭和二十八年産米穀に係る供出完遂奨励金の支払財源の一部に充てるための一般会計からする繰入金に関する法律 | 昭和28年法律第280号 | 行政事務の簡素合理化に伴う関係法律の整理及び適用対象の消滅等による法律の廃止に関する法律                                                                   | 昭和57年法律第69号                                                                                              |
| 漁船再保険特別会計における特殊保険及び給与保険の再保険事業について生じた損失を補てんするための一般会計からする繰入金に関する法律 | 昭和28年法律第281号 | 行政事務の簡素合理化に伴う関係法律の整理及び適用対象の消滅等による法律の廃止に関する法律                                                                   | 昭和57年法律第69号                                                                                              |
| 一般会計の歳出の財源に充てるための米国対日援助物資等処理特別会計からする繰入金に関する法律 | 昭和28年法律第282号 | 米国対日援助物資等処理特別会計法等を廃止する法律 | 昭和29年法律第34号                                                                                              |
| 昭和二十八年度分の地方財政平衡交付金の単位費用の特例に関する法律 | 昭和28年法律第288号 | 実効性喪失 | 実効性喪失 |
| 町村の警察維持に関する責任転移の時期の特例に関する法律 | 昭和28年法律第289号 | 警察法の施行に伴う関係法令の整理に関する法律 | 昭和29年法律第163号                                                                                             |
| 特定海域における漁船の被害に伴う資金の融通に関する特別措置法 | 昭和29年法律第1号   | 行政事務の簡素合理化に伴う関係法律の整理及び適用対象の消滅等による法律の廃止に関する法律                                                                   | 昭和57年法律第69号                                                                                              |
| 昭和二十八年の風水害及び冷害による被害農家等に対して米麦を特別価格で売り渡したことにより食糧管理特別会計に生ずる損失を補てんするための一般会計からする繰入金に関する法律 | 昭和29年法律第4号   | 行政事務の簡素合理化に伴う関係法律の整理及び適用対象の消滅等による法律の廃止に関する法律                                                                   | 昭和57年法律第69号                                                                                              |
| 開拓者資金融通特別会計において貸付金の財源に充てるための一般会計からする繰入金に関する法律 | 昭和29年法律第5号   | 開拓者資金に係る政府の貸付金債権の償還条件の緩和及び農林漁業金融公庫への移管等に関する特別措置法                                                           | 昭和44年法律第80号                                                                                              |
| 遠洋かつお・まぐろ漁業の用に供する船舶についての船舶職員法の臨時特例に関する法律 | 昭和29年法律第10号  | 船舶職員法の一部を改正する法律 | 昭和32年法律第125号                                                                                             |
| 財政法第四十二条の特例に関する法律 | 昭和29年法律第31号  | 行政事務の簡素合理化に伴う関係法律の整理及び適用対象の消滅等による法律の廃止に関する法律                                                                   | 昭和57年法律第69号                                                                                              |
| 農業共済再保険特別会計の歳入不足を補てんするための一般会計からする繰入金に関する法律 | 昭和29年法律第33号  | 行政事務の簡素合理化に伴う関係法律の整理及び適用対象の消滅等による法律の廃止に関する法律                                                                   | 昭和57年法律第69号                                                                                              |
| 執行猶予者保護観察法 | 昭和29年法律第58号  | 更生保護法 | 平成19年法律第88号                                                                                              |
| 外国為替銀行法 | 昭和29年法律第67号  | 金融システム改革のための関係法律の整備等に関する法律 | 平成10年法律第107号                                                                                             |
| 清掃法 | 昭和29年法律第72号  | 廃棄物の処理及び清掃に関する法律 | 昭和45年法律第137号                                                                                             |
| 昭和二十九年度分の市町村民税の臨時特例に関する法律 | 昭和29年法律第74号  | 附則第２項の規定により地方税法の一部を改正する法律（昭和29年法律第95号）が施行された時（昭和29年5月13日）に失効                                            | 附則第２項の規定により地方税法の一部を改正する法律（昭和29年法律第95号）が施行された時（昭和29年5月13日）に失効 |
| 保安林整備臨時措置法 | 昭和29年法律第84号  | 附則第2項の規定により平成16年3月31日限りで失効。 | 附則第2項の規定により平成16年3月31日限りで失効。                                                                |
| 石油資源探鉱促進臨時措置法 | 昭和29年法律第89号  | 石油資源探鉱促進臨時措置法を廃止する法律 | 昭和39年法律第73号                                                                                              |
| 入場税法 | 昭和29年法律第96号  | 消費税法 | 昭和63年法律第108号                                                                                             |
| 入場譲与税法 | 昭和29年法律第102号 | 地方税法の一部を改正する法律 | 昭和37年法律第51号                                                                                              |
| 交付税及び譲与税配付金特別会計法 | 昭和29年法律第103号 | 特別会計に関する法律 | 平成19年法律第23号                                                                                              |
| 経済援助資金特別会計法 | 昭和29年法律第104号 | 経済援助資金特別会計法及び余剰農産物資金融通特別会計法を廃止する法律                                                                                       | 昭和43年法律第2号                                                                                               |
| 厚生年金保険及び船員保険交渉法 | 昭和29年法律第117号 | 国民年金法等の一部を改正する法律 | 昭和60年法律第34号                                                                                              |
| 補助金等の臨時特例等に関する法律 | 昭和29年法律第129号 | 国の補助金等の整理及び合理化並びに臨時特例等に関する法律                                                                                                   | 昭和60年法律第37号                                                                                              |
| 医薬関係審議会設置法 | 昭和29年法律第134号 | 医師法、歯科医師法及び薬事法の一部を改正する法律の一部を改正する法律                                                                                       | 昭和30年法律第145号                                                                                             |
| 国有林野事業を行う国の経営する企業に勤務する職員の給与等に関する特例法 ［旧名称：国の経営する企業に勤務する職員の給与等に関する特例法］ | 昭和29年法律第141号 | 国有林野の有する公益的機能の維持増進を図るための国有林野の管理経営に関する法律等の一部を改正する等の法律                                                   | 平成24年法律第42号                                                                                              |
| 企業資本充実のための資産再評価等の特別措置法 | 昭和29年法律第142号 | 資産再評価法の一部を改正する法律 | 昭和42年法律第84号                                                                                              |
| 北海道における国有の緊急開拓施設等の譲与に関する法律 | 昭和29年法律第153号 | 行政事務の簡素合理化に伴う関係法律の整理及び適用対象の消滅等による法律の廃止に関する法律                                                                   | 昭和57年法律第69号                                                                                              |
| 昭和二十九年四月、五月及び六月における凍霜害等の被害農家に対する資金の融通に関する特別措置法 ［旧名称：昭和二十九年四月及び五月における凍霜害等の被害農家に対する資金の融通に関する特別措置法］ | 昭和29年法律第167号 | 実効性喪失 | 実効性喪失 |
| 昭和二十九年五月の北海道東南海域暴風雨による漁業災害の復旧資金の融通に関する特別措置法 | 昭和29年法律第168号 | 実効性喪失 | 実効性喪失 |
| 自転車競技法等の臨時特例に関する法律 | 昭和29年法律第169号 | 附則第5項の規定により昭和32年9月30日限りで失効。 | 附則第5項の規定により昭和32年9月30日限りで失効。                                                                |
| 臨時肥料需給安定法 | 昭和29年法律第172号 | 附則第2項の規定により昭和39年7月31日限りで失効。 | 附則第2項の規定により昭和39年7月31日限りで失効。                                                                |
| 硫安工業合理化及び硫安輸出調整臨時措置法 | 昭和29年法律第173号 | 附則第2項の規定により昭和39年8月1日に失効。 | 附則第2項の規定により昭和39年8月1日に失効。                                                                     |
| 憲政功労年金法 | 昭和29年法律第174号 | 国会議員の歳費、旅費及び手当等に関する法律の一部を改正する等の法律                                                                                         | 平成14年法律第5号                                                                                               |
| 昭和二十九年度の揮発油譲与税に関する法律 | 昭和29年法律第190号 | 行政事務の簡素合理化に伴う関係法律の整理及び適用対象の消滅等による法律の廃止に関する法律                                                                   | 昭和57年法律第69号                                                                                              |
| 航空技術審議会設置法 | 昭和29年法律第202号 | 科学技術庁設置法 | 昭和31年法律第49号                                                                                              |
| 市町村職員共済組合法 | 昭和29年法律第204号 | 地方公務員等共済組合法 | 昭和37年法律第152号                                                                                             |
| 昭和二十九年度の地方交付税の総額等の特例に関する法律 | 昭和29年法律第210号 | 実効性喪失 | 実効性喪失 |
| 漁船再保険特別会計における特殊保険及び給与保険の再保険事業について生じた損失をうけるための一般会計からする繰入金に関する法律 | 昭和29年法律第214号 | 行政事務の簡素合理化に伴う関係法律の整理及び適用対象の消滅等による法律の廃止に関する法律                                                                   | 昭和57年法律第69号                                                                                              |
| 昭和二十九年八月及び九月の風水害による被害小企業者に対する資金の融通に関する特別措置法 | 昭和29年法律第217号 | 行政事務の簡素合理化に伴う関係法律の整理及び適用対象の消滅等による法律の廃止に関する法律                                                                   | 昭和57年法律第69号                                                                                              |
| 北海道における国有林野の風害木等の売払代金の納付に関する特別措置法 | 昭和29年法律第218号 | 行政事務の簡素合理化に伴う関係法律の整理及び適用対象の消滅等による法律の廃止に関する法律                                                                   | 昭和57年法律第69号                                                                                              |
| 昭和二十九年産米穀についての超過供出奨励金等に対する所得税の臨時特例に関する法律 | 昭和29年法律第220号 | 行政事務の簡素合理化に伴う関係法律の整理及び適用対象の消滅等による法律の廃止に関する法律                                                                   | 昭和57年法律第69号                                                                                              |
| 昭和二十九年の台風及び冷害の被害農林業者に対する資金の融通に関する特別措置法 | 昭和29年法律第221号 | 実効性喪失 | 実効性喪失 |
| 昭和二十九年の台風による漁業災害の復旧資金の融通に関する特別措置法 | 昭和29年法律第222号 | 実効性喪失 | 実効性喪失 |
| 水稲健苗育成施設普及促進法 | 昭和29年法律第223号 | 附則第2項の規定により昭和35年3月31日限りで失効。 | 附則第2項の規定により昭和35年3月31日限りで失効。                                                                |
| 昭和二十九年八月及び九月における風水害に伴う中小企業信用保険法の特例に関する法律 | 昭和29年法律第224号 | 行政事務の簡素合理化に伴う関係法律の整理及び適用対象の消滅等による法律の廃止に関する法律                                                                   | 昭和57年法律第69号                                                                                              |
| 昭和二十九年八月及び九月の台風並びに同年の冷害による被害農家に対する米麦の売渡の特例に関する法律 | 昭和29年法律第228号 | 行政事務の簡素合理化に伴う関係法律の整理及び適用対象の消滅等による法律の廃止に関する法律                                                                   | 昭和57年法律第69号                                                                                              |
| 昭和二十九年八月及び九月の台風並びに同年八月の冷害により被害を受けた地方公共団体の起債の特例に関する法律 | 昭和30年法律第1号   | 行政事務の簡素合理化に伴う関係法律の整理及び適用対象の消滅等による法律の廃止に関する法律                                                                   | 昭和57年法律第69号                                                                                              |
| 地方公共団体の議会の議員及び長の選挙期日等の臨時特例に関する法律 | 昭和30年法律第2号   | 地方公共団体の議会の議員及び長の選挙期日等の臨時特例に関する法律                                                                                           | 昭和33年法律第188号                                                                                             |
| 昭和三十年分の所得税の予定納税及び予定申告の期限等の特例に関する法律 | 昭和30年法律第15号  | 行政事務の簡素合理化に伴う関係法律の整理及び適用対象の消滅等による法律の廃止に関する法律                                                                   | 昭和57年法律第69号                                                                                              |
| あへん特別会計法 | 昭和30年法律第31号  | あへん特別会計法を廃止する法律 | 昭和60年法律第11号                                                                                              |
| 砂糖消費税法 | 昭和30年法律第38号  | 消費税法 | 昭和63年法律第108号                                                                                             |
| 昭和三十年四月及び五月の凍霜害、水害等の被害農家に対する資金の融通に関する特別措置法 | 昭和30年法律第45号  | 実効性喪失 | 実効性喪失 |
| 昭和二十九年の台風及び冷害による被害農家に対して米麦を特別価格で売り渡したことにより食糧管理特別会計に生ずる損失をうめるための一般会計からの繰入金に関する法律 | 昭和30年法律第47号  | 行政事務の簡素合理化に伴う関係法律の整理及び適用対象の消滅等による法律の廃止に関する法律                                                                   | 昭和57年法律第69号                                                                                              |
| 漁船再保険特別会計における給与保険の再保険事業について生じた損失をうめるための一般会計からの繰入金に関する法律 | 昭和30年法律第48号  | 行政事務の簡素合理化に伴う関係法律の整理及び適用対象の消滅等による法律の廃止に関する法律                                                                   | 昭和57年法律第69号                                                                                              |
| 農業共済再保険特別会計の歳入不足をうめるための一般会計からの繰入金に関する法律 | 昭和30年法律第49号  | 行政事務の簡素合理化に伴う関係法律の整理及び適用対象の消滅等による法律の廃止に関する法律                                                                   | 昭和57年法律第69号                                                                                              |
| 日本住宅公団法 | 昭和30年法律第53号  | 住宅・都市整備公団法 | 昭和56年法律第48号                                                                                              |
| 農業協同組合中央会が不動産に関する権利を取得する場合における登録税の臨時特例に関する法律 | 昭和30年法律第67号  | 行政事務の簡素合理化に伴う関係法律の整理及び適用対象の消滅等による法律の廃止に関する法律                                                                   | 昭和57年法律第69号                                                                                              |
| 医師国家試験予備試験の受験資格の特例に関する法律 | 昭和30年法律第84号  | 行政事務の簡素合理化に伴う関係法律の整理及び適用対象の消滅等による法律の廃止に関する法律                                                                   | 昭和57年法律第69号                                                                                              |
| けい肺及び外傷性せき髄障害に関する特別保護法 | 昭和30年法律第91号  | 労働災害補償保険法の一部を改正する法律 | 昭和35年法律第29号                                                                                              |
| 余剰農産物資金融通特別会計法 | 昭和30年法律第100号 | 経済援助資金特別会計法及び余剰農産物資金融通特別会計法を廃止する法律                                                                                       | 昭和43年法律第2号                                                                                               |
| 日本開発銀行の電源開発株式会社に対する出資の処理に関する法律 | 昭和30年法律第103号 | 行政事務の簡素合理化に伴う関係法律の整理及び適用対象の消滅等による法律の廃止に関する法律                                                                   | 昭和57年法律第69号                                                                                              |
| 自動車損害賠償保障事業特別会計法 ［旧名称：自動車損害賠償責任再保険特別会計法］ | 昭和30年法律第134号 | 特別会計に関する法律 | 平成19年法律第23号                                                                                              |
| 昭和三十年六月及び七月の水害による被害農家に対する米麦の売渡の特例に関する法律 | 昭和30年法律第137号 | 行政事務の簡素合理化に伴う関係法律の整理及び適用対象の消滅等による法律の廃止に関する法律                                                                   | 昭和57年法律第69号                                                                                              |
| 日本海外移住振興株式会社法 | 昭和30年法律第139号 | 海外移住事業団法 | 昭和38年法律第124号                                                                                             |
| 愛知用水公団法 | 昭和30年法律第141号 | 水資源開発公団法の一部を改正する法律 | 昭和43年法律第73号                                                                                              |
| 農地開発機械公団法 | 昭和30年法律第142号 | 農用地整備公団法 | 昭和49年法律第43号                                                                                              |
| 公立小学校不正常授業解消促進臨時措置法 | 昭和30年法律第147号 | 義務教育諸学校等の施設費の国庫負担等に関する法律 | 昭和33年法律第81号                                                                                              |
| 日本学校給食会法 | 昭和30年法律第148号 | 日本学校健康会法 | 昭和57年法律第63号                                                                                              |
| 昭和三十年産米穀についての所得税の臨時特例に関する法律 | 昭和30年法律第149号 | 行政事務の簡素合理化に伴う関係法律の整理及び適用対象の消滅等による法律の廃止に関する法律                                                                   | 昭和57年法律第69号                                                                                              |
| 石油資源開発株式会社法 | 昭和30年法律第152号 | 石油公団法 | 昭和42年法律第99号                                                                                              |
| 石炭鉱業構造調整臨時措置法 ［旧名称：石炭鉱業合理化臨時措置法］ | 昭和30年法律第156号 | 石炭鉱業の構造調整の完了等に伴う関係法律の整備等に関する法律                                                                                               | 平成12年法律第16号                                                                                              |
| 重油ボイラーの設置の制限等に関する臨時措置に関する法律 | 昭和30年法律第157号 | 附則第2項の規定により昭和42年3月31日限りで失効。 | 附則第2項の規定により昭和42年3月31日限りで失効。                                                                |
| 戦傷病者等の日本国有鉄道無賃乗車等に関する法律 | 昭和30年法律第158号 | 戦傷病者特別援護法 | 昭和38年法律第168号                                                                                             |
| 株式会社科学研究所法 | 昭和30年法律第160号 | 理化学研究所法 | 昭和33年法律第80号                                                                                              |
| 自作農維持資金融通法 ［旧名称：自作農維持創設資金融通法］ | 昭和30年法律第165号 | 農林漁業金融公庫法の一部を改正する等の法律 | 平成13年法律第28号                                                                                              |
| 繊維製品品質表示法 | 昭和30年法律第166号 | 家庭用品品質表示法 | 昭和37年法律第104号                                                                                             |
| 昭和三十年六月及び七月の大水害により被害を受けた地方公共団体の起債の特例に関する法律 | 昭和30年法律第176号 | 行政事務の簡素合理化に伴う関係法律の整理及び適用対象の消滅等による法律の廃止に関する法律                                                                   | 昭和57年法律第69号                                                                                              |
| 罹災都市借地借家臨時処理法第二十五条の二の災害及び同条の規定を適用する地区を定める法律 | 昭和30年法律第181号 | 大規模な災害の被災地における借地借家に関する特別措置法 | 平成25年法律第61号                                                                                              |
| 昭和三十年度の地方財政に関する特別措置法 | 昭和30年法律第190号 | 実効性喪失 | 実効性喪失 |
| 罹災都市借地借家臨時処理法第二十五条の二の災害及び同条の規定を適用する地区を定める法律 | 昭和30年法律第192号 | 大規模な災害の被災地における借地借家に関する特別措置法 | 平成25年法律第61号                                                                                              |
| 地方財政再建促進特別措置法 | 昭和30年法律第195号 | 地方公共団体の財政の健全化に関する法律 | 平成19年法律第94号                                                                                              |
| 日本中央競馬会の国庫納付金等の臨時特例に関する法律 | 昭和30年法律第196号 | 行政事務の簡素合理化に伴う関係法律の整理及び適用対象の消滅等による法律の廃止に関する法律                                                                   | 昭和57年法律第69号                                                                                              |
| 砂利採取法 | 昭和31年法律第1号   | 砂利採取法 | 昭和43年法律第74号                                                                                              |
| 日本道路公団法 | 昭和31年法律第6号   | 日本道路公団等民営化関係法施行法 | 平成16年法律第102号                                                                                             |
| 食糧管理特別会計の昭和三十年度における損失をうめるための措置に関する法律 | 昭和31年法律第23号  | 行政事務の簡素合理化に伴う関係法律の整理及び適用対象の消滅等による法律の廃止に関する法律                                                                   | 昭和57年法律第69号                                                                                              |
| 漁船再保険特別会計における給与保険の再保険事業について生じた損失をうめるための一般会計からの繰入金に関する法律 | 昭和31年法律第24号  | 行政事務の簡素合理化に伴う関係法律の整理及び適用対象の消滅等による法律の廃止に関する法律                                                                   | 昭和57年法律第69号                                                                                              |
| 農業協同組合整備特別措置法 | 昭和31年法律第44号  | 行政事務の簡素合理化に伴う関係法律の整理及び適用対象の消滅等による法律の廃止に関する法律                                                                   | 昭和57年法律第69号                                                                                              |
| 科学技術庁設置法 | 昭和31年法律第49号  | 中央省庁等改革のための国の行政組織関係法律の整備等に関する法律                                                                                             | 平成11年法律第102号号                                                                                           |
| 賠償等特殊債務処理特別会計法 | 昭和31年法律第53号  | 賠償等特殊債務処理特別会計法を廃止する法律 | 昭和54年法律第16号                                                                                              |
| 罹災都市借地借家臨時処理法第二十五条の二の災害及び同条の規定を適用する地区を定める法律 | 昭和31年法律第70号  | 大規模な災害の被災地における借地借家に関する特別措置法 | 平成25年法律第61号                                                                                              |
| 緑資源公団法 ［旧名称：森林開発公団法］ | 昭和31年法律第85号  | 独立行政法人緑資源機構法 | 平成14年法律第130号                                                                                             |
| 日本原子力研究所法 | 昭和31年法律第92号  | 国立研究開発法人日本原子力研究開発機構法 | 平成16年法律第155号                                                                                             |
| 核原料物質開発促進臨時措置法 | 昭和31年法律第93号  | 附則第2項の規定により昭和51年3月31日限りで失効。 | 附則第2項の規定により昭和51年3月31日限りで失効。                                                                |
| 原子燃料公社法 | 昭和31年法律第94号  | 核燃料サイクル開発機構法 | 昭和42年法律第73号                                                                                              |
| 北海道東北開発公庫法 ［旧名称：北海道開発公庫法］ | 昭和31年法律第97号  | 日本政策投資銀行法 | 平成11年法律第73号                                                                                              |
| 地方財政の再建等のための公共事業に係る国庫負担等の臨時特例に関する法律 | 昭和31年法律第99号  | 附則第3項の規定により昭和34年3月31日限りで失効。 | 附則第3項の規定により昭和34年3月31日限りで失効。                                                                |
| 小規模企業者等設備導入資金助成法 ［旧名称：中小企業振興資金助成法, 中小企業振興資金等助成法, 中小企業近代化資金助成法, 中小企業近代化資金等助成法］ | 昭和31年法律第115号 | 小規模企業の事業活動の活性化のための中小企業基本法等の一部を改正する等の法律                                                                               | 平成25年法律第57号                                                                                              |
| 百貨店法 | 昭和31年法律第116号 | 大規模小売店舗における小売業の事業活動の調整に関する法律                                                                                                   | 昭和48年法律第109号                                                                                             |
| 特定物資輸入臨時措置法 | 昭和31年法律第127号 | 附則第2項の規定により施行の日から6年を経過した日に失効。                                                                                                   | 附則第2項の規定により施行の日から6年を経過した日に失効。                                                        |
| 特定物資納付金処理特別会計法 | 昭和31年法律第129号 | 特定物資納付金処理特別会計法を廃止する法律 | 昭和38年法律第18号                                                                                              |
| 繊維工業設備臨時措置法 | 昭和31年法律第130号 | 繊維工業設備等臨時措置法 | 昭和39年法律第103号                                                                                             |
| 公共企業体職員等共済組合法 | 昭和31年法律第134号 | 国家公務員及び公共企業体職員に係る共済組合制度の統合等を図るための国家公務員共済組合法等の一部を改正する法律                                               | 昭和58年法律第82号                                                                                              |
| 金融制度調査会設置法 | 昭和31年法律第135号 | 金融監督庁設置法の施行に伴う関係法律の整備に関する法律 | 平成9年法律第102号                                                                                              |
| 憲法調査会法 | 昭和31年法律第140号 | 憲法調査会法の廃止及び臨時司法制度調査会設置法等の失効に伴う関係法律の整理に関する法律                                                                     | 昭和40年法律第116号                                                                                             |
| 公立養護学校整備特別措置法 | 昭和31年法律第152号 | 国の補助金等の整理及び合理化等に伴う義務教育費国庫負担法等の一部を改正する等の法律                                                                         | 平成18年法律第18号                                                                                              |
| 機械工業振興臨時措置法 | 昭和31年法律第154号 | 附則第2項の規定により昭和46年3月31日限りで失効 | 附則第2項の規定により昭和46年3月31日限りで失効                                                                  |
| 新市町村建設促進法 | 昭和31年法律第164号 | 市町村の合併の特例に関する法律 | 昭和40年法律第6号                                                                                               |
| 国防会議の構成等に関する法律 | 昭和31年法律第166号 | 国家安全保障会議設置法 | 昭和61年法律第71号                                                                                              |
| 昭和三十一年度の食糧管理特別会計の借入限度等の特例に関する法律 | 昭和31年法律第169号 | 行政事務の簡素合理化に伴う関係法律の整理及び適用対象の消滅等による法律の廃止に関する法律                                                                   | 昭和57年法律第69号                                                                                              |
| 昭和三十一年産米穀についての所得税の臨時特例に関する法律 | 昭和32年法律第2号   | 行政事務の簡素合理化に伴う関係法律の整理及び適用対象の消滅等による法律の廃止に関する法律                                                                   | 昭和57年法律第69号                                                                                              |
| 北海道における国有の魚田開発施設等の譲与等に関する法律 | 昭和32年法律第4号   | 行政事務の簡素合理化に伴う関係法律の整理及び適用対象の消滅等による法律の廃止に関する法律                                                                   | 昭和57年法律第69号                                                                                              |
| 昭和三十一年度分として交付すべき地方交付税に関する特例に関する法律 | 昭和32年法律第14号  | 実効性喪失 | 実効性喪失 |
| 漁船再保険特別会計における給与保険の再保険事業について生じた損失をうめるための一般会計からの繰入金に関する法律 | 昭和32年法律第16号  | 行政事務の簡素合理化に伴う関係法律の整理及び適用対象の消滅等による法律の廃止に関する法律                                                                   | 昭和57年法律第69号                                                                                              |
| 特定多目的ダム建設工事特別会計法 | 昭和32年法律第36号  | 治水特別会計法 | 昭和35年法律第40号                                                                                              |
| 原子爆弾被爆者の医療等に関する法律 〔通称：原爆被爆者医療法, 原爆医療法, 原爆二法, 原爆三法〕 | 昭和32年法律第41号  | 原子爆弾被爆者に対する援護に関する法律 | 平成6年法律第117号                                                                                              |
| 昭和三十一年の災害による被害農家に対する米穀の売渡の特例に関する法律 | 昭和32年法律第57号  | 行政事務の簡素合理化に伴う関係法律の整理及び適用対象の消滅等による法律の廃止に関する法律                                                                   | 昭和57年法律第69号                                                                                              |
| 開拓営農振興臨時措置法 | 昭和32年法律第58号  | 地方公共団体の執行機関が国の機関として行う事務の整理及び合理化に関する法律                                                                                 | 昭和61年法律第109号                                                                                             |
| 雇用審議会設置法 | 昭和32年法律第61号  | 中央省庁等改革のための国の行政組織関係法律の整備等に関する法律                                                                                             | 平成11年法律第102号号                                                                                           |
| 国営土地改良事業特別会計法 ［旧名称：特定土地改良工事特別会計法］ | 昭和32年法律第71号  | 特別会計に関する法律 | 平成19年法律第23号                                                                                              |
| 所得に対する租税に関する二重課税の回避及び脱税の防止のための日本国とスウェーデンとの間の条約の実施に伴う所得税法の特例等に関する法律 | 昭和32年法律第81号  | 所得に対する租税に関する二重課税の回避及び脱税の防止のための日本国とスウェーデンとの間の条約の実施に伴う所得税法、法人税法及び地方税法の特例等に関する法律 | 昭和40年法律第9号                                                                                               |
| 公営企業金融公庫法 | 昭和32年法律第83号  | 地方公共団体金融機構法 | 平成19年法律第64号                                                                                              |
| 日本科学技術情報センター法 | 昭和32年法律第84号  | 科学技術振興事業団法 | 平成8年法律第27号                                                                                               |
| 臨時受託調達特別会計法 | 昭和32年法律第86号  | 臨時受託調達特別会計法を廃止する法律 | 昭和35年法律第22号                                                                                              |
| 国の特定の支払金に係る返還金債権の管理の特例等に関する法律 | 昭和32年法律第89号  | 日本郵政公社法施行法 | 平成14年法律第98号                                                                                              |
| 輸出検査法 | 昭和32年法律第97号  | 民間活動に係る規制の改善及び行政事務の合理化のための通商産業省関係法律の一部を改正する等の法律                                                             | 平成9年法律第33号                                                                                               |
| 臨時恩給等調査会設置法 | 昭和32年法律第102号 | 恩給法等の一部を改正する法律 | 昭和33年法律第124号                                                                                             |
| 東北開発促進法 | 昭和32年法律第110号 | 総合的な国土の形成を図るための国土総合開発法等の一部を改正する等の法律                                                                                     | 平成17年法律第89号                                                                                              |
| 南西諸島在住者等に関する在外公館等借入金整理準備審査会法特例法 | 昭和32年法律第112号 | 審議会等の整理に関する法律 | 昭和41年法律第98号                                                                                              |
| 特定国有財産整備特別会計法 ［旧名称：国有財産特殊整理資金特別会計法］ | 昭和32年法律第116号 | 特別会計に関する法律 | 平成19年法律第23号                                                                                              |
| 農業災害補償法第百七条第四項の共済掛金標準率の改訂の臨時特例に関する法律 | 昭和32年法律第121号 | 行政事務の簡素合理化に伴う関係法律の整理及び適用対象の消滅等による法律の廃止に関する法律                                                                   | 昭和57年法律第69号                                                                                              |
| 技術士法 | 昭和32年法律第124号 | 技術士法 | 昭和58年法律第25号                                                                                              |
| 労働福祉事業団法 | 昭和32年法律第126号 | 独立行政法人労働者健康安全機構法 | 平成14年法律第171号                                                                                             |
| 国会議員の秘書の給料等に関する法律 | 昭和32年法律第128号 | 国会議員の秘書の給料等に関する法律 | 平成2年法律第49号                                                                                               |
| 国会閉会中委員会が審査を行う場合の委員の審査雑費に関する法律 | 昭和32年法律第129号 | 国会議員の歳費、旅費及び手当等に関する法律等の一部を改正する法律                                                                                           | 昭和41年法律第15号                                                                                              |
| 中小企業の資産再評価の特例に関する法律 | 昭和32年法律第138号 | 資産再評価法の一部を改正する法律 | 昭和42年法律第84号                                                                                              |
| 生糸製造設備臨時措置法 | 昭和32年法律第140号 | 附則第2項の規定により施行の日から2年を経過した日に失効。                                                                                                   | 附則第2項の規定により施行の日から2年を経過した日に失効。                                                        |
| 日本合成ゴム株式会社に関する臨時措置に関する法律 ［旧名称：合成ゴム製造事業特別措置法］ | 昭和32年法律第150号 | 日本合成ゴム株式会社に関する臨時措置に関する法律を廃止する法律                                                                                             | 昭和44年法律第13号                                                                                              |
| 有線放送電話に関する法律 〔通称：有線放送電話法〕 | 昭和32年法律第152号 | 放送法等の一部を改正する法律 | 平成22年法律第65号                                                                                              |
| 南方同胞援護会法 | 昭和32年法律第160号 | 沖縄の復帰に伴う関係法令の改廃に関する法律 | 昭和46年法律第130号                                                                                             |
| 医師国家試験予備試験及び歯科医師国家試験予備試験の受験資格の特例に関する法律 | 昭和32年法律第165号 | 行政事務の簡素合理化に伴う関係法律の整理及び適用対象の消滅等による法律の廃止に関する法律                                                                   | 昭和57年法律第69号                                                                                              |
| 電子工業振興臨時措置法 | 昭和32年法律第171号 | 特定電子工業及び特定機械工業振興臨時措置法 | 昭和46年法律第17号                                                                                              |
| トランプ類税法 | 昭和32年法律第173号 | 消費税法 | 昭和63年法律第108号                                                                                             |
| 昭和三十二年産米穀についての所得税の臨時特例に関する法律 | 昭和33年法律第4号   | 行政事務の簡素合理化に伴う関係法律の整理及び適用対象の消滅等による法律の廃止に関する法律                                                                   | 昭和57年法律第69号                                                                                              |
| 漁船再保険特別会計における特殊保険及び給与保険の再保険事業について生じた損失をうめるための一般会計からする繰入金に関する法律 | 昭和33年法律第14号  | 行政事務の簡素合理化に伴う関係法律の整理及び適用対象の消滅等による法律の廃止に関する法律                                                                   | 昭和57年法律第69号                                                                                              |
| 婦人補導院法 | 昭和33年法律第17号  | 困難な問題を抱える女性への支援に関する法律 | 令和4年法律第52号                                                                                               |
| 国立競技場法 | 昭和33年法律第20号  | 日本体育・学校健康センター法 | 昭和60年法律第92号                                                                                              |
| 食糧管理特別会計における資金の設置及びこれに充てるための一般会計からする繰入金に関する法律 | 昭和33年法律第23号  | 行政事務の簡素合理化に伴う関係法律の整理及び適用対象の消滅等による法律の廃止に関する法律                                                                   | 昭和57年法律第69号                                                                                              |
| 道路整備特別会計法 | 昭和33年法律第35号  | 特別会計に関する法律 | 平成19年法律第23号                                                                                              |
| 角膜移植に関する法律 | 昭和33年法律第64号  | 角膜及び腎臓の移植に関する法律 | 昭和54年法律第63号                                                                                              |
| 国会議員互助年金法 〔通称：国会議員年金法〕 | 昭和33年法律第70号  | 国会議員互助年金法を廃止する法律 | 平成18年法律第1号                                                                                               |
| 酪農振興基金法 | 昭和33年法律第73号  | 畜産経営の安定に関する法律 | 昭和36年法律第183号                                                                                             |
| 理化学研究所法 | 昭和33年法律第80号  | 国立研究開発法人理化学研究所法 | 平成14年法律第160号                                                                                             |
| 中小企業信用保険公庫法 | 昭和33年法律第93号  | 中小企業総合事業団法 | 平成11年法律第19号                                                                                              |
| 日本貿易振興会法 〔通称：JETRO法, ジェトロ法〕 | 昭和33年法律第95号  | 独立行政法人日本貿易振興機構法 | 平成14年法律第172号                                                                                             |
| 農林漁業団体職員共済組合法 〔通称：農林年金法〕 | 昭和33年法律第99号  | 厚生年金保険制度及び農林漁業団体職員共済組合制度の統合を図るための農林漁業団体職員共済組合法等を廃止する等の法律                                           | 平成13年法律第101号                                                                                             |
| 日本労働研究機構法 ［旧名称：日本労働協会法］ | 昭和33年法律第132号 | 独立行政法人労働政策研究・研修機構法 | 平成14年法律第169号                                                                                             |
| 職業訓練法 | 昭和33年法律第133号 | 職業能力開発促進法 | |
| 社会福祉事業等の施設に関する措置法 | 昭和33年法律第142号 | 国有財産法及び国有財産特別措置法の一部を改正する法律 | 昭和48年法律第67号                                                                                              |
| けい肺及び外傷性せき髄障害の療養等に関する臨時措置法 | 昭和33年法律第143号 | 附則第3項の規定により昭和35年3月31日限りで失効 | 附則第3項の規定により昭和35年3月31日限りで失効                                                                  |
| 漁業制度調査会設置法 | 昭和33年法律第146号 | 農林省設置法の一部を改正する法律 | 昭和38年法律第1号                                                                                               |
| 北海道地下資源開発株式会社法 | 昭和33年法律第157号 | 北海道地下資源開発株式会社法を廃止する法律 | 昭和43年法律第104号                                                                                             |
| 繭糸価格の安定に関する臨時措置法 | 昭和33年法律第167号 | 日本蚕糸事業団法 | 昭和41年法律第3号                                                                                               |
| 経済基盤強化のための資金に関する法律 ［旧名称：経済基盤強化のための資金及び特別の法人の基金に関する法律］ | 昭和33年法律第169号 | 特別会計に関する法律等の一部を改正する等の法律 | 平成25年法律第76号                                                                                              |
| 公共用水域の水質の保全に関する法律 | 昭和33年法律第181号 | 水質汚濁防止法 | 昭和45年法律第138号                                                                                             |
| 工場排水等の規制に関する法律 | 昭和33年法律第182号 | 水質汚濁防止法 | 昭和45年法律第138号                                                                                             |
| 昭和三十三年七月、八月及び九月の豪雨及び暴風雨による被害農家に対する米穀の売渡の特例に関する法律 | 昭和33年法律第185号 | 行政事務の簡素合理化に伴う関係法律の整理及び適用対象の消滅等による法律の廃止に関する法律                                                                   | 昭和57年法律第69号                                                                                              |
| 地方公共団体の議会の議員及び長の選挙期日等の臨時特例に関する法律 | 昭和33年法律第188号 | 地方公共団体の議会の議員及び長の選挙期日等の臨時特例に関する法律                                                                                           | 昭和37年法律第163号                                                                                             |
| 昭和三十三年七月、八月及び九月の風水害により被害を受けた地方公共団体の起債の特例等に関する法律 | 昭和33年法律第189号 | 行政事務の簡素合理化に伴う関係法律の整理及び適用対象の消滅等による法律の廃止に関する法律                                                                   | 昭和57年法律第69号                                                                                              |
| 昭和三十三年九月の水害による公立の小学校及び中学校の施設の災害復旧に要する経費についての国の負担に関する特別措置法 | 昭和33年法律第191号 | 行政事務の簡素合理化に伴う関係法律の整理及び適用対象の消滅等による法律の廃止に関する法律                                                                   | 昭和57年法律第69号                                                                                              |
| 科学技術会議設置法 | 昭和34年法律第4号   | 中央省庁等改革のための国の行政組織関係法律の整備等に関する法律                                                                                             | 平成11年法律第102号号                                                                                           |
| 昭和三十三年分の所得税の確定申告書の提出期限等の特例に関する法律 | 昭和34年法律第6号   | 行政事務の簡素合理化に伴う関係法律の整理及び適用対象の消滅等による法律の廃止に関する法律                                                                   | 昭和57年法律第69号                                                                                              |
| 臨時生鮮食料品卸売市場対策調査会設置法 | 昭和34年法律第8号   | 農林省設置法の一部を改正する法律 | 昭和35年法律第54号                                                                                              |
| 昭和三十三年産米穀についての所得税の臨時特例に関する法律 | 昭和34年法律第9号   | 行政事務の簡素合理化に伴う関係法律の整理及び適用対象の消滅等による法律の廃止に関する法律                                                                   | 昭和57年法律第69号                                                                                              |
| 皇太子明仁親王の結婚の儀の行われる日を休日とする法律 | 昭和34年法律第16号  | 行政事務の簡素合理化に伴う関係法律の整理及び適用対象の消滅等による法律の廃止に関する法律                                                                   | 昭和57年法律第69号                                                                                              |
| 首都圏の既成市街地における工業等の制限に関する法律 〔通称：工場制限法〕 | 昭和34年法律第17号  | 首都圏整備法及び近畿圏整備法の一部を改正する等の法律 | 平成14年法律第83号                                                                                              |
| 漁船再保険特別会計における給与保険の再保険事業について生じた損失をうめるための一般会計からする繰入金に関する法律 | 昭和34年法律第26号  | 行政事務の簡素合理化に伴う関係法律の整理及び適用対象の消滅等による法律の廃止に関する法律                                                                   | 昭和57年法律第69号                                                                                              |
| 国際観光振興会法 ［旧名称：日本観光協会法］ | 昭和34年法律第39号  | 独立行政法人国際観光振興機構法 | 平成14年法律第181号                                                                                             |
| 郵便貯金の旧預金者等に対し旧預金部資金所属の運用資産の増加額の一部を交付するための大蔵省預金部等損失特別処理法第四条の臨時特例等に関する法律 | 昭和34年法律第43号  | 行政事務の簡素合理化に伴う関係法律の整理及び適用対象の消滅等による法律の廃止に関する法律                                                                   | 昭和57年法律第69号                                                                                              |
| 船舶整備公団法 ［旧名称：国内旅客船公団法, 特定船舶整備公団法］ | 昭和34年法律第46号  | 運輸施設整備事業団法 | 平成9年法律第83号                                                                                               |
| 農業共済基金法第三十九条第一項の特別積立金の処分等に関する臨時措置法 | 昭和34年法律第47号  | 行政事務の簡素合理化に伴う関係法律の整理及び適用対象の消滅等による法律の廃止に関する法律                                                                   | 昭和57年法律第69号                                                                                              |
| 小かん加糖れん乳等の製造の用に供するため売り渡す国有てん菜糖の売渡価格の特例に関する法律 | 昭和34年法律第57号  | 行政事務の簡素合理化に伴う関係法律の整理及び適用対象の消滅等による法律の廃止に関する法律                                                                   | 昭和57年法律第69号                                                                                              |
| プラント類輸出促進臨時措置法 | 昭和34年法律第58号  | 附則第3項の規定により昭和46年3月31日限りで失効 | 附則第3項の規定により昭和46年3月31日限りで失効                                                                  |
| 九州地方開発促進法 | 昭和34年法律第60号  | 総合的な国土の形成を図るための国土総合開発法等の一部を改正する等の法律                                                                                     | 平成17年法律第89号                                                                                              |
| 糸価安定特別会計において昭和三十三年産の生糸及び繭を買い入れるための経費の支払財源の一部に充てるための一般会計からする繰入金に関する法律 | 昭和34年法律第62号  | 行政事務の簡素合理化に伴う関係法律の整理及び適用対象の消滅等による法律の廃止に関する法律                                                                   | 昭和57年法律第69号                                                                                              |
| 特定港湾施設工事特別会計法 | 昭和34年法律第68号  | 港湾整備特別会計法 | 昭和36年法律第25号                                                                                              |
| 塩業整備臨時措置法 | 昭和34年法律第81号  | 塩業の整備及び近代化の促進に関する臨時措置法 | 昭和46年法律第47号                                                                                              |
| 臨時てん菜糖製造業者納付金法 | 昭和34年法律第93号  | 行政事務の簡素合理化に伴う関係法律の整理及び適用対象の消滅等による法律の廃止に関する法律                                                                   | 昭和57年法律第69号                                                                                              |
| 首都高速道路公団法 〔通称：首都公団法〕 | 昭和34年法律第133号 | 日本道路公団等民営化関係法施行法 | 平成16年法律第102号                                                                                             |
| 中小型鋼船造船業合理化臨時措置法 | 昭和34年法律第101号 | 附則第3項の規定により昭和42年3月31日限りで失効 | 附則第3項の規定により昭和42年3月31日限りで失効                                                                  |
| 日本蚕繭事業団法 | 昭和34年法律第104号 | 日本蚕糸事業団法 | 昭和41年法律第3号                                                                                               |
| 輸出品デザイン法 | 昭和34年法律第106号 | 民間活動に係る規制の改善及び行政事務の合理化のための通商産業省関係法律の一部を改正する等の法律                                                             | 平成9年法律第33号                                                                                               |
| 日本てん菜振興会法 | 昭和34年法律第108号 | 日本てん菜振興会の解散に関する法律 | 昭和48年法律第33号                                                                                              |
| 軽機械の輸出の振興に関する法律 | 昭和34年法律第144号 | 軽機械の輸出の振興に関する法律を廃止する等の法律 | 昭和44年法律第55号                                                                                              |
| 農林漁業基本問題調査会設置法 | 昭和34年法律第146号 | 附則第3項の規定により昭和36年3月31日限りで失効 | 附則第3項の規定により昭和36年3月31日限りで失効                                                                  |
| 所得に対する租税に関する二重課税の回避及び脱税の防止のための日本国とデンマーク王国との間の条約の実施に伴う所得税法の特例等に関する法律 | 昭和34年法律第152号 | 所得に対する租税に関する二重課税の回避のための日本国とデンマーク王国との間の条約の実施に伴う所得税法、法人税法及び地方税法の特例等に関する法律             | 昭和43年法律第103号                                                                                             |
| 所得に対する租税に関する二重課税の回避及び脱税の防止のための日本国とノールウェーとの間の条約の実施に伴う所得税法の特例等に関する法律 | 昭和34年法律第153号 | 所得に対する租税に関する二重課税の回避のための日本国とノールウェー王国との間の条約の実施に伴う所得税法、法人税法及び地方税法の特例等に関する法律           | 昭和42年法律第129号                                                                                             |
| 所得に対する租税に関する二重課税の回避及び脱税の防止のための日本国とパキスタンとの間の条約の実施に伴う所得税法の特例等に関する法律 | 昭和34年法律第154号 | 租税条約等の実施に伴う所得税法、法人税法及び地方税法の特例等に関する法律                                                                                   | 昭和44年法律第46号                                                                                              |
| 昭和三十四年七月及び八月の水害又は同年八月及び九月の風水害を受けた農林水産業施設の災害復旧事業等に関する特別措置法 | 昭和34年法律第169号 | 行政事務の簡素合理化に伴う関係法律の整理及び適用対象の消滅等による法律の廃止に関する法律                                                                   | 昭和57年法律第69号                                                                                              |
| 昭和三十四年八月及び九月の風水害による任意共済に係る保険金の支払等にあてるための資金の融通に関する特別措置法 | 昭和34年法律第170号 | 行政事務の簡素合理化に伴う関係法律の整理及び適用対象の消滅等による法律の廃止に関する法律                                                                   | 昭和57年法律第69号                                                                                              |
| 昭和三十四年七月及び八月の水害又は同年八月及び九月の風水害を受けた公共土木施設等の災害復旧等に関する特別措置法 | 昭和34年法律第171号 | 行政事務の簡素合理化に伴う関係法律の整理及び適用対象の消滅等による法律の廃止に関する法律                                                                   | 昭和57年法律第69号                                                                                              |
| 昭和三十四年台風第十五号により災害を受けた伊勢湾等に面する地域における高潮対策事業に関する特別措置法 | 昭和34年法律第172号 | 行政事務の簡素合理化に伴う関係法律の整理及び適用対象の消滅等による法律の廃止に関する法律                                                                   | 昭和57年法律第69号                                                                                              |
| 昭和三十四年八月及び九月の暴風雨による堆積土砂及び湛水の排除に関する特別措置法 | 昭和34年法律第173号 | 行政事務の簡素合理化に伴う関係法律の整理及び適用対象の消滅等による法律の廃止に関する法律                                                                   | 昭和57年法律第69号                                                                                              |
| 昭和三十四年八月の水害又は同年八月及び九月の風水害に伴う公営住宅法の特例等に関する法律 | 昭和34年法律第174号 | 中央省庁等改革関係法施行法 | 平成11年法律第160号                                                                                             |
| 昭和三十四年七月及び八月の水害又は同年八月及び九月の風水害を受けた地方公共団体の起債の特例等に関する法律 | 昭和34年法律第175号 | 行政事務の簡素合理化に伴う関係法律の整理及び適用対象の消滅等による法律の廃止に関する法律                                                                   | 昭和57年法律第69号                                                                                              |
| 昭和三十四年八月の水害又は同年八月及び九月の風水害を受けた公立の学校等の建物等の災害復旧に関する特別措置法 | 昭和34年法律第176号 | 行政事務の簡素合理化に伴う関係法律の整理及び適用対象の消滅等による法律の廃止に関する法律                                                                   | 昭和57年法律第69号                                                                                              |
| 昭和三十四年八月及び九月の風水害を受けた私立学校施設の災害復旧に関する特別措置法 | 昭和34年法律第177号 | 行政事務の簡素合理化に伴う関係法律の整理及び適用対象の消滅等による法律の廃止に関する法律                                                                   | 昭和57年法律第69号                                                                                              |
| 昭和三十四年七月及び八月の水害又は同年八月及び九月の風水害を受けた市町村職員共済組合の組合員に支給する災害見舞金の額の特例に関する法律 | 昭和34年法律第179号 | 行政事務の簡素合理化に伴う関係法律の整理及び適用対象の消滅等による法律の廃止に関する法律                                                                   | 昭和57年法律第69号                                                                                              |
| 昭和三十四年七月及び八月の豪雨、同年八月及び九月の暴風雨又は同年九月の降ひようによる被害農家に対する米穀の売渡の特例に関する法律 | 昭和34年法律第180号 | 行政事務の簡素合理化に伴う関係法律の整理及び適用対象の消滅等による法律の廃止に関する法律                                                                   | 昭和57年法律第69号                                                                                              |
| 昭和三十四年九月の暴風雨により塩害を受けた農地の除塩事業の助成に関する特別措置法 | 昭和34年法律第181号 | 行政事務の簡素合理化に伴う関係法律の整理及び適用対象の消滅等による法律の廃止に関する法律                                                                   | 昭和57年法律第69号                                                                                              |
| 昭和三十四年九月の風水害を受けた漁業者の共同利用に供する小型の漁船の建造に関する特別措置法 | 昭和34年法律第182号 | 行政事務の簡素合理化に伴う関係法律の整理及び適用対象の消滅等による法律の廃止に関する法律                                                                   | 昭和57年法律第69号                                                                                              |
| 昭和三十四年七月及び八月の水害又は同年八月及び九月の風水害を受けた地域における失業対策事業に関する特別措置法 | 昭和34年法律第183号 | 行政事務の簡素合理化に伴う関係法律の整理及び適用対象の消滅等による法律の廃止に関する法律                                                                   | 昭和57年法律第69号                                                                                              |
| 昭和三十四年七月及び八月の水害又は同年八月及び九月の風水害を受けた地域における公衆衛生の保持に関する特別措置法 | 昭和34年法律第184号 | 行政事務の簡素合理化に伴う関係法律の整理及び適用対象の消滅等による法律の廃止に関する法律                                                                   | 昭和57年法律第69号                                                                                              |
| 昭和三十四年八月の水害又は同年八月及び九月の風水害を受けた医療機関の復旧に関する特別措置法 | 昭和34年法律第185号 | 行政事務の簡素合理化に伴う関係法律の整理及び適用対象の消滅等による法律の廃止に関する法律                                                                   | 昭和57年法律第69号                                                                                              |
| 昭和三十四年七月及び八月の水害又は同年八月及び九月の風水害を受けた都道府県の災害救助費に関する特別措置法 | 昭和34年法律第186号 | 行政事務の簡素合理化に伴う関係法律の整理及び適用対象の消滅等による法律の廃止に関する法律                                                                   | 昭和57年法律第69号                                                                                              |
| 昭和三十四年八月及び九月の風水害を受けた社会福祉事業施設の災害復旧費に関する特別措置法 | 昭和34年法律第187号 | 行政事務の簡素合理化に伴う関係法律の整理及び適用対象の消滅等による法律の廃止に関する法律                                                                   | 昭和57年法律第69号                                                                                              |
| 昭和三十四年七月及び八月の水害又は同年八月及び九月の風水害を受けた者に対する母子福祉資金の貸付に関する特別措置法 | 昭和34年法律第188号 | 行政事務の簡素合理化に伴う関係法律の整理及び適用対象の消滅等による法律の廃止に関する法律                                                                   | 昭和57年法律第69号                                                                                              |
| 昭和三十四年七月及び八月の水害又は同年八月及び九月の風水害に際し災害救助法が適用された地域における国民健康保険事業に対する補助に関する特別措置法 | 昭和34年法律第189号 | 行政事務の簡素合理化に伴う関係法律の整理及び適用対象の消滅等による法律の廃止に関する法律                                                                   | 昭和57年法律第69号                                                                                              |
| 昭和三十四年七月及び八月の水害又は同年八月及び九月の風水害を受けた者等に対する福祉年金の支給に関する特別措置法 | 昭和34年法律第190号 | 行政事務の簡素合理化に伴う関係法律の整理及び適用対象の消滅等による法律の廃止に関する法律                                                                   | 昭和57年法律第69号                                                                                              |
| 昭和三十四年八月の水害又は同年八月及び九月の風水害を受けた中小企業者に対する国有の機械等の売払等に関する特別措置法 | 昭和34年法律第191号 | 附則第2項の規定により昭和35年12月31日限りで失効 | 附則第2項の規定により昭和35年12月31日限りで失効                                                                 |
| 昭和三十四年八月の水害又は同年八月及び九月の風水害を受けた中小企業者に対する資金の融通等に関する特別措置法 | 昭和34年法律第193号 | 行政事務の簡素合理化に伴う関係法律の整理及び適用対象の消滅等による法律の廃止に関する法律                                                                   | 昭和57年法律第69号                                                                                              |
| 昭和三十四年七月及び八月の水害並びに同年八月及び九月の風水害に関する失業保険特例法 | 昭和34年法律第195号 | 行政事務の簡素合理化に伴う関係法律の整理及び適用対象の消滅等による法律の廃止に関する法律                                                                   | 昭和57年法律第69号                                                                                              |
| 昭和三十四年八月の水害又は同年八月及び九月の風水害を受けた事業協同組合等の施設の災害復旧に関する特別措置法 | 昭和34年法律第197号 | 行政事務の簡素合理化に伴う関係法律の整理及び適用対象の消滅等による法律の廃止に関する法律                                                                   | 昭和57年法律第69号                                                                                              |
| 日本学校安全会法 | 昭和34年法律第198号 | 日本学校健康会法 | 昭和57年法律第63号                                                                                              |
| 炭鉱労働者等の雇用の安定等に関する臨時措置法 | 昭和34年法律第199号 | 石炭鉱業の構造調整の完了等に伴う関係法律の整備等に関する法律                                                                                               | 平成12年法律第16号                                                                                              |
| 昭和三十四年産米穀についての所得税の臨時特例に関する法律 | 昭和35年法律第4号   | 行政事務の簡素合理化に伴う関係法律の整理及び適用対象の消滅等による法律の廃止に関する法律                                                                   | 昭和57年法律第69号                                                                                              |
| 治山緊急措置法 ［旧名称：治山治水緊急措置法］ | 昭和35年法律第21号  | 森林法の一部を改正する法律 | 平成15年法律第53号                                                                                              |
| 治水特別会計法 | 昭和35年法律第40号  | 特別会計に関する法律 | 平成19年法律第23号                                                                                              |
| 海外移住事業団に対する移住者渡航費貸付条件に関する法律 ［旧名称：財団法人日本海外協会連合会に対する移住者渡航費貸付資金の貸付条件等に関する法律］ | 昭和35年法律第46号  | 海外移住事業団法の一部を改正する法律 | 昭和41年法律第29号                                                                                              |
| 南大東島及び石垣島における高層気象観測に必要な物品の譲与に関する法律 ［旧名称：南大東島における高層気象観測に必要な物品の譲与に関する法律］ | 昭和35年法律第47号  | 沖縄の復帰に伴う関係法令の改廃に関する法律 | 昭和46年法律第130号                                                                                             |
| アジア経済研究所法 | 昭和35年法律第51号  | 日本貿易振興会法及び通商産業省設置法の一部を改正する法律                                                                                                   | 平成10年法律第44号                                                                                              |
| 漁業協同組合整備促進法 | 昭和35年法律第61号  | 漁業協同組合整備促進法を廃止する等の法律 | 昭和47年法律第68号                                                                                              |
| 四国地方開発促進法 | 昭和35年法律第63号  | 総合的な国土の形成を図るための国土総合開発法等の一部を改正する等の法律                                                                                     | 平成17年法律第89号                                                                                              |
| 電信電話設備の拡充のための暫定措置に関する法律 | 昭和35年法律第64号  | 電信電話設備の拡充のための暫定措置に関する法律を廃止する法律                                                                                               | 昭和58年法律第7号                                                                                               |
| 臨時地方特別交付金に関する法律 | 昭和35年法律第68号  | 地方交付税法の一部を改正する等の法律 | 昭和37年法律第59号                                                                                              |
| 中小企業業種別振興臨時措置法 | 昭和35年法律第71号  | 附則第2項の規定により昭和40年3月31日限りで失効 | 附則第2項の規定により昭和40年3月31日限りで失効                                                                  |
| 一般会計の歳出の財源に充てるための国有林野事業特別会計からする繰入金に関する法律 | 昭和35年法律第88号  | 行政事務の簡素合理化に伴う関係法律の整理及び適用対象の消滅等による法律の廃止に関する法律                                                                   | 昭和57年法律第69号                                                                                              |
| 医療金融公庫法 | 昭和35年法律第95号  | 社会福祉・医療事業団法 | 昭和59年法律第75号                                                                                              |
| 昭和三十五年五月のチリ地震津波による災害に伴う公営住宅法の特例に関する法律 | 昭和35年法律第106号 | 行政事務の簡素合理化に伴う関係法律の整理及び適用対象の消滅等による法律の廃止に関する法律                                                                   | 昭和57年法律第69号                                                                                              |
| 昭和三十五年五月のチリ地震津波による災害を受けた地域における津波対策事業に関する特別措置法 | 昭和35年法律第107号 | 行政事務の簡素合理化に伴う関係法律の整理及び適用対象の消滅等による法律の廃止に関する法律                                                                   | 昭和57年法律第69号                                                                                              |
| 昭和三十五年五月のチリ地震津波による災害を受けた水産業施設の災害復旧事業に関する特別措置法 | 昭和35年法律第108号 | 行政事務の簡素合理化に伴う関係法律の整理及び適用対象の消滅等による法律の廃止に関する法律                                                                   | 昭和57年法律第69号                                                                                              |
| 昭和三十五年五月のチリ地震津波による災害を受けた漁村における漁民の共同利用に供する特定の漁業施設の設置に関する特別措置法 | 昭和35年法律第109号 | 行政事務の簡素合理化に伴う関係法律の整理及び適用対象の消滅等による法律の廃止に関する法律                                                                   | 昭和57年法律第69号                                                                                              |
| 昭和三十五年五月のチリ地震津波による災害を受けた漁業者の共同利用に供する小型の漁船の建造に関する特別措置法 | 昭和35年法律第110号 | 行政事務の簡素合理化に伴う関係法律の整理及び適用対象の消滅等による法律の廃止に関する法律                                                                   | 昭和57年法律第69号                                                                                              |
| 農地被買収者問題調査会設置法 | 昭和35年法律第112号 | 附則第4項の規定により公布の日から起算して2年を経過した日に失効。                                                                                           | 附則第4項の規定により公布の日から起算して2年を経過した日に失効。                                                |
| 昭和三十五年五月のチリ地震津波による災害等を受けた地方公共団体の起債の特例に関する法律 ［旧名称：昭和三十五年五月のチリ地震津波による災害を受けた地方公共団体の起債の特例に関する法律］ | 昭和35年法律第114号 | 行政事務の簡素合理化に伴う関係法律の整理及び適用対象の消滅等による法律の廃止に関する法律                                                                   | 昭和57年法律第69号                                                                                              |
| 昭和三十五年五月のチリ地震津波による災害を受けた中小企業者に対する資金の融通に関する特別措置法 | 昭和35年法律第119号 | 行政事務の簡素合理化に伴う関係法律の整理及び適用対象の消滅等による法律の廃止に関する法律                                                                   | 昭和57年法律第69号                                                                                              |
| 開拓者資金融通法による政府の貸付金の償還条件の緩和等に関する特別措置法 | 昭和35年法律第125号 | 開拓者資金に係る政府の貸付金債権の償還条件の緩和及び農林漁業金融公庫への移管等に関する特別措置法                                                           | 昭和44年法律第80号                                                                                              |
| 国土開発縦貫自動車道中央自動車道の予定路線を定める法律 | 昭和35年法律第128号 | 国土開発縦貫自動車道建設法の一部を改正する法律 | 昭和39年法律第104号                                                                                             |
| 東海道幹線自動車国道建設法 | 昭和35年法律第129号 | 国土開発縦貫自動車道建設法の一部を改正する法律 | 昭和41年法律第107号                                                                                             |
| 同和対策審議会設置法 | 昭和35年法律第147号 | 附則第3項の規定により施行の日から5年を経過した日に失効。                                                                                                   | 附則第3項の規定により施行の日から5年を経過した日に失効。                                                        |
| 昭和三十五年度分の地方交付税の特例に関する法律 | 昭和35年法律第157号 | 実効性喪失 | 実効性喪失 |
| 公立の中学校の校舎の新築等に要する経費についての国の負担に関する臨時措置法 | 昭和35年法律第161号 | 附則第2項の規定により昭和37年3月31日限りで失効 | 附則第2項の規定により昭和37年3月31日限りで失効                                                                  |
| 昭和三十五年産米穀についての所得税の臨時特例に関する法律 | 昭和35年法律第166号 | 行政事務の簡素合理化に伴う関係法律の整理及び適用対象の消滅等による法律の廃止に関する法律                                                                   | 昭和57年法律第69号                                                                                              |
| 昭和三十六年分の給与所得等に対する所得税の源泉徴収の臨時特例に関する法律 | 昭和35年法律第168号 | 実効性喪失 | 実効性喪失 |
| 北陸地方開発促進法 | 昭和35年法律第171号 | 総合的な国土の形成を図るための国土総合開発法等の一部を改正する等の法律                                                                                     | 平成17年法律第89号                                                                                              |
| 中国地方開発促進法 | 昭和35年法律第172号 | 総合的な国土の形成を図るための国土総合開発法等の一部を改正する等の法律                                                                                     | 平成17年法律第89号                                                                                              |
| 海外経済協力基金法 | 昭和35年法律第173号 | 国際協力銀行法 | 平成11年法律第35号                                                                                              |

### 1961年～1970年
| 法律名 | 法令番号            | 廃止根拠法令名 | 法令番号 |
| --- | ------------------- | --- | --- |
| 港湾整備緊急措置法 | 昭和36年法律第24号  | 社会資本整備重点計画法の施行に伴う関係法律の整備等に関する法律                                                                   | 平成15年法律第21号 |
| 港湾整備特別会計法 | 昭和36年法律第25号  | 特別会計に関する法律 | 平成19年法律第23号 |
| 沖縄における模範農場に必要な物品及び本邦と沖縄との間の電気通信に必要な電気通信設備の譲与に関する法律 | 昭和36年法律第45号  | 沖縄の復帰に伴う関係法令の改廃に関する法律                                                                                       | 昭和46年法律第130号 |
| 国債整理基金に充てるべき資金の繰入れの特例に関する法律 | 昭和36年法律第56号  | 国債整理基金特別会計法の一部を改正する法律                                                                                       | 昭和43年法律第66号 |
| 国民年金特別会計法 | 昭和36年法律第63号  | 特別会計に関する法律 | 平成19年法律第23号 |
| 新技術事業団法 ［旧名称：新技術開発事業団法］ | 昭和36年法律第82号  | 科学技術振興事業団法 | 平成8年法律第27号 |
| 国立工業教員養成所の設置等に関する臨時措置法 | 昭和36年法律第87号  | 国立学校設置法の一部を改正する等の法律                                                                                           | 昭和44年法律第40号 |
| 日本開発銀行に関する外航船舶建造融資利子補給臨時措置法 | 昭和36年法律第96号  | 外航船舶建造融資利子補給及び損失補償法等の一部を改正する法律                                                                     | 昭和44年法律第63号 |
| 漁業権存続期間特例法 | 昭和36年法律第101号 | 行政事務の簡素合理化に伴う関係法律の整理及び適用対象の消滅等による法律の廃止に関する法律                                         | 昭和57年法律第69号 |
| 公共施設の整備に関連する市街地の改造に関する法律 | 昭和36年法律第109号 | 都市再開発法 | 昭和44年法律第38号 |
| 防災建築街区造成法 | 昭和36年法律第110号 | 都市再開発法 | 昭和44年法律第38号 |
| 大阪港及び堺港並びにその臨港地域の整備のため発行される外貨地方債証券に関する特別措置法 | 昭和36年法律第113号 | 国際復興開発銀行等からの外資の受入に関する特別措置に関する法律の一部を改正する法律                                               | 昭和40年法律第20号 |
| 雇用促進事業団法 | 昭和36年法律第116号 | 雇用・能力開発機構法 | 平成11年法律第20号 |
| 日本国有鉄道新線建設補助特別措置法 | 昭和36年法律第117号 | 日本国有鉄道改革法等施行法 | 昭和61年法律第93号 |
| 地方議会議員互助年金法 | 昭和36年法律第120号 | 地方公務員等共済組合法 | 昭和37年法律第152号 |
| 農業基本法 | 昭和36年法律第127号 | 食料・農業・農村基本法 | 平成11年法律第106号 |
| 漁業生産調整組合法 | 昭和36年法律第128号 | 私的独占の禁止及び公正取引の確保に関する法律の適用除外制度の整理等に関する法律                                                   | 平成9年法律第96号 |
| 魚価安定基金法 | 昭和36年法律第129号 | 魚価安定基金の解散に関する法律                                                                                                   | 昭和43年法律第93号 |
| スポーツ振興法 | 昭和36年法律第141号 | スポーツ基本法 | 平成23年法律第78号 |
| 機械類信用保険法 ［旧名称：機械類賦払信用保険臨時措置法, 機械類賦払信用保険法］ | 昭和36年法律第156号 | 中小企業総合事業団法及び機械類信用保険法の廃止等に関する法律                                                                     | 平成14年法律第146号 |
| 機械類信用保険特別会計法 ［旧名称：機械類賦払信用保険特別会計法］ | 昭和36年法律第157号 | 機械類信用保険法の一部を改正する法律                                                                                             | 昭和59年法律第20号 |
| 所得に対する租税に関する二重課税の回避及び脱税の防止のための日本国政府とシンガポール自治州政府との間の条約の実施に伴う所得税法の特例等に関する法律 | 昭和36年法律第160号 | 租税条約等の実施に伴う所得税法、法人税法及び地方税法の特例等に関する法律                                                         | 昭和44年法律第46号 |
| 年金福祉事業団法 | 昭和36年法律第180号 | 年金福祉事業団の解散及び業務の承継等に関する法律                                                                                 | 平成12年法律第20号 |
| 通算年金通則法 | 昭和36年法律第181号 | 国民年金法等の一部を改正する法律                                                                                                 | 昭和60年法律第34号 |
| オリンピック東京大会の馬術競技に使用する施設の建設等のための日本中央競馬会の国庫納付金等の臨時特例に関する法律 | 昭和36年法律第185号 | 附則第2項の規定により昭和39年12月31日限りで失効                                                                                  | 附則第2項の規定により昭和39年12月31日限りで失効                                                                            |
| 昭和三十六年五月の風害、同年六月及び七月の水害又は同年九月の風水害を受けた公立の学校等の建物等の災害復旧に関する特別措置法 | 昭和36年法律第189号 | 行政事務の簡素合理化に伴う関係法律の整理及び適用対象の消滅等による法律の廃止に関する法律                                         | 昭和57年法律第69号 |
| 昭和三十六年六月及び七月の水害又は同年九月の風水害を受けた私立学校施設の災害復旧に関する特別措置法 | 昭和36年法律第190号 | 行政事務の簡素合理化に伴う関係法律の整理及び適用対象の消滅等による法律の廃止に関する法律                                         | 昭和57年法律第69号 |
| 石炭鉱山保安臨時措置法 | 昭和36年法律第194号 | 附則第2項の規定により昭和43年3月31日限りで失効                                                                                   | 附則第2項の規定により昭和43年3月31日限りで失効                                                                             |
| 昭和三十六年五月、六月、七月、八月、九月及び十月の天災についての天災による被害農林漁業者等に対する資金の融通に関する暫定措置法の適用の特例に関する法律 ［旧名称：昭和三十六年五月、六月、七月、八月及び九月の天災についての天災による被害農林漁業者等に対する資金の融通に関する暫定措置法の適用の特例に関する法律］ | 昭和36年法律第196号 | 行政事務の簡素合理化に伴う関係法律の整理及び適用対象の消滅等による法律の廃止に関する法律                                         | 昭和57年法律第69号 |
| 臨時行政調査会設置法 | 昭和36年法律第198号 | 附則第5項の規定により昭和39年9月30日限りで失効                                                                                   | 附則第5項の規定により昭和39年9月30日限りで失効                                                                             |
| 大豆交付金暫定措置法 ［旧名称：大豆なたね交付金暫定措置法］ | 昭和36年法律第201号 | 農業の担い手に対する経営安定のための交付金の交付に関する法律                                                                     | 平成18年法律第88号 |
| 農業近代化助成資金の設置に関する法律 | 昭和36年法律第203号 | 国の補助金等の整理及び合理化等に伴う農業近代化資金助成法等の一部を改正する等の法律                                               | 平成17年法律第16号 |
| 昭和三十六年九月の第二室戸台風による災害を受けた地域における伝染病予防費に関する特別措置法 | 昭和36年法律第206号 | 行政事務の簡素合理化に伴う関係法律の整理及び適用対象の消滅等による法律の廃止に関する法律                                         | 昭和57年法律第69号 |
| 昭和三十六年九月の第二室戸台風による災害を受けた社会福祉事業施設の災害復旧費に関する特別措置法 | 昭和36年法律第207号 | 行政事務の簡素合理化に伴う関係法律の整理及び適用対象の消滅等による法律の廃止に関する法律                                         | 昭和57年法律第69号 |
| 昭和三十六年六月及び八月の水害又は同年九月の風水害を受けた都道府県に対する母子福祉資金に関する国の貸付けの特例に関する法律 | 昭和36年法律第208号 | 行政事務の簡素合理化に伴う関係法律の整理及び適用対象の消滅等による法律の廃止に関する法律                                         | 昭和57年法律第69号 |
| 昭和三十六年五月二十九日及び三十日の強風に際し発生した火災、同年六月の水害、同年九月の風水害又は同年十月二日鹿児島市に発生した火災に伴う公営住宅法の特例等に関する法律 | 昭和36年法律第209号 | 行政事務の簡素合理化に伴う関係法律の整理及び適用対象の消滅等による法律の廃止に関する法律                                         | 昭和57年法律第69号 |
| 昭和三十六年六月及び八月の豪雨による堆積土砂並びに同年六月、七月及び八月の豪雨による湛水の排除に関する特別措置法 | 昭和36年法律第210号 | 行政事務の簡素合理化に伴う関係法律の整理及び適用対象の消滅等による法律の廃止に関する法律                                         | 昭和57年法律第69号 |
| 昭和三十六年六月の水害、同年七月、八月、九月及び十月の水害若しくは風水害又は同年八月の北美濃地震による災害を受けた公共土木施設等の災害復旧等に関する特別措置法 ［旧名称：昭和三十六年六月及び十月の水害、同年七月、八月及び九月の水害若しくは風水害又は同年八月の北美濃地震による災害を受けた公共土木施設等の災害復旧等に関する特別措置法］ | 昭和36年法律第211号 | 行政事務の簡素合理化に伴う関係法律の整理及び適用対象の消滅等による法律の廃止に関する法律                                         | 昭和57年法律第69号 |
| 昭和三十六年五月の風害、同年六月、七月及び八月の水害又は同年九月の風水害に伴う中小企業信用保険法の特例に関する法律 | 昭和36年法律第212号 | 行政事務の簡素合理化に伴う関係法律の整理及び適用対象の消滅等による法律の廃止に関する法律                                         | 昭和57年法律第69号 |
| 昭和三十六年六月、七月及び八月の水害又は同年九月の風水害を受けた中小企業者に対する資金の融通に関する特別措置法 | 昭和36年法律第213号 | 行政事務の簡素合理化に伴う関係法律の整理及び適用対象の消滅等による法律の廃止に関する法律                                         | 昭和57年法律第69号 |
| 昭和三十六年度分の地方交付税の単位費用の特例に関する法律 | 昭和36年法律第214号 | 実効性喪失 | 実効性喪失 |
| 水資源開発公団法 | 昭和36年法律第218号 | 独立行政法人水資源機構法 | 平成14年法律第182号 |
| 産炭地域振興臨時措置法 | 昭和36年法律第219号 | 附則第2項の規定により施行後40年を経過した日（平成13年11月13日）に失効。                                                          | 附則第2項の規定により施行後40年を経過した日（平成13年11月13日）に失効。                                                    |
| 昭和三十六年五月の風害若しくは水害、同年六月の水害、同年七月、八月、九月及び十月の水害若しくは風水害又は同年八月の北美濃地震による災害を受けた農林水産業施設の災害復旧事業等に関する特別措置法 ［旧名称：昭和三十六年五月の風害若しくは水害、同年六月及び十月の水害、同年七月、八月及び九月の水害若しくは風水害又は同年八月の北美濃地震による災害を受けた農林水産業施設の災害復旧事業等に関する特別措置法］                                                                                       | 昭和36年法律第220号 | 行政事務の簡素合理化に伴う関係法律の整理及び適用対象の消滅等による法律の廃止に関する法律                                         | 昭和57年法律第69号 |
| 昭和三十六年九月の第二室戸台風による災害を受けた漁業者の共同利用に供する小型の漁船の建造に関する特別措置法 | 昭和36年法律第221号 | 行政事務の簡素合理化に伴う関係法律の整理及び適用対象の消滅等による法律の廃止に関する法律                                         | 昭和57年法律第69号 |
| 昭和三十六年五月の風害若しくは水害、同年六月の水害、同年七月、八月、九月及び十月の水害若しくは風水害又は同年八月の北美濃地震による災害を受けた地方公共団体の起債の特例等に関する法律 ［旧名称：昭和三十六年五月の風害若しくは水害、同年六月及び十月の水害、同年七月、八月及び九月の水害若しくは風水害又は同年八月の北美濃地震による災害を受けた地方公共団体の起債の特例等に関する法律］ | 昭和36年法律第222号 | 行政事務の簡素合理化に伴う関係法律の整理及び適用対象の消滅等による法律の廃止に関する法律                                         | 昭和57年法律第69号 |
| 医師及び歯科医師の免許及び試験の特例に関する法律 | 昭和36年法律第231号 | 行政事務の簡素合理化に伴う関係法律の整理及び適用対象の消滅等による法律の廃止に関する法律                                         | 昭和57年法律第69号 |
| 昭和三十六年産米穀についての所得税の臨時特例に関する法律 | 昭和37年法律第1号   | 行政事務の簡素合理化に伴う関係法律の整理及び適用対象の消滅等による法律の廃止に関する法律                                         | 昭和57年法律第69号 |
| 昭和三十六年度分として交付すべき地方交付税の総額の特例に関する法律 | 昭和37年法律第10号  | 実効性喪失 | 実効性喪失 |
| 阪神高速道路公団法 〔通称：阪神公団法〕 | 昭和37年法律第43号  | 日本道路公団等民営化関係法施行法                                                                                                 | 平成16年法律第102号 |
| 物品税法 | 昭和37年法律第48号  | 消費税法 | 昭和63年法律第108号 |
| 簡易保険福祉事業団法 ［旧名称：簡易保険郵便年金福祉事業団法］ | 昭和37年法律第64号  | 日本郵政公社法施行法 | 平成14年法律第98号 |
| 学校法人紛争の調停等に関する法律 | 昭和37年法律第70号  | 附則第4項の規定により施行後2年を経過した日に失効。                                                                               | 附則第4項の規定により施行後2年を経過した日に失効。                                                                         |
| 国民生活研究所法 | 昭和37年法律第80号  | 国民生活センター法 | 昭和45年法律第94号 |
| 地域振興整備公団法 ［旧名称：産炭地域振興事業団法, 工業再配置・産炭地域振興公団法］ | 昭和37年法律第95号  | 中小企業金融公庫法及び独立行政法人中小企業基盤整備機構法の一部を改正する法律                                                     | 平成16年法律第35号 |
| 新産業都市建設促進法 〔通称：新産法〕 | 昭和37年法律第117号 | 新産業都市建設促進法等を廃止する法律                                                                                             | 平成13年法律第14号 |
| 市の合併の特例に関する法律 | 昭和37年法律第118号 | 市町村の合併の特例に関する法律                                                                                                   | 昭和40年法律第6号 |
| 海外技術協力事業団法 | 昭和37年法律第120号 | 国際協力事業団法 | 昭和49年法律第62号 |
| 臨時司法制度調査会設置法 | 昭和37年法律第122号 | 附則第6項の規定により昭和39年8月31日限りで失効                                                                                   | 附則第6項の規定により昭和39年8月31日限りで失効                                                                             |
| 石油業法 | 昭和37年法律第128号 | 石油の安定的な供給の確保のための石油備蓄法等の一部を改正する等の法律                                                             | 平成13年法律第55号 |
| ばい煙の排出の規制等に関する法律 〔通称：ばい煙規制法, ばい煙排出規制法〕 | 昭和37年法律第146号 | 大気汚染防止法 | 昭和43年法律第97号 |
| 行政不服審査法 〔通称：行審法, 行服法〕 | 昭和37年法律第160号 | 行政不服審査法 | 平成26年法律第68号 |
| 地方公共団体の議会の議員及び長の選挙期日等の臨時特例に関する法律 | 昭和37年法律第163号 | 地方公共団体の議会の議員及び長の選挙期日等の臨時特例に関する法律                                                                 | 昭和41年法律第146号 |
| 昭和三十七年度分の地方交付税の単位費用の特例に関する法律 | 昭和37年法律第164号 | 実効性喪失 | 実効性喪失 |
| 昭和三十七年産米穀についての所得税の臨時特例に関する法律 | 昭和38年法律第2号   | 行政事務の簡素合理化に伴う関係法律の整理及び適用対象の消滅等による法律の廃止に関する法律                                         | 昭和57年法律第69号 |
| 地方公共団体の長の選挙において使用する選挙運動用ポスターの特例に関する法律 | 昭和38年法律第3号   | 実効性喪失 | 実効性喪失 |
| 昭和三十七年度分として交付すべき地方交付税の総額の特例に関する法律 | 昭和38年法律第13号  | 実効性喪失 | 実効性喪失 |
| オリンピック東京大会の準備等に必要な資金に充てるための寄附金付き製造たばこの販売に関する法律 | 昭和38年法律第27号  | 行政事務の簡素合理化に伴う関係法律の整理及び適用対象の消滅等による法律の廃止に関する法律                                         | 昭和57年法律第69号 |
| 所得に対する租税に関する二重課税の回避のための日本国とオーストリア共和国との間の条約の実施に伴う所得税法の特例等に関する法律 | 昭和38年法律第28号  | 租税条約等の実施に伴う所得税法、法人税法及び地方税法の特例等に関する法律                                                         | 昭和44年法律第46号 |
| 所得に対する租税に関する二重課税の回避及び脱税の防止のための日本国政府とグレート・ブリテン及び北部アイルランド連合王国政府との間の条約の実施に伴う所得税法の特例等に関する法律 | 昭和38年法律第29号  | 租税条約等の実施に伴う所得税法、法人税法及び地方税法の特例等に関する法律                                                         | 昭和44年法律第46号 |
| 所得に対する租税に関する二重課税の回避及び脱税の防止のための日本国とニュー・ジーランドとの間の条約の実施に伴う所得税法の特例等に関する法律 | 昭和38年法律第30号  | 租税条約等の実施に伴う所得税法、法人税法及び地方税法の特例等に関する法律                                                         | 昭和44年法律第46号 |
| 東京港港湾区域における土地造成事業等のため発行される外貨地方債証券に関する特別措置法 | 昭和38年法律第36号  | 国際復興開発銀行等からの外資の受入に関する特別措置に関する法律の一部を改正する法律                                               | 昭和40年法律第20号 |
| 林業信用基金法 | 昭和38年法律第55号  | 農林漁業信用基金法 | 昭和63年法律第79号 |
| 電信電話債券に係る需給調整資金の設置に関する臨時措置法 | 昭和38年法律第57号  | 日本電信電話株式会社法及び電気通信事業法の施行に伴う関係法律の整備等に関する法律                                                 | 昭和59年法律第87号 |
| 中小企業近代化促進法 | 昭和38年法律第64号  | 中小企業等経営強化法 | 平成11年法律第18号 |
| 中小企業高度化資金融通特別会計法 | 昭和38年法律第72号  | 中小企業振興事業団法 | 昭和42年法律第56号 |
| 金属鉱業事業団法 ［旧名称：金属鉱物探鉱融資事業団法, 金属鉱物探鉱促進事業団法］ | 昭和38年法律第78号  | 石油公団法及び金属鉱業事業団法の廃止等に関する法律                                                                               | 平成14年法律第93号 |
| 石炭鉱害賠償等臨時措置法 ［旧名称：石炭鉱害賠償担保等臨時措置法］ | 昭和39年法律第97号  | 石炭鉱業の構造調整の完了等に伴う関係法律の整備等に関する法律                                                                     | 平成12年法律第16号 |
| 日本原子力船研究開発事業団法 ［旧名称：日本原子力船開発事業団法］ | 昭和38年法律第100号 | 日本原子力研究所法の一部を改正する法律                                                                                           | 昭和59年法律第57号 |
| 観光基本法 | 昭和38年法律第107号 | 観光立国推進基本法 | 平成18年法律第117号 |
| 輸出硫安売掛金経理臨時措置法 | 昭和38年法律第109号 | 輸出硫安売掛金経理臨時措置法を廃止する法律                                                                                       | 昭和48年法律第78号 |
| 金属鉱業等安定臨時措置法 | 昭和38年法律第116号 | 金属鉱業等安定臨時措置法を廃止する法律                                                                                           | 昭和43年法律第41号 |
| 海運業の再建整備に関する臨時措置法 | 昭和38年法律第118号 | 中央省庁等改革関係法施行法 | 平成11年法律第160号 |
| 海外移住事業団法 | 昭和38年法律第124号 | 国際協力事業団法 | 昭和49年法律第62号 |
| 昭和三十八年四月から六月までの長雨についての天災による被害農林漁業者等に対する資金の融通に関する暫定措置法の適用の特例に関する法律 | 昭和38年法律第132号 | 行政事務の簡素合理化に伴う関係法律の整理及び適用対象の消滅等による法律の廃止に関する法律                                         | 昭和57年法律第69号 |
| 電力用炭販売株式会社法 ［旧名称：電力用炭代金精算株式会社法］ | 昭和38年法律第144号 | 石炭鉱業合理化臨時措置法等の一部を改正する法律                                                                                   | 昭和52年法律第22号 |
| 石炭鉱業経理規制臨時措置法 | 昭和38年法律第145号 | 石炭鉱業の構造調整の完了等に伴う関係法律の整備等に関する法律                                                                     | 平成12年法律第16号 |
| 関越自動車道建設法 | 昭和38年法律第158号 | 国土開発縦貫自動車道建設法の一部を改正する法律                                                                                   | 昭和41年法律第107号 |
| 所得に対する租税に関する二重課税の回避及び脱税の防止のための日本国とタイとの間の条約の実施に伴う所得税法の特例等に関する法律 | 昭和38年法律第161号 | 租税条約等の実施に伴う所得税法、法人税法及び地方税法の特例等に関する法律                                                         | 昭和44年法律第46号 |
| 沿岸漁業等振興法 〔通称：沿振法〕 | 昭和38年法律第165号 | 水産基本法 | 平成13年法律第89号 |
| 産炭地域における中小企業者についての中小企業信用保険に関する特別措置等に関する法律 | 昭和38年法律第166号 | 石炭鉱業の構造調整の完了等に伴う関係法律の整備等に関する法律                                                                     | 平成12年法律第16号 |
| 所得に対する租税に関する二重課税の回避及び脱税の防止のための日本国とマラヤ連邦との間の条約の実施に伴う所得税法の特例等に関する法律 | 昭和38年法律第167号 | 租税条約等の実施に伴う所得税法、法人税法及び地方税法の特例等に関する法律                                                         | 昭和44年法律第46号 |
| 衆議院議員の総選挙に関する臨時特例法 | 昭和38年法律第169号 | 実効性喪失 | 実効性喪失 |
| 農業共済再保険特別会計の歳入不足をうめるための一般会計からの繰入金に関する法律 | 昭和38年法律第171号 | 行政事務の簡素合理化に伴う関係法律の整理及び適用対象の消滅等による法律の廃止に関する法律                                         | 昭和57年法律第69号 |
| 昭和三十八年度分の地方交付税の単位費用の特例に関する法律 | 昭和38年法律第178号 | 実効性喪失 | 実効性喪失 |
| 生活環境施設整備緊急措置法 | 昭和38年法律第183号 | 清掃施設整備緊急措置法 | 昭和43年法律第58号 |
| 昭和三十八年産米穀についての所得税の臨時特例に関する法律 | 昭和39年法律第1号   | 行政事務の簡素合理化に伴う関係法律の整理及び適用対象の消滅等による法律の廃止に関する法律                                         | 昭和57年法律第69号 |
| 日本鉄道建設公団法 〔通称：鉄建公団法, 鉄道公団法〕 | 昭和39年法律第3号   | 独立行政法人鉄道建設・運輸施設整備支援機構法                                                                                     | 平成14年法律第180号 |
| 昭和三十八年度分として交付すべき地方交付税の総額の特例に関する法律 | 昭和39年法律第4号   | 実効性喪失 | 実効性喪失 |
| 甘味資源特別措置法 | 昭和39年法律第41号  | 砂糖の価格調整に関する法律及び独立行政法人農畜産業振興機構法の一部を改正する等の法律                                             | 平成18年法律第89号 |
| 沖縄産糖の糖価安定事業団による買入れ等に関する特別措置法 ［旧名称：沖縄産糖の政府買入れに関する特別措置法］ | 昭和39年法律第42号  | 沖縄の復帰に伴う関係法令の改廃に関する法律                                                                                       | 昭和46年法律第130号 |
| 自動車検査登録特別会計法 | 昭和39年法律第48号  | 特別会計に関する法律 | 平成19年法律第23号 |
| 市町村民税減税補てん債償還費に係る財政上の特別措置に関する法律 | 昭和39年法律第49号  | 地方交付税法の一部を改正する法律                                                                                                 | 昭和49年法律第46号 |
| 国立学校特別会計法 | 昭和39年法律第55号  | 国立大学法人法等の施行に伴う関係法律の整備等に関する法律                                                                         | 平成15年法律第117号 |
| オリンピック東京大会記念のための千円の臨時補助貨幣の発行に関する法律 | 昭和39年法律第62号  | 通貨の単位及び貨幣の発行等に関する法律                                                                                           | 昭和62年法律第42号 |
| 国立教育会館法 | 昭和39年法律第89号  | 国立教育会館の解散に関する法律                                                                                                   | 平成11年法律第62号 |
| 繊維工業設備等臨時措置法 | 昭和39年法律第103号 | 附則第2条の規定により施行の日から4年を経過した日に、失効。                                                                       | 附則第2条の規定により施行の日から4年を経過した日に、失効。                                                                 |
| 奥地等産業開発道路整備臨時措置法 | 昭和39年法律第115号 | 附則第2項の規定により平成15年3月31日限りで失効。                                                                                 | 附則第2項の規定により平成15年3月31日限りで失効。                                                                           |
| 昭和三十九年四月から五月上旬までの長雨等についての天災による被害農林漁業者等に対する資金の融通に関する暫定措置法の適用の特例に関する法律 | 昭和39年法律第125号 | 行政事務の簡素合理化に伴う関係法律の整理及び適用対象の消滅等による法律の廃止に関する法律                                         | 昭和57年法律第69号 |
| 東海北陸自動車道建設法 | 昭和39年法律第131号 | 国土開発縦貫自動車道建設法の一部を改正する法律                                                                                   | 昭和41年法律第107号 |
| 肥料価格安定臨時措置法 〔通称：肥料安定法, 肥料カルテル法〕［旧名称：肥料価格安定等臨時措置法］ | 昭和39年法律第138号 | 肥料価格安定臨時措置法を廃止する法律                                                                                             | 平成元年法律第44号 |
| 電話設備の拡充に係る電話交換方式の自動化の実施に伴い退職する者に対する特別措置に関する法律 | 昭和39年法律第139号 | 中央省庁等改革関係法施行法 | 平成11年法律第160号 |
| 近畿圏の既成都市区域における工場等の制限に関する法律 〔通称：工場制限法〕 | 昭和39年法律第144号 | 首都圏整備法及び近畿圏整備法の一部を改正する等の法律                                                                             | 平成14年法律第83号 |
| 工業整備特別地域整備促進法 | 昭和39年法律第146号 | 新産業都市建設促進法等を廃止する法律                                                                                             | 平成13年法律第14号 |
| 社会保障研究所法 | 昭和39年法律第156号 | 社会保障研究所の解散に関する法律                                                                                                 | 平成8年法律第40号 |
| 住宅地造成事業に関する法律 | 昭和39年法律第160号 | 都市計画法 | 昭和43年法律第100号 |
| 昭和三十九年度分の地方交付税の特例等に関する法律 | 昭和39年法律第180号 | 実効性喪失 | 実効性喪失 |
| 農業共済再保険特別会計の歳入不足をうめるための一般会計からの繰入金に関する法律 | 昭和39年法律第183号 | 行政事務の簡素合理化に伴う関係法律の整理及び適用対象の消滅等による法律の廃止に関する法律                                         | 昭和57年法律第69号 |
| 昭和三十八年産米穀についての所得税及び法人税の臨時特例に関する法律 | 昭和40年法律第1号   | 行政事務の簡素合理化に伴う関係法律の整理及び適用対象の消滅等による法律の廃止に関する法律                                         | 昭和57年法律第69号 |
| 市町村の合併の特例に関する法律 〔通称：市町村合併特例法〕 | 昭和40年法律第6号   | 附則第2条第1項の規定により平成17年3月31日限りで失効。                                                                            | 附則第2条第1項の規定により平成17年3月31日限りで失効。                                                                      |
| 所得に対する租税に関する二重課税の回避及び脱税の防止のための日本国とスウェーデンとの間の条約の実施に伴う所得税法、法人税法及び地方税法の特例等に関する法律 | 昭和40年法律第9号   | 租税条約等の実施に伴う所得税法、法人税法及び地方税法の特例等に関する法律                                                         | 昭和44年法律第46号 |
| 所得に対する租税に関する二重課税の回避及び脱税の防止のための日本国とカナダとの間の条約の実施に伴う所得税法の特例等に関する法律 | 昭和40年法律第10号  | 租税条約等の実施に伴う所得税法、法人税法及び地方税法の特例等に関する法律                                                         | 昭和44年法律第46号 |
| 所得に対する租税に関する二重課税の回避のための日本国政府とフランス共和国政府との間の条約の実施に伴う所得税法、法人税法及び地方税法の特例等に関する法律 | 昭和40年法律第11号  | 租税条約等の実施に伴う所得税法、法人税法及び地方税法の特例等に関する法律                                                         | 昭和44年法律第46号 |
| 国立養護教諭養成所設置法 | 昭和40年法律第16号  | 国立学校設置法の一部を改正する等の法律                                                                                           | 昭和55年法律第14号 |
| オリンピック記念青少年総合センター法 | 昭和40年法律第45号  | オリンピック記念青少年総合センターの解散に関する法律                                                                             | 昭和55年法律第54号 |
| 新産業都市建設及び工業整備特別地域整備のための国の財政上の特別措置に関する法律 | 昭和40年法律第73号  | 新産業都市建設促進法等を廃止する法律                                                                                             | 平成13年法律第14号 |
| 日本自動車ターミナル株式会社法 | 昭和40年法律第75号  | 日本自動車ターミナル株式会社法を廃止する法律                                                                                     | 昭和60年法律第26号 |
| 昭和四十年度における公共企業体職員等共済組合法に規定する共済組合が支給する年金の額の改定に関する法律 | 昭和40年法律第83号  | 国家公務員及び公共企業体職員に係る共済組合制度の統合等を図るための国家公務員共済組合法等の一部を改正する法律                     | 昭和58年法律第82号 |
| 行政監理委員会設置法 | 昭和40年法律第86号  | 臨時行政調査会設置法 | 昭和55年法律第103号 |
| 八郎潟新農村建設事業団法 | 昭和40年法律第87号  | 農用地開発公団法の一部を改正する法律                                                                                             | 昭和52年法律第70号 |
| 九州横断自動車道建設法 | 昭和40年法律第92号  | 国土開発縦貫自動車道建設法の一部を改正する法律                                                                                   | 昭和41年法律第107号 |
| 環境事業団法 ［旧名称：公害防止事業団法］ | 昭和40年法律第95号  | 独立行政法人環境再生保全機構法                                                                                                   | 平成15年法律第43号 |
| 加工原料乳生産者補給金等暫定措置法 〔通称：加工原料乳不足払い法〕 | 昭和40年法律第112号 | 畜産経営の安定に関する法律及び独立行政法人農畜産業振興機構法の一部を改正する法律                                                 | 平成29年法律第60号 |
| 新東京国際空港公団法 | 昭和40年法律第115号 | 成田国際空港株式会社法 | 平成15年法律第124号 |
| 港湾労働法 | 昭和40年法律第120号 | 港湾労働法 | 昭和63年法律第40号 |
| 農地被買収者等に対する給付金の支給に関する法律 | 昭和40年法律第121号 | 地方分権の推進を図るための関係法律の整備等に関する法律                                                                           | 平成11年法律第87号 |
| 製造たばこ定価法 | 昭和40年法律第122号 | たばこ事業法 | 昭和59年法律第68号 |
| 中国横断自動車道建設法 | 昭和40年法律第132号 | 国土開発縦貫自動車道建設法の一部を改正する法律                                                                                   | 昭和41年法律第107号 |
| 総合エネルギー調査会設置法 | 昭和40年法律第136号 | 中央省庁等改革のための国の行政組織関係法律の整備等に関する法律                                                                   | 平成11年法律第102号 |
| 日本国と大韓民国との間の漁業に関する協定の実施に伴う同協定第一条１の漁業に関する水域の設定に関する法律 | 昭和40年法律第145号 | 排他的経済水域における漁業等に関する主権的権利の行使等に関する法律及び海洋生物資源の保存及び管理に関する法律の一部を改正する法律 | 平成10年法律第149号 |
| 日本国に居住する大韓民国国民の法的地位及び待遇に関する日本国と大韓民国との間の協定の実施に伴う出入国管理特別法 | 昭和40年法律第146号 | 日本国との平和条約に基づき日本の国籍を離脱した者等の出入国管理に関する特例法                                                     | 平成3年法律第71号 |
| 中小企業信用保険臨時措置法 | 昭和40年法律第153号 | 附則第3項の規定により昭和42年6月30日限りで失効                                                                                   | 附則第3項の規定により昭和42年6月30日限りで失効                                                                             |
| 昭和四十年度分の地方交付税の特例等に関する法律 | 昭和40年法律第154号 | 実効性喪失 | 実効性喪失 |
| 農業共済再保険特別会計の歳入不足をうめるための一般会計からの繰入金に関する法律 | 昭和40年法律第155号 | 行政事務の簡素合理化に伴う関係法律の整理及び適用対象の消滅等による法律の廃止に関する法律                                         | 昭和57年法律第69号 |
| 日本蚕糸事業団法 | 昭和41年法律第3号   | 繭糸価格安定法の一部を改正する法律                                                                                               | 昭和44年法律第12号 |
| 昭和四十年度における財政処理の特別措置に関する法律 | 昭和41年法律第4号   | 実効性喪失:昭和40年度に限り適用                                                                                                  | 実効性喪失:昭和40年度に限り適用                                                                                            |
| 昭和四十年産米穀についての所得税及び法人税の臨時特例に関する法律 | 昭和41年法律第5号   | 行政事務の簡素合理化に伴う関係法律の整理及び適用対象の消滅等による法律の廃止に関する法律                                         | 昭和57年法律第69号 |
| 都市開発資金融通特別会計法 | 昭和41年法律第50号  | 特別会計に関する法律 | 平成19年法律第23号 |
| 昭和四十一年度における地方財政の特別措置に関する法律 | 昭和41年法律第61号  | 実効性喪失 | 実効性喪失 |
| 地震再保険特別会計法 | 昭和41年法律第74号  | 特別会計に関する法律 | 平成19年法律第23号 |
| 日本芸術文化振興会法 ［旧名称：国立劇場法］ | 昭和41年法律第88号  | 独立行政法人日本芸術文化振興会法                                                                                                 | 平成14年法律第163号 |
| 住宅建設計画法 | 昭和41年法律第100号 | 住生活基本法 | 平成18年法律第61号 |
| 所得に対する租税及びある種の他の租税に関する二重課税の回避のための日本国とドイツ連邦共和国との間の協定の実施に伴う所得税法、法人税法及び地方税法の特例等に関する法律 | 昭和41年法律第117号 | 租税条約等の実施に伴う所得税法、法人税法及び地方税法の特例等に関する法律                                                         | 昭和44年法律第46号 |
| こどもの国協会法 | 昭和41年法律第131号 | こどもの国協会の解散及び事業の承継に関する法律                                                                                   | 昭和55年法律第91号 |
| 防衛施設周辺の整備等に関する法律 | 昭和41年法律第135号 | 防衛施設周辺の生活環境の整備等に関する法律                                                                                       | 昭和49年法律第101号 |
| 農業共済再保険特別会計の歳入不足をうめるための一般会計からの繰入金に関する法律 | 昭和41年法律第145号 | 行政事務の簡素合理化に伴う関係法律の整理及び適用対象の消滅等による法律の廃止に関する法律                                         | 昭和57年法律第69号 |
| 地方公共団体の議会の議員及び長の選挙期日等の臨時特例に関する法律 | 昭和41年法律第146号 | 実効性喪失 | 実効性喪失 |
| 昭和四十一年産米穀についての所得税及び法人税の臨時特例に関する法律 | 昭和41年法律第148号 | 行政事務の簡素合理化に伴う関係法律の整理及び適用対象の消滅等による法律の廃止に関する法律                                         | 昭和57年法律第69号 |
| 旧勲章年金受給者に関する特別措置法 | 昭和42年法律第1号   | 中央省庁等改革関係法施行法 | 平成11年法律第160号 |
| 昭和四十二年分の給与所得等に係る所得税の源泉徴収の臨時特例に関する法律 | 昭和42年法律第6号   | 実効性喪失 | 実効性喪失 |
| 昭和四十二年分の退職手当等に係る道府県民税及び市町村民税等の臨時特例に関する法律 | 昭和42年法律第8号   | 実効性喪失 | 実効性喪失 |
| 石油及びエネルギー需給構造高度化対策特別会計法 〔通称：石石特会法, 三石特会法〕［旧名称：石炭対策特別会計法, 石炭及び石油対策特別会計法, 石炭並びに石油及び石油代替エネルギー対策特別会計法, 石炭並びに石油及びエネルギー需給構造高度化対策特別会計法］ | 昭和42年法律第12号  | 特別会計に関する法律 | 平成19年法律第23号 |
| 沖縄居住者等に対する失業保険に関する特別措置法 | 昭和42年法律第37号  | 沖縄の復帰に伴う関係法令の改廃に関する法律                                                                                       | 昭和46年法律第130号 |
| 下水道整備緊急措置法 | 昭和42年法律第41号  | 社会資本整備重点計画法の施行に伴う関係法律の整備等に関する法律                                                                   | 平成15年法律第21号 |
| 昭和四十二年度における地方財政の特別措置に関する法律 | 昭和42年法律第46号  | 実効性喪失 | 実効性喪失 |
| 石炭鉱業再建整備臨時措置法 | 昭和42年法律第49号  | 石炭鉱業の構造調整の推進等の石炭対策の総合的な実施のための関係法律の整備等に関する法律                                           | 平成4年法律第23号 |
| 宮古群島及び八重山群島におけるテレビジョン放送に必要な設備の譲与に関する法律 | 昭和42年法律第51号  | 沖縄の復帰に伴う関係法令の改廃に関する法律                                                                                       | 昭和46年法律第130号 |
| 中小企業振興事業団法 | 昭和42年法律第56号  | 中小企業事業団法 | 昭和55年法律第53号 |
| 中小漁業振興特別措置法 | 昭和42年法律第59号  | 漁業経営の改善及び再建整備に関する特別措置法                                                                                     | 昭和51年法律第43号 |
| 執行官法の規定による恩給の年額の改定に関する法律 ［旧名称：旧執達吏規則に基づく恩給の年額の改定に関する法律］ | 昭和42年法律第64号  | 執行官法の一部を改正する法律 | 平成19年法律第18号 |
| 昭和二十二年以前の郵便年金契約に関する特別措置法 | 昭和42年法律第70号  | 行政事務の簡素合理化に伴う関係法律の整理及び適用対象の消滅等による法律の廃止に関する法律                                         | 昭和57年法律第69号 |
| 核燃料サイクル開発機構法 ［旧名称：動力炉・核燃料開発事業団法］ | 昭和42年法律第73号  | 国立研究開発法人日本原子力研究開発機構法                                                                                         | 平成16年法律第155号 |
| 繊維産業構造改善臨時措置法 〔通称：繊維法〕［旧名称：特定繊維工業構造改善臨時措置法, 繊維工業構造改善臨時措置法］ | 昭和42年法律第82号  | 中小企業総合事業団法 | 平成11年法律第19号 |
| 果樹保険臨時措置法 | 昭和42年法律第93号  | 農業災害補償法及び農業共済基金法の一部を改正する法律（昭和47年法律第71号）附則第2項の規定により昭和48年3月31日限り、失効。       | 農業災害補償法及び農業共済基金法の一部を改正する法律（昭和47年法律第71号）附則第2項の規定により昭和48年3月31日限り、失効。 |
| 石油公団法 ［旧名称：石油開発公団法］ | 昭和42年法律第99号  | 石油公団法及び金属鉱業事業団法の廃止等に関する法律                                                                               | 平成14年法律第93号 |
| 昭和四十二年度以後における公共企業体職員等共済組合法に規定する共済組合が支給する年金の額の改定に関する法律 ［旧名称：昭和四十二年度における公共企業体職員等共済組合法に規定する共済組合が支給する年金の額の改定に関する法律, 昭和四十二年度及び昭和四十三年度における公共企業体職員等共済組合法に規定する共済組合が支給する年金の額の改定に関する法律, 昭和四十二年度、昭和四十三年度及び昭和四十四年度における公共企業体職員等共済組合法に規定する共済組合が支給する年金の額の改定に関する法律］ | 昭和42年法律第106号 | 国家公務員及び公共企業体職員に係る共済組合制度の統合等を図るための国家公務員共済組合法等の一部を改正する法律                     | 昭和58年法律第82号 |
| 通学路に係る交通安全施設等の整備及び踏切道の構造改良等に関する緊急措置法 | 昭和42年法律第107号 | 交通安全施設等整備事業に関する緊急措置法の一部を改正する等の法律                                                                 | 昭和44年法律第9号 |
| 日本学術振興会法 | 昭和42年法律第123号 | 独立行政法人日本学術振興会法 | 平成14年法律第159号 |
| 外貿埠頭公団法 | 昭和42年法律第125号 | 特定外貿埠頭の管理運営に関する法律                                                                                               | 昭和56年法律第28号 |
| 船舶の油による海水の汚濁の防止に関する法律 | 昭和42年法律第127号 | 海洋汚染等及び海上災害の防止に関する法律                                                                                         | 昭和45年法律第136号 |
| 所得に対する租税に関する二重課税の回避のための日本国とブラジル合衆国との間の条約の実施に伴う所得税法及び法人税法の特例等に関する法律 | 昭和42年法律第128号 | 租税条約等の実施に伴う所得税法、法人税法及び地方税法の特例等に関する法律                                                         | 昭和44年法律第46号 |
| 所得に対する租税に関する二重課税の回避のための日本国とノールウェー王国との間の条約の実施に伴う所得税法、法人税法及び地方税法の特例等に関する法律 | 昭和42年法律第129号 | 租税条約等の実施に伴う所得税法、法人税法及び地方税法の特例等に関する法律                                                         | 昭和44年法律第46号 |
| 公害対策基本法 | 昭和42年法律第132号 | 環境基本法の施行に伴う関係法律の整備等に関する法律                                                                               | 平成5年法律第92号 |
| 貿易研修センター法 | 昭和42年法律第134号 | 貿易研修センター法を廃止する等の法律                                                                                             | 昭和60年法律第66号 |
| 旅券法の特例に関する法律 | 昭和42年法律第137号 | 沖縄の復帰に伴う関係法令の改廃に関する法律                                                                                       | 昭和46年法律第130号 |
| 環境衛生金融公庫法 | 昭和42年法律第138号 | 国民金融公庫法の一部を改正する法律                                                                                               | 平成11年法律第56号 |
| 健康保険法及び船員保険法の臨時特例に関する法律 | 昭和42年法律第140号 | 附則第7条の規定により昭和44年8月31日限りで失効。                                                                                 | 附則第7条の規定により昭和44年8月31日限りで失効。                                                                           |
| 昭和四十二年度分の地方交付税の単位費用の特例に関する法律 | 昭和42年法律第146号 | 実効性喪失 | 実効性喪失 |
| 昭和四十二年産米穀についての所得税及び法人税の臨時特例に関する法律 | 昭和43年法律第1号   | 行政事務の簡素合理化に伴う関係法律の整理及び適用対象の消滅等による法律の廃止に関する法律                                         | 昭和57年法律第69号 |
| 日本万国博覧会政府代表の設置に関する臨時措置法 | 昭和43年法律第12号  | 附則第2項の規定により日本万国博覧会の終了の日から起算して１年を経過した日に失効。                                                | 附則第2項の規定により日本万国博覧会の終了の日から起算して１年を経過した日に失効。                                          |
| 沖縄におけるテレビジョン放送に必要な設備の日本放送協会による設置及び無償貸付けに関する法律 | 昭和43年法律第24号  | 沖縄の復帰に伴う関係法令の改廃に関する法律                                                                                       | 昭和46年法律第130号 |
| 沖縄島那覇に駐在する諮問委員会の委員となる日本国政府代表の設置に関する暫定措置法 | 昭和43年法律第36号  | 沖縄復帰のための準備委員会への日本国政府代表に関する臨時措置法                                                                   | 昭和45年法律第40号 |
| 宇宙開発委員会設置法 | 昭和43年法律第40号  | 中央省庁等改革のための国の行政組織関係法律の整備等に関する法律                                                                   | 平成11年法律第102号 |
| 原子爆弾被爆者に対する特別措置に関する法律 〔通称：被爆者特別措置法, 原爆特別措置法, 原爆二法, 原爆三法〕 | 昭和43年法律第53号  | 原子爆弾被爆者に対する援護に関する法律                                                                                           | 平成6年法律第117号 |
| 清掃施設整備緊急措置法 | 昭和43年法律第58号  | 廃棄物処理施設整備緊急措置法 | 昭和47年法律第95号 |
| 沖縄地域における産業の振興開発等のための琉球政府に対する資金の貸付けに関する特別措置法 | 昭和43年法律第62号  | 沖縄の復帰に伴う関係法令の改廃に関する法律                                                                                       | 昭和46年法律第130号 |
| 沖縄島、宮古島及び石垣島相互の間における極超短波回線による電気通信に必要な電気通信設備の譲与に関する法律 | 昭和43年法律第70号  | 沖縄の復帰に伴う関係法令の改廃に関する法律                                                                                       | 昭和46年法律第130号 |
| 魚価安定基金の解散に関する法律 | 昭和43年法律第93号  | 行政事務の簡素合理化に伴う関係法律の整理及び適用対象の消滅等による法律の廃止に関する法律                                         | 昭和57年法律第69号 |
| 所得に対する租税に関する二重課税の回避のための日本国とデンマーク王国との間の条約の実施に伴う所得税法、法人税法及び地方税法の特例等に関する法律 | 昭和43年法律第103号 | 租税条約等の実施に伴う所得税法、法人税法及び地方税法の特例等に関する法律                                                         | 昭和44年法律第46号 |
| 昭和四十三年産米穀についての所得税及び法人税の臨時特例に関する法律 | 昭和44年法律第1号   | 行政事務の簡素合理化に伴う関係法律の整理及び適用対象の消滅等による法律の廃止に関する法律                                         | 昭和57年法律第69号 |
| 日本国有鉄道財政再建促進特別措置法 | 昭和44年法律第24号  | 国有鉄道運賃法及び日本国有鉄道法の一部を改正する法律                                                                             | 昭和51年法律第75号 |
| 北方領土問題対策協会法 | 昭和44年法律第34号  | 独立行政法人北方領土問題対策協会法                                                                                               | 平成14年法律第132号 |
| 沖縄における免許試験及び免許資格の特例に関する暫定措置法 | 昭和44年法律第47号  | 沖縄の復帰に伴う関係法令の改廃に関する法律                                                                                       | 昭和46年法律第130号 |
| 宇宙開発事業団法 | 昭和44年法律第50号  | 国立研究開発法人宇宙航空研究開発機構法                                                                                           | 平成14年法律第161号 |
| 沖縄における郵便貯金の奨励及び簡易生命保険思想の普及に必要な施設及び設備の設置及び無償貸付けに関する法律 | 昭和44年法律第53号  | 沖縄の復帰に伴う関係法令の改廃に関する法律                                                                                       | 昭和46年法律第130号 |
| 同和対策事業特別措置法 | 昭和44年法律第60号  | 附則第2項の規定により昭和57年3月31日限りで失効。                                                                                 | 附則第2項の規定により昭和57年3月31日限りで失効。                                                                           |
| 大学の運営に関する臨時措置法 〔通称：大学臨時措置法〕 | 昭和44年法律第70号  | 中央省庁等改革関係法施行法 | 平成11年法律第160号 |
| 昭和四十四年度分の地方交付税の特例等に関する法律 | 昭和44年法律第77号  | 実効性喪失 | 実効性喪失 |
| 沖縄における産業の振興開発等に資するための琉球政府に対する米穀の売渡しについての特別措置に関する法律 | 昭和44年法律第81号  | 沖縄の復帰に伴う関係法令の改廃に関する法律                                                                                       | 昭和46年法律第130号 |
| 公害に係る健康被害の救済に関する特別措置法 〔通称：公害健康被害救済法〕 | 昭和44年法律第90号  | 公害健康被害の補償等に関する法律                                                                                                 | 昭和48年法律第111号 |
| 真珠養殖等調整暫定措置法 | 昭和44年法律第96号  | 私的独占の禁止及び公正取引の確保に関する法律の適用除外制度の整理等に関する法律                                                   | 平成9年法律第96号 |
| 昭和四十四年度以後における農林漁業団体職員共済組合からの年金の額の改定に関する法律 ［旧名称：昭和四十四年度における農林漁業団体職員共済組合法の規定による年金の額の改定に関する法律, 昭和四十四年度及び昭和四十五年度における農林漁業団体職員共済組合法の規定による年金の額の改定に関する法律］ | 昭和44年法律第97号  | 厚生年金保険制度及び農林漁業団体職員共済組合制度の統合を図るための農林漁業団体職員共済組合法等を廃止する等の法律                 | 平成13年法律第101号 |
| 昭和四十五年度の税制改正に関する暫定措置法 | 昭和45年法律第5号   | 実効性喪失 | 実効性喪失 |
| 空港整備特別会計法 | 昭和45年法律第25号  | 特別会計に関する法律 | 平成19年法律第23号 |
| 過疎地域対策緊急措置法 | 昭和45年法律第31号  | 附則第3項の規定により昭和55年3月31日限りで失効                                                                                   | 附則第3項の規定により昭和55年3月31日限りで失効                                                                             |
| 沖縄・北方対策庁設置法 | 昭和45年法律第39号  | 沖縄開発庁設置法 | 昭和47年法律第29号 |
| 沖縄復帰のための準備委員会への日本国政府代表に関する臨時措置法 | 昭和45年法律第40号  | 沖縄の復帰に伴う関係法令の改廃に関する法律                                                                                       | 昭和46年法律第130号 |
| 心身障害者福祉協会法 | 昭和45年法律第44号  | 独立行政法人国立重度知的障害者総合施設のぞみの園法                                                                               | 平成14年法律第167号 |
| 沖縄住民の国政参加特別措置法 | 昭和45年法律第49号  | 沖縄の復帰に伴う関係法令の改廃に関する法律                                                                                       | 昭和46年法律第130号 |
| 漁船再保険及漁業共済保険特別会計の歳入不足をうめるための一般会計からの繰入金に関する法律 | 昭和45年法律第66号  | 行政事務の簡素合理化に伴う関係法律の整理及び適用対象の消滅等による法律の廃止に関する法律                                         | 昭和57年法律第69号 |
| 日本私学振興財団法 | 昭和45年法律第69号  | 日本私立学校振興・共済事業団法                                                                                                   | 平成9年法律第48号 |
| 農業者年金基金法 | 昭和45年法律第78号  | 独立行政法人農業者年金基金法 | 平成14年法律第127号 |
| 本州四国連絡橋公団法 〔通称：本州四国公団法〕 | 昭和45年法律第81号  | 日本道路公団等民営化関係法施行法                                                                                                 | 平成16年法律第102号 |
| 輸出中小企業製品統一商標法 〔通称：統一商標法〕 | 昭和45年法律第85号  | 許可、認可等の整理及び合理化に関する法律                                                                                         | 平成6年法律第97号 |
| 国民生活センター法 | 昭和45年法律第94号  | 独立行政法人国民生活センター法                                                                                                   | 平成14年法律第123号 |
| 昭和四十五年度分の地方交付税の特例等に関する法律 | 昭和45年法律第124号 | 実効性喪失 | 実効性喪失 |
| 地方公共団体の議会の議員及び長の選挙期日等の臨時特例に関する法律 | 昭和45年法律第128号 | 実効性喪失 | 実効性喪失 |

### 1971年～1980年
| 法律名 | 法令番号            | 廃止根拠法令名                                                                                                 | 法令番号 |
| --- | ------------------- | --- | --- |
| 昭和四十五年度の米生産調整奨励補助金についての所得税及び法人税の臨時特例に関する法律                                                            | 昭和46年法律第3号   | 行政事務の簡素合理化に伴う関係法律の整理及び適用対象の消滅等による法律の廃止に関する法律                       | 昭和57年法律第69号                                                                                           |
| 外国証券業者に関する法律 | 昭和46年法律第5号   | 証券取引法等の一部を改正する法律の施行に伴う関係法律の整備等に関する法律                                       | 平成18年法律第66号                                                                                           |
| 国有農地等の売払いに関する特別措置法 | 昭和46年法律第50号  | 農地法等の一部を改正する法律                                                                                   | 平成21年法律第57号                                                                                           |
| 特定電子工業及び特定機械工業振興臨時措置法 | 昭和46年法律第17号  | 附則第2項の規定により昭和53年3月31日限りで失効                                                                 | 附則第2項の規定により昭和53年3月31日限りで失効                                                               |
| 中小企業特恵対策臨時措置法 | 昭和46年法律第38号  | 中小企業事業転換対策臨時措置法                                                                                 | 昭和51年法律第84号                                                                                           |
| 塩業の整備及び近代化の促進に関する臨時措置法 | 昭和46年法律第47号  | 塩専売法 | 昭和59年法律第70号                                                                                           |
| 海洋科学技術センター法 | 昭和46年法律第63号  | 国立研究開発法人海洋研究開発機構法                                                                             | 平成15年法律第95号                                                                                           |
| 環境庁設置法 | 昭和46年法律第88号  | 中央省庁等改革のための国の行政組織関係法律の整備等に関する法律                                                 | 平成11年法律第102号                                                                                          |
| 日本万国博覧会記念協会法 | 昭和46年法律第94号  | 独立行政法人日本万国博覧会記念機構法                                                                           | 平成14年法律第125号                                                                                          |
| 農業共済再保険特別会計における農作物共済に係る再保険金の支払財源の不足に充てるための一般会計からする繰入金等に関する法律                        | 昭和46年法律第114号 | 行政事務の簡素合理化に伴う関係法律の整理及び適用対象の消滅等による法律の廃止に関する法律                       | 昭和57年法律第69号                                                                                           |
| 昭和四十六年度分の地方交付税の特例等に関する法律                                                                                                | 昭和46年法律第116号 | 実効性喪失 | 実効性喪失                                                                                                   |
| 国際経済上の調整措置の実施に伴う中小企業に対する臨時措置に関する法律                                                                            | 昭和46年法律第124号 | 中小企業事業転換対策臨時措置法                                                                                 | 昭和51年法律第84号                                                                                           |
| 沖縄振興開発特別措置法 | 昭和46年法律第131号 | 附則第3条第1項の規定により平成14年3月31日限りで失効。                                                          | 附則第3条第1項の規定により平成14年3月31日限りで失効。                                                        |
| 沖縄における公用地等の暫定使用に関する法律 〔通称：公用地暫定使用法〕                                                                           | 昭和46年法律第132号 | 中央省庁等改革関係法施行法                                                                                     | 平成11年法律第160号                                                                                          |
| 昭和四十六年度の米生産調整奨励補助金等についての所得税及び法人税の臨時特例に関する法律                                                          | 昭和47年法律第4号   | 行政事務の簡素合理化に伴う関係法律の整理及び適用対象の消滅等による法律の廃止に関する法律                       | 昭和57年法律第69号                                                                                           |
| 労働保険特別会計法 | 昭和47年法律第18号  | 特別会計に関する法律                                                                                           | 平成19年法律第23号                                                                                           |
| 昭和四十七年度分の地方交付税の特例等に関する法律                                                                                                | 昭和47年法律第25号  | 実効性喪失 | 実効性喪失                                                                                                   |
| 沖縄開発庁設置法 | 昭和47年法律第29号  | 中央省庁等改革のための国の行政組織関係法律の整備等に関する法律                                                 | 平成11年法律第102号                                                                                          |
| 国際交流基金法 | 昭和47年法律第48号  | 独立行政法人国際交流基金法                                                                                     | 平成14年法律第137号                                                                                          |
| 特殊鳥類の譲渡等の規制に関する法律 | 昭和47年法律第49号  | 絶滅のおそれのある野生動植物の種の保存に関する法律                                                             | 平成4年法律第75号                                                                                            |
| 琵琶湖総合開発特別措置法 | 昭和47年法律第64号  | 附則第3項の規定により平成9年3月31日限りで失効                                                                  | 附則第3項の規定により平成9年3月31日限りで失効                                                                |
| 都市公園等整備緊急措置法 | 昭和47年法律第67号  | 社会資本整備重点計画法の施行に伴う関係法律の整備等に関する法律                                                 | 平成15年法律第21号                                                                                           |
| 工業再配置促進法 | 昭和47年法律第73号  | 工業再配置促進法を廃止する法律                                                                                 | 平成18年法律第32号                                                                                           |
| 廃棄物処理施設整備緊急措置法 | 昭和47年法律第95号  | 廃棄物の処理及び清掃に関する法律の一部を改正する法律                                                           | 平成15年法律第93号                                                                                           |
| 貸金業者の自主規制の助長に関する法律 | 昭和47年法律第102号 | 貸金業法 | 昭和58年法律第32号                                                                                           |
| 有線テレビジョン放送法 〔通称：ケーブルテレビ法, ＣＡＴＶ法〕                                                                                   | 昭和48年法律第114号 | 放送法等の一部を改正する法律                                                                                   | 平成22年法律第65号                                                                                           |
| 昭和四十七年度の米生産調整奨励補助金等についての所得税及び法人税の臨時特例に関する法律                                                          | 昭和48年法律第1号   | 行政事務の簡素合理化に伴う関係法律の整理及び適用対象の消滅等による法律の廃止に関する法律                       | 昭和57年法律第69号                                                                                           |
| 沖縄国際海洋博覧会政府代表の設置に関する臨時措置法                                                                                              | 昭和48年法律第11号  | 附則第2項の規定によ沖繩国際海洋博覧会の終了の日から起算して1年を経過した日に失効。                             | 附則第2項の規定によ沖繩国際海洋博覧会の終了の日から起算して1年を経過した日に失効。                           |
| 飼料用米穀等の売渡価格等の臨時特例に関する法律                                                                                                  | 昭和48年法律第18号  | 行政事務の簡素合理化に伴う関係法律の整理及び適用対象の消滅等による法律の廃止に関する法律                       | 昭和57年法律第69号                                                                                           |
| 農産物に関する日本国とアメリカ合衆国との間の協定に基づいて借り入れた外貨資金等の償還に関する特別措置法                                          | 昭和48年法律第24号  | 行政事務の簡素合理化に伴う関係法律の整理及び適用対象の消滅等による法律の廃止に関する法律                       | 昭和57年法律第69号                                                                                           |
| 日本てん菜振興会の解散に関する法律 | 昭和48年法律第33号  | 行政事務の簡素合理化に伴う関係法律の整理及び適用対象の消滅等による法律の廃止に関する法律                       | 昭和57年法律第69号                                                                                           |
| 総合研究開発機構法 | 昭和48年法律第51号  | 総合研究開発機構法を廃止する法律                                                                               | 平成19年法律第100号                                                                                          |
| 漁船積荷保険臨時措置法 | 昭和48年法律第56号  | 漁船損害等補償法の一部を改正する法律（昭和58年法律第24号）第2条の規定により昭和58年9月30日限りで失効。         | 漁船損害等補償法の一部を改正する法律（昭和58年法律第24号）第2条の規定により昭和58年9月30日限りで失効。       |
| 地方公営交通事業の経営の健全化の促進に関する法律                                                                                                | 昭和48年法律第59号  | 地方分権の推進を図るための関係法律の整備等に関する法律                                                         | 平成11年法律第87号                                                                                           |
| 自動車事故対策センター法 | 昭和48年法律第65号  | 独立行政法人自動車事故対策機構法                                                                               | 平成14年法律第183号                                                                                          |
| 中小企業団体の組織に関する法律に基づく命令の規定による織機の登録の特例等に関する法律                                                            | 昭和48年法律第74号  | 附則第2項の規定により昭和53年6月31日限りで失効                                                                 | 附則第2項の規定により昭和53年6月31日限りで失効                                                               |
| 畑作物共済及び園芸施設共済に関する臨時措置法 | 昭和48年法律第79号  | 農業災害補償法及び農業共済基金法の一部を改正する法律                                                           | 昭和53年法律第57号                                                                                           |
| 大規模小売店舗における小売業の事業活動の調整に関する法律 〔通称：大店法, スーパー規制法, 大規模小売店舗法〕                                     | 昭和48年法律第109号 | 大規模小売店舗立地法                                                                                           | 平成10年法律第91号                                                                                           |
| 昭和四十八年度における期末手当の割合等の特例に関する法律                                                                                        | 昭和48年法律第120号 | 行政事務の簡素合理化に伴う関係法律の整理及び適用対象の消滅等による法律の廃止に関する法律                       | 昭和57年法律第69号                                                                                           |
| 昭和四十八年度分の地方交付税の特例に関する法律                                                                                                  | 昭和48年法律第123号 | 実効性喪失 | 実効性喪失                                                                                                   |
| 昭和四十八年度の米生産調整奨励補助金等についての所得税及び法人税の臨時特例に関する法律                                                          | 昭和49年法律第1号   | 中央省庁等改革関係法施行法                                                                                     | 平成11年法律第160号                                                                                          |
| 割増金付貯蓄に関する臨時措置法 | 昭和49年法律第4号   | 附則第2項の規定により昭和51年3月31日限りで失効                                                                 | 附則第2項の規定により昭和51年3月31日限りで失効                                                               |
| 会社臨時特別税法 | 昭和49年法律第11号  | 実効性喪失 | 実効性喪失                                                                                                   |
| 株式会社の監査等に関する商法の特例に関する法律 〔通称：監査特例法, 商法特例法〕                                                                 | 昭和49年法律第22号  | 会社法の施行に伴う関係法律の整備等に関する法律                                                                 | 平成17年法律第87号                                                                                           |
| 農用地整備公団法 ［旧名称：農用地開発公団法］                                                                                                   | 昭和49年法律第43号  | 森林開発公団法の一部を改正する法律                                                                             | 平成11年法律第70号                                                                                           |
| 国際協力事業団法 | 昭和49年法律第62号  | 独立行政法人国際協力機構法                                                                                     | 平成14年法律第136号                                                                                          |
| 参議院議員の通常選挙に関する臨時特例法 | 昭和49年法律第73号  | 行政事務の簡素合理化に伴う関係法律の整理及び適用対象の消滅等による法律の廃止に関する法律                       | 昭和57年法律第69号                                                                                           |
| 電源開発促進対策特別会計法 〔通称：電源特会法〕                                                                                                 | 昭和49年法律第80号  | 特別会計に関する法律                                                                                           | 平成19年法律第23号                                                                                           |
| 国土庁設置法 | 昭和49年法律第98号  | 中央省庁等改革のための国の行政組織関係法律の整備等に関する法律                                                 | 平成11年法律第102号号                                                                                        |
| 昭和四十九年度分の地方交付税の特例に関する法律                                                                                                  | 昭和49年法律第110号 | 実効性喪失 | 実効性喪失                                                                                                   |
| 地方公共団体の議会の議員及び長の選挙期日等の臨時特例に関する法律                                                                                | 昭和49年法律第111号 | 実効性喪失 | 実効性喪失                                                                                                   |
| 昭和四十九年度の稲作転換奨励補助金等についての所得税及び法人税の臨時特例に関する法律                                                            | 昭和50年法律第2号   | 中央省庁等改革関係法施行法                                                                                     | 平成11年法律第160号                                                                                          |
| 昭和四十八年度歳入歳出の決算上の剰余金の処理の特例に関する法律                                                                                  | 昭和50年法律第4号   | 中央省庁等改革関係法施行法                                                                                     | 平成11年法律第160号                                                                                          |
| 宅地開発公団法 | 昭和50年法律第45号  | 住宅・都市整備公団法                                                                                           | 昭和56年法律第48号                                                                                           |
| 義務教育諸学校等の女子教育職員及び医療施設、社会福祉施設等の看護婦、保母等の育児休業に関する法律                                                | 昭和50年法律第62号  | 義務教育諸学校等の女子教育職員及び医療施設、社会福祉施設等の看護婦、保母等の育児休業に関する法律を廃止する法律 | 平成3年法律第112号                                                                                           |
| 昭和五十年度における地方交付税及び地方債の特例に関する法律                                                                                      | 昭和50年法律第77号  | 実効性喪失 | 実効性喪失                                                                                                   |
| 昭和五十年度及び昭和五十一年度における道路整備費の財源の特例等に関する法律 ［旧名称：昭和五十年度における道路整備費の財源の特例等に関する法律］ | 昭和50年法律第85号  | 行政事務の簡素合理化に伴う関係法律の整理及び適用対象の消滅等による法律の廃止に関する法律                       | 昭和57年法律第69号                                                                                           |
| 昭和二十四年五月以前の簡易生命保険契約に関する特別措置法                                                                                        | 昭和50年法律第91号  | 中央省庁等改革関係法施行法                                                                                     | 平成11年法律第160号                                                                                          |
| 昭和五十年度の稲作転換奨励補助金等についての所得税及び法人税の臨時特例に関する法律                                                              | 昭和51年法律第4号   | 中央省庁等改革関係法施行法                                                                                     | 平成11年法律第160号                                                                                          |
| 漁船船主責任保険臨時措置法 | 昭和51年法律第45号  | 漁船損害補償法の一部を改正する法律（昭和56年5月1日法律第31号）附則第3条の規定により昭和56年9月30日限りで失効   | 漁船損害補償法の一部を改正する法律（昭和56年5月1日法律第31号）附則第3条の規定により昭和56年9月30日限りで失効 |
| 一般電気事業会社の社債発行限度に関する特例法 ［旧名称：一般電気事業会社及び一般ガス事業会社の社債発行限度に関する特例法］                       | 昭和51年法律第59号  | 商法等の一部を改正する法律の施行に伴う関係法律の整備等に関する法律                                             | 平成5年法律第63号                                                                                            |
| 中小企業事業転換対策臨時措置法 | 昭和51年法律第84号  | 特定中小企業者事業転換対策等臨時措置法                                                                         | 昭和61年法律第4号                                                                                            |
| 昭和五十一年度の水田総合利用奨励補助金についての所得税及び法人税の臨時特例に関する法律                                                          | 昭和52年法律第3号   | 中央省庁等改革関係法施行法                                                                                     | 平成11年法律第160号                                                                                          |
| 松くい虫被害対策特別措置法 ［旧名称：松くい虫防除特別措置法］                                                                                   | 昭和52年法律第18号  | 附則第2項の規定により平成9年3月31日限りで失効                                                                  | 附則第2項の規定により平成9年3月31日限りで失効                                                                |
| 漁業水域に関する暫定措置法 | 昭和52年法律第31号  | 排他的経済水域における漁業等に関する主権的権利の行使等に関する法律                                             | 平成8年法律第76号                                                                                            |
| 昭和五十一年分所得税の特別減税のための臨時措置法                                                                                                | 昭和52年法律第34号  | 実効性喪失 | 実効性喪失                                                                                                   |
| 社債発行限度暫定措置法 | 昭和52年法律第49号  | 商法等の一部を改正する法律の施行に伴う関係法律の整備等に関する法律                                             | 平成5年法律第63号                                                                                            |
| 国際観光文化都市の整備のための財政上の措置等に関する法律                                                                                        | 昭和52年法律第71号  | 附則第2項の規定により平成29年3月31日限りで失効                                                                 | 附則第2項の規定により平成29年3月31日限りで失効                                                               |
| 一般会計の歳出の財源に充てるための産業投資特別会計からする繰入金に関する法律                                                                    | 昭和52年法律第79号  | 中央省庁等改革関係法施行法                                                                                     | 平成11年法律第160号                                                                                          |
| 砂糖の価格安定等に関する法律第五条第一項の規定による売渡しに係る指定糖の売戻しについての臨時特例に関する法律                                    | 昭和52年法律第85号  | 附則第2項の規定により昭和57年3月31日限りで失効。                                                               | 附則第2項の規定により昭和57年3月31日限りで失効。                                                             |
| 特定不況業種離職者臨時措置法 | 昭和52年法律第95号  | 附則第2項の規定により昭和58年6月30日限りで失効。                                                               | 附則第2項の規定により昭和58年6月30日限りで失効。                                                             |
| 昭和五十二年度分の地方交付税の総額の特例等に関する法律                                                                                          | 昭和53年法律第1号   | 実効性喪失 | 実効性喪失                                                                                                   |
| 円相場高騰関連中小企業対策臨時措置法 | 昭和53年法律第2号   | 附則第2項の規定により昭和55年3月31日限りで失効。                                                               | 附則第2項の規定により昭和55年3月31日限りで失効。                                                             |
| 昭和五十二年度の水田総合利用奨励補助金についての所得税及び法人税の臨時特例に関する法律                                                          | 昭和53年法律第3号   | 中央省庁等改革関係法施行法                                                                                     | 平成11年法律第160号                                                                                          |
| 特定産業構造改善臨時措置法 ［旧名称：特定不況産業安定臨時措置法］                                                                               | 昭和53年法律第44号  | 特定産業構造改善臨時措置法を廃止する法律                                                                       | 昭和63年法律第76号                                                                                           |
| 昭和五十二年分所得税の特別減税のための臨時措置法                                                                                                | 昭和53年法律第45号  | 実効性喪失 | 実効性喪失                                                                                                   |
| 特定機械情報産業振興臨時措置法 | 昭和53年法律第84号  | 附則第2条の規定により施行の日から起算して7年を経過した日に失効。                                               | 附則第2条の規定により施行の日から起算して7年を経過した日に失効。                                             |
| 国有林野事業改善特別措置法 | 昭和53年法律第88号  | 国有林野事業の改革のための特別措置法                                                                           | 平成10年法律第134号                                                                                          |
| 地方公共団体の議会の議員及び長の選挙期日等の臨時特例に関する法律                                                                                | 昭和53年法律第100号 | 実効性喪失 | 実効性喪失                                                                                                   |
| 造船業基盤整備事業協会法 ［旧名称：特定船舶製造業安定事業協会法］                                                                               | 昭和53年法律第103号 | 運輸施設整備事業団法の一部を改正する法律                                                                       | 平成12年法律第47号                                                                                           |
| 特定業種関連地域中小企業対策臨時措置法 ［旧名称：特定不況地域中小企業対策臨時措置法］                                                           | 昭和53年法律第106号 | 特定地域中小企業対策臨時措置法                                                                                 | 昭和61年法律第97号                                                                                           |
| 特定不況地域離職者臨時措置法 | 昭和53年法律第107号 | 特定不況業種等関係労働者の雇用の安定に関する特別措置法                                                         | 昭和58年法律第39号                                                                                           |
| 昭和五十三年度の水田利用再編奨励補助金についての所得税及び法人税の臨時特例に関する法律                                                          | 昭和54年法律第1号   | 中央省庁等改革関係法施行法                                                                                     | 平成11年法律第160号                                                                                          |
| 通信・放送機構法 ［旧名称：通信・放送衛星機構法］                                                                                               | 昭和54年法律第46号  | 独立行政法人通信総合研究所法の一部を改正する法律                                                               | 平成14年法律第134号                                                                                          |
| 産地中小企業対策臨時措置法 | 昭和54年法律第53号  | 附則第2条の規定により施行の日から起算して7年を経過した日に失効。                                               | 附則第2条の規定により施行の日から起算して7年を経過した日に失効。                                             |
| 医薬品副作用被害救済・研究振興調査機構法 ［旧名称：医薬品副作用被害救済基金法, 医薬品副作用被害救済・研究振興基金法］                           | 昭和54年法律第55号  | 独立行政法人医薬品医療機器総合機構法                                                                           | 平成14年法律第192号                                                                                          |
| 角膜及び腎臓の移植に関する法律 | 昭和54年法律第63号  | 臓器の移植に関する法律                                                                                         | 平成9年法律第104号                                                                                           |
| 昭和五十四年度の水田利用再編奨励補助金についての所得税及び法人税の臨時特例に関する法律                                                          | 昭和55年法律第2号   | 中央省庁等改革関係法施行法                                                                                     | 平成11年法律第160号                                                                                          |
| 過疎地域振興特別措置法 〔通称：過疎法〕 | 昭和55年法律第19号  | 附則第3項の規定により平成2年3月31日限りで失効。                                                                | 附則第3項の規定により平成2年3月31日限りで失効。                                                              |
| 中小企業事業団法 | 昭和55年法律第53号  | 中小企業総合事業団法                                                                                           | 平成11年法律第19号                                                                                           |
| オリンピック記念青少年総合センターの解散に関する法律                                                                                            | 昭和55年法律第54号  | 中央省庁等改革関係法施行法                                                                                     | 平成11年法律第160号                                                                                          |
| 臨時行政調査会設置法 | 昭和55年法律第103号 | 附則第6項の規定により附則第1項の政令で定める日から起算して2年を経過した日に失効。                              | 附則第6項の規定により附則第1項の政令で定める日から起算して2年を経過した日に失効。                            |
| 日本国有鉄道経営再建促進特別措置法 〔通称：国鉄再建法〕                                                                                         | 昭和55年法律第111号 | 日本国有鉄道改革法等施行法                                                                                     | 昭和61年法律第93号                                                                                           |

### 1981年～1990年
| 法律名 | 法令番号            | 廃止根拠法令名 | 法令番号                                                                                    |
| --- | ------------------- | --- | ------------------------------------------------------------------------------------------- |
| 昭和五十五年度の水田利用再編奨励補助金についての所得税及び法人税の臨時特例に関する法律 | 昭和56年法律第2号   | 中央省庁等改革関係法施行法 | 平成11年法律第160号                                                                         |
| 昭和五十五年度分として交付すべき地方交付税の総額の特例に関する法律 | 昭和56年法律第3号   | 実効性喪失 | 実効性喪失                                                                                  |
| 昭和五十五年度歳入歳出の決算上の剰余金の処理の特例に関する法律 | 昭和56年法律第16号  | 中央省庁等改革関係法施行法 | 平成11年法律第160号                                                                         |
| 蚕糸砂糖類価格安定事業団法 | 昭和56年法律第44号  | 農畜産業振興事業団法 | 平成8年法律第53号                                                                           |
| 住宅・都市整備公団法 | 昭和56年法律第48号  | 都市基盤整備公団法 | 平成11年法律第76号                                                                          |
| 放送大学学園法 | 昭和56年法律第80号  | 放送大学学園法 | 平成14年法律第156号                                                                         |
| 昭和五十六年分所得税の特別減税のための臨時措置法 | 昭和56年法律第90号  | 実効性喪失 | 実効性喪失                                                                                  |
| 昭和五十六年度の水田利用再編奨励補助金についての所得税及び法人税の臨時特例に関する法律 | 昭和57年法律第3号   | 中央省庁等改革関係法施行法 | 平成11年法律第160号                                                                         |
| 地域改善対策特別措置法 | 昭和57年法律第16号  | 附則第2条の規定により昭和62年3月31日限りで失効。                                                                                         | 附則第2条の規定により昭和62年3月31日限りで失効。                                            |
| 国際科学技術博覧会政府代表の設置に関する臨時措置法 | 昭和57年法律第36号  | 附則第2項の規定により国際科学技術博覧会の終了の日から起算して1年を経過した日に失効。                                                     | 附則第2項の規定により国際科学技術博覧会の終了の日から起算して1年を経過した日に失効。        |
| 南極地域の動物相及び植物相の保存に関する法律 | 昭和57年法律第58号  | 南極地域の環境の保護に関する法律 | 平成9年法律第61号                                                                           |
| 日本学校健康会法 | 昭和57年法律第63号  | 日本体育・学校健康センター法 | 昭和60年法律第92号                                                                          |
| 海外商品市場における先物取引の受託等に関する法律 | 昭和57年法律第65号  | 商品取引所法及び商品投資に係る事業の規制に関する法律の一部を改正する法律                                                                 | 平成21年法律第74号                                                                          |
| 地方公共団体の議会の議員及び長の選挙期日等の臨時特例に関する法律 | 昭和57年法律第94号  | 実効性喪失 | 実効性喪失                                                                                  |
| 昭和五十七年度における国債整理基金に充てるべき資金の繰入れの特例に関する法律 | 昭和58年法律第1号   | 中央省庁等改革関係法施行法 | 平成11年法律第160号                                                                         |
| 昭和五十七年度の水田利用再編奨励補助金についての所得税及び法人税の臨時特例に関する法律 | 昭和58年法律第3号   | 中央省庁等改革関係法施行法 | 平成11年法律第160号                                                                         |
| 高度技術工業集積地域開発促進法 | 昭和58年法律第35号  | 新事業創出促進法 | 平成10年法律第152号                                                                         |
| 特定不況業種等関係労働者の雇用の安定に関する特別措置法 〔通称：不況業種等雇用安定法〕［旧名称：特定不況業種・特定不況地域関係労働者の雇用の安定に関する特別措置法, 特定不況業種関係労働者の雇用の安定に関する特別措置法］                 | 昭和58年法律第39号  | 経済社会の変化に対応する円滑な再就職を促進するための雇用対策法等の一部を改正する等の法律                                                 | 平成13年法律第35号                                                                          |
| 日本国有鉄道の経営する事業の再建の推進に関する臨時措置法 | 昭和58年法律第50号  | 日本国有鉄道改革法等施行法 | 昭和61年法律第93号                                                                          |
| 臨時行政改革推進審議会設置法 | 昭和58年法律第52号  | 附則第1項の政令で定める日から起算して3年を経過した日に失効。                                                                             | 附則第1項の政令で定める日から起算して3年を経過した日に失効。                                |
| 昭和五十八年分の所得税の臨時特例等に関する法律 | 昭和58年法律第67号  | 実効性喪失 | 実効性喪失                                                                                  |
| 個人の住民税に係る地方税法の臨時特例に関する法律 | 昭和58年法律第68号  | 実効性喪失 | 実効性喪失                                                                                  |
| 商業用レコードの公衆への貸与に関する著作者等の権利に関する暫定措置法 〔通称：貸レコード暫定措置法〕 | 昭和58年法律第76号  | 著作権法の一部を改正する法律 | 昭和59年法律第46号                                                                          |
| 総務庁設置法 | 昭和58年法律第79号  | 中央省庁等改革のための国の行政組織関係法律の整備等に関する法律                                                                           | 平成11年法律第102号号                                                                       |
| 昭和五十八年度の水田利用再編奨励補助金についての所得税及び法人税の臨時特例に関する法律 | 昭和59年法律第1号   | 中央省庁等改革関係法施行法 | 平成11年法律第160号                                                                         |
| 農業共済再保険特別会計における農作物共済及び畑作物共済に係る再保険金の支払財源の不足に充てるための一般会計からする繰入金に関する法律 | 昭和59年法律第3号   | 中央省庁等改革関係法施行法 | 平成11年法律第160号                                                                         |
| 特許特別会計法 | 昭和59年法律第24号  | 特別会計に関する法律 | 平成19年法律第23号                                                                          |
| 株券等の保管及び振替に関する法律 〔通称：保管振替法, 保振法, 株券保管振替法〕 | 昭和59年法律第30号  | 株式等の取引に係る決済の合理化を図るための社債等の振替に関する法律等の一部を改正する法律                                                 | 平成16年法律第88号                                                                          |
| 関西国際空港株式会社法 | 昭和59年法律第53号  | 関西国際空港及び大阪国際空港の一体的かつ効率的な設置及び管理に関する法律                                                                 | 平成23年法律第54号                                                                          |
| 日本育英会法 | 昭和59年法律第64号  | 独立行政法人日本学生支援機構法 | 平成15年法律第94号                                                                          |
| 臨時教育審議会設置法 | 昭和59年法律第65号  | 附則第2条の規定により、附則第1条ただし書の政令で定める日から起算して3年を経過した日に失効。                                              | 附則第2条の規定により、附則第1条ただし書の政令で定める日から起算して3年を経過した日に失効。 |
| 塩専売法 | 昭和59年法律第70号  | 塩事業法 | 平成8年法律第39号                                                                           |
| 社会福祉・医療事業団法 | 昭和59年法律第75号  | 独立行政法人福祉医療機構法 | 平成14年法律第166号                                                                         |
| 昭和五十九年度の水田利用再編奨励補助金についての所得税及び法人税の臨時特例に関する法律 | 昭和60年法律第1号   | 中央省庁等改革関係法施行法 | 平成11年法律第160号                                                                         |
| 昭和五十九年度及び昭和六十年度における道路整備費の財源の特例等に関する法律 ［旧名称：昭和五十九年度における道路整備費の財源の特例等に関する法律］                                                                                         | 昭和60年法律第2号   | 中央省庁等改革関係法施行法 | 平成11年法律第160号                                                                         |
| 昭和五十九年度分として交付すべき地方交付税の総額の特例に関する法律 | 昭和60年法律第3号   | 実効性喪失 | 実効性喪失                                                                                  |
| 登記特別会計法 | 昭和60年法律第54号  | 特別会計に関する法律 | 平成19年法律第23号                                                                          |
| 中小企業技術開発促進臨時措置法 | 昭和60年法律第55号  | 中小企業の創造的事業活動の促進に関する臨時措置法                                                                                         | 平成7年法律第47号                                                                           |
| 日本体育・学校健康センター法 | 昭和60年法律第92号  | 独立行政法人日本スポーツ振興センター法                                                                                                   | 平成14年法律第162号                                                                         |
| 特定石油製品輸入暫定措置法 〔通称：特石法〕 | 昭和60年法律第95号  | 石油製品の安定的かつ効率的な供給の確保のための関係法律の整備等に関する法律                                                               | 平成7年法律第76号                                                                           |
| 昭和六十年度の水田利用再編奨励補助金についての所得税及び法人税の臨時特例に関する法律 | 昭和61年法律第1号   | 中央省庁等改革関係法施行法 | 平成11年法律第160号                                                                         |
| 昭和六十年度分の地方交付税の総額の特例等に関する法律 | 昭和61年法律第3号   | 実効性喪失 | 実効性喪失                                                                                  |
| 特定中小企業者事業転換対策等臨時措置法 〔通称：事業転換法〕 | 昭和61年法律第4号   | 附則第2条の規定により施行の日から7年を経過した日に失効。                                                                                 | 附則第2条の規定により施行の日から7年を経過した日に失効。                                    |
| 昭和五十九年度歳入歳出の決算上の剰余金の処理の特例に関する法律 | 昭和61年法律第6号   | 中央省庁等改革関係法施行法 | 平成11年法律第160号                                                                         |
| 農業改良資金助成法による貸付金等の財源に充てるための日本中央競馬会の国庫納付金の納付等に関する臨時措置法 | 昭和61年法律第36号  | 中央省庁等改革関係法施行法 | 平成11年法律第160号                                                                         |
| 天皇陛下御在位六十年記念のための十万円及び一万円の臨時補助貨幣の発行に関する法律 | 昭和61年法律第38号  | 通貨の単位及び貨幣の発行等に関する法律                                                                                                   | 昭和62年法律第42号                                                                          |
| 研究交流促進法 | 昭和61年法律第57号  | 科学技術・イノベーション創出の活性化に関する法律                                                                                         | 平成20年法律第63号                                                                          |
| 有価証券に係る投資顧問業の規制等に関する法律 〔通称：投資顧問業法〕 | 昭和61年法律第74号  | 中央省庁等改革のための国の行政組織関係法律の整備等に関する法律                                                                           | 平成11年法律第102号                                                                         |
| 民間事業者の能力の活用による特定施設の整備の促進に関する臨時措置法 | 昭和61年法律第77号  | 民間事業者の能力の活用による特定施設の整備の促進に関する臨時措置法及び輸入の促進及び対内投資事業の円滑化に関する臨時措置法を廃止する法律 | 平成18年法律第31号                                                                          |
| 生物系特定産業技術研究推進機構法 | 昭和61年法律第82号  | 独立行政法人農業技術研究機構法の一部を改正する法律                                                                                       | 平成14年法律第129号                                                                         |
| 特定外航船舶解撤促進臨時措置法 | 昭和61年法律第83号  | 附則第2条の規定により、附則第1条ただし書の政令で定める日から起算して3年を経過した日に失効。                                              | 附則第2条の規定により、附則第1条ただし書の政令で定める日から起算して3年を経過した日に失効。 |
| 新幹線鉄道保有機構法 | 昭和61年法律第89号  | 新幹線鉄道に係る鉄道施設の譲渡等に関する法律                                                                                             | 平成3年法律第45号                                                                           |
| 日本国有鉄道清算事業団法 | 昭和61年法律第90号  | 日本国有鉄道清算事業団の債務等の処理に関する法律                                                                                         | 平成10年法律第136号                                                                         |
| 日本国有鉄道退職希望職員及び日本国有鉄道清算事業団職員の再就職の促進に関する特別措置法 | 昭和61年法律第91号  | 附則第2条の規定により平成2年4月1日限りで失効。                                                                                           | 附則第2条の規定により平成2年4月1日限りで失効。                                              |
| 昭和六十年度歳入歳出の決算上の剰余金の処理の特例に関する法律 | 昭和61年法律第96号  | 中央省庁等改革関係法施行法 | 平成11年法律第160号                                                                         |
| 特定地域中小企業対策臨時措置法 | 昭和61年法律第97号  | 附則第2条の規定により施行の日から起算して5年を経過した日に失効。                                                                         | 附則第2条の規定により施行の日から起算して5年を経過した日に失効。                            |
| 地方公共団体の議会の議員及び長の選挙期日等の臨時特例に関する法律 | 昭和61年法律第99号  | 実効性喪失 | 実効性喪失                                                                                  |
| 臨時行政改革推進審議会設置法 | 昭和61年法律第107号 | 附則第3項の規定により、附則第1項の政令で定める日から起算して3年を経過した日に失効。                                                      | 附則第3項の規定により、附則第1項の政令で定める日から起算して3年を経過した日に失効。         |
| 昭和六十二年分の所得税に係る配偶者控除の臨時特例に関する法律 | 昭和61年法律第108号 | 実効性喪失 | 実効性喪失                                                                                  |
| 昭和六十一年度の水田利用再編奨励補助金についての所得税及び法人税の臨時特例に関する法律 | 昭和62年法律第1号   | 中央省庁等改革関係法施行法 | 平成11年法律第160号                                                                         |
| 地域改善対策特定事業に係る国の財政上の特別措置に関する法律 〔通称：地域改善財特法, 地対財特法, 同和新法〕 | 昭和62年法律第22号  | 附則第1条第2項の規定により平成4年3月31日限りで失効。                                                                                     | 附則第1条第2項の規定により平成4年3月31日限りで失効。                                        |
| 産業構造転換円滑化臨時措置法 〔通称：構造転換円滑化法〕 | 昭和62年法律第24号  | 産業構造転換円滑化臨時措置法を廃止する法律                                                                                               | 平成8年法律第49号                                                                           |
| 特定船舶製造業経営安定臨時措置法 | 昭和62年法律第25号  | 特定船舶製造業経営安定臨時措置法を廃止する法律                                                                                           | 平成4年法律第2号                                                                            |
| 日本郵政公社による国債等の募集の取扱い等に関する法律 ［旧名称：郵政官署における国債等の募集の取扱い等に関する法律］ | 昭和62年法律第38号  | 郵政民営化法等の施行に伴う関係法律の整備等に関する法律                                                                                   | 平成17年法律第102号                                                                         |
| 絶滅のおそれのある野生動植物の譲渡の規制等に関する法律 | 昭和62年法律第58号  | 絶滅のおそれのある野生動植物の種の保存に関する法律                                                                                       | 平成4年法律第75号                                                                           |
| 年金財政基盤強化のための年金福祉事業団の業務の特例及び国庫納付金の納付に関する法律 〔通称：年金財政基盤強化法〕 | 昭和62年法律第59号  | 年金福祉事業団の解散及び業務の承継等に関する法律                                                                                         | 平成12年法律第20号                                                                          |
| 国際花と緑の博覧会政府代表の設置に関する臨時措置法 | 昭和62年法律第65号  | 附則第2項の規定により国際花と緑の博覧会の終了の日から起算して１年を経過した日に失効。                                                    | 附則第2項の規定により国際花と緑の博覧会の終了の日から起算して１年を経過した日に失効。       |
| 昭和六十二年度及び昭和六十三年度における私立学校教職員共済組合法の年金の額の改定の特例に関する法律 ［旧名称：昭和六十二年度における私立学校教職員共済組合法の年金の額の改定の特例に関する法律］                                           | 昭和62年法律第68号  | 昭和62年度及び昭和63年度に限り適用のため、実効性喪失                                                                                     | 昭和62年度及び昭和63年度に限り適用のため、実効性喪失                                        |
| 昭和六十二年度及び昭和六十三年度における農林漁業団体職員共済組合法の年金の額の改定の特例に関する法律 ［旧名称：昭和六十二年度における農林漁業団体職員共済組合法の年金の額の改定の特例に関する法律］                                       | 昭和62年法律第73号  | 厚生年金保険制度及び農林漁業団体職員共済組合制度の統合を図るための農林漁業団体職員共済組合法等を廃止する等の法律                         | 平成13年法律第101号                                                                         |
| 農林漁業信用基金法 | 昭和63年法律第79号  | 独立行政法人農林漁業信用基金法 | 平成14年法律第128号                                                                         |
| 国立病院等の再編成に伴う特別措置に関する法律 〔通称：国立病院再編法〕 | 昭和62年法律第106号 | 独立行政法人国立病院機構法 | 平成14年法律第191号                                                                         |
| 抵当証券業の規制等に関する法律 | 昭和62年法律第114号 | 中央省庁等改革のための国の行政組織関係法律の整備等に関する法律                                                                           | 平成11年法律第102号号1                                                                      |
| 昭和六十二年度の水田農業確立助成補助金についての所得税及び法人税の臨時特例に関する法律 | 昭和63年法律第1号   | 中央省庁等改革関係法施行法 | 平成11年法律第160号                                                                         |
| 異分野中小企業者の知識の融合による新分野の開拓の促進に関する臨時措置法 | 昭和63年法律第17号  | 中小企業の創造的事業活動の促進に関する臨時措置法                                                                                         | 平成7年法律第47号                                                                           |
| 地域産業の高度化に寄与する特定事業の集積の促進に関する法律 〔通称：頭脳立地法〕 | 昭和63年法律第32号  | 新事業創出促進法 | 平成10年法律第152号                                                                         |
| 産業技術に関する研究開発体制の整備等に関する法律 ［旧名称：産業技術に関する研究開発体制の整備に関する法律］ | 昭和63年法律第33号  | 国立研究開発法人新エネルギー・産業技術総合開発機構法                                                                                     | 平成14年法律第145号                                                                         |
| 独立行政法人平和祈念事業特別基金等に関する法律 ［旧名称：平和祈念事業特別基金等に関する法律, 独立行政法人平和祈念事業特別基金等に関する法律］                                                                                             | 昭和63年法律第66号  | 独立行政法人平和祈念事業特別基金等に関する法律の廃止等に関する法律                                                                       | 平成18年法律第119号                                                                         |
| 金融先物取引法 | 昭和63年法律第77号  | 中央省庁等改革のための国の行政組織関係法律の整備等に関する法律                                                                           | 平成11年法律第102号号1                                                                      |
| 昭和六十三年分の所得税の臨時特例に関する法律 | 昭和63年法律第85号  | 実効性喪失 | 実効性喪失                                                                                  |
| 行政機関の保有する電子計算機処理に係る個人情報の保護に関する法律 〔通称：行政機関個人情報保護法, 個人情報保護法, 電子計算機処理個人情報保護法〕                                                                                           | 昭和63年法律第95号  | 行政機関の保有する個人情報の保護に関する法律                                                                                             | 平成15年法律第58号                                                                          |
| 消費譲与税法 | 昭和63年法律第111号 | 地方税法等の一部を改正する法律 | 平成6年法律第111号                                                                          |
| 後天性免疫不全症候群の予防に関する法律 | 平成元年法律第2号   | 感染症の予防及び感染症の患者に対する医療に関する法律                                                                                     | 平成10年法律第114号                                                                         |
| 昭和六十三年度の水田農業確立助成補助金についての所得税及び法人税の臨時特例に関する法律 | 平成元年法律第3号   | 中央省庁等改革関係法施行法 | 平成11年法律第160号                                                                         |
| 昭和天皇の大喪の礼の行われる日を休日とする法律 | 平成元年法律第4号   | 実効性喪失 | 実効性喪失                                                                                  |
| 農業共済再保険特別会計における農作物共済に係る再保険金の支払財源の不足に充てるための一般会計からする繰入金に関する法律 | 平成元年法律第7号   | 中央省庁等改革関係法施行法 | 平成11年法律第160号                                                                         |
| 特定新規事業実施円滑化臨時措置法 | 平成元年法律第59号  | 新事業創出促進法の一部を改正する法律 | 平成11年法律第223号                                                                         |
| 地域ソフトウェア供給力開発事業推進臨時措置法 | 平成元年法律第60号  | 新事業創出促進法 | 平成10年法律第152号                                                                         |
| 郵便貯金資金の運用及び簡易保険福祉事業団の業務の特例等に関する法律 ［旧名称：金融自由化対策資金の運用及び簡易保険郵便年金福祉事業団の業務の特例等に関する法律, 金融自由化対策資金の運用及び簡易保険福祉事業団の業務の特例等に関する法律］ | 平成元年法律第62号  | 日本郵政公社法施行法 | 平成14年法律第98号                                                                          |
| 臨時脳死及び臓器移植調査会設置法 | 平成元年法律第70号  | 附則第3項の規定により施行の日から2年を経過した日に失効。                                                                                 | 附則第3項の規定により施行の日から2年を経過した日に失効。                                    |
| 被用者年金制度間の費用負担の調整に関する特別措置法 | 平成元年法律第87号  | 厚生年金保険法等の一部を改正する法律 | 平成8年法律第82号                                                                           |
| 前払式証票の規制等に関する法律 〔通称：プリペイド・カード法, 前払式証票法, 前払式証票規制法〕 | 平成元年法律第92号  | 資金決済に関する法律 | 平成21年法律第59号                                                                          |
| 平成元年度の水田農業確立助成補助金についての所得税及び法人税の臨時特例に関する法律 | 平成2年法律第1号    | 中央省庁等改革関係法施行法 | 平成11年法律第160号                                                                         |
| 過疎地域活性化特別措置法 | 平成2年法律第15号   | 附則6項の規定により平成12年3月31日限りで失効                                                                                             | 附則6項の規定により平成12年3月31日限りで失効                                                |
| 取引所税法 | 平成2年法律第22号   | 有価証券取引税法及び取引所税法を廃止する法律                                                                                             | 平成11年法律第10号                                                                          |
| 即位礼正殿の儀の行われる日を休日とする法律 | 平成2年法律第24号   | 実効性喪失 | 実効性喪失                                                                                  |
| 郵便貯金の利子の民間海外援助事業に対する寄附の委託に関する法律 | 平成2年法律第72号   | 郵政民営化法等の施行に伴う関係法律の整備等に関する法律                                                                                   | 平成17年法律第102号                                                                         |
| 臨時行政改革推進審議会設置法 | 平成2年法律第75号   | 附則第4項の規定により平成5年9月30日限りで失効                                                                                            | 附則第4項の規定により平成5年9月30日限りで失効                                               |
| 地方公共団体の議会の議員及び長の選挙期日等の臨時特例に関する法律 | 平成2年法律第76号   | 実効性喪失 | 実効性喪失                                                                                  |

### 1991年～2000年
| 法律名 | 法令番号            | 廃止根拠法令名 | 法令番号                                                                     |
| --- | ------------------- | --- | ---------------------------------------------------------------------------- |
| 平成二年度の水田農業確立助成補助金についての所得税及び法人税の臨時特例に関する法律 | 平成3年法律第1号    | 平成十六年度の水田農業構造改革交付金等についての所得税及び法人税の臨時特例に関する法律                                                               | 平成17年法律第2号                                                            |
| 電気通信基盤充実臨時措置法 | 平成3年法律第27号   | 国立研究開発法人情報通信研究機構法及び特定通信・放送開発事業実施円滑化法の一部を改正する等の法律                                                     | 平成28年法律第32号                                                           |
| 日本郵政公社による外国通貨の両替及び旅行小切手の売買に関する法律 | 平成3年法律第37号   | 郵政民営化法等の施行に伴う関係法律の整備等に関する法律                                                                                               | 平成17年法律第102号                                                          |
| 鉄道整備基金法 | 平成3年法律第46号   | 運輸施設整備事業団法 | 平成9年法律第83号                                                            |
| 郵便局の用に供する土地の高度利用のための簡易保険福祉事業団の業務の特例等に関する法律 | 平成3年法律第50号   | 日本郵政公社法施行法 | 平成14年法律第98号                                                           |
| 輸入品専門売場の設置に関する大規模小売店舗における小売業の事業活動の調整に関する法律の特例に関する法律 | 平成3年法律第81号   | 大規模小売店舗立地法 | 平成10年法律第91号                                                           |
| 特定商業集積の整備の促進に関する特別措置法 | 平成3年法律第82号   | 中心市街地における市街地の整備改善及び商業等の活性化の一体的推進に関する法律の一部を改正する等の法律                                                 | 平成18年法律第54号                                                           |
| 平成二年度歳入歳出の決算上の剰余金の処理の特例に関する法律 | 平成3年法律第98号   | 中央省庁等改革関係法施行法 | 平成11年法律第160号                                                          |
| 農業共済再保険特別会計における農作物共済、果樹共済及び園芸施設共済に係る再保険金の支払財源の不足に充てるための一般会計からする繰入金等に関する法律                                                                        | 平成3年法律第99号   | 中央省庁等改革関係法施行法 | 平成11年法律第160号                                                          |
| 平成三年度の水田農業確立助成補助金についての所得税及び法人税の臨時特例に関する法律 | 平成4年法律第1号    | 平成十六年度の水田農業構造改革交付金等についての所得税及び法人税の臨時特例に関する法律                                                               | 平成17年法律第2号                                                            |
| 輸入の促進及び対内投資事業の円滑化に関する臨時措置法 | 平成4年法律第22号   | 民間事業者の能力の活用による特定施設の整備の促進に関する臨時措置法及び輸入の促進及び対内投資事業の円滑化に関する臨時措置法を廃止する法律             | 平成18年法律第31号                                                           |
| 有線テレビジョン放送の発達及び普及のための有線テレビジョン放送番組充実事業の推進に関する臨時措置法 | 平成4年法律第36号   | 独立行政法人通信総合研究所法の一部を改正する法律 | 平成14年法律第134号                                                          |
| 特定中小企業集積の活性化に関する臨時措置法 | 平成4年法律第44号   | 特定産業集積の活性化に関する臨時措置法 | 平成9年法律第28号                                                            |
| 中小企業流通業務効率化促進法 | 平成4年法律第65号   | 流通業務の総合化及び効率化の促進に関する法律 | 平成17年法律第85号                                                           |
| 特定債権等に係る事業の規制に関する法律 | 平成4年法律第77号   | 信託業法 | 平成16年法律第154号                                                          |
| 平成四年度の水田農業確立助成補助金についての所得税及び法人税の臨時特例に関する法律 | 平成5年法律第1号    | 平成十六年度の水田農業構造改革交付金等についての所得税及び法人税の臨時特例に関する法律                                                               | 平成17年法律第2号                                                            |
| エネルギー等の使用の合理化及び資源の有効な利用に関する事業活動の促進に関する臨時措置法 〔通称：省エネ・リサイクル支援法〕［旧名称：エネルギー等の使用の合理化及び再生資源の利用に関する事業活動の促進に関する臨時措置法］ | 平成5年法律第18号   | エネルギーの使用の合理化に関する法律の一部を改正する等の法律                                                                                         | 平成25年法律第25号                                                           |
| 皇太子徳仁親王の結婚の儀の行われる日を休日とする法律 | 平成5年法律第32号   | 実効性喪失 | 実効性喪失                                                                   |
| 特定中小企業者の新分野進出等による経済の構造的変化への適応の円滑化に関する臨時措置法 | 平成5年法律第93号   | 中小企業等経営強化法 | 平成11年法律第18号                                                           |
| 平成五年度の水田営農活性化助成補助金についての所得税及び法人税の臨時特例に関する法律 | 平成6年法律第6号    | 平成十六年度の水田農業構造改革交付金等についての所得税及び法人税の臨時特例に関する法律                                                               | 平成17年法律第2号                                                            |
| 平成六年分所得税の特別減税のための臨時措置法 | 平成6年法律第29号   | 実効性喪失：平成6年分の所得税に限り適用 |                                                                              |
| 放送番組素材利用促進事業の推進に関する臨時措置法 | 平成6年法律第36号   | 独立行政法人通信総合研究所法の一部を改正する法律 | 平成14年法律第134号                                                          |
| 高齢者、身体障害者等が円滑に利用できる特定建築物の建築の促進に関する法律 〔通称：ハートビル法〕 | 平成6年法律第44号   | 高齢者、障害者等の移動等の円滑化の促進に関する法律                                                                                                   | 平成18年法律第91号                                                           |
| 行政改革委員会設置法 | 平成6年法律第96号   | 附則第3項の規定により施行の日から3年を経過した日に失効。                                                                                             | 附則第3項の規定により施行の日から3年を経過した日に失効。                     |
| 地方公共団体の議会の議員及び長の選挙期日等の臨時特例に関する法律 | 平成6年法律第103号  | 実効性喪失 | 実効性喪失                                                                   |
| 平成七年分所得税の特別減税のための臨時措置法 | 平成6年法律第110号  | 実効性喪失：平成7年分の所得税に限り適用 |                                                                              |
| 青年等の就農促進のための資金の貸付け等に関する特別措置法 〔通称：就農促進法〕［旧名称：青年の就農促進のための資金の貸付け等に関する特別措置法］                                                                           | 平成7年法律第2号    | 農業の構造改革を推進するための農業経営基盤強化促進法等の一部を改正する等の法律                                                                       | 平成25年法律第102号                                                          |
| 農業に関する技術の研究開発の促進に関する特別措置法 | 平成7年法律第5号    | 農業に関する技術の研究開発の促進に関する特別措置法を廃止する法律                                                                                     | 平成12年法律第9号                                                            |
| 平成六年度の水田営農活性化助成補助金についての所得税及び法人税の臨時特例に関する法律 | 平成7年法律第8号    | 平成十七年度の水田農業構造改革交付金等についての所得税及び法人税の臨時特例に関する法律                                                               | 平成18年法律第6号                                                            |
| 阪神・淡路大震災復興の基本方針及び組織に関する法律 | 平成7年法律第12号   | 附則第2項の規定により平成12年2月23日限りで失効 | 附則第2項の規定により平成12年2月23日限りで失効                               |
| 平成六年度分の地方交付税の総額の特例等に関する法律 | 平成7年法律第18号   | 実効性喪失 | 実効性喪失                                                                   |
| 阪神・淡路大震災に伴う許可等の有効期間の延長等に関する緊急措置法 | 平成7年法律第19号   | 実効性喪失 | 実効性喪失                                                                   |
| 阪神・淡路大震災を受けた地域における被災失業者の公共事業への就労促進に関する特別措置法 | 平成7年法律第20号   | 附則第4条の規定により平成12年3月1日限りで失効 | 附則第4条の規定により平成12年3月1日限りで失効                                |
| 阪神・淡路大震災に伴う地方公共団体の議会の議員及び長の選挙期日等の臨時特例に関する法律 | 平成7年法律第25号   | 実効性喪失 | 実効性喪失                                                                   |
| 中小企業の創造的事業活動の促進に関する臨時措置法 | 平成7年法律第47号   | 中小企業経営革新支援法の一部を改正する法律 | 平成17年法律第30号                                                           |
| 特定事業者の事業革新の円滑化に関する臨時措置法 | 平成7年法律第61号   | 産業活力の再生及び産業活動の革新に関する特別措置法                                                                                                   | 平成11年法律第131号                                                          |
| 受信設備制御型放送番組の制作の促進に関する臨時措置法 | 平成7年法律第77号   | 独立行政法人通信総合研究所法の一部を改正する法律 | 平成14年法律第134号                                                          |
| 地方分権推進法 | 平成7年法律第96号   | 附則第3項の規定により平成13年7月3日失効 | 附則第3項の規定により平成13年7月3日失効                                      |
| 臨時大深度地下利用調査会設置法 | 平成7年法律第113号  | 附則第3項の規定により施行の日から3年を経過した日に失効。                                                                                             | 附則第3項の規定により施行の日から3年を経過した日に失効。                     |
| 平成六年度歳入歳出の決算上の剰余金の処理の特例等に関する法律 | 平成7年法律第114号  | 実効性喪失：平成6年度に限り適用 | 実効性喪失：平成6年度に限り適用                                              |
| 平成七年度の水田営農活性化助成補助金についての所得税及び法人税の臨時特例に関する法律 | 平成8年法律第1号    | 平成十八年度の水田農業構造改革交付金等についての所得税及び法人税の臨時特例に関する法律                                                               | 平成19年法律第2号                                                            |
| 平成八年分所得税の特別減税のための臨時措置法 | 平成8年法律第18号   | 実効性喪失：平成8年分の所得税に限り適用 |                                                                              |
| 科学技術振興事業団法 | 平成8年法律第27号   | 国立研究開発法人科学技術振興機構法 | 平成14年法律第158号                                                          |
| らい予防法の廃止に関する法律 | 平成8年法律第28号   | ハンセン病問題の解決の促進に関する法律 | 平成20年法律第82号                                                           |
| 農畜産業振興事業団法 | 平成8年法律第53号   | 独立行政法人農畜産業振興機構法 | 平成14年法律第126号                                                          |
| 郵便振替の預り金の民間災害救援事業に対する寄附の委託に関する法律 | 平成8年法律第72号   | 郵政民営化法等の施行に伴う関係法律の整備等に関する法律                                                                                               | 平成17年法律第102号                                                          |
| 海洋生物資源の保存及び管理に関する法律 | 平成8年法律第77号   | 漁業法等の一部を改正する等の法律 | 平成30年法律第95号                                                           |
| 人権擁護施策推進法 | 平成8年法律第120号  | 附則第2項の規定により平成14年3月25日失効 | 附則第2項の規定により平成14年3月25日失効                                     |
| 平成八年度分として交付すべき地方交付税の総額の特例に関する法律 | 平成9年法律第1号    | 実効性喪失：平成8年度分の地方交付税に限り適用 | 実効性喪失：平成8年度分の地方交付税に限り適用                                |
| 平成八年度の新生産調整推進助成補助金等についての所得税及び法人税の臨時特例に関する法律 | 平成9年法律第2号    | 実効性喪失：平成8年度の新生産調整推進助成補助金に限り適用                                                                                            | 実効性喪失：平成8年度の新生産調整推進助成補助金に限り適用                    |
| 男女共同参画審議会設置法 | 平成9年法律第7号    | 男女共同参画社会基本法 | 平成11年法律第78号                                                           |
| 特定産業集積の活性化に関する臨時措置法 | 平成9年法律第28号   | 地域経済牽引事業の促進による地域の成長発展の基盤強化に関する法律（制定題名：企業立地の促進等による地域における産業集積の形成及び活性化に関する法律） | 平成19年法律第40号                                                           |
| アイヌ文化の振興並びにアイヌの伝統等に関する知識の普及及び啓発に関する法律 | 平成9年法律第52号   | アイヌの人々の誇りが尊重される社会を実現するための施策の推進に関する法律                                                                             | 平成31年法律第16号                                                           |
| 株式の消却の手続に関する商法の特例に関する法律 | 平成9年法律第55号   | 商法等の一部を改正する等の法律 | 平成13年法律第79号                                                           |
| 運輸施設整備事業団法 | 平成9年法律第83号   | 独立行政法人鉄道建設・運輸施設整備支援機構法 | 平成14年法律第180号                                                          |
| 金融監督庁設置法 | 平成9年法律第101号  | 金融庁設置法（制定題名：金融再生委員会設置法） | 平成10年法律第130号                                                          |
| 銀行持株会社の創設のための銀行等に係る合併手続の特例等に関する法律 | 平成9年法律第121号  | 会社法の施行に伴う関係法律の整備等に関する法律 | 平成17年法律第87号                                                           |
| 平成十年分所得税の特別減税のための臨時措置法 | 平成10年法律第1号   | 実効性喪失：平成10年分の所得税に限り適用 | 実効性喪失：平成10年分の所得税に限り適用                                     |
| 金融機能の安定化のための緊急措置に関する法律 | 平成10年法律第5号   | 金融機能の再生のための緊急措置に関する法律 | 平成10年法律第132号                                                          |
| 平成九年度の新生産調整推進助成補助金等についての所得税及び法人税の臨時特例に関する法律 | 平成10年法律第6号   | 実効性喪失：平成9年度の新生産調整推進助成補助金に限り適用                                                                                            | 実効性喪失：平成9年度の新生産調整推進助成補助金に限り適用                    |
| 地方公共団体の議会の議員及び長の選挙期日等の臨時特例に関する法律 | 平成10年法律第67号  | 実効性喪失 | 実効性喪失                                                                   |
| 社会保障に関する日本国とドイツ連邦共和国との間の協定の実施に伴う厚生年金保険法等の特例等に関する法律 | 平成10年法律第77号  | 社会保障協定の実施に伴う厚生年金保険法等の特例等に関する法律                                                                                         | 平成19年法律第104号                                                          |
| 郵便貯金及び預金等の受払事務の委託及び受託に関する法律 | 平成10年法律第78号  | 郵政民営化法等の施行に伴う関係法律の整備等に関する法律                                                                                               | 平成17年法律第102号                                                          |
| 金融機関等が有する根抵当権により担保される債権の譲渡の円滑化のための臨時措置に関する法律 〔通称：根抵当権付債権譲渡円滑化臨時措置法〕                                                                                     | 平成10年法律第127号 | 担保物権及び民事執行制度の改善のための民法等の一部を改正する法律                                                                                     | 平成15年法律第134号                                                          |
| 郵便貯金及び預金等の受払事務の委託及び受託に関する法律 | 平成10年法律第78号  | 郵政民営化法等の施行に伴う関係法律の整備等に関する法律                                                                                               | 平成17年法律第102号                                                          |
| 特定競売手続における現況調査及び評価等の特例に関する臨時措置法 | 平成10年法律第129号 | 附則第2項の規定により平成20年12月16日限りで失効 | 附則第2項の規定により平成20年12月16日限りで失効                              |
| 国有林野事業の改革のための特別措置法 | 平成10年法律第134号 | 国有林野の有する公益的機能の維持増進を図るための国有林野の管理経営に関する法律等の一部を改正する等の法律                                             | 平成24年6月27日法律第42号                                                    |
| 新事業創出促進法 | 平成10年法律第152号 | 中小企業経営革新支援法の一部を改正する法律 | 平成17年4月13日法律第30号                                                    |
| 平成十年度の緊急生産調整推進対策水田営農確立助成補助金等についての所得税及び法人税の臨時特例に関する法律 | 平成11年法律第1号   | 実効性喪失：平成10年度の緊急生産調整推進対策水田営農確立助成補助金に限り適用                                                                         | 実効性喪失：平成10年度の緊急生産調整推進対策水田営農確立助成補助金に限り適用 |
| 経済社会の変化等に対応して早急に講ずべき所得税及び法人税の負担軽減措置に関する法律 | 平成11年法律第8号   | 所得税法等の一部を改正する等の法律 | 平成18年法律第10号                                                           |
| 中小企業総合事業団法 | 平成11年法律第19号  | 中小企業総合事業団法及び機械類信用保険法の廃止等に関する法律                                                                                         | 平成14年法律第146号                                                          |
| 雇用・能力開発機構法 | 平成11年法律20号    | 独立行政法人雇用・能力開発機構法 | 平成14年法律第170号                                                          |
| 国際協力銀行法 | 平成11年法律第35号  | 株式会社日本政策金融公庫法 | 平成19年法律第57号                                                           |
| 高度テレビジョン放送施設整備促進臨時措置法 〔通称：高度テレビ放送促進法, 高度テレビ整備法〕 | 平成11年法律第63号  | 高度テレビジョン放送施設整備促進臨時措置法を廃止する法律                                                                                             | 平成27年法律第15号                                                           |
| 司法制度改革審議会設置法 | 平成11年法律第68号  | 附則第3項の規定により平成13年7月27日失効 | 附則第3項の規定により平成13年7月27日失効                                     |
| 日本政策投資銀行法 | 平成11年法律第73号  | 株式会社日本政策投資銀行法 | 平成19年法律第85号                                                           |
| 都市基盤整備公団法 | 平成11年法律第76号  | 独立行政法人都市再生機構法 | 平成15年日法律第100号                                                        |
| 郵政事業庁設置法 | 平成11年法律第92号  | 日本郵政公社法施行法 | 平成14年法律第98号                                                           |
| 持続性の高い農業生産方式の導入の促進に関する法律 | 平成11年法律第110号 | 環境と調和のとれた食料システムの確立のための環境負荷低減事業活動の促進等に関する法律                                                                 | 令和4年法律第37号                                                            |
| 産業活力の再生及び産業活動の革新に関する特別措置法 | 平成11年法律第131号 | 産業競争力強化法 | 平成25年法律第98号                                                           |
| 独立行政法人消防研究所法 | 平成11年法律第163号 | 独立行政法人消防研究所の解散に関する法律 | 平成18年法律第22号                                                           |
| 独立行政法人国立青年の家法 | 平成11年法律第169号 | 独立行政法人に係る改革を推進するための文部科学省関係法律の整備に関する法律                                                                           | 平成18年法律第24号                                                           |
| 独立行政法人国立少年自然の家法 | 平成11年法律第170号 | 独立行政法人に係る改革を推進するための文部科学省関係法律の整備に関する法律                                                                           | 平成18年法律第24号                                                           |
| 独立行政法人国立国語研究所法 | 平成11年法律第171号 | 独立行政法人に係る改革を推進するための文部科学省関係法律の整備等に関する法律                                                                         | 平成21年法律第18号                                                           |
| 独立行政法人文化財研究所法 | 平成11年法律第179号 | 独立行政法人国立博物館法の一部を改正する法律 | 平成19年法律第7号                                                            |
| 独立行政法人国立健康・栄養研究所法 | 平成11年法律第180号 | 独立行政法人医薬基盤研究所法の一部を改正する法律 | 平成26年法律第38号                                                           |
| 独立行政法人労働安全衛生総合研究所法 〔通称：安衛研法〕［旧名称：独立行政法人産業安全研究所法］ | 平成11年法律第181号 | 独立行政法人に係る改革を推進するための厚生労働省関係法律の整備等に関する法律                                                                         | 平成27年法律第17号                                                           |
| 独立行政法人産業医学総合研究所 | 平成11年法律第182号 | 独立行政法人に係る改革を推進するための厚生労働省関係法律の整備に関する法律                                                                           | 平成18年法律第25号                                                           |
| 独立行政法人種苗管理センター法 | 平成11年法律第184号 | 独立行政法人に係る改革を推進するための農林水産省関係法律の整備に関する法律                                                                           | 平成27年法律第70号                                                           |
| 独立行政法人肥飼料検査所法 | 平成11年法律第186号 | 独立行政法人に係る改革を推進するための独立行政法人農林水産消費技術センター法及び独立行政法人森林総合研究所法の一部を改正する法律                     | 平成19年法律第8号                                                            |
| 独立行政法人農薬検査所法 | 平成11年法律第187号 | 独立行政法人に係る改革を推進するための独立行政法人農林水産消費技術センター法及び独立行政法人森林総合研究所法の一部を改正する法律                     | 平成19年法律第8号                                                            |
| 独立行政法人農業者大学校法 | 平成11年法律第188号 | 独立行政法人に係る改革を推進するための農林水産省関係法律の整備に関する法律案                                                                         | 平成18年法律第26号                                                           |
| 独立行政法人林木育種センター法 | 平成11年法律第189号 | 独立行政法人に係る改革を推進するための独立行政法人農林水産消費技術センター法及び独立行政法人森林総合研究所法の一部を改正する法律                     | 平成19年法律第8号                                                            |
| 独立行政法人さけ・ます資源管理センター法 | 平成11年法律第190号 | 独立行政法人に係る改革を推進するための農林水産省関係法律の整備に関する法律案                                                                         | 平成18年法律第26号                                                           |
| 独立行政法人水産大学校法 | 平成11年法律第191号 | 独立行政法人に係る改革を推進するための農林水産省関係法律の整備に関する法律                                                                           | 平成27年法律第70号                                                           |
| 国立研究開発法人農業生物資源研究所法 ［旧名称：独立行政法人農業生物資源研究所法］ | 平成11年法律第193号 | 独立行政法人に係る改革を推進するための農林水産省関係法律の整備に関する法律                                                                           | 平成27年法律第70号                                                           |
| 国立研究開発法人農業環境技術研究所法 ［旧名称：独立行政法人農業環境技術研究所法］ | 平成11年法律第194号 | 独立行政法人に係る改革を推進するための農林水産省関係法律の整備に関する法律                                                                           | 平成27年法律第70号                                                           |
| 独立行政法人農業工学研究所法 | 平成11年法律第195号 | 独立行政法人に係る改革を推進するための農林水産省関係法律の整備に関する法律案                                                                         | 平成18年法律第26号                                                           |
| 独立行政法人食品総合研究所法 | 平成11年法律第196号 | 独立行政法人に係る改革を推進するための農林水産省関係法律の整備に関する法律案                                                                         | 平成18年法律第26号                                                           |
| 独立行政法人交通安全環境研究所法 | 平成11年法律第207号 | 道路運送車両法及び自動車検査独立行政法人法の一部を改正する法律                                                                                       | 平成27年法律第44号                                                           |
| 国立研究開発法人港湾空港技術研究所法 ［旧名称：独立行政法人港湾空港技術研究所法］ | 平成11年法律第209号 | 独立行政法人に係る改革を推進するための国土交通省関係法律の整備に関する法律                                                                           | 平成27年法律第48号                                                           |
| 国立研究開発法人電子航法研究所法 ［旧名称：独立行政法人電子航法研究所法］ | 平成11年法律第210号 | 独立行政法人に係る改革を推進するための国土交通省関係法律の整備に関する法律                                                                           | 平成27年法律第48号                                                           |
| 独立行政法人北海道開発土木研究所法 | 平成11年法律第211号 | 独立行政法人に係る改革を推進するための国土交通省関係法律の整備に関する法律                                                                           | 平成18年法律第28号                                                           |
| 独立行政法人海技大学校法 | 平成11年法律第212号 | 独立行政法人に係る改革を推進するための国土交通省関係法律の整備に関する法律                                                                           | 平成18年法律第28号                                                           |
| 独立行政法人航海訓練所法 | 平成11年法律第213号 | 独立行政法人に係る改革を推進するための国土交通省関係法律の整備に関する法律                                                                           | 平成27年法律第48号                                                           |
| 平成十一年度の緊急生産調整推進対策水田営農確立助成補助金等についての所得税及び法人税の臨時特例に関する法律 | 平成12年法律第2号   | 実効性喪失：平成11年度の緊急生産調整推進対策水田営農確立助成補助金に限り適用                                                                         | 実効性喪失：平成11年度の緊急生産調整推進対策水田営農確立助成補助金に限り適用 |
| 過疎地域自立促進特別措置法 | 平成12年法律第15号  | 附則第3条の規定により令和3年3月31日限りで失効 | 附則第3条の規定により令和3年3月31日限りで失効                                |
| 年金資金運用基金法 | 平成12年法律第19号  | 年金積立金管理運用独立行政法人法 | 平成16年法律第105号                                                          |
| 年金福祉事業団の解散及び業務の承継等に関する法律 | 平成12年法律第20号  | 年金積立金管理運用独立行政法人法 | 平成16年法律第105号                                                          |
| 民事法律扶助法 | 平成12年法律第55号  | 総合法律支援法 | 平成16年法律第74号                                                           |
| 高齢者、身体障害者等の公共交通機関を利用した移動の円滑化の促進に関する法律 〔通称：交通バリアフリー法〕 | 平成12年法律第68号  | 高齢者、障害者等の移動等の円滑化の促進に関する法律                                                                                                   | 平成18年法律第91号                                                           |
| 日本郵政公社による原動機付自転車等責任保険募集の取扱いに関する法律 | 平成12年法律第69号  | 郵政民営化法等の施行に伴う関係法律の整備等に関する法律                                                                                               | 平成17年法律第102号                                                          |
| 社会保障に関する日本国とグレート・ブリテン及び北部アイルランド連合王国との間の協定の実施に伴う厚生年金保険法等の特例等に関する法律                                                                                        | 平成12年法律第83号  | 社会保障協定の実施に伴う厚生年金保険法等の特例等に関する法律                                                                                         | 平成19年法律第104号                                                          |
| 老人医療受給対象者に対する臨時老人薬剤費特別給付金の支給に関する法律 〔通称：老人薬剤費特別給付金支給法〕 | 平成12年法律第115号 | 健康保険法等の一部を改正する法律 | 平成12年法律第140号                                                          |
| 高度情報通信ネットワーク社会形成基本法 | 平成12年法律第144号 | デジタル社会形成基本法 | 令和3年法律第35号                                                            |
| 原子力発電施設等立地地域の振興に関する特別措置法 | 平成12年法律第148号 | 附則第3条の規定により令和3年3月31日限りで失効 | 附則第3条の規定により令和3年3月31日限りで失効                                |

### 2001年～2010年
| 法律名 | 法令番号            | 廃止根拠法令名 | 法令番号                                                       |
| --- | ------------------- | --- | -------------------------------------------------------------- |
| 平成十二年度の水田農業経営確立助成補助金等についての所得税及び法人税の臨時特例に関する法律 | 平成13年法律第1号   | 実効性喪失：平成12年度の水田農業経営確立助成補助金に限り適用                                                                         | 実効性喪失：平成12年度の水田農業経営確立助成補助金に限り適用   |
| 中間法人法 | 平成13年法律第49号  | 一般社団法人及び一般財団法人に関する法律及び公益社団法人及び公益財団法人の認定等に関する法律の施行に伴う関係法律の整備等に関する法律 | 平成18年法律第50号                                             |
| 特殊法人等改革基本法 | 平成13年法律第58号  | 附則第2項の規定により平成18年3月31日限りで失効                                                                                       | 附則第2項の規定により平成18年3月31日限りで失効                 |
| 電気通信役務利用放送法 | 平成13年法律第85号  | 放送法等の一部を改正する法律 | 平成22年法律第65号                                             |
| 平成十三年九月十一日のアメリカ合衆国において発生したテロリストによる攻撃等に対応して行われる国際連合憲章の目的達成のための諸外国の活動に対して我が国が実施する措置及び関連する国際連合決議等に基づく人道的措置に関する特別措置法 〔通称：テロ対策関連三法, テロ対策特別措置法, テロ対策特措法, テロ特措法〕 | 平成13年法律第113号 | 附則第3項の規定により平成19年11月2日失効                                                                                             | 附則第3項の規定により平成19年11月2日失効                       |
| 経済社会の急速な変化に対応して行う中高年齢者の円滑な再就職の促進、雇用の機会の創出等を図るための雇用保険法等の臨時の特例措置に関する法律 〔通称：雇用対策臨時特例法〕 | 平成13年法律第158号 | 附則第2条の規定により平成17年3月31日限りで失効                                                                                       | 附則第2条の規定により平成17年3月31日限りで失効                 |
| 平成十三年度の水田農業経営確立助成補助金等についての所得税及び法人税の臨時特例に関する法律 | 平成14年法律第2号   | 実効性喪失：平成13年度の水田農業経営確立助成補助金に限り適用                                                                         | 実効性喪失：平成13年度の水田農業経営確立助成補助金に限り適用   |
| 二千五年日本国際博覧会政府代表の設置に関する臨時措置法 | 平成14年法律第19号  | 附則第2項の規定により平成18年9月24日失効                                                                                             | 附則第2項の規定により平成18年9月24日失効                       |
| 金融機関等による顧客等の本人確認等及び預金口座等の不正な利用の防止に関する法律 | 平成14年法律第32号  | 犯罪による収益の移転防止に関する法律                                                                                                 | 平成19年法律第22号                                             |
| 電気事業者による新エネルギー等の利用に関する特別措置法 〔通称：電気事業者新エネルギー利用特別措置法, 新エネルギー利用特別措置法, ＲＰＳ法〕 | 平成14年法律第62号  | 電気事業者による新エネルギー等の利用に関する特別措置法                                                                               | 平成14年法律第62号                                             |
| 道路関係四公団民営化推進委員会設置法 | 平成14年法律第69号  | 日本道路公団等民営化関係法施行法 | 平成16年法律第102号                                            |
| 日本郵政公社法 | 平成14年法律第97号  | 郵政民営化法等の施行に伴う関係法律の整備等に関する法律                                                                               | 平成17年法律第102号                                            |
| 日本郵政公社法施行法 | 平成14年法律第98号  | 郵政民営化法等の施行に伴う関係法律の整備等に関する法律                                                                               | 平成17年法律第102号                                            |
| 独立行政法人日本万国博覧会記念機構法 | 平成14年法律第125号 | 独立行政法人日本万国博覧会記念機構法を廃止する法律                                                                                   | 平成25年法律第19号                                             |
| 独立行政法人緑資源機構法 | 平成14年法律第130号 | 独立行政法人緑資源機構法を廃止する法律                                                                                               | 平成20年法律第8号                                              |
| 地方公共団体の議会の議員及び長の選挙期日等の臨時特例に関する法律 | 平成14年法律第150号 | 実効性喪失 | 実効性喪失                                                     |
| 独立行政法人雇用・能力開発機構法 | 平成14年法律第170号 | 独立行政法人雇用・能力開発機構法を廃止する法律                                                                                       | 平成23年法律第26号                                             |
| 独立行政法人原子力安全基盤機構法 | 平成14年法律第179号 | 独立行政法人原子力安全基盤機構の解散に関する法律                                                                                     | 平成25年法律第82号                                             |
| 平成十四年度の水田農業経営確立助成補助金等についての所得税及び法人税の臨時特例に関する法律 | 平成15年法律第2号   | 実効性喪失：平成14年度の水田農業経営確立助成補助金等に限り適用                                                                       | 実効性喪失：平成14年度の水田農業経営確立助成補助金等に限り適用 |
| 酒類小売業者の経営の改善等に関する緊急措置法 | 平成15年法律第34号  | 附則第4条の規定により平成17年8月31日限りで失効                                                                                       | 附則第4条の規定により平成17年8月31日限りで失効                 |
| 行政機関の保有する個人情報の保護に関する法律 | 平成15年法律第58号  | デジタル社会の形成を図るための関係法律の整備に関する法律                                                                             | 令和3年法律第37号                                              |
| 独立行政法人等の保有する個人情報の保護に関する法律 | 平成15年法律第59号  | デジタル社会の形成を図るための関係法律の整備に関する法律                                                                             | 令和3年法律第37号                                              |
| 特定産業廃棄物に起因する支障の除去等に関する特別措置法 | 平成15年法律第98号  | 附則第2項の規定により令和5年3月31日限りで失効                                                                                        | 附則第2項の規定により令和5年3月31日限りで失効                  |
| 独立行政法人国立大学財務・経営センター法 | 平成15年法律第115号 | 独立行政法人大学評価・学位授与機構法の一部を改正する法律                                                                             | 平成27年法律第27号                                             |
| 独立行政法人メディア教育開発センター法 | 平成15年法律第116号 | 独立行政法人に係る改革を推進するための文部科学省関係法律の整備等に関する法律                                                         | 平成21年法律第18号                                             |
| 母子家庭の母の就業の支援に関する特別措置法 〔通称：母子家庭就業支援法〕 | 平成15年法律第126号 | 附則第2項の規定により平成20年3月31日限りで失効                                                                                       | 附則第2項の規定により平成20年3月31日限りで失効                 |
| イラクにおける人道復興支援活動及び安全確保支援活動の実施に関する特別措置法 〔通称：イラク人道復興支援特別措置法, イラク復興支援特別措置法, イラク特措法, イラク復興特措法〕 | 平成15年法律第137号 | 附則第2条の規定により平成21年8月1日失効                                                                                              | 附則第2条の規定により平成21年8月1日失効                        |
| 平成十五年度の水田農業経営確立助成補助金等についての所得税及び法人税の臨時特例に関する法律 | 平成16年法律第2号   | 実効性喪失：平成15年度の水田農業経営確立助成補助金等に限り適用                                                                       | 実効性喪失：平成15年度の水田農業経営確立助成補助金等に限り適用 |
| 東京国際空港における緊急整備事業の円滑な推進に関する特別措置法 | 平成16年法律第24号  | 空港整備法及び航空法の一部を改正する法律                                                                                             | 平成20年法律第75号                                             |
| 所得譲与税法 | 平成16年法律第26号  | 地方税法等の一部を改正する法律 | 平成18年法律第7号                                              |
| 社会保障に関する日本国とアメリカ合衆国との間の協定の実施に伴う厚生年金保険法等の特例等に関する法律 | 平成16年法律第126号 | 社会保障協定の実施に伴う厚生年金保険法等の特例等に関する法律                                                                         | 平成19年法律第104号                                            |
| 社会保障に関する日本国と大韓民国との間の協定の実施に伴う厚生年金保険法等の特例等に関する法律 | 平成16年法律第127号 | 社会保障協定の実施に伴う厚生年金保険法等の特例等に関する法律                                                                         | 平成19年法律第104号                                            |
| アメリカ合衆国の千九百十六年の反不当廉売法に基づき受けた利益の返還義務等に関する特別措置法 〔通称：米国１９１６年ＡＤ法に関する損害回復法〕 | 平成16年法律第162号 | 附則第2項の規定により平成17年6月8日失効                                                                                              | 附則第2項の規定により平成17年6月8日失効                        |
| 日本郵政公社による証券投資信託の受益証券の募集の取扱い等のための日本郵政公社の業務の特例等に関する法律 | 平成16年法律第165号 | 郵政民営化法等の施行に伴う関係法律の整備等に関する法律                                                                               | 平成17年法律第102号                                            |
| 平成十六年度分として交付すべき地方交付税の総額の特例に関する法律 | 平成17年法律第1号   | 実効性喪失：平成16年度分の地方交付税に限り適用                                                                                       | 実効性喪失：平成16年度分の地方交付税に限り適用                 |
| 平成十六年度の水田農業構造改革交付金等についての所得税及び法人税の臨時特例に関する法律 | 平成17年法律第2号   | 実効性喪失：平成16年度の水田農業構造改革交付金等に限り適用                                                                           | 実効性喪失：平成16年度の水田農業構造改革交付金等に限り適用     |
| 二千五年日本国際博覧会への外国人観光旅客の来訪の促進に関する法律 | 平成17年法律第3号   | 附則第2条の規定により平成17年9月25日限りで失効                                                                                       | 附則第2条の規定により平成17年9月25日限りで失効                 |
| 独立行政法人沖縄科学技術研究基盤整備機構法 | 平成17年法律第26号  | 沖縄科学技術大学院大学学園法 | 平成21年法律第76号                                             |
| 社会保障に関する日本国政府とフランス共和国政府との間の協定の実施に伴う厚生年金保険法等の特例等に関する法律 | 平成17年法律第64号  | 社会保障協定の実施に伴う厚生年金保険法等の特例等に関する法律                                                                         | 平成19年法律第104号                                            |
| 社会保障に関する日本国とベルギー王国との間の協定の実施に伴う厚生年金保険法等の特例等に関する法律 | 平成17年法律第65号  | 社会保障協定の実施に伴う厚生年金保険法等の特例等に関する法律                                                                         | 平成19年法律第104号                                            |
| 郵便事業株式会社法 | 平成17年法律第99号  | 郵政民営化法等の一部を改正する等の法律                                                                                               | 平成24年法律第30号                                             |
| 平成十七年度分として交付すべき地方交付税の総額の特例に関する法律 | 平成18年法律第3号   | 実効性喪失：平成17年度分の地方交付税に限り適用                                                                                       | 実効性喪失：平成17年度分の地方交付税に限り適用                 |
| 平成十七年度の水田農業構造改革交付金等についての所得税及び法人税の臨時特例に関する法律 | 平成18年法律第6号   | 実効性喪失：平成17年度の水田農業構造改革交付金等に限り適用                                                                           | 実効性喪失：平成17年度の水田農業構造改革交付金等に限り適用     |
| 社会保障に関する日本国とカナダとの間の協定の実施に伴う厚生年金保険法等の特例等に関する法律 | 平成18年法律第72号  | 社会保障協定の実施に伴う厚生年金保険法等の特例等に関する法律                                                                         | 平成19年法律第104号                                            |
| 中小企業のものづくり基盤技術の高度化に関する法律 | 平成18年法律第33号  | 中小企業の事業承継の促進のための中小企業における経営の承継の円滑化に関する法律等の一部を改正する法律                                 | 令和2年法律第58号                                              |
| 地方公共団体の議会の議員及び長の選挙期日等の臨時特例に関する法律 | 平成18年法律第107号 | 実効性喪失 | 実効性喪失                                                     |
| 地方分権改革推進法 | 平成18年法律第111号 | 附則第4条の規定により平成22年4月1日失効                                                                                              | 附則第4条の規定により平成22年4月1日失効                        |
| 平成十八年度の水田農業構造改革交付金等についての所得税及び法人税の臨時特例に関する法律 | 平成19年法律第2号   | 実効性喪失：平成18年度の水田農業構造改革交付金等に限り適用                                                                           | 実効性喪失：平成18年度の水田農業構造改革交付金等に限り適用     |
| 中小企業による地域産業資源を活用した事業活動の促進に関する法律 | 平成19年法律第39号  | 中小企業の事業承継の促進のための中小企業における経営の承継の円滑化に関する法律等の一部を改正する法律                                 | 令和2年法律第58号                                              |
| テロ対策海上阻止活動に対する補給支援活動の実施に関する特別措置法 〔通称：補給支援特措法, 補給支援特別措置法, テロ特措法, テロ対策特措法, テロ対策特別措置法〕 | 平成20年法律第1号   | 附則第3条の規定により平成22年1月16日失効                                                                                             | 附則第3条の規定により平成22年1月16日失効                       |
| 地方法人特別税等に関する暫定措置法 | 平成20年法律第25号  | 地方税法等の一部を改正する等の法律                                                                                                   | 平成28年法律第13号                                             |
| 介護従事者等の人材確保のための介護従事者等の処遇改善に関する法律 | 平成20年法律第44号  | 介護・障害福祉従事者の人材確保のための介護・障害福祉従事者の処遇改善に関する法律                                                     | 平成26年法律第97号                                             |
| 中小企業者等に対する金融の円滑化を図るための臨時措置に関する法律 〔通称：中小企業金融円滑化法, 金融円滑化法〕 | 平成21年法律第96号  | 附則第2条の規定により平成25年3月31日限りで失効                                                                                       | 附則第2条の規定により平成25年3月31日限りで失効                 |
| 日本郵政株式会社、郵便貯金銀行及び郵便保険会社の株式の処分の停止等に関する法律 〔通称：郵政民営化凍結法, 郵政凍結法, 郵政株式処分凍結法〕 | 平成21年法律第100号 | 郵政民営化法等の一部を改正する等の法律                                                                                               | 平成24年法律第30号                                             |
| 口蹄疫対策特別措置法 | 平成22年法律第44号  | 附則第2条の規定により平成24年3月31日限りで失効                                                                                       | 附則第2条の規定により平成24年3月31日限りで失効                 |
| 地方公共団体の議会の議員及び長の選挙期日等の臨時特例に関する法律 | 平成22年法律第68号  | 実効性喪失 | 実効性喪失                                                     |

### 2011年～2020年
| 法律名 | 法令番号            | 廃止根拠法令名                                                                 | 法令番号                                           |
| --- | ------------------- | ------------------------------------------------------------------------------ | -------------------------------------------------- |
| 東日本大震災に伴う地方公共団体の議会の議員及び長の選挙期日等の臨時特例に関する法律 ［旧名称：平成二十三年東北地方太平洋沖地震に伴う地方公共団体の議会の議員及び長の選挙期日等の臨時特例に関する法律］ | 平成23年法律第2号   | 実効性喪失                                                                     | 実効性喪失                                         |
| 東日本大震災の被災者に係る一般旅券の発給の特例に関する法律 | 平成23年法律第64号  | 東日本大震災の被災者に係る一般旅券の発給の特例に関する法律を廃止する法律       | 令和4年法律第34号                                  |
| 東京電力福島原子力発電所事故調査委員会法 | 平成23年法律第112号 | 附則第3条の規定により平成24年10月30日失効                                      | 附則第3条の規定により平成24年10月30日失効          |
| 東日本大震災の被災者に対する援助のための日本司法支援センターの業務の特例に関する法律 | 平成24年法律第6号   | 附則第3条第1項の規定により令和3年3月31日限りで失効                             | 附則第3条第1項の規定により令和3年3月31日限りで失効 |
| 死因究明等の推進に関する法律 〔通称：死因究明推進法〕 | 平成24年法律第33号  | 附則第2条の規定により平成26年9月21日失効                                       | 附則第2条の規定により平成26年9月21日失効           |
| 東日本大震災に係る原子力損害賠償紛争についての原子力損害賠償紛争審査会による和解仲介手続の利用に係る時効の中断の特例に関する法律 〔通称：原賠ＡＤＲ時効中断特例法〕                                   | 平成25年法律第32号  | 原子力損害の賠償に関する法律の一部を改正する法律                               | 平成30年法律第90号                                 |
| 消費税の円滑かつ適正な転嫁の確保のための消費税の転嫁を阻害する行為の是正等に関する特別措置法 | 平成25年法律第41号  | 附則第2条第1項の規定により令和3年3月31日限りで失効                             | 附則第2条第1項の規定により令和3年3月31日限りで失効 |
| 地方公共団体の議会の議員及び長の選挙期日等の臨時特例に関する法律 | 平成26年法律第125号 | 実効性喪失                                                                     | 実効性喪失                                         |
| 生産性向上特別措置法 | 平成30年法律第25号  | 産業競争力強化法等の一部を改正する等の法律                                     | 令和3年法律第70号                                  |
| 地方公共団体の議会の議員及び長の任期満了による選挙等の期日等の臨時特例に関する法律 | 平成30年法律第101号 | 実効性喪失                                                                     | 実効性喪失                                         |
| 旧優生保護法に基づく優生手術等を受けた者に対する一時金の支給等に関する法律 | 平成31年法律第14号  | 旧優生保護法に基づく優生手術等を受けた者等に対する補償金等の支給等に関する法律 | 令和6年法律第70号                                  |

## 停止
法律の停止は、その法律が適用されなくなるという点では廃止と同様であるが、その法律の存在自体が消滅する廃止に対して、停止では法律が消滅しているわけではないという点で区別される。停止された法律を再び有効なものにするためには、その停止期間が確定的に明示されているのでなければ、新たな立法措置により停止規定の廃止が必要となる。一方、廃止の場合は、廃止規定が施行された後は、廃止規定を廃止しても復活はしない。
法律の停止の例は少なく、以下の4つである。
- 陪審法（大正12年4月18日法律第50号）

陪審法ノ停止ニ関スル法律により、1943年（昭和18年）4月1日にその施行を停止される。
陪審法ノ停止ニ関スル法律附則第3項は、「陪審法ハ大東亜戦争終了後再施行スルモノトシ其ノ期日ハ各条ニ付勅令ヲ以テ之ヲ定ム」と規定されている。この規定は、ポツダム勅令である昭和21年3月23日勅令第161号によって「大東亜戦争」を「今次ノ戦争」に改正され、また「勅令」は日本国憲法施行の際現に効力を有する命令の規定の効力等に関する法律（昭和22年4月18日法律第72号）第2条第1項の規定により「政令」に読み替えられている。
法規定からは戦争終結後の再施行を予定しているが、実施されずに停止状態のままである（2024年（令和6年）現在）。
- 公立高等学校定時制課程職員費国庫補助法（昭和23年法律第134号）

補助金等の臨時特例等に関する法律（昭和29年法律第129号）第1条の規定により施行が停止される（1954年5月29日施行。同年4月1日から適用）。
最終的に停止のまま、国の補助金等の整理及び合理化並びに臨時特例等に関する法律（昭和60年5月18日法律第37号）によって廃止された（1985年5月18日施行）。
- 新たに入学する児童に対する教科用図書の給与に関する法律（昭和27年法律第32号）

補助金等の臨時特例等に関する法律（昭和29年法律第129号）第6条の規定により施行が停止される（1954年5月29日施行。同年4月1日から適用）。
補助金等の臨時特例等に関する法律は、当初1955年3月31日限りで失効（附則第10項）とされていたが、この期限は次のように延長された。
- 国債整理基金への繰入及び補助金等に関する特例の期限を変更するための法律（昭和30年3月31日法律第6号）　1955年5月31日
- 補助金等の臨時特例等に関する法律の一部を改正する法律（昭和30年5月31日法律第13号）　1955年6月30日
- 補助金等の臨時特例等に関する法律の一部を改正する法律（昭和30年6月30日法律第30号）　1956年3月31日
- 補助金等の臨時特例等に関する法律の一部を改正する法律（昭和31年3月30日法律第39号）　1957年3月31日
- 補助金等の臨時特例等に関する法律の一部を改正する法律（昭和32年3月30日法律第15号）　1958年3月31日
- 補助金等の臨時特例等に関する法律の一部を改正する法律（昭和33年3月31日法律第31号）　1959年3月31日
- 補助金等の臨時特例等に関する法律等の一部を改正する法律（昭和34年3月31日法律第75号）　1960年3月31日
- 補助金等の臨時特例等に関する法律の一部を改正する法律（昭和36年3月20日法律第2号）法律で別段の措置が講ぜられるまでの間、その効力を有する。

最終的に停止のまま、就学困難な児童及び生徒に係る就学奨励についての国の援助に関する法律（昭和31年3月30日法律第40号）によって廃止された（1956年4月1日施行）。
- 財政構造改革の推進に関する特別措置法（平成9年12月5日法律第109号）

財政構造改革の推進に関する特別措置法の停止に関する法律（平成10年12月18日法律第150号）により、別に法律で定める日までの間は施行を停止。